# Bunuri mobile din domeniul istorie clasate în patrimoniul cultural național al României aflate în municipiul București (tezaur)
Acestă listă conține bunurile mobile din domeniul istorie clasate în Patrimoniul cultural național al României aflate la momentul clasării în municipiul București.
| Foto | Informații generale | Detalii tehnice | Descriere | Deținător                                               | Legături |
| ---- | --- | --- | --- | ------------------------------------------------------- | -------- |
|      | Regina Elisabeta | Școală: Studioul fotografic: „Franz Mandy”, București Dimensiuni: L: 5 cm; La: 2,5 cm Material: hârtie fotografică; fotografiere sepia | Regina Elisabeta profil dreapta, îmbrăcată în rochie albă. Conține dedicație autografă în limba franceză „pour Sphynx !” (George Enescu). În partea inferioară a fotografiei se observă semnătura Reginei Elisabeta: „Elisabeth‟. Sub semnătură apare denumirea studioului fotografic: „F. Mandy. BUCURESCI‟. Pe verso este trecut cu cerneală albastră „- 3264 – M.N.G.E. nr. inv. 5499‟. | Muzeul Național „George Enescu”, București              | Cimec    |
|      | George Enescu | Datare: 1938 Școală: E.A. Krauss Dimensiuni: L: 14,8 cm; La: 11,1 cm; Passepartout: 31,5 x 21,5 cm Material: hârtie fotografică; fotografiere sepia; cerneală; carton | Fotografie de atelier, portret profil dreapta al compozitorului George Enescu. Fotografia este oferită cu dedicație, mai târziu, lui Dimitrie Gusti: „Domnului Ministru Gusti cu adânca mea recunoștință, George Enescu, 1938‟. Pe verso apare dedicația doamnei Elena Gusti către Muzeul Național „George Enescu‟: „În amintirea profesorului Dimitrie Gusti, 2 mai 1979, București. Elena D. Gusti, Donație Muzeului Muzicii Românești‟. Dimitrie Gusti (1880-1955), a fost un filosof și sociolog. Membru al Academiei Române din 1919, președintele Academiei Române (1944-1946), Dimitrie Gusti este considerat a fi creatorul sociologiei românești. | Muzeul Național „George Enescu”, București              | Cimec    |
|      | George Enescu | Datare: 1943 Dimensiuni: L: 21,5 cm; La: 16,3 cm; Passepartout: 31,5 x 23 cm Material: hârtie fotografică; fotografiere; cerneală; carton | Este reprezentat George Enescu într-o fotografie de atelier, portret semiprofil dreapta. În partea dreaptă jos se observă o semnătură indescifrabilă și anul: „1943‟. În partea inferioară, pe passepartout, cu cerneală neagră: „Domnului Boris Zelinski, remarcabil artist și scump coleg în amintirea altor colaborări, cu sincer devotament, George Enescu, 1943‟. Boris Zelinski oboist și profesor de oboi în cadrul Conservatorului din București. | Muzeul Național „George Enescu”, București              | Cimec    |
|      | George Enescu | Datare: 1945 Dimensiuni: L: 20,6 cm; La: 16 cm; Passepartout: 34 x 24 cm Material: hârtie fotografică; fotografiere sepia; cerneală; carton | George Enescu este fotografiat semiprofil dreapta. Fotografia a fost dăruită cu dedicație lui Constantin Silvestri: „Lui Constantin Silvestri, dorindu-i să realizeze'n cursul anilor tot ce așteptăm de la el... și acesta este mult. George Enescu 1945‟. Constantin Silvestri (1913-1969) a fost un dirijor, compozitor și pianist român, stabilit în Anglia din 1959 și naturalizat ca cetățean britanic din 1967. În 1935 este distins cu Premiul de compoziție George Enescu și devine director muzical al Operei Române. În perioada postbelică este numit director al Filarmonicii din București (1953-1958). În 1958 dirijează premiera românească a operei „Oedip‟ de George Enescu, la Opera Română din București. | Muzeul Național „George Enescu”, București              | Cimec    |
|      | Timbru cap de bour (108 parale, Moldova, 1858) Autor: Poșta Moldovei - Atelia Timbrului din Iași | Datare: 1858 Dimensiuni: 2,2 x 2,2 cm | Timbru cap de bour în valoare de 108 parale emis în Moldova, anul 1858. imaginea reproduce stema heraldică a Moldovei, capul de bour înscris într-un cerc, urmat de o goarnă poștală la bază, o stea cu cinci colțuri și legenda „porto scrisori”, scrisă cu litere chirilice. face parte din prima emisiune de timbre românești. | Colecție particulară, București                         | Cimec    |
|      | Tăviță ovală | Descoperit: jud. MEHEDINȚI, com. GOGOȘU, Coasta Nucilor Dimensiuni: L: 19,3 cm; La: 11,3 cm; Î: 3 cm; G: 150,70 gr Material: argint aurit | Lucrată dintr-o placă de argint ovală, cu marginile ridicate și modelate cu 12 lobi. Decorul pe suprafața interioară redă în centru doi grifoni (cu chip de femeie și bărbat) afrontați. Un chenar lucrat dintr-o bandă perlată înconjoară acest decor. Restul suprafeței este ornamentat cu motive vegetale stilizate (dispuse la capete în două medalioane rotunde), pe una din laturi mai sunt redate capul unui câine, chipul unei femei, capul unei păsări și un alt cap de animal (?). Pe suprafața unor lobi sunt câteva incizii, cu o monogramă. În exterior, pe suprafața a trei lobi a fost zgâriat neglijent câte un cuvânt scris cu litere chirilice. Cele trei cuvinte sunt probabil un nume de persoană. Piesa prezintă o fisură de cca 1,5 cm pe marginea superioară; numeroase crestături pe marginea piesei (în interior); numeroase zgârieturi pe toată suprafața piesei; ștersături ale stratului aurit în unele zone ale piesei. | Muzeul Național de Istorie a României, București        | Cimec    |
|      | Sabie otomană de tip kilij | Datare: Prima jumătate a secolului XVIII Școală: Atelier otoman Descoperit: jud., com. Dimensiuni: L=870mm; Material: Oțel, metal galben ( posibil aur), lemn, os. Forjare, călire. | Lamă din oțel, curbă, cu un tăiș și muchie netăioasă, prezintă pe partea de mijloc un șanț (pe ambele fețe). Spre vârf, lama se lățește și mai primește trei șanțuri pe ambele fețe. Spre gardă are pe partea exterioară o inscripție în litere arabe, încadrată de motive vegetale și un motiv decorativ tot vegetal cu incrustații în metal galben (posibil aur). Modelul dinspre gardă se repetă și în partea interioară a lamei. Muchia netăioasă spre gardă și spre partea lățită prezintă și ea incrustații decorative vegetale cu metal galben, parțial șters. Garda dreaptă, în cruce, cu origine rombică, făurită din alamă este gravată marginal și central. Brațele gărzii se termină în doi bumbi alungiți. Mânerul din oțel este acoperit pe ambele fețe de două plăsele din os, unite median printr-o bandă din alamă. Capul mânerului este străbătut de un orificiu de care este atașat un șnur cu ciucure. | Muzeul Național de Istorie a României, București        | Cimec    |
|      | Sabie occidentală | Datare: octombrie 1812 Școală: Atelier Klingenthal Descoperit: jud., com. Dimensiuni: L=765mm; Material: oțel, metal galben turnare, batere, gravare | Lamă ușor curbă, cu un tăiș, muchie netăioasă și șanț median lat pe ambele fețe. Pe partea exterioară a lamei sunt inscripționate 3 mărci, dintre care într-una, în cea ovală, se remarcă litera K. Pe muchia netăioasă spre mâner e gravată o inscripție din care se remarcă Imp..Klingenthal octobre 1812. Mânerul din oțel este acoperit cu o plăsea din lemn, flancată în partea inferioară de o brățară din alamă iar în partea superioară de un cap al mânerului, îndoit spre tăiș și despicat. Plăseaua din lemn este acoperită spre partea netăioasă cu o placă din alamă. | Muzeul Național de Istorie a României, București        | Cimec    |
|      | Sabie orientală de tip shamshir | Datare: Începutul secolului XIX Școală: Atelier otoman. Descoperit: jud., com. Dimensiuni: L=990mm; Material: Oțel, metal, os. Forjare, călire, inscripționare. | Sabie dăruita lui Al. Ioan Cuza de cetățenii Bârladului. Lamă curbă, din oțel, cu tăiș și muchie netăioasă. Pe partea exterioară, spre talon, este incrustată o inimă din aur, surmontată de o coroană, urmată de inscripția " 5.24 ghenar 1859" (Ianuarie 1859 - luna Unirii Principatelor Române). Garda în formă de cruce, incrustată cu filigran aurit, are origine rombică, care pe partea interioară prezintă o inscripție cu litere arabe. Mânerul din metal este acoperit cu plăsele din fildeș. Capul mânerului este îndoit spre muchia tăioasă a lamei. Plăselele sunt unite median de o bandă metalică și ea ornată cu motive vegetale, incrustate în aur. Capul mânerului prezintă un orificiu acoperit de două nituri metalice, gravate, terminate cu câte o mărgică corai. Starea de conservare este relativ bună. Prexintă lipsă de material dintr-o aripioara, ruptură transversala cca 1 cm în zona benzii metalice de la mâner, crăpături pe suprafața placată cu os de pe mâner; rosături ale stratului aurit în unele zone; știrbituri pe muchiile lamei; zgârieturi; produși de coroziune ai metalului stabilizați. | Muzeul Național de Istorie a României, București        | Cimec    |
|      | Sabie de ofițer cu teacă | Datare: A doua jumătate a secolului XIX. Școală: Atelier italian Descoperit: jud., com. Dimensiuni: L sabie=960mm; L teacă=870mm; Material: Oțel, ebonită. Forjare, călire. | Lamă din oțel nichelat, cu tăiș, contra-tăiș scurt și muchie netăioasă. Este prevăzută pe ambele fețe cu șanț lat care spre vârf se desparte în două. Lama este decorată cu motive vegetale și cosmice (stele), gravate și reliefate. Pe partea exterioară, motivele decorative încadrează inscripția "W/ GARIBALDI", un luptător cu sabia scoasă din teacă, purtată în mâna dreaptă iar în cea stângă ținând de hampă drapelul Italiei, cu stema Regatului italian. Luptătorul stă pe un scut în care se află inscripția W/L, ITALIA/UNITA. Între picioarele luptătorului se remarcă o țeavă de tun. Pe partea interioară a lamei, decorată și ea cu motive vegetale gravate și reliefate, se află stema Regatului Italiei și o cruce surmontată de coroana regală. Spre originea gărzii, într-o eșarfă se află inscripția W/ L. UNIONE. Motive vegetale decorative se află parțial și pe muchia netăioasă a lamei. Garda este simplă, are arc de împreunare și braț posterior îndoit. Mânerul din oțel este placat cu plăsele din ebonită. Teaca din oțel este prevăzută cu două brățări, cu două inele și un lanț cu cârlig care asigura fixarea armei la port-sabie. | Muzeul Național de Istorie a României, București        | Cimec    |
|      | Sabie de husar cu teacă | Datare: A doua jumătate a secolului XVIII. Școală: Atelier occidental. Descoperit: jud., com. Dimensiuni: L sabie=910mm; L teacă=940mm; Material: Metal. Forjare, călire, gravare. | Sabie de cavaler atribuită lui Petöfi Sandor. Lamă lată, curbă, cu un tăiș, contratăiș și muchie netăioasă, prevăzută pe ambele fețe cu un șanț lat. Pe partea exterioară, spre talon este gravată figura Fecioarei Maria, urmată într-un chenar dreptunghiular de inscripția "Maria Mater/ Dei Dalma/ Hungaria/ Saltuum../ Deum con fugio. Pe partea interiară a lamei se află inscripția "In hoc signo vince..?"sub care se află o cruce dublă urmată de un chenar care încadrează inscripția "Deus Exercis/ teum dellator/ fortisime/ esto mecum". Garda are un braț de împreunare, lat și bogat perforat. Mânerul din metal, terminat cu o lentilă, are o plăsea șănțuită. Teaca, tot din metal, terminată cu o potcoavă lată, este prevăzută cu două brățări de care sunt atașate două inele pentru fixare la port-sabie. | Muzeul Național de Istorie a României, București        | Cimec    |
|      | Sabie de ofițer român | Datare: Sfârșitul secolului XIX. Școală: Atelier german Descoperit: jud., com. Dimensiuni: L sabie=950mm; L teacă=850mm; Material: Oțel, metal aurit. Forjare, călire, reliefare, inscripționare. | Sabia a aparținut Regelui Carol I. Lama din oțel nichelat, ușor curbă, cu tăiș, contra-tăiș și muchie netăioasă pe ambele fețe și un alt tăiș scurt, pe ambele fețe, spre originea gărzii, unde lama devine netăioasă. Pe partea exterioară, spre originea gărzii, lama prezintă ornamente gravate și reliefate, cu motive vegetale, care încadrează stema Regatului României și inscripția "BUNULUI NOSTRU SUVERAN". Sub plăcuța aplicată pe originea gărzii, pe partea exterioară, se află inscripționat "F MUHM/HOF" și se continuă cu o altă inscripție care nu poate fi redată fiind acoperită de plăcuță. Pe partea interioară a lamei, decorată cu aceleași ornamente vegetale, se află încadrat cifrul atipic al Regelui Carol I și inscripția BUNULUI NOSTRU CĂPITAN. Pe muchia netăioasă se mai află reliefată și inscripția VIRTUS RUMANA REDIVIVAT. Garda are un braț de împreunare, pe care se înmănunchează trei ramuri exterioare (din care una lipsește iar alta este desprinsă în partea posterioară). Pe partea exterioară a gărzii sunt gravate și reliefate motive vegetale și inscripțiile: PLEVNA ( pe arcul de împreunare), RAHOVA; SMÂRDAN (pe ramurile exterioare) și Independență ( pe ramura interioară). Sub originea gărzii sunt montate două plăcuțe. Cea interioară are o aplică lipsă iar cea exterioară are aplicat în relief Ordinul Steaua României în timp de război. Mânerul este din oțel, acoperit cu plăsele metalice, segmentate de 4 șnururi din metal, care separă inscripțiile reliefate pornind de pe partea superioară spre cea inferioară GLORIE/EROILOR/CĂZUȚI. Mânerul este prevăzut pe partea exterioară cu un cap de vultur cu pene ce se prelungesc până la originea gărzii unde sunt fixate printr-un inel lat, pe care se află inscripția ARMATA RECUNOSCĂTOARE. Capul vulturului este acoperit de un nasture, pe care, în relief, este reprezentată coroana regală a României. În prelungirea penelor capului de vultur se află un scut în care, cu litere reliefate, se află inscripția MĂRIEI SALE REGALE/ DOMNITORULUI CAROL I/COMANDANTELE SUPERIOR/AL/ARMATEI ROMÂNE/ÎN CAMPANIA/1877-1878. Teaca, din metal nichelat, cu două brățări din alamă, are inele de fixare la port-sabie. Talpa tecii se termină într-o potcoavă lățită. În interior sunt două plăcuțe din lemn pentru protejarea lamei. | Muzeul Național de Istorie a României, București        | Cimec    |
|      | Sabie otomană de tip kilij | Datare: A doua jumătate a secolului XVIII Școală: Atelier oriental. Descoperit: jud., com., Imperiul Otoman Dimensiuni: L=822mm; Material: Oțel, os, alamă, posibil aur? Forjare, călire, incrustare, gravare. | Sabie cu lamă din oțel, curbă, cu un tăiș, contratăiș, muchie netăioasă. Lama spre vârful ei și spre gardă se lățește. Prezintă două șanțuri pe ambele fețe, unul mai lung, altul mai scurt. Prezintă motive decorative vegetale, incrustate în metal galben (posibil aur), pe ambele fețe ale lamei, spre gardă. Pe partea exterioară a lamei, se află și o inscripție indescifrabilă (posibil Iancu Jianu) care este încadrată de motive decorative. Garda dreaptă, în cruce, cu origine rombică, are capetele conice. Ambele fețe ale gărzii sunt gravate. Mânerul are două plăsele din os, fixate în două nituri din alamă. Capătul mânerului este îndoit spre tăișul lamei, având și un orificiu care se termină în partea exterioară sub forma unei flori iar pe partea interioară această rozetă lipsește. Plăselele sunt unite între ele printr-o bandă metalică. | Muzeul Național de Istorie a României, București        | Cimec    |
|      | Sabie otomană de tip kilij | Datare: Secolul XVIII Școală: Atelier otoman. Descoperit: jud., com., Imperiul Otoman Dimensiuni: L sabie=885mm; L teacă=755mm; Material: Oțel, fildeș, piele Forjare, călire, gravare. | Sabie cu lamă curbă, cu un tăiș, contratăiș prelungit și muchie netăioasă. Pe ambele fețe este prevăzută cu un șanț lat spre muchia netăioasă. Pe partea exterioară a lamei, spre mâner, prezintă litere arabe gravate și parțial incrustate, încadrate în motive decorative vegetale. Gravarea este ușor prelungită până sub gardă. Muchia netăioasă prezintă o nervură mediană. Garda în cruce, cu origine rombică, este din alamă. Laturile exterioare ale gărzii se termină în bulbi alungiți. Partea inferioară a originii rombice este ruptă pe partea interioară. Mânerul din oțel este acoperit cu două plăsele din fildeș, legate median de o bandă din alamă, gravată cu motive vegetale. Capul mânerului este întors către tăiș. Teaca din lemn este acoperită cu piele neagră iar capetele inferioare și superioare sunt placate cu brățări late din metal, gravate cu motive vegetale. Brățara metalică din partea superioară este prevăzută cu o altă brățară mai îngustă cu două inele de fixare a port-sabiei. | Muzeul Național de Istorie a României, București        | Cimec    |
|      | Baghetă de dirijor | Datare: 1/2 sec XX Dimensiuni: L: 392 mm; Dmax: 21 mm Material: ebonită; argint | Baghetă de dirijor care a aparținut lui George Enescu. Corpul este din ebonită neagră. La bază se află un manșon din argint cu monograma „G.E.” și cu motive florale realizate prin incizie. În vârf se află o manșetă din argint care are în partea superioară o liră cu două capete și o stea în interior. Decorul manșetei este reprezentat de motive florale. | Muzeul Național de Istorie a României, București        | Cimec    |
|      | Însemnul breslei tâmplarilor | Datare: sfârșitul secolului al XVII-lea - începutul secolului al XVIII-lea Școală: atelier transilvănean Descoperit: jud., com., Bistrița Dimensiuni: I=311 mm; LA=190 mm; GR=26 mm; Material: lemn; vopsea. traforare; sculptare; pictare | Însemnul breslei tâmplarilor traforat în forma unui scut fantezist cu partea inferioară curbată spre dreapta și surmnotat de un cârlig în formă de grifon. În interior, pe o parte și pe cealaltă au fost reprezentate uneltele de tâmplar: echerul, ciocan, ferăstrău, mistrie, târnăcop, rindea, clești. Marginea este festonată. Piesa a fost acoperită pe întreaga suprafață cu o vopsea, acum maron. Are două crăpături în zona gâtului grifonului, exfolieri ale stratului pictural în proporție de 30%, rupturi pe marginile piesei și în zona capului grifonului, depuneri de murdărie ancrasata. | Muzeul Național de Istorie a României, București        | Cimec    |
|      | Însemnul breslei croitorilor | Datare: ultimul deceniu al secolului al XVII-lea Școală: atelier transilvănean Descoperit: jud., com., Sibiu Dimensiuni: I=218 mm; LA=164 mm; GR=32 mm; Material: lemn; fier; vopsele traforare; sculptare; pictare | Însemnul breslei croitorilor traforat în formă de scut ușor alungit, sculptat pe ambele fețe cu câte un foarfece deschis pe toată suprafața, surmontat de data - 1695, restul suprafeței fiind pictat cu motive vegetal și florale. În marginea superioară este fixată cu patru cuie o bandă de metal prin care se înșurubează o verigă de atârnare. Prezintă o crăpătură de cca 1,5 cm în partea superioară a piesei (pe una din fețe), rupturi cu lipsă de material (tot pe fața unde se observă crapătura), exfolieri ale stratului pictural, depuneri de murdărie, produși de coroziune ai fierului. | Muzeul Național de Istorie a României, București        | Cimec    |
|      | Chipiu de ofițer | Școală: necunoscut Dimensiuni: L: 24 cm; LA: 18 cm; l: 11 cm Material: pânză; mătase; piele; carton | Chipiul este confecționat din pânză satinată de culoare albă, are formă circulară, este teșit la spate și are cozoroc pătrat din același material căptușit la interior cu piele de culoare verde închis. Are sub-bărbie falsă realizată din același material ca și chipiul. Lateral este prevăzut cu câte un orificiu mic pentru aerisire. În interior are apărătoare de meșină de culoare bej și este căptușit cu mătase de culoare crem. Pânza este îngălbenită și are pete de murdărie pe întreaga suprafață. Calota este ușor deformată și cutată la partea din spate. Apărătoarea de meșină este pătată. Căptușeala este pătată, fragilizată și destrămată pe alocuri. | Muzeul Militar Național „Regele Ferdinand I”, București | Cimec    |
|      | Tunică de general de corp de armată, Batalionul 1 vânători | Datare: Sfârșit de secol XIX și început de secol XX Școală: necunoscut Dimensiuni: L: 75 cm; LA: 44 cm Material: stofă; fir metalic; metal; postav; satin | Tunică confecționată din stofă maro, încheiată la două rânduri. Gulerul este din același material, paspoalat cu verde și are brodat pe colțuri un corn de vânătoare din fir metalic auriu. Tunica are manșete în colț, din postav verde, surmontate de două galoane și trei trese de grad. Pe umeri are fixați epoleți treflă din găitan triplu auriu, pe care este aplicată cifra „1”, metalică. La spatele tunicii sunt două capace false de buzunar, acolodate și paspoalate cu verde fiind fixate cu câte trei nasturi din metal galben. În interior este căptușită cu satin de culoare neagră, iar piepții tunicii sunt căptușiți cu postav verde. Căptușeala mânecilor este din satin crem, fiind destrămată în zona umerilor. | Muzeul Militar Național „Regele Ferdinand I”, București | Cimec    |
|      | Ținută zilnică | Datare: Sfârșit de secol XIX Școală: necunoscut Descoperit: București | Uniformă de general de corp de armată, formată din chipiu și tunică din stofă. | Muzeul Militar Național „Regele Ferdinand I”, București | Cimec    |
|      | Ținută zilnică | Datare: Sfârșit de secol XIX Școală: necunoscut Descoperit: București Dimensiuni: L: 86 cm, LA: 44 cm Material: stofă; fir metalic; metal; postav; satin | Tunica este confecționată din stofă de culoare neagră, încheiată în față la un rând de șapte nasturi mari din metal galben și paspoalată cu stofă de culoare roșie. Fiecare nasture este dublat în interior de un nasture mic din metal alb, inscripționat. Are guler drept din stofă de culoare roșie având aplicat pe toată lungimea galon lat din fir metalic auriu. Manșetele sunt în colț, din stofă roșie, deasupra cărora sunt fixate un galon lat, unul îngust și trese de grad toate confecționate din fir metalic auriu. La spate manșeta are aplicat un nasture mic din metal galben. Pe umeri sunt fixați epoleții tip-treflă, confecționați din găitan triplu din fir metalic auriu. Tunica este tăiată în talie, având la spate două capace false de buzunar, acoladate și paspoalate cu roșu, fiind prinse cu câte trei nasturi mari din metal galben. În interior are la partea superioară căptușeală din mătase crem, iar poalele tunicii sunt căptușite cu stofă de culoare roșie. Stofa prezintă galerii superficiale și perforări cu contur neregulat cauzate de molii: la piept în partea dreaptă (aproape de nasturi), pe mâneca stângă. Căptușeala din satin de culoare crem este fragilizată. | Muzeul Militar Național „Regele Ferdinand I”, București | Cimec    |
|      | Chipiu de general de corp de armată | Datare: Sfârșit de secol XIX Școală: necunoscut Descoperit: București Dimensiuni: L: 22 cm, LA: 17 cm; Î: 11 cm Material: mătase; fir metalic; metal; satin; piele; carton | Chipiul este teșit la spate fiind confecționat din mătase de culoare neagră. Pe banda inferioară din stofă roșie este fixat un galon lat din fir metalic deasupra căruia, circular, sunt aplicate trei trese de grad confecționate din fir metalic auriu. Pe capacul chipiului se află nodul unguresc triplu confecționat din trese de grad. Are cozoroc mic, pătrat, iar central este aplicat soarele și steaua de general din metal, surmontate de cocarda ripsată tricoloră și torsada fixată printr-un nasture mic din metal galben. În interior are apărătoare din meșină de culoare natur și căptușeală din satin de culoare crem. Mătasea este decolorată, uzată, pe alocuri. | Muzeul Militar Național „Regele Ferdinand I”, București | Cimec    |
|      | Chipiu de mareșal de artilerie | Datare: Prima parte a secolului XX Școală: necunoscut Descoperit: București Dimensiuni: L: 24 cm, LA: 19 cm; Î: 12 cm Material: stofă; catifea; satin; fir metalic; piele; carton; metal | Confecționat din stofă de culoare neagră, având pe banda inferioară de catifea neagră broderia de general reprezentând frunze de stejar, confecționată din fir metalic auriu. Deasupra sunt aplicate circular patru trese de grad din fir metalic auriu. Pe capacul chipiului este aplicat nodul unguresc realizat din patru trese de grad. Cozorocul rotunjit este din piele de culoare neagră și are sub-bărbie falsă din galon din fir metalic auriu fixată la capete printr-un nit din metal galben. Central este aplicată emblema reprezentată de o stea fixată pe un medalion, ambele din metal, surmontată de rozeta tricoloră și torsada fixată printr-un nasture mic din metal galben având semnul armei artilerei în centru. În urma restaurării i-au fost adăugate căptușeala din satin și apărătoare de meșină de culoare maro-roșcat. | Muzeul Militar Național „Regele Ferdinand I”, București | Cimec    |
|      | Ținută de ceremonie | Datare: Sfârșit de secol XIX Școală: necunoscut Descoperit: București, Teatru Național Dimensiuni: L: 82 cm, LA: 42 cm Material: stofă; metal; fir metalic; mătase | Tunică confecționată din stofă neagră și paspoalată cu roșu. Gulerul și manșetele în colț sunt din postav roșu și au aplicate câte trei rânduri de broderie realizată din fir metalic, reprezentând frunze de stejar. Pe umeri sunt fixați epoleții confecționați din fir metalic auriu. Tunica este tăiată în talie, având la spate două capace false de buzunar, acoladate și paspoalate cu roșu, fiind aplicată aceeași broderie. În interior are la partea superioară căptușeală din mătase crem, iar piepții și poalele tunicii sunt căptușite cu stofa de culoare roșie; pe pieptul drept sunt aplicați șase nasturi din metal alb inscripționați. Pe mânecă stângă este fixată o banderolă de doliu din tul negru. Tunicii îi lipsesc nasturii exteriori. Căptușeala mânecilor este fragilizată și destrămată. | Muzeul Militar Național „Regele Ferdinand I”, București | Cimec    |
|      | Tunică de colonel în Regimentul 9 Roșiori | Datare: Prima jumătate a secolului XX Școală: necunoscut Descoperit: București, Teatru Național Dimensiuni: L: 75 cm, LA: 38 cm Material: stofă; postav; mătase; metal | Tunica confecționată din stofă kaki, încheiată la un rând. Pe piept are cinci perechi de brandemburguri din mătase maro, fiecare brandemburg având la extermitate o rozetă metalică, iar la mijloc, un inel de metal galben. Tunica are guler răsfrânt, kaki, mărginit cu găitan din mătase maro. Pe guler sunt aplicate două petlițe din postav roz (culoarea dinstinctivă a Regimentului 9 Roșiori). Tunica are două buzunare laterale, oblice, mărginite cu găitan din mătase maro. Manșetele sunt în colț, mărginite cu găitan din mătase maro. Epoleții sunt din stofă kaki, paspoalați cu roz, ornați cu un galon auriu longitudinal și trei trese dispuse transversal. La spate, tunica are două găitane dispuse oblic, pe linia omoplaților, care se continuă din talie cu câte două găitane pe fiecare pulpană a tunicii. În urma restaurării a fost înlocuită căptușeala și au fost adăugați cinci căluși din metal galben. | Muzeul Militar Național „Regele Ferdinand I”, București | Cimec    |
|      | Ținută zilnică | Datare: Sfârșit de secol XIX Școală: Valentin Jean Descoperit: București Dimensiuni: L: 83 cm, LA: 42 cm Material: postav; metal; galon; fir metalic; pânză satinată; postăvior | Tunica este confecționată din postav de culoare neagră-bleumarin (civit), încheiată în față la un rând de șapte nasturi mari din metal galben și paspoalată cu stofă de culoare roșie. Fiecare nasture este dublat în interior de un nasture mic din metal galben, inscripționat. Are guler drept din stofă de culoare roșie. Manșetele sunt în colț, din stofă roșie, deasupra cărora sunt fixate un galon lat paspoalat cu roșu, unul îngust și trei trese de grad toate confecționate din fir metalic auriu. La spate manșeta stângă are aplicat un nasture mic din metal galben. Pe umeri sunt fixați ține epoleți confecționați din fir metalic auriu. Tunica este tăiată în talie, având la spate două capace false de buzunar, acoladate și paspoalate cu roșu, fiind prinse cu câte trei nasturi mari din metal galben. În interior are la partea superioară căptușeală din bumbac satinat crem, iar piepții și poalele tunicii sunt căptușite cu stofă de culoare roșie. | Muzeul Militar Național „Regele Ferdinand I”, București | Cimec    |
|      | Ținută de ceremonie | Datare: Sfârșit de secol XIX Școală: Leon Lempart Dimensiuni: L: 26 cm, LA: 22 cm; l: 9 cm Material: fetru; mătase; piele; stofă; panglică ripsată; bumbac; metal | Pălărie de format mic, confecționată din fetru de culoare maro închis, cu calota rotundă având aplicat în jurul ei o bandă din piele de culoare neagră pe care este aplicat cifrul lui Carol I din metal galben. Pe partea dreaptă are borul ridicat, fiind fixat de calotă printr-o rozetă tricoloră din panglică de mătase ripsată și o torsadă din bumbac galben, ambele prinse printr-un nasture mic din metal galben care are ștanțat semnul armei - cornul de vânătoare - și cifra cinci. În interior pălăria are apărătoare de meșină de culoare bej și este căptușită cu mătase crem. Pe apărătoarea de meșină în partea dreaptă este imprimată marca atelerului unde a fost confecționată piesa și are un nasture mic, din metal vopsit negru, ce prinde rozeta și torsada. Apărătoarea de meșină este sfâșiată pe partea dreaptă aproximativ 10 cm. | Muzeul Militar Național „Regele Ferdinand I”, București | Cimec    |
|      | Uniformă de general de divizie, adjutant regal, Batalionul 4 vânători de munte | Datare: Prima jumătate a secolului XX Școală: D.G. Theodoru Descoperit: București, Teatru Național Material: postav; fir metalic; metal; satin; piele; pânză | Uniformă de general de divizie, adjutant regal formată din tunică și pantaloni. | Muzeul Militar Național „Regele Ferdinand I”, București | Cimec    |
|      | Tunică de general de divizie, adjutant regal, Batalionul 4 vânători de munte | Datare: Prima jumătate a secolului XX Școală: D.G. Theodoru Descoperit: București, Teatru Național Dimensiuni: L: 80,5 cm; LA: 44 cm Material: postav; fir metalic; metal; satin | Tunică confecționată din postav gri, încheiată la două rânduri de nasturi din metal galben având imprimat semnul armei (cornul de vânătoare și crenguța de brad). Gulerul și manșetele sunt confecționate din postav verde închis având broderiile specifice gradului din fir metalic. Manșetele în colț sunt surmontate de trei trese de grad, două galbene și una argintie. Pe umeri are fixat epoleți treflă din patru găitane aurii, pe care sunt aplicate: cifra ”4”, semnul armei și cifrul regelui Carol II toate din metal. La spatele tunicii sunt două capace false de buzunar, acoladate și paspoalate cu verde fiind fixate cu câte trei nasturi de metal galben. În interior este căptușită cu satin de culoare gri, iar piepții tunicii sunt căptușiți cu postav verde. Căptușeala de culoare gri este deteriorată, degradată cu porțiuni mari lipsă. | Muzeul Militar Național „Regele Ferdinand I”, București | Cimec    |
|      | Pantaloni de general de divizie, adjutant regal, Batalionul 4 vânători de munte | Datare: Prima jumătate a secolului XX Școală: D.G. Theodoru Descoperit: București, Teatru Național Dimensiuni: L: 123 cm; LA: 48 cm Material: postav; pânză; piele; metal | Pantaloni de gheată confecționați din postav gri cu dublu lampas și vipușcă din postav verde închis, prevăzuți cu sous-pied din piele neagră | Muzeul Militar Național „Regele Ferdinand I”, București | Cimec    |
|      | Ținută zilnică de vară | Datare: Sfârșitul secolului al XIX-lea Școală: necunoscut Material: stofă; metal; galon; piele; carton; fir metalic; pânză | Uniformă de general de corp de armată, formată din chipiu de culoare albă și tunică din postav civit (bleumarin-negru). | Muzeul Militar Național „Regele Ferdinand I”, București | Cimec    |
|      | Ținută zilnică de vară | Datare: Sfârșitul secolului al XIX-lea Școală: necunoscut Dimensiuni: L: 85 cm; LA: 43 cm Material: stofă; metal; galon; fir metalic; mătase | Tunica este confecționată din stofă de culoare neagră-bleumarin (civit), încheiată în față la un rând de șapte nasturi mari din metal galben și paspoalată cu stofă de culoare roșie. Fiecare nasture este dublat în interior de un nasture mic din metal alb, inscripționat. Are guler drept din stofă de culoare roșie având aplicat pe toată lungimea galon lat din fir metalic auriu. Manșetele sunt în colț, din stofă roșie, deasupra cărora sunt fixate un galon lat, unul îngust și trei trese de grad toate confecționate din fir metalic auriu. La spate manșeta are aplicat un nasture mic din metal galben. Pe umeri sunt fixați epoleții tip-treflă, confecționați din găitan triplu din fir metalic auriu. Tunica este tăiată în talie, având la spate două capace false de buzunar, acoladate și paspoalate cu roșu, fiind prinse cu câte trei nasturi mari din metal galben. În interior are la partea superioară căptușeală din mătase crem, degradată și deteriorată în proporție de 70%. Poalele tunicii sunt căptușite cu stofa de culoare roșie. | Muzeul Militar Național „Regele Ferdinand I”, București | Cimec    |
|      | Chipiu | Datare: Sfârșitul secolului al XIX-lea Școală: necunoscut Dimensiuni: L: 23,5 cm; LA: 17,5 cm; l: 10,5 cm Material: pânză; mătase; piele; carton | Chipiul este confecționat din pânză satinată de culoare albă, are formă circulară este teșit la spate și are cozoroc pătrat din același material căptușit la interior cu piele de culoare verde închis. Are sub-bărbie falsă fixată în părțile laterale printr-un nasture mic, ambele realizate din același material ca și chipiul. În interior are apărătoare de meșină de culoare bej și este căptușit cu mătase de culoare crem. Pe apărătoarea de meșină este imprimată o marcă. Pânza de culoare albă este pătată și murdară pe întreaga suprafață, pe alocuri prezintă pete (probabil de rugină). Căptușeala este fragilizată și destrămată în partea din față. | Muzeul Militar Național „Regele Ferdinand I”, București | Cimec    |
|      | Ținută zilnică de iarnă | Datare: Începutul secolului XX Școală: necunoscut Dimensiuni: L: 126 cm; LA: 47 cm Material: postăvior; stofă; satin; catifea; metal; fir metalic | Manta confecționată din postăvior de culoare gri-bleu, închisă la două rânduri a câte șase nasturi din metal galben. Gulerul este dublat pe exterior cu catifea de culoare kaki, fiind prevăzut cu câte o peltiță din stofă roșie tip ”săgeată”. Mantaua este prevăzută cu câte un buzunar mare, îngropat, acoperit cu clapă dreptunghiulară din același material. Are manșete rotunde, răsfrânte. La spate are martingală formată din două părți încheiate cu un nasture mare din metal galben, prinsă de câte un capac fals, acoladat, de buzunar. Pe fiecare capac sunt aplicați câte trei nasturi mari din metal galben. La spate, pe mijloc are o cută dublă care acoperă la partea inferioară o fantă încheiată cu cinci nasturi mici din metal galben. Mantaua are paspoal roșu la guler, manșete, matingală și la cele două capace de buzunar. Mantaua are piepții căptușiți cu stofă de culoare roșie iar în rest este aplicat satin de culoare kaki. Pe mâneca dreaptă prezintă pete de culoare neagră (propabil vopsea). Căptușeala este fragilizată, este desprinsă din cusături la poale iar în partea inferioară spate este tăiată și destrămată pe o porțiune de aproximativ 38 cm și în partea inferioară față este tăiată o porțiune de aproximativ 8 cm. | Muzeul Militar Național „Regele Ferdinand I”, București | Cimec    |
|      | Ținută zilnică | Datare: Sfârșitul de secol al XIX-lea Școală: Walentin Jean Succr Descoperit: București, Teatru Național Dimensiuni: L: 89 cm; LA: 44 cm Material: stofă; metal; galon; fir metalic; mătase | Tunica este confecționată din stofă de culoare neagră-bleumarin (civit), încheiată în față la un rând de nasturi mari din metal galben (adăugați eronat) având stampat însemnul medicilor și paspoalată cu stofă de culoare roșie. Are guler drept din stofă de culoare roșie. Manșetele sunt în colț, din stofă roșie, deasupra cărora sunt fixate un galon lat paspoalat cu stofă roșie, unul îngust și trei trese de grad toate confecționate din fir metalic auriu. Pe umeri sunt fixați epoleții tip-treflă, confecționați din găita triplu din fir metalic auriu având câte o tresă din galon paspoalat cu stofă roșie și cifra ”22” din metal galben. Tunica este tăiată în talie, având la spate două capace false de buzunar, acoladate și paspoalate cu roșu. În interior are la partea superioară căptușeală din mătase neagră iar poalele tunicii sunt căptușite cu stofa de culoare roșie. Tot în interior, în dreptul taliei tunica are două benzi din mătase neagră pentru ajustare, prevăzute cu sistem de prindere din metal vopsit negru. | Muzeul Militar Național „Regele Ferdinand I”, București | Cimec    |
|      | Tunică de căpitan din Batalionul 1 vânători | Datare: Sfârșitul de secol al XIX-lea Școală: Atelierul de Haine Ofițerești București Descoperit: București, Teatru Național Dimensiuni: L: 77 cm; LA: 43 cm Material: stofă; fir metalic; metal; postav; satin | Tunica confecționată din stofă maro, încheiată la două rânduri. Gulerul este răsfrânt din stofă maro, paspoalat cu verde și are brodat pe colțuri un corn de vânătoare din fir metalic auriu. Tunica are manșete în colț, din postav verde, surmontate de trei trese de grad. Pe umeri are epoleți treflă din găitan dublu auriu, pe care este aplicată cifra ”1”, metalică. La spatele tunicii sunt două capace false de buzunar, acoladate și paspoalate cu verde. În interior are la partea superioară căptușeală din satin de culoare gri, iar piepții tunicii sunt căptușiți cu postav verde; la partea inferioară lipsește căptușeala. | Muzeul Militar Național „Regele Ferdinand I”, București | Cimec    |
|      | Însemnul breslei zidarilor | Datare: deceniul al optelea al secolului al XVIII-lea Școală: atelier transilvănean Descoperit: jud. Mureș, com. Sighișoara, Sighișoara, Romania Dimensiuni: H = 30 mm; l = 15 mm Material: lemn; vopsele de ulei; fier; traforare; pictare | Însemnul breslei zidarilor traforat oval cu cinci butoni pe margine - doi în partea superioară și trei în partea inferioară dintr-o placă de lemn; pe o parte este sculptată în relief plat și pictată o biserică cu turlă la intrare, deasupra cu un buchet de trandafiri și dedesupt data 1774; pe partea cealaltă un zid de cetate cu două turnuri și o intrare cu turn la mijloc, cu două buchete de trandafiri deasupra. Piesa se agăța cu o gaică din pamblică metalică. Prezintă exfolieri ale stratului de vopsea de pe marginile piesei și fisuri pe una din fețe (unde este inscripționată data), depuneri de murdărie și produși de coroziune ai fierului. | Muzeul Național de Istorie a României, București        | Cimec    |
|      | Candelă | Datare: prima jumătate a secolului al XVIII-lea Școală: atelier transilvănean Descoperit: jud., com., București, biserica Sf. Gheorge, Romania Dimensiuni: L = 28,5 mm; D max = 18,5 mm; G = 1140gr Material: argint; aur | Candelă în formă de cupă construită din două corpuri sferice suprapuse, cu diametru mai mic jos, mai mare sus, decorate cu motive vegetale - flori și frunze de bostan - ajurate. Sub sfera inferioară este un buton în formă de mugure, iar în jurul buzei care decupează sfera superioară este un volan ajurat cu trei console de la care pornesc trei lanțuri fixate sub un capac circular, plat, cizelat cu motive vegetale. Împreujurul buzei este o inscripție cu litere chirilice : ANCUȚA FIICA MĂRII SALE RĂPOSATULUI COSTANDIN B(ASARAB) BRÂNCOVEANUL VOIEVOD ȘI PRINȚII AL SFINTEI ÎMPĂRĂȚII ROMEI, iar cu litere latine ANNO SALUTIS . 1733. Prezintă o ușoară deformare mecanică prin lovire, două orificii pe banda dintre partea superioară a piesei și mijlocul ei, două fisuri pe cea de a doua bandă, două tăieturi de cca 0,5 cm la buza vasului și zgârituri pe suprafața metalului. | Muzeul Național de Istorie a României, București        | Cimec    |
|      | Candelă | Datare: 1716 Descoperit: jud., com., Mănăstirea sf. Gheorghe, Romania Dimensiuni: H= 52 cm, D= 13 cm, G= 509 gr Material: argint; aur; ciocănire; cizelare; aurire | Candelă în formă de cupă construită din două corpuri sferice suprapuse, cu diametru mai mic jos, mai mare sus, completate în partea inferioară de o cupă conică cu buton sferic. Întreaga suprafață este decorată cu motive vegetale - flori și frunze de bostan - ajurate. În jurul buzei care decupează sfera superioară este un volan ajurat și trei capete umane de la care pornesc trei lanțuri fixate sub un capac circular, cu două retrageri, cizelat cu caneluri. Pe cupa inferioară este o inscripție cu litere grecești - A PULHERIEI DOAMNA, SOȚIA DOMNULUI CÂRMUITOR IOAN NICOLAE ALEXADNRU VOIEVOD 1716. | Muzeul Național de Istorie a României, București        | Cimec    |
|      | Ripidă | Datare: penultimul deceniu al secolului al XVII-lea Școală: atelier românesc Descoperit: jud., com., Țara Românească, Romania Dimensiuni: I = 60,5 mm; D = 49 mm Material: argint; aur; turnare; cizelare; gravare; aurire | Ripidă în formă de stea cu opt colțuri realizată din două plăci suprapuse unite în șapte colțuri prin cruci treflate, pe mâner tronconic înalt. Înaintea fixării mânerului la ripidă este o sferă. Ambele suprafețe ale stelei au fost împărțite în suprafețe geometrice în care se înscriu personaje din Vechiul și Noul Testament, heruvimi și serafimi: în mijloc, pe o față, Adormirea Maicii Domnului, iar pe cealaltă scena Deisis, toate însoțite de inscripții explicative gravate. Deasupra reprezentării Adormirii Maicii Domnului este stema familiei Cantacuzino (vulturul bicefal încoronat, pe pieptul căruia este stema Țării Românești), însoțită de o inscripție în alfabet chirilic - IO ȘE(ERBAN) C(ANTACUZINO) V(OIEVOD) Z B(OJIU MILOSTIU) V(OIEVOD) U(GROVLAHISCOIE). Deasupra bulbului sferic de la mâner a fost reprezentat Șerban Cantacuzino alături de familia sa: Șerban Cantacuzino (stânga), doamna Maria (dreapta) și copiii lor, Gheorghe și Smaranda (în dreapta tatălui, și, respectiv, sub el), Maria și Bălașa (în stânga mamei), Casandra (sub doamna Maria). De jur împrejurul scenei „Adormirea Maicii Domnului” se află inscripția: „Aceaste repide le-au făcut Io Șărban C(antacuzino) B(asarab) V(oievod) z(emle) U(n)grovlahii și le-au dat la a sa mănăstire Cotrăceanii, m(ese)ța av(gust) 20 7193 [1685]”. Prezntă deformare mecanică prin lovire în zona mânerului (globul de pe maner) și lipsesc patru nituri de prindere pe una din fețe și cinci nituri pe cealalta față a piesei, ștersături ale stratului aurit în unele zone ale piesei. Trei dintre cruci sunt mobile. Lipsește un fragment dintr-o cruce din partea superioară. | Muzeul Național de Istorie a României, București        | Cimec    |
|      | Serviciu stomatologic pe front | Dimensiuni: L: 12 cm; La: 9 cm Material: sticlă | Dentist extrăgând o măsea unui soldat, pe frontul românesc din Moldova, undeva pe un câmp, în timpul primului război mondial. | Muzeul Militar Național „Regele Ferdinand I”, București | Cimec    |
|      | Frizerie pe front | Dimensiuni: L: 12 cm; La: 9 cm Material: sticlă | Un soldat așezat pe un scaun, acoperit de un cearșaf alb, este tuns de un alt soldat. Alți trei așteaptă să fie tunși, în vara anului 1917. | Muzeul Militar Național „Regele Ferdinand I”, București | Cimec    |
|      | Muzică în tranșee | Dimensiuni: L: 12 cm; La: 9 cm Material: sticlă | Grup de opt soldați în tranșee: unul cântă la țambal, altul la vioară, ceilalți ascultă. | Muzeul Militar Național „Regele Ferdinand I”, București | Cimec    |
|      | Artilerist spălând rufe, din Regimentul 12 Artilerie | Dimensiuni: L: 12 cm; La: 9 cm Material: sticlă | Un soldat din Regimentul 12 Artilerie, spălând rufe într-o copaie, într-o râpă, în vara anului 1917. | Muzeul Militar Național „Regele Ferdinand I”, București | Cimec    |
|      | Croitor pe front | Dimensiuni: L: 12 cm; La: 9 cm Material: sticlă | Un soldat reparând o haină la mașina de cusut, așezată pe o ladă, pe care se află și o foarfece, în câmp, în vara anului 1917. | Muzeul Militar Național „Regele Ferdinand I”, București | Cimec    |
|      | Farmacie | Dimensiuni: L: 12 cm; La: 9 cm Material: sticlă | Doi soldați în farmacia aflată într-o baracă pregătesc diverse medicamente; pe peretele din dreapta se văd rafturile pline cu medicamente. | Muzeul Militar Național „Regele Ferdinand I”, București | Cimec    |
|      | M.S. Regele plecând de la Marele Cartier | Datare: iarna 1917 Dimensiuni: L: 12 cm; La: 9 cm Material: sticlă | Regele Ferdinand I pregătindu-se să plece călare de la Marele Cartier, în iarna anului 1917. | Muzeul Militar Național „Regele Ferdinand I”, București | Cimec    |
|      | M.S. Regele decorează ofițerii din Divizia VIII rusă | Datare: 1917 Dimensiuni: L: 12 cm; La: 9 cm Material: sticlă | Regele Ferdinand I stă de vorbă cu doi ofițeri ruși, proaspăt decorați, lângă ei se află un mic grup de ofițeri români, în jur se văd ofițeri și soldați ruși, la Sascut. | Muzeul Militar Național „Regele Ferdinand I”, București | Cimec    |
|      | M.S. Regele decorând drapelul Regimentului 3 Vânători | Datare: 1917 Dimensiuni: L: 12 cm; La: 9 cm Material: sticlă | Regele Ferdinand I decorează, în iarna anului 1917, drapelul Regimentul 3 Vânători, în fața ofițerilor și a soldaților și în prezența Reginei Maria, la Onești. | Muzeul Militar Național „Regele Ferdinand I”, București | Cimec    |
|      | Regele Ferdinand I, generalii Averescu, Văitoianu și alții, la postul de comandă | Datare: 1917 Dimensiuni: L: 12 cm; La: 9 cm Material: sticlă | Regele Ferdinand I, studiind o hartă, la postul de comandă al Armatei II, avându-i alături pe generalii Alexandru Averescu și Arthur Văitoianu, în iulie 1917, la Grozăvești. | Muzeul Militar Național „Regele Ferdinand I”, București | Cimec    |
|      | Prepararea hranei | Dimensiuni: L: 12 cm; La: 9 cm Material: sticlă | Doi soldați tranșând un porc, sub privirile a trei ofițeri români și a altor soldați, undeva pe o uliță, într-un sat din Moldova, probabil probabil în ajunul Crăciunul 1916, poate chiar 1917. | Muzeul Militar Național „Regele Ferdinand I”, București | Cimec    |
|      | Grup de soldați, cofetari, decorând torturi cu ocazia Anului Nou | Datare: 1916 Dimensiuni: L: 12 cm; La: 9 cm Material: sticlă | Grup de soldați, cofetari, decorând torturile pregătite pentru serbarea de Anul Nou, decembrie 1916. | Muzeul Militar Național „Regele Ferdinand I”, București | Cimec    |
|      | O trupă umblând cu colindul cu ocazia Anului Nou | Datare: 1917 Dimensiuni: L: 12 cm; La: 9 cm Material: sticlă | Un grup de soldați, unii costumați în ținuta populară, cu tobe și contrabas, pregătiți pentru colindele de An Nou, probabil în ianuarie 1917. | Muzeul Militar Național „Regele Ferdinand I”, București | Cimec    |
|      | Joc de popice pe front | Datare: 1917 Dimensiuni: L: 12 cm; La: 9 cm Material: sticlă | Grup de 14 soldați, dintre care doi joacă popice, ceilalți asistă. | Muzeul Militar Național „Regele Ferdinand I”, București | Cimec    |
|      | Regele Ferdinand I, cu ofițeri ruși | Datare: 1917 Dimensiuni: L: 12 cm; La: 9 cm Material: sticlă | Regele Ferdinand I, împreună cu trei ofițeri ruși și un ofițer român. | Muzeul Militar Național „Regele Ferdinand I”, București | Cimec    |
|      | Un atelier pe front | Datare: 1917 Dimensiuni: L: 12 cm; La: 9 cm Material: sticlă | Trei soldați, lucrând la un atelier mobil de reparații fierărie, pe frontul românesc din Moldova, în iarna 1916-1917; doi soldați lucrează la o nicovală. | Muzeul Militar Național „Regele Ferdinand I”, București | Cimec    |
|      | M.S. Regele decorează ofițerii din Divizia VIII rusă | Datare: 1917 Dimensiuni: L: 12 cm; La: 9 cm Material: sticlă | Regele Ferdinand I decorează ofițeri ruși din Divizia a VIII a rusă, în fața trupelor, la Sascut, pe frontul din Moldova. | Muzeul Militar Național „Regele Ferdinand I”, București | Cimec    |
|      | M.S. Regele decorează veteranii Arsene și Turcanu | Datare: 1917 Dimensiuni: L: 12 cm; La: 9 cm Material: sticlă | Regele Ferdinand I se pregătește să decoreze pe unul dintre cei doi veterani. | Muzeul Militar Național „Regele Ferdinand I”, București | Cimec    |
|      | M.S. Regele decorează ofițeri ruși | Datare: 1917 Dimensiuni: L: 12 cm; La: 9 cm Material: sticlă | Regele Ferdinand I decorează, pe frontul din Moldova, ofițeri ruși din Divizia a VIII a rusă, la Sascut. | Muzeul Militar Național „Regele Ferdinand I”, București | Cimec    |
|      | Principele Carol | Datare: 1920 Dimensiuni: L: 12 cm; La: 9 cm Material: sticlă | Principele Carol, călare, alături de regele Ferdinand, tot călare, în Piața Universității din București, la parada de 10 mai 1920. | Muzeul Militar Național „Regele Ferdinand I”, București | Cimec    |
|      | Aspecte de pe front | Dimensiuni: L: 12 cm; La: 9 cm Material: sticlă | Soldat tunzând un alt soldat, în timp ce alți doi privesc, în câmp, pe frontul românesc din Moldova, 1916-1918. | Muzeul Militar Național „Regele Ferdinand I”, București | Cimec    |
|      | M.S. Regele, de vorbă cu generalul Averescu | Datare: 1917 Dimensiuni: L: 12 cm; La: 9 cm Material: sticlă | Regele Ferdinand I stă de vorbă cu generalul Averescu, înaintea decorării drapelului Regimentului 3 Vânători, iarna anului 1917, la Onești. | Muzeul Militar Național „Regele Ferdinand I”, București | Cimec    |
|      | O secție fotografică în marș | Datare: 1917 Dimensiuni: L: 12 cm; La: 9 cm Material: sticlă | O imagine a unui drum de țară pe care se văd căruțe cu coviltir; în plan apropiat se vede secția fotografică. | Muzeul Militar Național „Regele Ferdinand I”, București | Cimec    |
|      | Soldați arând pământul | Datare: 1917 Dimensiuni: L: 12 cm; La: 9 cm Material: sticlă | Doi soldați arând pământul; plugul este tras de doi cai albi, în vara anului 1917. | Muzeul Militar Național „Regele Ferdinand I”, București | Cimec    |
|      | Soldați lucrând la un război de țesut | Datare: 1917 Dimensiuni: L: 12 cm; La: 9 cm Material: sticlă | Un soldat lucrând la un război de țesut, amenajat în câmp, în vara anului 1917. | Muzeul Militar Național „Regele Ferdinand I”, București | Cimec    |
|      | Ofițeri și cadeți din artileria rusă | Datare: 1917 Dimensiuni: L: 12 cm; La: 9 cm Material: sticlă | Grup de trei cadeți și doi ofițeri din artileria rusă, împreună cu un ofițer român, la Mărculești. | Muzeul Militar Național „Regele Ferdinand I”, București | Cimec    |
|      | Grup de ofițeri ruși la Mărculești | Datare: 1917 Dimensiuni: L: 12 cm; La: 9 cm Material: sticlă | Grup de ofițeri ruși împreună cu civili, la Mărculești, anul 1917. | Muzeul Militar Național „Regele Ferdinand I”, București | Cimec    |
|      | Regele Ferdinand I, generalii Averescu și Grigorescu, pe front | Datare: 1917 Dimensiuni: L: 12 cm; La: 9 cm Material: sticlă | Regele Ferdinand I stă de vorbă cu generalii Eremia Grigorescu și Alexandru Averescu (cu spatele), pe front, în iarna anului 1917, la Casin. | Muzeul Militar Național „Regele Ferdinand I”, București | Cimec    |
|      | Arbaletă | Datare: Sfârșitul secolului XVI Școală: Atelier Occidental Descoperit: jud., com. Antwerpen (Anvers), Belgia Dimensiuni: L brațului=600 mm; LA arcului=550 mm Material: Lemn, os, fier | Brațul din lemn este ornamentat, la exterior, cu fâșii din os gravat cu motive vegetale și linii perlate. Pe partea superioară, spre mijloc, are un lăcaș, în care se află montat opritorul din os al corzii. Partea anterioară este ruptă. Partea inferioară a brațului este ornamentată cu fâșii din os, gravate cu motive vegetale, stilizate, și cu capete de personaje fantastice. Lemnul brațului mai este străbătut de șapte știfturi metalice, dintre care unul, puternic ieșit în ambele părți ale mânerului, are umăr pentru fixarea pârghiei de ramare a corzii arbaletei. Pe partea dreaptă a mânerului se află și două piese metalice dintre care una, cu fereastră, are țel, pentru luarea liniei de ochire. Talpa brațului este acoperită cu os, iar pe partea anterioară, brațul este prevăzut cu un lăcaș de fixare a arcului metalic al arbaletei. Arcul este fixat de braț prin sfori împletite, terminate cu ciucuri verzi. În partea superioară a arcului se află o vergea, cu un inel de fixare. | Muzeul Național de Istorie a României, București        | Cimec    |
|      | Fotografie Constantin Rosetti-Teșcanu Autor: Francis de Jongh | Școală: Atelier foto elvețian Descoperit: jud. BACĂU, com. BEREȘTI-TAZLĂU, TESCANI, Conacul Rosetti-Teșcanu Dimensiuni: L: 9 cm; La: 5,7 cm; cu passepartout L: 10,5 cm; La: 6,3 cm Material: hârtie fotografică; sepia | Fotografie sepia portret-semiprofil stânga: Constantin Rosetti-Teșcanu (1881-1933); lipită pe carton, semnat pe banda de jos: Francis de Jongh (1864-1928) – Lausanne Constantin, fratele Marucăi;este îmbrăcat cu un sacou ecosez cu tăietură elegantă, cămașă cu guler înalt, mustața tunsă scurt. Verso: Photographie Francis de Jongh-Lausanne; Avenue de Theatre 6. | Muzeul Național „George Enescu”, București              | Cimec    |
|      | Alice și Bazu (Constantin) Cantacuzino pe Valea Tazlăului Autor: Emil Prato | Datare: 1910 Școală: Atelier băcăuan Descoperit: jud. BACĂU, com. BEREȘTI-TAZLĂU, TESCANI, Conacul Rosetti-Teșcanu Dimensiuni: L: 14 cm; La: 9 cm Material: hârtie fotografică; sepia | Carte poștală Alice Cantacuzino (1899-1979) și Bazu (Constantin) Cantacuzino (1905-1958) pe Valea Tazlăului, în costum de cercetași. Verso: liniatură carte poștală, scris cu creionul Tetzcani; col. Mihai Cantacuzino – foto E. Prato. | Muzeul Național „George Enescu”, București              | Cimec    |
|      | Alice Cantacuzino împreună cu o prietenă Autor: Emil Prato | Datare: 1/2 sec XX Școală: Atelier băcăuan Descoperit: jud. BACĂU, com. BEREȘTI-TAZLĂU, TESCANI, Conacul Rosetti-Teșcanu Dimensiuni: L: 13,8 cm; La: 9 cm Material: hârtie fotografică; sepia | Carte poștală sepia reprezentând-o pe Alice Cantacuzino (1899-1979) într-o roabă la Teșcani, vara la începutul secolului XX, probabil 1910-1915. Verso: caroiaj carte poștală; col. M.C. realizată de E. Prato, fotograful oficial al familiei Rosetti-Teșcanu-Cantacuzino. | Muzeul Național „George Enescu”, București              | Cimec    |
|      | George Enescu și Yehudi Menuhin Autor: Alban | Datare: 1930 Școală: Atelier francez Descoperit: jud. BACĂU, com. BEREȘTI-TAZLĂU, TESCANI, Conacul Rosetti-Teșcanu Dimensiuni: L: 22,6 cm; La: 19,5 cm Material: hârtie fotografică; alb-negru | Fotografie George Enescu (1891-1955) și Yehudi Menuhin (1916-1999) așezați pe treptele vilei de la Bellevue Avenue de la Glaciere – Paris – 1930. Jos stânga: Alban Paris. Verso: „Dăruită mie de maestrul în 1946 când a fost Menuhin la București. Ștampila cu tuș albastru: Colecția Romeo Drăghici; ștampilă violet: Alban 46 Rue de Ponthieu Elysee-Paris 2109. | Muzeul Național „George Enescu”, București              | Cimec    |
|      | Scrisoare adresată de Tinca lui George Enescu Autor: Tinca, mătușa lui George Enescu | Datare: 29 octombire 1889 Descoperit: jud. BACĂU, com. BEREȘTI-TAZLĂU, TESCANI, Conacul Rosetti-Teșcanu Dimensiuni: L: 23,6 cm; La: 17,7 cm Material: hârtie roz; cerneală neagră; desenat | Scrisoare adresată de Tinca către George Enescu, 29 Octombrie 1889: „Georgică dragă, Crezi că am să-ți fac pictura frumoasă? De la mine nu te poți aștepta la așa ceva, fiind – că n-am învățat de fel și cred că fără învățătură nimic nu se poate sti bine. După cum este casa făcută cred că d-abia poți cunoaște c’ar semăna cu casa noastră. Țiam îndeplinit numai cererea și m’ai făcut să-ți arăt că nu știu nimic. Noi suntem sănătoși și petrecem bine înpreună. Dorim să știm cum petreci și mata”. Tinca. Verso: desenul unei case țărănești. | Muzeul Național „George Enescu”, București              | Cimec    |
|      | Alice Rosetti-Teșcanu împreună cu un nepot Autor: Straub | Datare: cca 1935 Școală: Atelier Târgu Mureș Descoperit: jud. BACĂU, com. BEREȘTI-TAZLĂU, TESCANI, Conacul Rosetti-Teșcanu Dimensiuni: L: 13,5 cm; La: 8,5 cm Material: hârtie fotografică; sepia | Carte poștală, avers: fotografia lui Alice Rosetti-Teșcanu cu un nepot medic, probabil băiatul lui Maximilian Costin și al Elenei-Nelly Rosetti-Teșcanu. Revers: liniatură carte poștală, ștampilă cu cerneală violet Straub-Tg. Mureș; cu creionul: Teșcănița bătrână cu un nepot medic – probabil în jurul anilor 1935. | Muzeul Național „George Enescu”, București              | Cimec    |
|      | Fotografie Alice Jora Rosetti-Teșcanu Autor: Friedr. Haller & Sohne | Școală: Atelier central-european Descoperit: jud. BACĂU, com. BEREȘTI-TAZLĂU, TESCANI, Conacul Rosetti-Teșcanu Dimensiuni: L: 14,5 cm; La: 10,2 cm; cu passepartout L: 16,5 cm; La: 11 cm Material: hârtie fotografică; sepia; carton | Avers: fotografie sepia cu Alice Jora căsătorită Rosetti-Teșcanu (1854-1937). Fotografie-portret profil stânga; părul împletit și strâns într-un coc pe ceafă împodobit cu perle. Rochie din catifea închisă la culoare cu mânecă lungă, nasturei îmbrăcați, guler de dantelă, broșă și buchețel de trandafiri. | Muzeul Național „George Enescu”, București              | Cimec    |
|      | Fotografie Familia Rosetti-Teșcanu | Școală: Atelier foto Descoperit: jud. BACĂU, com. BEREȘTI-TAZLĂU, TESCANI, Conacul Rosetti-Teșcanu Dimensiuni: L: 21 cm; La: 12,6 cm; cu passepartout L: 24,5 cm; La: 16 cm Material: hârtie fotografică; sepia; carton | Fotografie de grup sepia, lipită pe carton, cu familia Rosetti-Teșcanu, vara la Teșcani. Doamnele și copii stând pe un covor în fața casei, pe rândul doi stând pe scaune domnii, în centru în picioare Dumitru Rosetti-Teșcanu, alături de alte două persoane. | Muzeul Național „George Enescu”, București              | Cimec    |
|      | Fotografie Costache Rosetti-Teșcanu cu soția, fiica și fiul Autor: Charles Reutlinger | Datare: cca 1860 Școală: Atelier francez Descoperit: jud. BACĂU, com. BEREȘTI-TAZLĂU, TESCANI, Conacul Rosetti-Teșcanu Dimensiuni: L: 23 cm; La: 14,5 cm Material: hârtie fotografică; sepia; carton; șnur | Fotografie sepia, lipită pe cartonul cu însemnele firmei reprezentându-l pe Costache Rosetti-Teșcanu (1814-1879), soția, fica sa Angelika Moser și fiul său Dumitru (1852-1897) – tatăl Marucăi; îmbrăcăminte elegantă. Verso: 16 medalii; Paris, Atelier Montrmartre n. 21; șnur cu fir de argint și lână roșie. | Muzeul Național „George Enescu”, București              | Cimec    |
|      | Fotografie Familia Rosetti-Teșcanu | Școală: Atelier moldovenesc Descoperit: jud. BACĂU, com. BEREȘTI-TAZLĂU, TESCANI, Conacul Rosetti-Teșcanu Dimensiuni: L: 16 cm; La: 10,6 cm; cu passepartout L: 28,5 cm; La: 23,4 cm; Gr: 0,3 cm Material: hârtie fotografică; sepia; carton | Fotografie de grup sepia, lipită pe carton, „Familia Rosetti-Teșcanu”. Femeile la baza conacului șezând doamnele și copii Alicei Maria, Constantin și Elena. Domnii în picioare pe scara conacului. Passpartout-ul acoperit cu pluș grena cu margine aurie. | Muzeul Național „George Enescu”, București              | Cimec    |
|      | Fotografie George Enescu Autor: Adele, Bacău | Datare: sec. XX Școală: Atelier băcăuan Descoperit: jud. BACĂU, com. BEREȘTI-TAZLĂU, TESCANI, Conacul Rosetti-Teșcanu Dimensiuni: L: 38,2 cm; La: 28,4 cm; cu passepartout L: 51,8 cm; La: 42,2 cm Material: hârtie fotografică; carton; sepia | Fotografie sepia reprezentându-l pe George Enescu la pian, în fundal o fereastră cu draperie și trei tablouri. Enescu este înbrăcat elegant costum închis la culoare cu vestă, cămașă albă, manșete cu butoni mari, cravată, ochelarii în buzunarul sacoului. Fotografia este încadrată de un passepartou de carton kaki. | Muzeul Național „George Enescu”, București              | Cimec    |
|      | Fotografie Maria Cantacuzino Autor: Emil Prato | Datare: sec. XX Școală: Atelier băcăuan Descoperit: jud. BACĂU, com. BEREȘTI-TAZLĂU, TESCANI, Conacul Rosetti-Teșcanu Dimensiuni: L: 41,3 cm; La: 30 cm Material: hârtie fotografică; carton; sepia | Fotografie sepia 3/4 reprezentând-o pe Maria Rosetti-Teșcanu-Cantacuzino în costum național cu ilic și maramă de borangic, în partea stângă jos semnătura autorului, cu inscripția: Marit, foto Prato. | Muzeul Național „George Enescu”, București              | Cimec    |
|      | Fotografie Maria Rosetti-Teșcanu-Cantacuzino Autor: Emil Prato | Datare: sec. XX Școală: Atelier băcăuan Descoperit: jud. BACĂU, com. BEREȘTI-TAZLĂU, TESCANI, Conacul Rosetti-Teșcanu Dimensiuni: L: 37,3 cm; La: 28,5 cm Material: hârtie fotografică; carton; sepia | Fotografie-portret profil, sepia, dreptunghiulară, lipită pe carton. O reprezintă pe Maria Rosetti-Teșcanu-Cantacuzino cu ie, ilic și maramă de borangic. | Muzeul Național „George Enescu”, București              | Cimec    |
|      | Fotografie Constantin Rosetti-Teșcanu și Maximillian Costin, vila Meri | Datare: 1917 Școală: Atelier băcăuan Descoperit: jud. BACĂU, com. BEREȘTI-TAZLĂU, TESCANI, Conacul Rosetti-Teșcanu Dimensiuni: L: 38,5 cm; La: 28 cm; cu passepartout L: 49,5 cm; La: 39,2 cm Material: hârtie fotografică; carton; sepia | Fotografie sepia lipită pe carton reprezentând-l pe Constantin Rosetti-Teșcanu (1881 – 1933), fratele Marucăi și pe Maximillian Costin (1888 – 1938) – cumnatul acestuia. Constantin este îmbrăcat în ținută militară, probabil în permisie în vara anului 1917 la Teșcani pe terasa vilei Meri. Max Costin este îmbrăcat în ținută elegantă de vară: sacou deschis la culoare, pălărie, baston și țigaret. | Muzeul Național „George Enescu”, București              | Cimec    |
|      | Fotografie-portret George Enescu Autor: Julieta Photographe de la Cour Royale | Datare: 1943 Școală: Atelier foto Descoperit: jud. BACĂU, com. BEREȘTI-TAZLĂU, TESCANI, Conacul Rosetti-Teșcanu Dimensiuni: L: 38,3 cm; La: 34,4 cm; cu passepartout L: 49,5 cm; La: 45,2 cm Material: hârtie fotografică; carton; sticlă | Fotografie-portret a lui George Enescu din profil stânga, cu dedicație în limba franceză: „Pentru Prințesa iubită” și semnată Pynx, datată 1943. | Muzeul Național „George Enescu”, București              | Cimec    |
|      | Fotografie Dumitru Rosetti-Teșcanu Autor: Adele, Bacău | Datare: 2/2 sec XIX Școală: Atelier băcăuan Descoperit: jud. BACĂU, com. BEREȘTI-TAZLĂU, TESCANI, Conacul Rosetti-Teșcanu Dimensiuni: D: 54,3 cm; d: 43,5 cm; L: 63,5 cm; La: 47 cm Material: hârtie fotografică; carton; sepia; decupare; incizare | Fotografie-portret reprezentând-l pe Dumitru Rosetti-Teșcanu (1852 – 1897), tatăl Marucăi, veston din stofă reiată, cămașă albă cu guler înalt și cravată închisă la culoare. Fotografia este lipită pe carton maro, decupat și incizat cu argintiu, passepartoul având un model caracteristic atelierului Adele – Bacău. | Muzeul Național „George Enescu”, București              | Cimec    |
|      | Grup de țărani cu taraf Autor: Emil Prato | Datare: începutul sec XX Școală: Atelier băcăuan Descoperit: jud. BACĂU, com. BEREȘTI-TAZLĂU, TESCANI, Conacul Rosetti-Teșcanu Dimensiuni: D: 10,5 cm; d: 7,8 cm; L: 13,9 cm; La: 9 cm Material: hârtie fotografică; carton; sepia | Carte poștală ilustrată făcând parte din seria Pagini din istoria poporului român, comandate lui E. Prato – Bacău de către Mihai Cantacuzino. Imaginea prezintă un grup de țărani îmbrăcați cu frumoase costume populare și taraf. Pe verso ștampila poștei Moinești-Botoșani, timbru, textul răzuit. | Muzeul Național „George Enescu”, București              | Cimec    |
|      | Grup de țărani din Teșcani Autor: Emil Prato | Datare: începutul sec XX Școală: Atelier băcăuan Descoperit: jud. BACĂU, com. BEREȘTI-TAZLĂU, TESCANI, Conacul Rosetti-Teșcanu Dimensiuni: L: 14,1 cm; La: 9,3 cm; cu passepartout L: 18,2 cm; La: 11,1 cm Material: hârtie fotografică; carton; gri-verzui | Carte poștală ilustrată, imaginea gri-verde. Un grup de țărani în costume naționale specifice zonei Teșcani. În prim plan o țărancă bătrână cu desagă și toiag. Verso: liniatura carte poștală, nefolosită; tipărit: Col. M.C. No 28. | Muzeul Național „George Enescu”, București              | Cimec    |
|      | Notificare Maria Enescu Autor: Maria Rosetti-Teșcanu-Cantacuzino-Enescu | Datare: 1943 Descoperit: jud. BACĂU, com. BEREȘTI-TAZLĂU, TESCANI, Conacul Rosetti-Teșcanu Dimensiuni: L: 34 cm; La: 21,2 cm Material: hârtie; cerneală; timbru fiscal | Notificare-ofertă reală: Doamnei Pia Radu, domiciliată în comuna Teșcani, str. G-ral Avarescu No 71, județul Bacău. Subsemnata Maria Cantacuzino G. Enescu, domiciliată în București, str. Al.Lahovary No. 9, cu domiciliul ales în această notificare-ofertă reală la moșia mea Teșcani-Bacău, vă adresez următoarea notificare-ofertă reală. Notificare în executarea testamentului din 10 Noiembrie 1936, a defunctei mele mama Alice Rosetti-Teșcanu, privitor la legatul ce vi s-a lăsat în cuprinsul „În afară de acest legat mai las Dnei. Pia Radu din partea disponibilă a averei mele suma de 150.000 – una sută cincizeci mii sau casa în care e așezată mama ei, cu tot ce se găsește împrejur și grădina alăturată, vă notific că înțeleg să execut personal în întregime acest legat cu rezerva de a imputa succesorilor Nelly Rosetti-Teșcanu, sora mea, partea lor respectivă. Oferta reală: Ca urmare a notificării ce vă fac vă invit la Corpul de Portărei a Tribunalului Bacău în ziua de 2 – două septembrie 1943, orele 10 dimineața, pentru a vă plăti legatul de 150.000 – una sută cincizeci mii lei, cu dobânzile respective conform codului civil și a legilor de plafonare a dobânzilor. În caz de neprezentare sau refuz de a primi banii, voi consemna această sumă la dispoziția D-voastră, iar recipisa o voi depune la Corpul de Portărei a Tribunalului Bacău. Maria Cantacuzino G. Enescu – 24 august 1943 – Teșcani. | Muzeul Național „George Enescu”, București              | Cimec    |
|      | Fotografie George Enescu la Liveni Autor: amator | Datare: 1946 Descoperit: jud. BACĂU, com. BEREȘTI-TAZLĂU, TESCANI, Conacul Rosetti-Teșcanu Dimensiuni: L: 33,7 cm; La: 32 cm Material: hârtie fotografică; alb-negru | Fotografie alb-negru reprezentându-l pe George Enescu în interiorul casei părintești de la Liveni. Se simte din întreaga atitudine a artistului melancolia ce l-a copleșit în camera copilăriei și adolescenței ca și gândul că probabil nu se va mai întoarce niciodată la Liveni. Pe verso: col. Romeo Drăghici, donație – 1946. | Muzeul Național „George Enescu”, București              | Cimec    |
|      | Fotografie George Enescu la Liveni Autor: amator | Datare: 1946 Descoperit: jud. BACĂU, com. BEREȘTI-TAZLĂU, TESCANI, Conacul Rosetti-Teșcanu Dimensiuni: L: 33,7 cm; La: 32 cm Material: hârtie fotografică; alb-negru | Fotografie alb-negru reprezentându-l pe George Enescu în interiorul casei părintești de la Liveni. Se simte din întreaga atitudine a artistului melancolia ce l-a copleșit în camera copilăriei și adolescenței ca și gândul că probabil nu se va mai întoarce niciodată la Liveni. Pe verso: col. Romeo Drăghici, donație – 1946. | Muzeul Național „George Enescu”, București              | Cimec    |
|      | Steagul gărzii naționale a orașului Slatina | Datare: 1848 Dimensiuni: Î: 130 cm; L: 116 cm Material: mătase; coasere; pictare | Steagul gărzii naționale a orașului Slatina de formă dreptunghiulară, confecționat din mătase de trei culori. Culorile sunt dispuse orizontal, cu albastru în partea superioară, galben la mijloc și roșu în partea inferioară. Pe linia mediană a steagului este o inscripție cu litere chirilice, pictată cu auriu: „Frăție, dreptate” pe culoarea albastră, „Județul Oltu” pe galben și „Orașul Slatina” pe roșu. Fără lance. Mătasea prezintă tăieturi și bucăți lipsă mai ales pe culoarea roșie; piesa a fost restaurată prin introducere de tul dublu în deceniul patru al sec. XX; restaurat în 1973 la Muzeul Național de Istorie a României. | Muzeul Național de Istorie a României, București        | Cimec    |
|      | Aplică de centură | Datare: 1/2 sec XVI Școală: Atelier românesc Descoperit: jud. TELEORMAN, com. ORBEASCA, ORBEASCA DE JOS Dimensiuni: L: 3,6 cm; La: 1,9 cm Material: argint | Aplică de centură din argint, dreptunghiulară decupată după un motiv decorativ vegetal stilizat, iar decupajul a fost bordat de un fir răsucit realizat prin turnare și cizelare. Piesa prezintă și patru perforații în colțuri pentru fixare. S-a păstrat un singur nit de fixare; piesa curățată nu prezintă urme vizibile de degradare. | Muzeul Național de Istorie a României, București        | Cimec    |
|      | Aplică de centură | Datare: 1/2 sec XVI Școală: Atelier românesc Descoperit: jud. TELEORMAN, com. ORBEASCA, ORBEASCA DE JOS Dimensiuni: L: 3,6 cm; La: 1,9 cm Material: argint | Aplică de centură din argint, dreptunghiulară decupată după un motiv decorativ vegetal stilizat, iar decupajul a fost bordat de un fir răsucit realizat prin turnare și cizelare. Piesa prezintă și patru perforații în colțuri pentru fixare. Piesa curățată nu prezintă urme vizibile de degradare. | Muzeul Național de Istorie a României, București        | Cimec    |
|      | Aplică de centură | Datare: 1/2 sec XVI Școală: Atelier românesc Descoperit: jud. TELEORMAN, com. ORBEASCA, ORBEASCA DE JOS Dimensiuni: L: 3,6 cm; La: 1,9 cm Material: argint | Aplică de centură din argint, dreptunghiulară decupată după un motiv decorativ vegetal stilizat, iar decupajul a fost bordat de un fir răsucit realizat prin turnare și cizelare. Piesa prezintă și patru perforații în colțuri pentru fixare. Piesa nu prezintă nici un nit de fixare; piesa curățată nu prezintă urme vizibile de degradare. | Muzeul Național de Istorie a României, București        | Cimec    |
|      | Aplică de centură | Datare: 1/2 sec XVI Școală: Atelier românesc Descoperit: jud. TELEORMAN, com. ORBEASCA, ORBEASCA DE JOS Dimensiuni: L: 3,6 cm; La: 1,9 cm Material: argint | Aplică de centură din argint, dreptunghiulară decupată după un motiv decorativ vegetal stilizat, iar decupajul a fost bordat de un fir răsucit realizat prin turnare și cizelare. Piesa prezintă și patru perforații în colțuri pentru fixare. Piesa nu prezintă nici un nit de fixare; piesa curățată nu prezintă urme vizibile de degradare. | Muzeul Național de Istorie a României, București        | Cimec    |
|      | Aplică de centură | Datare: 1/2 sec XVI Școală: Atelier românesc Descoperit: jud. TELEORMAN, com. ORBEASCA, ORBEASCA DE JOS Dimensiuni: L: 2,2 cm; La: 2 cm Material: argint | Aplică de centură din argint, dreptunghiulară decupată după un motiv decorativ vegetal stilizat, iar decupajul a fost bordat de un fir răsucit realizat prin turnare și cizelare. Piesa prezintă și patru perforații în colțuri pentru fixare. Piesa nu prezintă nici un nit de fixare; piesa curățată nu prezintă urme vizibile de degradare. | Muzeul Național de Istorie a României, București        | Cimec    |
|      | Aplică de centură | Datare: 1/2 sec XVI Școală: Atelier românesc Descoperit: jud. TELEORMAN, com. ORBEASCA, ORBEASCA DE JOS Dimensiuni: L: 3,6 cm; La: 1,9 cm Material: argint | Aplică de centură din argint, dreptunghiulară decupată după un motiv decorativ vegetal stilizat, iar decupajul a fost bordat de un fir răsucit realizat prin turnare și cizelare. Piesa prezintă și patru perforații în colțuri pentru fixare. Piesa nu prezintă nici un nit de fixare; piesa curățată nu prezintă urme vizibile de degradare. | Muzeul Național de Istorie a României, București        | Cimec    |
|      | Aplică de centură | Datare: 1/2 sec XVI Școală: Atelier românesc Descoperit: jud. TELEORMAN, com. ORBEASCA, ORBEASCA DE JOS Dimensiuni: L: 3,6 cm; La: 1,9 cm Material: argint | Aplică de centură din argint, dreptunghiulară decupată după un motiv decorativ vegetal stilizat, iar decupajul a fost bordat de un fir răsucit realizat prin turnare și cizelare. Piesa prezintă și patru perforații în colțuri pentru fixare. Piesa nu prezintă nici un nit de fixare; piesa curățată nu prezintă urme vizibile de degradare. | Muzeul Național de Istorie a României, București        | Cimec    |
|      | Aplică de centură | Datare: 1/2 sec XVI Școală: Atelier românesc Descoperit: jud. TELEORMAN, com. ORBEASCA, ORBEASCA DE JOS Dimensiuni: L: 3,3 cm; La: 1,7 cm Material: argint | Aplică de centură din argint, dreptunghiulară decupată după un motiv decorativ vegetal stilizat, iar decupajul a fost bordat de un fir răsucit realizat prin turnare și cizelare. Piesa prezintă și patru perforații în colțuri pentru fixare. Piesa prezintă un nit de fixare introdus într-o perforație a motivului decorativ, pe margine; piesa curățată nu prezintă urme vizibile de degradare. | Muzeul Național de Istorie a României, București        | Cimec    |
|      | Aplică de centură | Datare: 1/2 sec XVI Școală: Atelier românesc Descoperit: jud. TELEORMAN, com. ORBEASCA, ORBEASCA DE JOS Dimensiuni: L: 3,7 cm; La: 3,3 cm Material: argint | Aplică de centură din argint, dreptunghiulară decupată după un motiv decorativ vegetal stilizat, iar decupajul a fost bordat de un fir răsucit realizat prin turnare și cizelare. Piesa prezintă și patru perforații în colțuri pentru fixare. Piesa nu prezintă nici un nit de fixare; piesa curățată nu prezintă urme vizibile de degradare. | Muzeul Național de Istorie a României, București        | Cimec    |
|      | Aplică de centură | Datare: 1/2 sec XVI Școală: Atelier românesc Descoperit: jud. TELEORMAN, com. ORBEASCA, ORBEASCA DE JOS Dimensiuni: L: 3,4 cm; La: 1,7 cm Material: argint | Aplică de centură din argint, circulară, ajurată, cu o gaură mare, circulară, în centru, înconjurat de raze în formă de crenguțe stilizate, ușor înclinate. Pe margine, în motivul decorativ au fost executate perforații pentru niturile de fixare. Piesa nu prezintă nici un nit de fixare; piesa curățată nu prezintă urme vizibile de degradare. | Muzeul Național de Istorie a României, București        | Cimec    |
|      | Aplică de centură | Datare: 1/2 sec XVI Școală: Atelier românesc Descoperit: jud. TELEORMAN, com. ORBEASCA, ORBEASCA DE JOS Dimensiuni: L: 3,6 cm; La: 1,9 cm Material: argint | Aplică de centură din argint, dreptunghiulară cu laturile lugi ușor curbate spre interior, decupată după un motiv decorativ vegetal stilizat, iar decupajul a fost bordat de un fir răsucit realizat prin turnare și cizelare. Piesa prezintă și patru perforații în colțuri cu nituri pentru fixare. Piesa curățată nu prezintă urme vizibile de degradare. | Muzeul Național de Istorie a României, București        | Cimec    |
|      | Aplică de centură | Datare: 1/2 sec XVI Școală: Atelier românesc Descoperit: jud. TELEORMAN, com. ORBEASCA, ORBEASCA DE JOS Dimensiuni: L: 3,6 cm; La: 3 cm Material: argint | Aplică de centură din argint, dreptunghiulară cu laturile lugi ușor curbate spre interior, decupată după un motiv decorativ vegetal stilizat, iar decupajul a fost bordat de un fir răsucit realizat prin turnare și cizelare. Piesa prezintă și patru perforații în colțuri cu nituri pentru fixare. Piesa prezintă numai trei nituri de fixare; piesa curățată nu prezintă urme vizibile de degradare. | Muzeul Național de Istorie a României, București        | Cimec    |
|      | Aplică de centură | Datare: 1/2 sec XVI Școală: Atelier românesc Descoperit: jud. TELEORMAN, com. ORBEASCA, ORBEASCA DE JOS Dimensiuni: L: 3,6 cm; La: 3 cm Material: argint | Aplică de centură din argint, dreptunghiulară cu laturile lugi ușor curbate spre interior, decupată după un motiv decorativ vegetal stilizat, iar decupajul a fost bordat de un fir răsucit realizat prin turnare și cizelare. Piesa prezintă și patru perforații în colțuri cu nituri pentru fixare. Piesa prezintă numai trei nituri de fixare; piesa curățată nu prezintă urme vizibile de degradare. | Muzeul Național de Istorie a României, București        | Cimec    |
|      | Aplică de centură | Datare: 1/2 sec XVI Școală: Atelier românesc Descoperit: jud. TELEORMAN, com. ORBEASCA, ORBEASCA DE JOS Dimensiuni: L: 3,6 cm; La: 1,9 cm Material: argint | Aplică de centură din argint, dreptunghiulară cu laturile lugi ușor curbate spre interior, decupată după un motiv decorativ vegetal stilizat, iar decupajul a fost bordat de un fir răsucit realizat prin turnare și cizelare. Piesa prezintă și patru perforații în colțuri cu nituri pentru fixare. Piesa prezintă numai trei nituri de fixare; piesa curățată nu prezintă urme vizibile de degradare. | Muzeul Național de Istorie a României, București        | Cimec    |
|      | Aplică de centură | Datare: 1/2 sec XVI Școală: Atelier românesc Descoperit: jud. TELEORMAN, com. ORBEASCA, ORBEASCA DE JOS Dimensiuni: L: 3,6 cm; La: 1,9 cm Material: argint | Aplică de centură din argint, formată dintr-un buton central ovalizat ușor canelat de la care pornesc de o parte și de alta două motive vegetale în formă de ancore, perforate pe linia mediană pentru niturile de fixare. Piesa curățată nu prezintă urme vizibile de degradare. | Muzeul Național de Istorie a României, București        | Cimec    |
|      | Aplică de centură | Datare: 1/2 sec XVI Școală: Atelier românesc Descoperit: jud. TELEORMAN, com. ORBEASCA, ORBEASCA DE JOS Dimensiuni: L: 3,6 cm; La: 1,9 cm Material: argint | Aplică de centură din argint, formată dintr-un buton central ovalizat ușor canelat de la care pornesc de o parte și de alta două motive vegetale în formă de ancore, perforate pe linia mediană pentru niturile de fixare. Piesa curățată nu prezintă urme vizibile de degradare. | Muzeul Național de Istorie a României, București        | Cimec    |
|      | Aplică de centură | Datare: 1/2 sec XVI Școală: Atelier românesc Descoperit: jud. TELEORMAN, com. ORBEASCA, ORBEASCA DE JOS Dimensiuni: L: 3,6 cm; La: 1,9 cm Material: argint | Aplică de centură din argint, formată dintr-un buton central ovalizat ușor canelat de la care pornesc de o parte și de alta două motive vegetale în formă de ancore, perforate pe linia mediană pentru niturile de fixare. Piesa curățată nu prezintă urme vizibile de degradare. | Muzeul Național de Istorie a României, București        | Cimec    |
|      | Aplică de centură | Datare: 1/2 sec XVI Școală: Atelier românesc Descoperit: jud. TELEORMAN, com. ORBEASCA, ORBEASCA DE JOS Dimensiuni: L: 3,6 cm; La: 1,9 cm Material: argint | Aplică de centură din argint, formată dintr-un buton central ovalizat ușor canelat de la care pornesc de o parte și de alta două motive vegetale în formă de ancore, perforate pe linia mediană pentru niturile de fixare. Piesa curățată nu prezintă urme vizibile de degradare. | Muzeul Național de Istorie a României, București        | Cimec    |
|      | Aplică de centură | Datare: 1/2 sec XVI Școală: Atelier românesc Descoperit: jud. TELEORMAN, com. ORBEASCA, ORBEASCA DE JOS Dimensiuni: L: 3,6 cm; La: 1,9 cm Material: argint | Aplică de centură din argint, formată dintr-un buton central ovalizat ușor canelat de la care pornesc de o parte și de alta două motive vegetale în formă de ancore, perforate pe linia mediană pentru niturile de fixare. Piesa curățată nu prezintă urme vizibile de degradare. | Muzeul Național de Istorie a României, București        | Cimec    |
|      | Aplică de centură | Datare: 1/2 sec XVI Școală: Atelier românesc Descoperit: jud. TELEORMAN, com. ORBEASCA, ORBEASCA DE JOS Dimensiuni: L: 2,1 cm; La: 2 cm Material: argint | Aplică de centură din argint, formată dintr-un buton central ovalizat ușor canelat de la care pornesc de o parte și de alta două motive vegetale în formă de ancore, perforate pe linia mediană pentru niturile de fixare. Piesa curățată nu prezintă urme vizibile de degradare. | Muzeul Național de Istorie a României, București        | Cimec    |
|      | Aplică de centură | Datare: 1/2 sec XVI Școală: Atelier românesc Descoperit: jud. TELEORMAN, com. ORBEASCA, ORBEASCA DE JOS Dimensiuni: L: 2,1 cm; La: 2 cm Material: argint | Aplică de centură din argint, formată dintr-un buton central ovalizat ușor canelat de la care pornesc de o parte și de alta două motive vegetale în formă de ancore, perforate pe linia mediană pentru niturile de fixare. Piesa curățată nu prezintă urme vizibile de degradare. | Muzeul Național de Istorie a României, București        | Cimec    |
|      | Aplică de centură | Datare: 1/2 sec XVI Școală: Atelier românesc Descoperit: jud. TELEORMAN, com. ORBEASCA, ORBEASCA DE JOS Dimensiuni: L: 2,1 cm; La: 2 cm Material: argint | Aplică de centură din argint, formată dintr-un buton central ovalizat ușor canelat de la care pornesc de o parte și de alta două motive vegetale în formă de ancore, perforate pe linia mediană pentru niturile de fixare. Piesa curățată nu prezintă urme vizibile de degradare. | Muzeul Național de Istorie a României, București        | Cimec    |
|      | Aplică de centură | Datare: 1/2 sec XVI Școală: Atelier românesc Descoperit: jud. TELEORMAN, com. ORBEASCA, ORBEASCA DE JOS Dimensiuni: L: 2,1 cm; La: 2 cm Material: argint | Aplică de centură din argint, formată dintr-un buton central ovalizat ușor canelat de la care pornesc de o parte și de alta două motive vegetale în formă de ancore, perforate pe linia mediană pentru niturile de fixare. Piesa curățată nu prezintă urme vizibile de degradare. | Muzeul Național de Istorie a României, București        | Cimec    |
|      | Aplică de centură | Datare: 1/2 sec XVI Școală: Atelier românesc Descoperit: jud. TELEORMAN, com. ORBEASCA, ORBEASCA DE JOS Dimensiuni: L: 2,1 cm; La: 2 cm Material: argint | Aplică de centură din argint, formată dintr-un buton central ovalizat ușor canelat de la care pornesc de o parte și de alta două motive vegetale în formă de ancore, perforate pe linia mediană pentru niturile de fixare. Piesa curățată nu prezintă urme vizibile de degradare. | Muzeul Național de Istorie a României, București        | Cimec    |
|      | Aplică de centură | Datare: 1/2 sec XVI Școală: Atelier românesc Descoperit: jud. TELEORMAN, com. ORBEASCA, ORBEASCA DE JOS Dimensiuni: L: 2,1 cm; La: 2 cm Material: argint | Aplică de centură din argint, formată dintr-un buton central ovalizat ușor canelat de la care pornesc de o parte și de alta două motive vegetale în formă de ancore, perforate pe linia mediană pentru niturile de fixare. Piesa curățată nu prezintă urme vizibile de degradare. | Muzeul Național de Istorie a României, București        | Cimec    |
|      | Aplică de centură | Datare: 1/2 sec XVI Școală: Atelier românesc Descoperit: jud. TELEORMAN, com. ORBEASCA, ORBEASCA DE JOS Dimensiuni: L: 2,1 cm; La: 2 cm Material: argint | Aplică de centură din argint, formată dintr-un buton central ovalizat ușor canelat de la care pornesc de o parte și de alta două motive vegetale în formă de ancore, perforate pe linia mediană pentru niturile de fixare. Piesa curățată nu prezintă urme vizibile de degradare. | Muzeul Național de Istorie a României, București        | Cimec    |
|      | Aplică de centură | Datare: 1/2 sec XVI Școală: Atelier românesc Descoperit: jud. TELEORMAN, com. ORBEASCA, ORBEASCA DE JOS Dimensiuni: L: 2,1 cm; La: 2 cm Material: argint | Aplică de centură din argint, formată dintr-un buton central ovalizat ușor canelat de la care pornesc de o parte și de alta două motive vegetale în formă de ancore, perforate pe linia mediană pentru niturile de fixare. Piesa curățată nu prezintă urme vizibile de degradare. | Muzeul Național de Istorie a României, București        | Cimec    |
|      | Aplică de centură | Datare: 1/2 sec XVI Școală: Atelier românesc Descoperit: jud. TELEORMAN, com. ORBEASCA, ORBEASCA DE JOS Dimensiuni: L: 2,1 cm; La: 2 cm Material: argint | Aplică de centură din argint, formată dintr-un buton central ovalizat ușor canelat de la care pornesc de o parte și de alta două motive vegetale în formă de ancore, perforate pe linia mediană pentru niturile de fixare. Piesa nu prezintă nici un nit de fixare și are o perforație în butonul central; piesa curățată nu prezintă urme vizibile de degradare. | Muzeul Național de Istorie a României, București        | Cimec    |
|      | Aplică de centură | Datare: 1/2 sec XVI Școală: Atelier românesc Descoperit: jud. TELEORMAN, com. ORBEASCA, ORBEASCA DE JOS Dimensiuni: L: 2,1 cm; La: 2 cm Material: argint | Aplică de centură din argint, formată dintr-un buton central ovalizat ușor canelat de la care pornesc de o parte și de alta două motive vegetale în formă de ancore, perforate pe linia mediană pentru niturile de fixare. Piesa nu prezintă nici un nit de fixare; piesa curățată nu prezintă urme vizibile de degradare. | Muzeul Național de Istorie a României, București        | Cimec    |
|      | Aplică de centură | Datare: 1/2 sec XVI Școală: Atelier românesc Descoperit: jud. TELEORMAN, com. ORBEASCA, ORBEASCA DE JOS Dimensiuni: L: 2,1 cm; La: 2 cm Material: argint | Aplică de centură din argint, formată dintr-un buton central ovalizat ușor canelat de la care pornesc de o parte și de alta două motive vegetale în formă de ancore, perforate pe linia mediană pentru niturile de fixare. Piesa nu prezintă nici un nit de fixare; piesa curățată nu prezintă urme vizibile de degradare. | Muzeul Național de Istorie a României, București        | Cimec    |
|      | Aplică de centură | Datare: 1/2 sec XVI Școală: Atelier românesc Descoperit: jud. TELEORMAN, com. ORBEASCA, ORBEASCA DE JOS Dimensiuni: L: 2,1 cm; La: 2 cm Material: argint | Aplică de centură din argint, formată dintr-un buton central ovalizat ușor canelat de la care pornesc de o parte și de alta două motive vegetale în formă de ancore, perforate pe linia mediană pentru niturile de fixare. Piesa nu prezintă nici un nit de fixare; piesa curățată nu prezintă urme vizibile de degradare. | Muzeul Național de Istorie a României, București        | Cimec    |
|      | Aplică de centură | Datare: 1/2 sec XVI Școală: Atelier românesc Descoperit: jud. TELEORMAN, com. ORBEASCA, ORBEASCA DE JOS Dimensiuni: L: 2,1 cm; La: 2 cm Material: argint | Aplică de centură din argint, formată dintr-un buton central ovalizat ușor canelat de la care pornesc de o parte și de alta două motive vegetale în formă de ancore, perforate pe linia mediană pentru niturile de fixare. Piesa nu prezintă nici un nit de fixare; piesa curățată nu prezintă urme vizibile de degradare. | Muzeul Național de Istorie a României, București        | Cimec    |
|      | Aplică de centură | Datare: 1/2 sec XVI Școală: Atelier românesc Descoperit: jud. TELEORMAN, com. ORBEASCA, ORBEASCA DE JOS Dimensiuni: L: 2,3 cm; La: 2 cm Material: argint | Aplică de centură din argint, formată dintr-un buton central ovalizat ușor canelat de la care pornesc de o parte și de alta două motive vegetale în formă de ancore, perforate pe linia mediană pentru niturile de fixare. Piesa nu prezintă nici un nit de fixare; piesa curățată nu prezintă urme vizibile de degradare. | Muzeul Național de Istorie a României, București        | Cimec    |
|      | Aplică de centură | Datare: 1/2 sec XVI Școală: Atelier românesc Descoperit: jud. TELEORMAN, com. ORBEASCA, ORBEASCA DE JOS Dimensiuni: L: 2,3 cm; La: 2 cm Material: argint | Aplică de centură din argint, formată dintr-un buton central ovalizat de la care pornesc de o parte și de alta două motive vegetale în formă de ancore, perforate pe linia mediană pentru niturile de fixare. Piesa nu prezintă nici un nit de fixare; piesa curățată nu prezintă urme vizibile de degradare. | Muzeul Național de Istorie a României, București        | Cimec    |
|      | Aplică de centură | Datare: 1/2 sec XVI Școală: Atelier românesc Descoperit: jud. TELEORMAN, com. ORBEASCA, ORBEASCA DE JOS Dimensiuni: L: 2,2 cm; La: 1,5 cm Material: argint | Aplică de centură din argint, formată dintr-un buton central ovalizat de la care pornesc de o parte și de alta două motive vegetale în formă de ancore, perforate pe linia mediană pentru niturile de fixare. Piesa nu prezintă nici un nit de fixare; piesa curățată nu prezintă urme vizibile de degradare. | Muzeul Național de Istorie a României, București        | Cimec    |
|      | Aplică de centură | Datare: 1/2 sec XVI Școală: Atelier românesc Descoperit: jud. TELEORMAN, com. ORBEASCA, ORBEASCA DE JOS Dimensiuni: L: 2,2 cm; La: 1,5 cm Material: argint | Aplică de centură din argint, formată dintr-un buton central ovalizat de la care pornesc de o parte și de alta două motive vegetale în formă de ancore, perforate pe linia mediană pentru niturile de fixare. Piesa nu prezintă nici un nit de fixare; piesa curățată nu prezintă urme vizibile de degradare. | Muzeul Național de Istorie a României, București        | Cimec    |
|      | Aplică de centură | Datare: 1/2 sec XVI Școală: Atelier românesc Descoperit: jud. TELEORMAN, com. ORBEASCA, ORBEASCA DE JOS Dimensiuni: L: 2,2 cm; La: 1,5 cm Material: argint | Aplică de centură din argint, formată dintr-un buton central ovalizat ușor canelat de la care pornesc de o parte și de alta două motive vegetale în formă de ancore, perforate pe linia mediană pentru niturile de fixare. Piesa nu prezintă nici un nit de fixare; piesa curățată nu prezintă urme vizibile de degradare. | Muzeul Național de Istorie a României, București        | Cimec    |
|      | Aplică de centură | Datare: 1/2 sec XVI Școală: Atelier românesc Descoperit: jud. TELEORMAN, com. ORBEASCA, ORBEASCA DE JOS Dimensiuni: L: 2,2 cm; La: 1,5 cm Material: argint; aur | Aplică de centură din argint, formată dintr-un buton central ovalizat ușor canelat de la care pornesc de o parte și de alta două motive vegetale în formă de ancore, perforate pe linia mediană pentru niturile de fixare. Piesa nu prezintă nici un nit de fixare; piesa curățată nu prezintă urme vizibile de degradare. | Muzeul Național de Istorie a României, București        | Cimec    |
|      | Aplică de centură | Datare: 1/2 sec XVI Școală: Atelier românesc Descoperit: jud. TELEORMAN, com. ORBEASCA, ORBEASCA DE JOS Dimensiuni: L: 2,2 cm; La: 1,5 cm Material: argint; aur | Aplică de centură din argint, formată dintr-un buton central ovalizat de la care pornesc de o parte și de alta două motive vegetale în formă de ancore, perforate pe linia mediană pentru niturile de fixare. Piesa nu prezintă nici un nit de fixare; piesa curățată nu prezintă urme vizibile de degradare. | Muzeul Național de Istorie a României, București        | Cimec    |
|      | Aplică de centură | Datare: 1/2 sec XVI Școală: Atelier românesc Descoperit: jud. TELEORMAN, com. ORBEASCA, ORBEASCA DE JOS Dimensiuni: L: 2,2 cm; La: 1,2 cm Material: argint | Aplică de centură din argint, formată dintr-un buton central ovalizat de la care pornesc de o parte și de alta două motive vegetale în formă de ancore, perforate pe linia mediană pentru niturile de fixare. Piesa nu prezintă nici un nit de fixare; piesa curățată nu prezintă urme vizibile de degradare. | Muzeul Național de Istorie a României, București        | Cimec    |
|      | Aplică de centură | Datare: 1/2 sec XVI Școală: Atelier românesc Descoperit: jud. TELEORMAN, com. ORBEASCA, ORBEASCA DE JOS Dimensiuni: L: 1,6 cm; La: 1,4 cm Material: argint | Aplică de centură din argint, în forma literei X grefată pe un romb central, redus și cu întreaga suprafață cizelată de nervuri răsucite. La extremitățile piesei, în partea centrală, sunt perforații pentru niturile de fixare pe centură. Piesa nu prezintă nici un nit de fixare; piesa curățată nu prezintă urme vizibile de degradare. | Muzeul Național de Istorie a României, București        | Cimec    |
|      | Aplică de centură | Datare: 1/2 sec XVI Școală: Atelier românesc Descoperit: jud. TELEORMAN, com. ORBEASCA, ORBEASCA DE JOS Dimensiuni: L: 1,6 cm; La: 1,4 cm Material: argint | Aplică de centură din argint, în forma literei X grefată pe un romb central, redus și cu întreaga suprafață cizelată de nervuri răsucite. La extremitățile piesei, în partea centrală, sunt perforații pentru niturile de fixare pe centură. Piesa nu prezintă nici un nit de fixare; piesa curățată nu prezintă urme vizibile de degradare. | Muzeul Național de Istorie a României, București        | Cimec    |
|      | Aplică de centură | Datare: 1/2 sec XVI Școală: Atelier românesc Descoperit: jud. TELEORMAN, com. ORBEASCA, ORBEASCA DE JOS Dimensiuni: L: 1,6 cm; La: 1,4 cm Material: argint | Aplică de centură din argint, în forma literei X grefată pe un romb central, redus și cu întreaga suprafață cizelată de nervuri răsucite. La extremitățile piesei, în partea centrală, sunt perforații pentru niturile de fixare pe centură. Piesa nu prezintă nici un nit de fixare; piesa curățată nu prezintă urme vizibile de degradare. | Muzeul Național de Istorie a României, București        | Cimec    |
|      | Aplică de centură | Datare: 1/2 sec XVI Școală: Atelier românesc Descoperit: jud. TELEORMAN, com. ORBEASCA, ORBEASCA DE JOS Dimensiuni: L: 1,6 cm; La: 1,4 cm Material: argint | Aplică de centură din argint, în forma literei X grefată pe un romb central, redus și cu întreaga suprafață cizelată de nervuri răsucite. La extremitățile piesei, în partea centrală, sunt perforații pentru niturile de fixare pe centură. Piesa nu prezintă nici un nit de fixare; piesa curățată nu prezintă urme vizibile de degradare. | Muzeul Național de Istorie a României, București        | Cimec    |
|      | Aplică de centură | Datare: 1/2 sec XVI Școală: Atelier românesc Descoperit: jud. TELEORMAN, com. ORBEASCA, ORBEASCA DE JOS Dimensiuni: L: 1,6 cm; La: 1,4 cm Material: argint | Aplică de centură din argint, în forma literei X grefată pe un romb central, redus și cu întreaga suprafață cizelată de nervuri răsucite. La extremitățile piesei, în partea centrală, sunt perforații pentru niturile de fixare pe centură. Piesa nu prezintă nici un nit de fixare; cuprul din aliajul de argint a migrat la suprafața piesei; piesa curățată nu prezintă urme vizibile de degradare. | Muzeul Național de Istorie a României, București        | Cimec    |
|      | Aplică de centură | Datare: 1/2 sec XVI Școală: Atelier românesc Descoperit: jud. TELEORMAN, com. ORBEASCA, ORBEASCA DE JOS Dimensiuni: L: 1,6 cm; La: 1,4 cm Material: argint | Aplică de centură din argint, în forma literei X grefată pe un romb central, redus și cu întreaga suprafață cizelată de nervuri răsucite. La extremitățile piesei, în partea centrală, sunt perforații pentru niturile de fixare pe centură. Piesa nu prezintă nici un nit de fixare; piesa curățată nu prezintă urme vizibile de degradare. | Muzeul Național de Istorie a României, București        | Cimec    |
|      | Aplică de centură | Datare: 1/2 sec XVI Școală: Atelier românesc Descoperit: jud. TELEORMAN, com. ORBEASCA, ORBEASCA DE JOS Dimensiuni: L: 1,6 cm; La: 1,4 cm Material: argint | Aplică de centură din argint, în forma literei X grefată pe un romb central, redus și cu întreaga suprafață cizelată de nervuri răsucite. La extremitățile piesei, în partea centrală, sunt perforații pentru niturile de fixare pe centură. Piesa nu prezintă nici un nit de fixare; piesa curățată nu prezintă urme vizibile de degradare. | Muzeul Național de Istorie a României, București        | Cimec    |
|      | Cataramă | Datare: 1/2 sec XVI Școală: Atelier românesc Descoperit: jud. TELEORMAN, com. ORBEASCA, ORBEASCA DE JOS Dimensiuni: L: 3,5 cm; H: 2,5 cm Material: argint | Verigă/buclă de cataramă din argint, în formă de „omega” decorată în porțiunea centrală cu spirale și motive vegetale stilizate. Piesa curățată nu prezintă urme vizibile de degradare. | Muzeul Național de Istorie a României, București        | Cimec    |
|      | Cataramă | Datare: 1/2 sec XVI Școală: Atelier românesc Descoperit: jud. TELEORMAN, com. ORBEASCA, ORBEASCA DE JOS Dimensiuni: H: 7,5 cm; La: 5 cm Material: argint | Cataramă din argint formată din verigă cu ac și placă pentru fixare pe cureaua de piele; veriga ovală, ușor lățită spre centrul zonei exterioare, cizelată cu motive vegetale stilizate, pe care se articulează acul și fixată la o foaie de metal îndoită, închisă în nituri. Piesa curățată nu prezintă urme vizibile de degradare. | Muzeul Național de Istorie a României, București        | Cimec    |
|      | Inel sigilar | Datare: 1/2 sec XVI Școală: Atelier românesc Descoperit: jud. TELEORMAN, com. ORBEASCA, ORBEASCA DE JOS Dimensiuni: D: 2,8 cm Material: argint | Inel sigilar din argint, cu veriga groasă, profilată exterior prin două benzi, cu o porțiune aplatizată octogonal, reprezentând scaunul sigilar. De o parte și de alta a scaunului sigilar veriga a fost cizelată cu motive geometrice. Sigiliul reprezintă un vultur bicefal foarte stilizat, reprezentat numai prin linii și hașuri. Piesa curățată nu prezintă urme vizibile de degradare. | Muzeul Național de Istorie a României, București        | Cimec    |
|      | Inel sigilar | Datare: 1/2 sec XVI Școală: Atelier românesc Descoperit: jud. TELEORMAN, com. ORBEASCA, ORBEASCA DE JOS Dimensiuni: D: 2,5 cm Material: argint | Inel sigilar din argint, cu veriga groasă și cu o porțiune aplatizată hexagonal, reprezentând scaunul sigilar. De o parte și de alta a scaunului sigilar veriga a fost cizelată cu motive geometrice. Sigiliul reprezintă un vultur bicefal foarte stilizat, reprezentat numai prin linii verticale curbate. În partea opusă scaunului sigilar este un buton ca contragreutate. Piesa curățată nu prezintă urme vizibile de degradare. | Muzeul Național de Istorie a României, București        | Cimec    |
|      | Vasile Alecsandri Autor: Atelier foto | Datare: mijlocul sec. XIX Descoperit: jud. BACĂU, com. BEREȘTI-TAZLĂU, TESCANI Dimensiuni: Dlung: 19 cm; Dlat: 15 cm Material: hârtie fotografică; fotografiere; sepia | Fotografie portret sepia, ovală, reprezentându-l pe poetul Vasile Alecsandri (1821-1890), îmbrăcat cu o tunică închisă pe gât, cu guler mic de catifea și nasturi metalici la două rânduri. Poetul stă pe un scaun, cu mâna dreaptă sprijinită de spătar, având în mână o cravașă, iar mâna stângă în buzunar. Rama de lemn neagră, ovală, în interior chenar metalic îngust. | Muzeul Național „George Enescu”, București              | Cimec    |
|      | Costum de diplomat | Datare: deceniile 2-3 ale secolului al XX-lea Școală: Augustus Donny Dimensiuni: L farc =1020; Bicorn: L=45 mm Î=120 mm Material: postav, mătase, fir auriu, metal, pene de struț | Costum de diplomat alcătuit din: a) frac; b) pantaloni; c) bicorn. a) Fracul din postav negru se închide cu 7 nasturi și este brodat cu fir auriu, cu motive de frunze de stejar, ghinde și paiete la: guler, mâneci, marginile piepților, poale și la spate unde sunt și 2 nasturi mari semibombați cu stema regatului; la manșete sunt 2 nasturi mici. La guler, în interior, etichetă: „AU CARNAVAL DE VENISE JOSEPH BALLY BUCAREST”. b) Pantalonii sunt din postav negru cu lampas din țesătură aurie, cu un rând de frunze de stejar. c) Bicorn din postav negru, cu cocardă tricoloră și ornat cu pene albe de struț. În interior, atelierul: „AU PAVILION DE ROMAN AUGUSTUS DONNY PARIS”. Prezintă forme de degradare: căptușeala este ruptă la mâneci, rosături pe postav, lipsă material, lipsă un nasture. | Muzeul Național de Istorie a României, București        | Cimec    |
|      | Tunică de general de brigadă | Datare: sfârșitul secolului al XIX-lea Dimensiuni: L=670; LA umeri=410 Material: postav, fir auriu, mătase, metal | Tunica de general de brigadă a lui Candiano Popescu este confecționată din postav negru, cu tăietură în talie, închisă în față cu cinci căluși din metal galben, corezpunzător pentru cinci găitane cusute dublu. Brandenburgurile traversează piepții formând fiecare la extremități câte o floare rotundă de la care coboară două ovale fixate cu rozetă. La spate are brandenburguri, doi nasturi mari și șase mici. Pe umerii tunicii sunt trefle de general cu tresă, soare și stea și cifra regelui Carol încoronată cu deviza: „Nimic fără Dumnezeu”. La mâneci - trese din fir în unghi, un galon lat și unul îngust. La guler este galon lat. Căptușeala este din mătase roșie la guler și piepți și pânză crem în rest. Etichetă albastră la guler: „Atelierul de haine ofițerești, Bucureșci”. | Muzeul Național de Istorie a României, București        | Cimec    |
|      | Tunică de cercetaș | Datare: deceniul 2 al secolului XX Dimensiuni: L=650; LA umeri=380 Material: postav, metal comun | Tunica de cercetaș a Ecaterinei Teodoriu (Cătălina Toderiu) este din postav de culoare maronie fiind prevăzută cu două buzunare aplicate, cu clape, care se închid la un singure nasture din metal. Este cambrată în talie și rotunjită în părțile laterale. Tunica se închide la un singur rând de 5 nasturi (doi lipsesc); colțurile gulerului sunt prinse cu câte un nasture, la fel și manșetele de la mâneci. Are epoleți; pe cel din dreapta este prinsă o tresă roșie, țesută cu 3 rânduri de zig-zag, lată de 2 cm. Pe pieptul drept sunt prinse două insigne de cercetași, pe una (din metal galben) fiind scris „A.C.R.” iar pe cealaltă (din metal alb) „Cercetașii României. Gata oricând”. Spatele este croit cu platcă în colțuri și trei pense duble. Tunica este necăpușită. Uzură funcțională; postavul are mici ciupituri. | Muzeul Național de Istorie a României, București        | Cimec    |
|      | Tunică de general | Datare: primul sfert al secolului al XX-lea Dimensiuni: L=840; LA umeri=430 Material: postav, mătase, fir auriu, metal | Tunica este din postav de culoare neagră, tăiată în talie, având piepții cu marginile paspoalate cu roșu. Se închide la un singur rând cu 7 nasturi semibombați din metal galben. Pe gulerul din postav roșu este aplicată o broderie din frunze de stejar și ghinde din fir auriu cu paiete. La mânecă are postav roșu, în colț, peste care este o broderie identică cu cea de la guler, corespunzătoare gradului de general. Pe pieptul drept are eghileți din fir auriu. În spate sunt două capace paspoalate cu roșu și broderie cu fir auriu. Căptușeala la guler și piepți este din postav roșu iar din talie în jos din satin roșu. Spatele este căptușit cu pânză bej matlasată din talie în sus. Pe buzunarul interior este eticheta: „Atelierul de haine ofițerești Bucureșci”. Lipsesc epoleții, un nasture în față și nasturii din spate. | Muzeul Național de Istorie a României, București        | Cimec    |
|      | Mapă | Datare: 25 octombrie 1859 Dimensiuni: L: 35 cm; La: 25,5 cm Material: lemn; catifea; sticlă; metal; mătase | Mapa de formă dreptunghiulară cu coperțile îmbrăcate în catifea de culoare bordo are pe față, aplicat în fiecare colț, câte un decor vegetal din baghete de lemn maroniu traforat. Central, într-un medalion oval încadrat de un decor din lemn sculptat cu viță de vie și struguri este pictat un buchet de flori policolor fiind acoperit cu sticlă. Deasupra medalionului este ștanțat cu litere aurii inscripția: NICOLAE GOLESCU iar sub medalion: ANULU 1859 OCTOMBRIE 25. Pe spate, în fiecare colț e câte un decor floral din lemn. În interior, căptușeala este din mătase albă. Un compartiment are capac închis cu broască și cheiță, celălalt este liber. În mijloc sunt detașate alte două coperți căptușite cu mătase albă. Piesa are uzură funcțională: catifea decolorată, mătase pătată, destrămări, pete de murdărie. Lipsește o porțiune de cca. 2 cm dintr-un ornament de lemn, pe față. Suportul picturii centrale prezintă patru crăpături. | Muzeul Național de Istorie a României, București        | Cimec    |
|      | Bicorn | Descoperit: Roma, Italia Dimensiuni: Î: 14,5 cm; L: 41 cm Material: stofă; mătase; catifea; fir auriu; pene de struț; metal | Bicorn din postav negru, având în față peste o cocardă tricoloră o torsadă din catifea neagră cu două rânduri de broderie din fir auriu reprezentând frunze de stejar și un nasture din metal cu stema României Mari. Spre colțurile bicornului sunt două benzi din mătase ripsată de culoare neagră. Deasupra sunt fulgi albi de struț. În interior este căptușit cu mătase neagră. Central este imprimat un vultur încoronat și dedesubt inscripția: UNIONE MILITARE ROMA. A aparținut diplomatului Nicolae Petrescu-Comnen (1881 - 1958). | Muzeul Național de Istorie a României, București        | Cimec    |
|      | Iatagan otoman Autor: Meimet (?) | Datare: 1221 anul Hegirei Școală: Atelier otoman Descoperit: jud., com. Dimensiuni: L iatagan: 615 mm; L teacă: 630 mm Material: oțel; metal; filigran din argint (?); os; coral; lemn; piele; forjare; călire; gravare; filigranare; inscripționare; incrustare | Lamă din oțel, foarte ușor curbată spre vârf, cu un tăiș, contratăiș și șanț pe ambele fețe. Prezintă incrustații filigranate în argint, cu motive decorative vegetale, care încadrează trei inscripții pe partea interioară și trei inscripții pe partea exterioară. Se remarcă anul 1221 al Hegirei și meșterul Meimet (?). Spre gardă, muchia netăioasă este acoperită cu o placă din metal galben, ornată cu motive vegetale, filigranate, reliefate și cu două pietre roșii. Plăcuța se prelungește spre mâner cu o brățară și ea decorată cu motive vegetale filigranate. Mânerul din oțel, continuare a lamei, este acoperit cu două plăsele din os evazate și unite cu o bară metalică decorată cu motive vegetale și șapte pietre din coral. În capul mânerului se mai află o plăcuță metalică, pătrată. Teaca din lemn, acoperită cu piele, este prevăzută în partea superioară cu o brățară din alamă și una din piele (din fâșii împletite) cu un inel de prindere port-iatagan. Se pare că în partea inferioară teaca a avut o brățară metalică, acum lipsă. Coralul este știrbit iar părți din filgranul inscripțiilor sunt parțial șterse. Porțiuni din piele sunt rupte și lipsă, brățara inferioară a vârfului tecii este lipsă. | Muzeul Național de Artă al României, București          | Cimec    |
|      | Iatagan cu teacă | Datare: 2/2 sec. XVIII Școală: Atelier otoman Descoperit: jud., com. Dimensiuni: L iatagan: 680 mm; L teacă: 610 mm Material: oțel; metal; alamă; filigran aur (?); os; piatră perțioasă; lemn; piele; forjare; călire; gravare; filigranare; incrustare; reliefare | Lamă curbă din oțel, cu un tăiș și muchie netăioasă, prevăzută cu un șanț îngust pe ambele fețe. Lama este ornamentată pe ambele fețe cu incrustații în aur, cu motive vegetale, încadrând pe partea exterioară tugra sultanului Ahmed I (1603 -1617) și pe partea interioară versete din Coran. Spre mâner, lama este acoperită cu o placă din metal aurit, ornamentată cu motive florale reliefate și câte trei bumbi pe fiecare parte. Mânerul din oțel, continuare a lamei, acoperit în partea inferioară cu o placă din metal ornamentată, este acoperit cu două plăsele din os cu capetele evazate, unite cu o bandă mediană decorată cu linii paralele, având în vârf o piatră verde (posibil prețioasă). Teaca din lemn, acoperită aproape în întregime cu metal decorat cu motive vegetale și florale, gravate și reliefate se termină în vârf cu o potcoavă. Partea de mijloc este acoperită cu piele iar în cea superioară are o curelușă de fixare la port-iatagan. Plăseaua este crăpată, partea superioară a tecii are o parte din lemn ruptă iar placă metalică lipsă. | Muzeul Național de Artă al României, București          | Cimec    |
|      | Iatagan balcanic | Datare: 1231 anul Hegirei Școală: Atelier balcanic Descoperit: jud., com. Dimensiuni: L iatagan: 730 mm; L teacă: 656 mm Material: oțel de Damasc; metal; filigran din argint (?); coral; lemn; forjare; călire; gravare; filigranare; inscripționare; incrustare; reliefare | Lamă din oțel de Damasc, ușor curbă, cu un tăiș, contratăiș și șanț pe ambele fețe, prezintă motive decorative vegetale, filigranate, încrustate pe partea interioară. Pe partea exterioară, aceleași motive decorative încadrează într-un medalion două litere chirilice despărțite de două puncte și anul Hegirei 1231. Partea netăioasă este acoperită cu o placă metalică bogat ornamentată cu motive geometrice, vegetale și florale, filigranate și reliefate, care se prelungesc pe mâner, unde la bază sunt montate două pietre din coral. Mânerul din oțel, continuare a lamei, este acoperit de două plăsele din metal, ornate cu motive vegetale și geometrice, filigranate și reliefate, având în partea superioară câte o piatră de coral pe ambele fețe. Plăselele sunt unite cu o bandă mediană și ea decorată cu motive geometrice și florale reliefate, care încadrează 11 pietre din coral și două plăcuțe patrate, gravate. Teaca din lemn, acoperită în întregime din metal, decorat cu motive vegetale, florale, geometrice, gravate și reliefate, care spre partea inferioară capătă forma unui unui pește cu solzi (capul peștelui fiind potcoava tecii). În partea superioară sunt trei brățări, bogat ornamentate cu motive vegetale, florale, geometrice, filigranate și puternic relifate, unele mărginite de șiruri perlate, care încadrează fiecare cinci corali. Brățara inferioară, mai păstrează 3 corali și are atașat și un ciucure. | Muzeul Național de Artă al României, București          | Cimec    |
|      | Iatagan otoman | Datare: 2/2 sec. XVII Școală: Atelier otoman Descoperit: jud., com. Dimensiuni: L iatagan: 676 mm; L teacă: 611 mm Material: oțel de Damasc; metal; filigran din aur (?); os; lemn; piele; forjare; călire; gravare; filigranare; incrustare; pictare | Lamă din oțel de Damasc, ușor curbată, cu un tăiș, muchie netăioasă și șanț îngust pe ambele fețe. Lama prezintă pe ambele fețe încrustații aurite cu motive vegetale care încadrează în partea din mijloc versete din Coran. În partea superioară, a lamei motivele vegetale filigranate sunt continuate pe muchia netăioasă și se prelungesc spre baza mânerului. Mânerul din oțel, continuare a lamei, este acoperit cu două plăsele din os, unite cu o bandă metalică mediană ornamentată. Capul mânerului este ușor îndoit spre tăiș. Plăselele sunt crăpate. Teaca din lemn, acoperită cu piele pictată, are două brățări metalice dispuse pe partea superioară și pe cea inferioară. Incrustațiile sunt parțial șterse și plăselele crăpate. | Muzeul Național de Artă al României, București          | Cimec    |
|      | Sabie orientală | Datare: Sf. sec. XVIII - înc. sec. XIX Școală: Atelier oriental Descoperit: jud., com. Dimensiuni: L sabie: 950 mm; L teacă: 850 mm Material: oțel; fier; alamă; filigran argint; os; catifea; forjare; călire; gravare; filigranare; incrustare; reliefare; niello | Lamă curbă din oțel, cu un tăiș, contratăiș și muchie netăioasă, cu partea inferioară lățită. Garda din argint (?), în cruce, cu origine rombică și capetele evazate. Pe ambele fețe garda prezintă motive vegetale decorative realizate în tehnica niello. Mânerul din oțel este acoperit cu două plăsele din os, unite median cu o bandă metalică, ornamentată cu motive vegetale gravate. Plăselele sunt fixate cu trei nituri, dintre care cel inferior are formă de floare. Plăseaua exterioară crăpată. Teaca din lemn, acoperită cu catifea verde, roasă, prezintă trei brățări, dintre care cea mijlocie are atașat un inel de fixare la port-sabie. Toate brățările sunt decorate cu motive vegetale lucrate în tehnica niello. Lama are ușoare urme de coroziune punctiformă, tăișul știrbit pe alocuri. Plăseaua exterioară crăpată și o parte din nituri lipsesc. Teaca are catifeaua roasă și o brățară lipsă. | Muzeul Național de Artă al României, București          | Cimec    |
|      | Sabie otomană | Datare: Înc. sec. XIX Școală: Atelier otoman Descoperit: jud., com. Dimensiuni: L sabie: 1010 mm Material: oțel de Damasc; fier; alamă; filigran aur (?); os; forjare; călire; damaschinare; gravare; filigranare; incrustare; incizare | Lama din oțel de Damasc, cu tăiș, muchie netăioasă, șanț lat și unul îngust pe ambele fețe. Tot pe ambele fețe, spre talon, lama prezintă ornamentații vegetale stilizate, încrustate în aur. Pe partea exterioară a lamei, incrustațiile decorative încadrează o inscripție cu litere arabe, iar pe partea interioară remarcându-se anul Hegirei, 1280. Garda în cruce, cu origine rombică, are capetele terminate în doi bulbi aplatizați. Partea exterioară a gărzii este încrustată marginal cu filigran din aur. Mânerul din oțel, continuare a lamei, este acoperit cu două plăsele din os, unite cu o bandă mediană din alamă, cu motive liniare, incizate. | Muzeul Național de Artă al României, București          | Cimec    |
|      | Sabie orientală | Datare: Înc. sec. XIX Școală: Atelier oriental Descoperit: jud., com. Dimensiuni: L sabie: 850 mm; L teacă: 800 mm Material: oțel de Damasc; fier; alamă; filigran aur (?); corn; lemn; forjare; călire; gravare; filigranare; incrustare; incizare; niello | Lamă din oțel, curbă, cu tăiș, contratăiș, muchie netăioasă și șanț îngust la mijloc, pe ambele părți. Lama se lățește spre vârf și prezintă o nervură pe ambele fețe iar pe partea exterioară o inscripție cu litere arabe în filigran din aur. Garda în cruce, cu origine rombică și capetele ovoidale este gravată și decorată în tehnica niello. Mânerul din oțel este acoperit cu două plăsele din corn, unite printr-o brățară ornată parțial cu motive vegetale, încrustate în aur. Capul mânerului este îndoit spre muchia netăioasă și prezintă un orificiu mărginit de un inel încrustat în aur. Teaca din lemn este acoperită în întregime din alpaca, decorată pe ambele fețe cu gravuri și incizii, reprezentând motive vegetale, trofee, un arhanghel, un cap de leu stilizat și un personaj feminin (zeița Atena). Teaca are și două brățări, ornate cu motive vegetale, de care sunt atașate două inele de fixare port-sabie. În capăt se termină cu o potcoavă în formă de dragon. Are o inscripție în limba greacă, lângă a doua brățară: ΔΚΟИΤΟΣ ΚAΤA = ΣΚΕΤAΣΤ. | Muzeul Național de Artă al României, București          | Cimec    |
|      | Sabie orientală | Datare: Sec. XVIII Școală: Atelier oriental Descoperit: jud., com. Dimensiuni: L sabie: 830 mm; L teacă: 730 mm Material: oțel; alamă; filigran aur (?); os; lemn; forjare; călire; gravare; filigranare; incrustare | Lamă din oțel curbată, cu tăiș, contratăiș și muchie netăioasă, ornamentată cu motive vegetale geometrice incrustate în filigran de aur (?). Spre partea centrală a curburii, spre muchia netăioasă, prezintă un șanț pe ambele fețe. Spre vârf lama se lățește și primește o nervură pe ambele fețe. Pe partea interioară, încadrată în motive vegetale, se află o inscripție cu litere arabe. Garda din alamă este în cruce, cu origine rombică și se termină în bulbi. Mânerul din oțel, continuare a lamei, este acoperit cu plăsele din os, unite median cu o bandă metalică ornamentată cu motive vegetale incizate. Capul mânerului întors spre lama netăioasă prezintă un orificiu ornamentat la ambele capete cu o rozetă florală. Teaca din lemn este acoperită, în partea superioară și cea inferioară, cu două brățări late din alamă, ornamentate cu motive vegetale, gravate și incizate. Între cele două brățări teaca este acoperită cu material textil, mai precis catifea verde. Garda prezintă o brățară de care sunt atașate două inele de fixare la port-sabie, prin care este petrecut un șnur de culoare roșie, terminat în doi ciucuri. | Muzeul Național de Artă al României, București          | Cimec    |
|      | Sabie otomană Autor: Asfian | Datare: Sec. XVI (957 anul Hegirei) Școală: Atelier otoman Descoperit: jud., com. Dimensiuni: L sabie: 966 mm; L teacă: 860 mm Material: oțel; fier; alamă; filigran aur (?); filde; piele; lemn; forjare; călire; gravare; filigranare; incrustare; incizare; inscripționare | Lamă curbă, din oțel, cu un tăiș și contratăiș, prezintă inscripții cu litere arabe, mărginite de chenare. Într-unul din medalioane (al treilea de la gardă), se remarcă și anul 957 (anul Hegirei). Pe cealaltă parte are ornamentații vegetale doar în dreptul originii gărzii. Încrustațiile sunt din aur. Garda dreaptă, în cruce, cu origine rombică și capetele terminate în bulbi sferici, este marginal decorată cu motive geometrice gravate pe ambele fețe. Mânerul din oțel este acoperit de două plăsele din fildeș, fixate cu trei nituri pe fiecare parte, terminate cu capace din alamă (dintre care două lipsesc). Capul mânerului este îndoit spre tăiș iar plăselele sunt unite cu o bandă din alamă decorată marginal cu motive geometrice. Teaca din lemn, acoperită cu piele, este prevăzută cu patru brățări, două late și două înguste. Părțile exterioare ale brățărilor sunt ornamentate cu motive geometrice și vegetale iar două dintre ele au atașate câte un inel de fixare la port-sabie. Prezintă părți din plăsea lipsă, garda desprinsă, ușoare puncte de coroziune pe lamă. | Muzeul Național de Artă al României, București          | Cimec    |
|      | Carabină | Datare: Sf. sec. XVIII - înc. sec. XIX Școală: Atelier otoman Descoperit: jud., com. Dimensiuni: L carabină: 1050 mm; Calibrul: 22 mm Material: oțel de Damasc; alamă; metal; filigran aur (?); os; lemn; forjare; călire; damaschinare; gravare; filigranare; ghintuire; reliefare | Țeavă din oțel de Damasc, tronco-octogonală, ghintuită în interior, ușor evazată la gură, are montate pe partea superioară cătarea (țel și baza cătării) și înălțător bloc cu crestătură. Mecanismul de dare a focului complet (cocoș port-cremene, amnar, tigăiță și platină), cu piesele lor aferente. Mecanismul este blocat. Piesele metalice exterioare ale mecanismului sunt gravate și reliefate cu motive vegetale. Mecanismul de declanșare este compus din trăgaci cu piesele aferente și gardă din alamă. Patul și ulucul, din lemn, sunt ornamentate cu motive decorative marchetate și încrustate din os și metal în două culori (galben și negru) dispuse, pe registre, în mod geometric vegetal sau floral. Pe partea inferioară a patului, marginal decorate în maniera amintită se află un capac circular, blocat, care acoperă un locaș. Părți din marchetaj lipsesc. Ulucul este și el ornamentat în aceeași manieră pe părțile posterioare, mijlocii și anterioare. Pe partea stângă, pandant cu mecanismul de dare a focului se afă un inel pentru cureaua port-armă. Ulucul are pe partea inferioară un locaș pentru bătătorul care lipsește. Părți din lemnul ulucului, spre gura țevii, sunt rupte și lipsă. De asemeni, partea posterioară a patului este desprinsă, iar cea inferioară crăpată. Țeava mai este fixată de uluc și prin două brățări metalice decorate cu motive vegetale mărginite de șiruri perlate. | Muzeul Național de Artă al României, București          | Cimec    |
|      | Carabină | Datare: Înc. sec. XIX Școală: Atelier otoman Descoperit: jud., com. Dimensiuni: L carabină: 800 mm; Calibrul: 14 mm Material: oțel de Damasc; alamă; metal; filigran aur (?); sidef; filde; lemn; forjare; călire; damaschinare; gravare; filigranare; ghintuire; marchetare | Țeavă tronco-octogonală din oțel de Damasc, ghintuită în interior. Este ornamentată la exterior cu motive vegetale filigranate și încrustate în metal alb. Pe țeavă se află un țel și un înălțător fix cu un orificiu. Mecanismul de dare a focului este complet: cocoș port-cremene, amnar, tigăiță, platina cu piesele aferente. Mecanismul de declanșare e format din trăgaci fără gardă. Patul și ulucul sunt din lemn ornamentat. Patul are marchetărie din sidef, os, metal și fildeș. Decorul se desfășoară pe registre cu motive vegetale, florale, stelate și geometrice. Ulucul este și el ornamentat pe partea inferioară, în dreptul trăgaciului, cu incrustații metalice în decor floral stilizat. La împreunarea gâtului patului cu ulucul, pe partea superioară, lemnul este acoperit cu o placă metalică gravată cu motive vegetale mărginite în stânga și dreapta cu os marchetat. Ulucul este rupt iar la patul armei lipsește o fâșie din os. Țeava este fixată de uluc printr-o brățară de alamă adăugată ulterior. | Muzeul Național de Artă al României, București          | Cimec    |
|      | Suliță occidentală | Datare: 2/2 sec. XVII Școală: Atelier occidental Descoperit: jud., com. Dimensiuni: L vârfului metalic: 485 mm; L totală: 1026 mm Material: fier; filigran; metal alb (argint ?); lemn; forjare; gravare; filigranare; incrustare | Vârful suliței din metal masiv de formă triungiulară alungită cu o nervură, mediană pe ambele fețe, cu o secțiune rombică, vârf ascuțit și două tăișuri. Este ornamentată cu motive vegetale gravate și încrustate cu metal alb, în parte șters, pe ambele fețe. Vârful suliței se continuă cu un inel îngroșat și manșon tronconic de înmănușare la hampa din lemn. La partea posterioară manșonul are un inel metallic prelungit spre vârful cu un cârlig torsionat. Hampa din lemn, fixată în manșonul tronconic al suliței, retezată la partea inferioară, este acoprită de o bandă metalică răsucită și ornamentată marginal punctiform. Hampa din lemn retezată; banda metalică ce înfășoară partea superioară a hampei este desprisă, ruptă cu porțiuni lipsă, încrustațiile în metal alb șterse. | Muzeul Național de Artă al României, București          | Cimec    |
|      | Cercel | Datare: sf. sec. XV - înc. sec. XVI Școală: Atelier moldovenesc Descoperit: jud. SUCEAVA, Câmpul Șanțurilor Dimensiuni: Î: 4,8 cm; La: 4,5 cm; G: 0,72 cm Material: argint; aur | Cercel format dintr-o verigă circulară neînchisă cu un capăt răsucit în spirală și celălalt perforat pe care au fost petrecute cinci mărgele sferice - două ajurate din câte două corole din șase petale lipite pe linia mediană și trei globulari, dispuse alternativ. Aurirea este în mare parte ștearsă, spirala de la verigă ruptă, una dintre mărgelele ajurate a rămas petrecută pe verigă printr-o petală. (Formează pereche cu cercelul cu nr. inv. 8585). | Muzeul Național de Istorie a României, București        | Cimec    |
|      | Cercel | Datare: sf. sec. XV - înc. sec. XVI Școală: Atelier moldovenesc Descoperit: jud. SUCEAVA, Câmpul Șanțurilor Dimensiuni: Î: 4,5 cm; La: 4,6 cm; G: 0,89 cm Material: argint; aur | Cercel format dintr-o verigă circulară neînchisă cu un capăt răsucit în spirală și celălalt perforat pe care au fost petrecute cinci mărgele sferice - două ajurate din câte două corole din șase petale lipite pe linia mediană și trei globulari, dispuse alternativ. Aurirea este ștearsă aproape complet, argintul cu un început de degradare. (Formează pereche cu cercelul cu nr. inv. 8584). | Muzeul Național de Istorie a României, București        | Cimec    |
|      | Ac de văl | Datare: sf. sec. XV - înc. sec. XVI Școală: Atelier moldovenesc Descoperit: jud. SUCEAVA, Câmpul Șanțurilor Dimensiuni: L lanț: 42 cm; H pandantiv: 4,5 cm; La pandantiv: 5 cm; G: 45,50 g Material: argint | Ac de văl cu lanț în formă de pasăre cu creastă pe cap, gâtul înalt, aripile strânse, coada înfoiată vertical, realizată din filigran și granulație, cu principalele elemente constitutive subliniate cu câte un șir de granule. Pe cap, pe mijlocul pieptului și pe fiecare aripă este câte o floare cu petalele filigranate. Lângă acul lipit sub piesă, îndoit, a fost petrecut un lanț cu verigi inelare pliate, petrecute unele prin altele. | Muzeul Național de Istorie a României, București        | Cimec    |
|      | Nasture mic | Datare: începutul sec. XVII Dimensiuni: Î: 2,2 cm; D: 2,7 cm; G: 6,21 g Material: argint aurit; turcoaze | Nasture mic, cilindric, cu calotă semisferică, cizelat și ajurat cu motive vegetale și patru turcoaze, una mai mare în mijloc și trei mai mici împrejur. În zona bazei a fost lipită o foaie metalică cu un inel de prindere în partea centrală. Nasturele face parte dintr-o garnitură compusă din 42 de nasturi de trei dimensiuni. | Muzeul Național de Istorie a României, București        | Cimec    |
|      | Nasture mic | Datare: începutul sec. XVII Dimensiuni: Î: 2,2 cm; D: 2,7 cm; G: 6,28 g Material: argint aurit; turcoaze | Nasture mic, cilindric, cu calotă semisferică, cizelat și ajurat cu motive vegetale și patru turcoaze, una mai mare în mijloc și trei mai mici împrejur. În zona bazei a fost lipită o foaie metalică cu un inel de prindere în partea centrală. Nasturele face parte dintr-o garnitură compusă din 42 de nasturi de trei dimensiuni. | Muzeul Național de Istorie a României, București        | Cimec    |
|      | Nasture mic | Datare: începutul sec. XVII Dimensiuni: Î: 2,2 cm; D: 2,7 cm; G: 6,26 g Material: argint aurit; turcoaze | Nasture mic, cilindric, cu calotă semisferică, cizelat și ajurat cu motive vegetale și patru turcoaze, una mai mare în mijloc și trei mai mici împrejur. În zona bazei a fost lipită o foaie metalică cu un inel de prindere în partea centrală. Nasturele face parte dintr-o garnitură compusă din 42 de nasturi de trei dimensiuni. | Muzeul Național de Istorie a României, București        | Cimec    |
|      | Nasture mic | Datare: începutul sec. XVII Dimensiuni: Î: 2,2 cm; D: 2,7 cm; G: 6,36 g Material: argint aurit; turcoaze | Nasture mic, cilindric, cu calotă semisferică, cizelat și ajurat cu motive vegetale și patru turcoaze, una mai mare în mijloc și trei mai mici împrejur. În zona bazei a fost lipită o foaie metalică cu un inel de prindere în partea centrală. Nasturele face parte dintr-o garnitură compusă din 42 de nasturi de trei dimensiuni. | Muzeul Național de Istorie a României, București        | Cimec    |
|      | Nasture mic | Datare: începutul sec. XVII Dimensiuni: Î: 2,2 cm; D: 2,7 cm; G: 6,47 g Material: argint aurit; turcoaze | Nasture mic, cilindric, cu calotă semisferică, cizelat și ajurat cu motive vegetale și patru turcoaze, una mai mare în mijloc și trei mai mici împrejur. În zona bazei a fost lipită o foaie metalică cu un inel de prindere în partea centrală. Nasturele face parte dintr-o garnitură compusă din 42 de nasturi de trei dimensiuni. | Muzeul Național de Istorie a României, București        | Cimec    |
|      | Nasture mic | Datare: începutul sec. XVII Dimensiuni: Î: 2,2 cm; D: 2,7 cm; G: 6,07 g Material: argint aurit; turcoaze | Nasture mic, cilindric, cu calotă semisferică, cizelat și ajurat cu motive vegetale și patru turcoaze, una mai mare în mijloc și trei mai mici împrejur. În zona bazei a fost lipită o foaie metalică cu un inel de prindere în partea centrală. Nasturele face parte dintr-o garnitură compusă din 42 de nasturi de trei dimensiuni. | Muzeul Național de Istorie a României, București        | Cimec    |
|      | Nasture mic | Datare: începutul sec. XVII Dimensiuni: Î: 2,2 cm; D: 2,7 cm; G: 6,17 g Material: argint aurit; turcoaze | Nasture mic, cilindric, cu calotă semisferică, cizelat și ajurat cu motive vegetale și patru turcoaze, una mai mare în mijloc și trei mai mici împrejur. În zona bazei a fost lipită o foaie metalică cu un inel de prindere în partea centrală. Nasturele face parte dintr-o garnitură compusă din 42 de nasturi de trei dimensiuni. | Muzeul Național de Istorie a României, București        | Cimec    |
|      | Nasture mic | Datare: începutul sec. XVII Dimensiuni: Î: 2,2 cm; D: 2,7 cm; G: 5,93 g Material: argint aurit; turcoaze | Nasture mic, cilindric, cu calotă semisferică, cizelat și ajurat cu motive vegetale și patru turcoaze, una mai mare în mijloc și trei mai mici împrejur. În zona bazei a fost lipită o foaie metalică cu un inel de prindere în partea centrală. Nasturele face parte dintr-o garnitură compusă din 42 de nasturi de trei dimensiuni. | Muzeul Național de Istorie a României, București        | Cimec    |
|      | Nasture mic | Datare: începutul sec. XVII Dimensiuni: Î: 2,2 cm; D: 2,7 cm; G: 6,04 g Material: argint aurit; turcoaze | Nasture mic, cilindric, cu calotă semisferică, cizelat și ajurat cu motive vegetale și patru turcoaze, una mai mare în mijloc și trei mai mici împrejur. În zona bazei a fost lipită o foaie metalică cu un inel de prindere în partea centrală. Nasturele face parte dintr-o garnitură compusă din 42 de nasturi de trei dimensiuni. | Muzeul Național de Istorie a României, București        | Cimec    |
|      | Nasture mic | Datare: începutul sec. XVII Dimensiuni: Î: 2,2 cm; D: 2,7 cm; G: 6,53 g Material: argint aurit; turcoaze | Nasture mic, cilindric, cu calotă semisferică, cizelat și ajurat cu motive vegetale și patru turcoaze, una mai mare în mijloc și trei mai mici împrejur. În zona bazei a fost lipită o foaie metalică cu un inel de prindere în partea centrală. Nasturele face parte dintr-o garnitură compusă din 42 de nasturi de trei dimensiuni. | Muzeul Național de Istorie a României, București        | Cimec    |
|      | Nasture mic | Datare: începutul sec. XVII Dimensiuni: Î: 2,2 cm; D: 2,7 cm; G: 6,45 g Material: argint aurit; turcoaze | Nasture mic, cilindric, cu calotă semisferică, cizelat și ajurat cu motive vegetale și patru turcoaze, una mai mare în mijloc și trei mai mici împrejur. În zona bazei a fost lipită o foaie metalică cu un inel de prindere în partea centrală. Nasturele face parte dintr-o garnitură compusă din 42 de nasturi de trei dimensiuni. | Muzeul Național de Istorie a României, București        | Cimec    |
|      | Nasture mic | Datare: începutul sec. XVII Dimensiuni: Î: 2,2 cm; D: 2,7 cm; G: 6,07 g Material: argint aurit; turcoaze | Nasture mic, cilindric, cu calotă semisferică, cizelat și ajurat cu motive vegetale și patru turcoaze, una mai mare în mijloc și trei mai mici împrejur. În zona bazei a fost lipită o foaie metalică cu un inel de prindere în partea centrală. Nasturele face parte dintr-o garnitură compusă din 42 de nasturi de trei dimensiuni. | Muzeul Național de Istorie a României, București        | Cimec    |
|      | Nasture mic | Datare: începutul sec. XVII Dimensiuni: Î: 2,2 cm; D: 2,7 cm; G: 6,17 g Material: argint aurit; turcoaze | Nasture mic, cilindric, cu calotă semisferică, cizelat și ajurat cu motive vegetale și patru turcoaze, una mai mare în mijloc și trei mai mici împrejur. În zona bazei a fost lipită o foaie metalică cu un inel de prindere în partea centrală. Nasturele face parte dintr-o garnitură compusă din 42 de nasturi de trei dimensiuni. | Muzeul Național de Istorie a României, București        | Cimec    |
|      | Nasture mic | Datare: începutul sec. XVII Dimensiuni: Î: 2,2 cm; D: 2,7 cm; G: 6,43 g Material: argint aurit; turcoaze | Nasture mic, cilindric, cu calotă semisferică, cizelat și ajurat cu motive vegetale și patru turcoaze, una mai mare în mijloc și trei mai mici împrejur. În zona bazei a fost lipită o foaie metalică cu un inel de prindere în partea centrală. Nasturele face parte dintr-o garnitură compusă din 42 de nasturi de trei dimensiuni. | Muzeul Național de Istorie a României, București        | Cimec    |
|      | Nasture mic | Datare: începutul sec. XVII Dimensiuni: Î: 2,2 cm; D: 2,7 cm; G: 6,34 g Material: argint aurit; turcoaze | Nasture mic, cilindric, cu calotă semisferică, cizelat și ajurat cu motive vegetale și patru turcoaze, una mai mare în mijloc și trei mai mici împrejur. În zona bazei a fost lipită o foaie metalică cu un inel de prindere în partea centrală. Nasturele face parte dintr-o garnitură compusă din 42 de nasturi de trei dimensiuni. | Muzeul Național de Istorie a României, București        | Cimec    |
|      | Nasture mic | Datare: începutul sec. XVII Dimensiuni: Î: 2,2 cm; D: 2,7 cm; G: 6,61 g Material: argint aurit; turcoaze | Nasture mic, cilindric, cu calotă semisferică, cizelat și ajurat cu motive vegetale și patru turcoaze, una mai mare în mijloc și trei mai mici împrejur. În zona bazei a fost lipită o foaie metalică cu un inel de prindere în partea centrală. Nasturele face parte dintr-o garnitură compusă din 42 de nasturi de trei dimensiuni. | Muzeul Național de Istorie a României, București        | Cimec    |
|      | Nasture mic | Datare: începutul sec. XVII Dimensiuni: Î: 2,2 cm; D: 2,7 cm; G: 6,20 g Material: argint aurit; turcoaze | Nasture mic, cilindric, cu calotă semisferică, cizelat și ajurat cu motive vegetale și patru turcoaze, una mai mare în mijloc și trei mai mici împrejur. În zona bazei a fost lipită o foaie metalică cu un inel de prindere în partea centrală. Nasturele face parte dintr-o garnitură compusă din 42 de nasturi de trei dimensiuni. | Muzeul Național de Istorie a României, București        | Cimec    |
|      | Nasture mic | Datare: începutul sec. XVII Dimensiuni: Î: 2,2 cm; D: 2,7 cm; G: 6,13 g Material: argint aurit; turcoaze | Nasture mic, cilindric, cu calotă semisferică, cizelat și ajurat cu motive vegetale și patru turcoaze, una mai mare în mijloc și trei mai mici împrejur. În zona bazei a fost lipită o foaie metalică cu un inel de prindere în partea centrală. Nasturele face parte dintr-o garnitură compusă din 42 de nasturi de trei dimensiuni. | Muzeul Național de Istorie a României, București        | Cimec    |
|      | Nasture mic | Datare: începutul sec. XVII Dimensiuni: Î: 2,2 cm; D: 2,7 cm; G: 6,17 g Material: argint aurit; turcoaze | Nasture mic, cilindric, cu calotă semisferică, cizelat și ajurat cu motive vegetale și patru turcoaze, una mai mare în mijloc și trei mai mici împrejur. În zona bazei a fost lipită o foaie metalică cu un inel de prindere în partea centrală. Nasturele face parte dintr-o garnitură compusă din 42 de nasturi de trei dimensiuni. | Muzeul Național de Istorie a României, București        | Cimec    |
|      | Nasture mic | Datare: începutul sec. XVII Dimensiuni: Î: 2,2 cm; D: 2,7 cm; G: 6,32 g Material: argint aurit; turcoaze | Nasture mic, cilindric, cu calotă semisferică, cizelat și ajurat cu motive vegetale și patru turcoaze, una mai mare în mijloc și trei mai mici împrejur. În zona bazei a fost lipită o foaie metalică cu un inel de prindere în partea centrală. Nasturele face parte dintr-o garnitură compusă din 42 de nasturi de trei dimensiuni. | Muzeul Național de Istorie a României, București        | Cimec    |
|      | Nasture mic | Datare: începutul sec. XVII Dimensiuni: Î: 2,2 cm; D: 2,7 cm; G: 6,15 g Material: argint aurit; turcoaze | Nasture mic, cilindric, cu calotă semisferică, cizelat și ajurat cu motive vegetale și patru turcoaze, una mai mare în mijloc și trei mai mici împrejur. În zona bazei a fost lipită o foaie metalică cu un inel de prindere în partea centrală. Nasturele face parte dintr-o garnitură compusă din 42 de nasturi de trei dimensiuni. | Muzeul Național de Istorie a României, București        | Cimec    |
|      | Nasture mic | Datare: începutul sec. XVII Dimensiuni: Î: 2,2 cm; D: 2,7 cm; G: 6,29 g Material: argint aurit; turcoaze | Nasture mic, cilindric, cu calotă semisferică, cizelat și ajurat cu motive vegetale și patru turcoaze, una mai mare în mijloc și trei mai mici împrejur. În zona bazei a fost lipită o foaie metalică cu un inel de prindere în partea centrală. Nasturele face parte dintr-o garnitură compusă din 42 de nasturi de trei dimensiuni. | Muzeul Național de Istorie a României, București        | Cimec    |
|      | Nasture mic | Datare: începutul sec. XVII Dimensiuni: Î: 2,2 cm; D: 2,7 cm; G: 6,32 g Material: argint aurit; turcoaze | Nasture mic, cilindric, cu calotă semisferică, cizelat și ajurat cu motive vegetale și patru turcoaze, una mai mare în mijloc și trei mai mici împrejur. În zona bazei a fost lipită o foaie metalică cu un inel de prindere în partea centrală. Nasturele face parte dintr-o garnitură compusă din 42 de nasturi de trei dimensiuni. | Muzeul Național de Istorie a României, București        | Cimec    |
|      | Nasture mic | Datare: începutul sec. XVII Dimensiuni: Î: 2,2 cm; D: 2,7 cm; G: 6,36 g Material: argint aurit; turcoaze | Nasture mic, cilindric, cu calotă semisferică, cizelat și ajurat cu motive vegetale și patru turcoaze, una mai mare în mijloc și trei mai mici împrejur. În zona bazei a fost lipită o foaie metalică cu un inel de prindere în partea centrală. Nasturele face parte dintr-o garnitură compusă din 42 de nasturi de trei dimensiuni. | Muzeul Național de Istorie a României, București        | Cimec    |
|      | Nasture mijlociu | Datare: începutul sec. XVII Dimensiuni: H: 3 cm; D: 2,3 cm; G: 7,44 g Material: argint; turcoaze | Nasture mijlociu, cilindric, cu calotă semisferică, cizelat și ajurat cu motive vegetale și șapte turcoaze, una mai mare în mijloc și șase mai mici împrejur. În porțiunea bazei a fost lipită o foaie metalică cu un inel de prindere în partea centrală. Prezintă zgârieturi în mai multe locuri. | Muzeul Național de Istorie a României, București        | Cimec    |
|      | Nasture mijlociu | Datare: începutul sec. XVII Dimensiuni: H: 3 cm; D: 2,3 cm; G: 7,70 g Material: argint; turcoaze | Nasture mijlociu, cilindric, cu calotă semisferică, cizelat și ajurat cu motive vegetale și șapte turcoaze, una mai mare în mijloc și șase mai mici împrejur. În porțiunea bazei a fost lipită o foaie metalică cu un inel de prindere în partea centrală. Prezintă zgârieturi în mai multe locuri. | Muzeul Național de Istorie a României, București        | Cimec    |
|      | Nasture mijlociu | Datare: începutul sec. XVII Dimensiuni: H: 3 cm; D: 2,3 cm; G: 7,59 g Material: argint; turcoaze | Nasture mijlociu, cilindric, cu calotă semisferică, cizelat și ajurat cu motive vegetale și șapte turcoaze, una mai mare în mijloc și șase mai mici împrejur. În porțiunea bazei a fost lipită o foaie metalică cu un inel de prindere în partea centrală. Prezintă zgârieturi în mai multe locuri. | Muzeul Național de Istorie a României, București        | Cimec    |
|      | Nasture mijlociu | Datare: începutul sec. XVII Dimensiuni: H: 3 cm; D: 2,3 cm; G: 7,84 g Material: argint; turcoaze | Nasture mijlociu, cilindric, cu calotă semisferică, cizelat și ajurat cu motive vegetale și șapte turcoaze, una mai mare în mijloc și șase mai mici împrejur. În porțiunea bazei a fost lipită o foaie metalică cu un inel de prindere în partea centrală. Prezintă zgârieturi în mai multe locuri. | Muzeul Național de Istorie a României, București        | Cimec    |
|      | Nasture mijlociu | Datare: începutul sec. XVII Dimensiuni: H: 3 cm; D: 2,3 cm; G: 7,72 g Material: argint; turcoaze | Nasture mijlociu, cilindric, cu calotă semisferică, cizelat și ajurat cu motive vegetale și șapte turcoaze, una mai mare în mijloc și șase mai mici împrejur. În porțiunea bazei a fost lipită o foaie metalică cu un inel de prindere în partea centrală. Prezintă zgârieturi în mai multe locuri. | Muzeul Național de Istorie a României, București        | Cimec    |
|      | Nasture mijlociu | Datare: începutul sec. XVII Dimensiuni: H: 3 cm; D: 2,3 cm; G: 7,60 g Material: argint; turcoaze | Nasture mijlociu, cilindric, cu calotă semisferică, cizelat și ajurat cu motive vegetale și șapte turcoaze, una mai mare în mijloc și șase mai mici împrejur. În porțiunea bazei a fost lipită o foaie metalică cu un inel de prindere în partea centrală. Prezintă zgârieturi în mai multe locuri. | Muzeul Național de Istorie a României, București        | Cimec    |
|      | Nasture mijlociu | Datare: începutul sec. XVII Dimensiuni: H: 3 cm; D: 2,3 cm; G: 7,69 g Material: argint; turcoaze | Nasture mijlociu, cilindric, cu calotă semisferică, cizelat și ajurat cu motive vegetale și șapte turcoaze, una mai mare în mijloc și șase mai mici împrejur. În porțiunea bazei a fost lipită o foaie metalică cu un inel de prindere în partea centrală. Prezintă zgârieturi în mai multe locuri. | Muzeul Național de Istorie a României, București        | Cimec    |
|      | Nasture mijlociu | Datare: începutul sec. XVII Dimensiuni: H: 3 cm; D: 2,3 cm; G: 7,73 g Material: argint; turcoaze | Nasture mijlociu, cilindric, cu calotă semisferică, cizelat și ajurat cu motive vegetale și șapte turcoaze, una mai mare în mijloc și șase mai mici împrejur. În porțiunea bazei a fost lipită o foaie metalică cu un inel de prindere în partea centrală. Prezintă zgârieturi în mai multe locuri. | Muzeul Național de Istorie a României, București        | Cimec    |
|      | Nasture mijlociu | Datare: începutul sec. XVII Dimensiuni: H: 3 cm; D: 2,3 cm; G: 7,81 g Material: argint; turcoaze | Nasture mijlociu, cilindric, cu calotă semisferică, cizelat și ajurat cu motive vegetale și șapte turcoaze, una mai mare în mijloc și șase mai mici împrejur. În porțiunea bazei a fost lipită o foaie metalică cu un inel de prindere în partea centrală. Prezintă zgârieturi în mai multe locuri. | Muzeul Național de Istorie a României, București        | Cimec    |
|      | Farfurie de porțelan Autor: Faience Anglaise | Datare: 1806 Școală: Atelier francez Descoperit: jud. Bacău, com. BEREȘTI-TAZLĂU, TESCANI Dimensiuni: D: 25 cm Material: porțelan; cobalt; fațetare; smălțuire; ștanțare | Farfurie de porțelan crem deschis cu margine canelată, smălțuită. În centru monograma MC, coroana princiară, albastru cobalt. Pe verso, ștanța fabricii producătoare: Faience anglaise; Burgeois; Paris, 1806. | Muzeul Național „George Enescu”, București              | Cimec    |
|      | Drapelul Regimentului 10 Dorobanți | Datare: 1872 Școală: Casa Collani et C-tie, Berlin Dimensiuni: L: 156 cm; La: 152 cm; L hampă: 253; Î acvilă: 38 cm Material: mătase; lemn; bronz | Drapelul Regimentului 10 Dorobanți model 1872 din care se păstrează numai fragmente din mătasea inițial tricoloră, în special din partea centrală pe care se află pictată stema țării, totul fiind introdus în tul dublu. După restaurare se mai disting în prezent unul din leii susținători, scutul și coroana care îl timbrează. Hampa de lemn, vopsită în negru, se termină în vârf cu o acvilă de bronz, cruciată, așezată pe un cartel cu inscripția „Onoare și patrie" pe o față și numărul și numele unității pe cealaltă față. Pe hampă este prinsă o brățară metalică cu inscripția „...10 lea Regimentu de dorobanți". Se păstrează numai fragmente din pânza inițial tricoloră și din stemă și cravata drapelului. A fost restaurat și introdus în tul. | Muzeul Național de Istorie a României, București        | Cimec    |
|      | Frac de diplomat al lui Nicolae Krețulescu | Dimensiuni: L: 100 cm; La: 42 cm Material: postav; catifea neagră; fir auriu; paiete | Fracul a aparținut doctorului Nicolae Krețulescu (1812-1900), cunoscut om politic și diplomat. Este confecționat din postav negru, iar manșetele, gulerul și cele două buzunare false, din catifea neagră. Pe manșete, guler și buzunare este realizată din fir de aur și paiete o broderie cu motive vegetale - frunze de stejar și viță-de-vie. Are 13 nasturi mari, dispuși 9 în față, 4 în spate și 4 nasturi mari decorați cu o pajură încadrată de două crengi, una din frunze de laur, întretăiate în partea de jos. Fracul are o căptușeală din mătase neagră. | Muzeul Național de Istorie a României, București        | Cimec    |
|      | Stindardul Regimentului 12 Roșiori | Dimensiuni: L: 43 cm; La: 65 cm Material: mătase; fir auriu | Pânza Stindardului Regimentului 12 Roșiori este din mătase tricoloră, cu două fețe identice, având culorile dispuse vertical cu albastru lângă hampă, galben la mijloc și roșu liber. Pe culoarea galben este brodată în relief, stema țării după 1921. În colțurile pânzei este brodată cu fir auriu cifra regelui Ferdinand în interiorul unei ghirlande din frunze de măslin. Pe trei laturi sunt franjuri din fir auriu. Are cravata cu ciucuri și panglică cu decorația Crucea de război 1916- 1918. Mătasea prezintă tăieturi. Pentru conservare a fost acoperită cu tul. | Muzeul Național de Istorie a României, București        | Cimec    |
|      | Drapelul Regimentului 9 Infanterie | Dimensiuni: L: 74 cm; La: 105 cm; Î hampă: 283 cm; Î acvilă: 36 cm Material: mătase; fir auriu; lemn; bronz | Pânza Drapelului 9 Infanterie este din mătase tricoloră, de formă dreptunghiulară, cu două fețe identice. Are culorile dispuse vertical, albastru lângă hampă, galben la mijloc și roșul liber. În centrul drapelului, pe culoarea galben, este stema țării, model 1921, ilustrând făurirea statului național român. Pe culoarea albastră este brodată inscripția "Dobrogea / Mărășești", iar pe culoarea roșie "Smârdan"; în colțuri este cifra regelui Ferdinand. Hampa este vopsită negru, terminată în vârf cu o acvilă din bronz așezată pe un cartel cu inscripția pe avers "Onoare și Patrie"; iar pe revers Regimentul 9 Infanterie". Pe brățara metalică a hampei este gravat numele Regimentului 9 Infanterie. Pe hampa drapelului sunt prinse cravata și decorațiile primite de regiment: medalia "Avântul Țării", "Crucea comemorativă a războiului 1916- 1918", "Medalia jubiliară a războiului de independență 1877- 1927", Ordinul "Steaua României " cu spade. Mătasea a fost restaurată și acoperită cu tul pe o față. | Muzeul Național de Istorie a României, București        | Cimec    |
|      | Drapelul Regimentului I Mehedinți nr. 17 | Dimensiuni: L: 74 cm; La: 108 cm; Î hampă: 283 cm; Î acvilă: 29,5 cm Material: mătase; lemn; bronz | Drapelul Regimentului I Mehedinți nr. 17 este confecționat din mătase tricoloră, de formă drepunghiulară, cu două fețe identice. Culorile sunt dispuse vertical cu albastru lângă hampă, galben la mijloc și roșu liber. Pe culoarea galben se află stema țării după 1921 iar în colțurile flamurei cifra regelui Carol al II-lea. Hampa din lemn, vopsită negru se termină în vârf cu o acvilă din bronz așezată pe un cartel inscripționat pe avers cu deviza "Onoare și Patrie", iar pe revers cu numele și numărul unității. Pe inelul metalic aflat pe hampă apare Reg. I Mehedinți nr. 17 Știrbei Vodă. Are două cravate cu ciucuri la capete și decorațiile: "Crucea de război 1916-1918" cu panglică și trese cu inscripții, și "Steaua României" cu spade. Acvila de la vârful hampei este desprinsă. | Muzeul Național de Istorie a României, București        | Cimec    |
|      | Drapelul Regimentului III Dâmbovița nr. 22 | Datare: 10 mai 1902 Școală: Casa Collani et C-nie, Berlin Dimensiuni: L: 150 cm; La: 151 cm Material: mătase | Pânza drapelului Regimentului III Dâmbovița Nr. 22, din mătase tricoloră, inițial de formă dreptunghiulară mai păstrează partea centrală pe care se află pictată stema țării, totul fiind introdus în tul. Se mai disting: scutul scartelat, timbrat cu coroana regală, cei doi lei susținători ai scutului și eșarfa pe care era pictată deviza "Nihil sine Deo” - toate fiind într-o ghirlandă din frunze de măslin. În două colțuri se distinge cifra regelui Carol I. Pentru conservarea fragmentelor care s-au păstrat a fost acoperit cu tul pe ambele fețe. | Muzeul Național de Istorie a României, București        | Cimec    |
|      | Drapelul Regimentului II Care de luptă | Datare: 1939 Dimensiuni: L: 73 cm; La: 106,5 cm; Î hampă: 280 cm; Î acvilă: 28,5 cm Material: mătase; fir auriu; lemn; bronz | Drapelul Regimentului II Care de Luptă are pânza din mătase tricoloră, de formă dreptunghiulară, cu două fețe identice. Culorile sunt dispuse vertical cu albastru lângă hampă, galben la mijloc și roșu liber. Pe culoarea galben este brodată stema țării după 1921. În cele patru colțuri este brodată cu fir auriu cifra încoronată a regelui Carol al II-lea, în interiorul unei ghirlande din frunze de ștejar. Hampa din lemn, vopsită negru, se termină în vârf cu o acvilă din bronz pe cartelul căreia se află înscrise pe avers ”Onoare și Patrie”, iar pe revers numele și numărul unității. Pe un inel metalic este gravat, de asemenea, numele unității și numărul ei. Lipsește coroana de la acvilă. | Muzeul Național de Istorie a României, București        | Cimec    |
|      | Stindardul Regimentului 3 Apărare Antiaeriană | Dimensiuni: L: 45 cm; La: 70,5 cm; Î hampă: 290 cm; Î acvilă: 30 cm Material: mătase; fir auriu; lemn; bronz | Drapelul Regimentului 3 de Apărare Antiaeriană este confecționat din mătase tricoloră, cu două fețe identice, având culorile dispuse vertical: albastru lângă hampă, galben la mijloc și roșu liber. Pe culoarea galben este brodată, în relief, cu fir de mătase și fir auriu stema țării. În colțurile pânzei se află cifra regelui Mihai într-o ghirlandă din frunze de măslin. Pe trei laturi marginea drapelului este bordată cu o lezardă din fir auriu și franjuri. Hampa din lemn, vopsită negru are caneluri, sistem metalic și curea de fixare cu catarame. Pe un inel metalic așezat pe hampă este gravat: Regimentul 3 Apărare Antiaeriană. În vârful hampei este o acvilă încoronată și cruciată, din bronz, pe cartelul căreia se află înscrise, pe avers ”Onoare și Patrie”, iar pe revers numele și numărul unității. Are o cravată cu câte un ciucure din fir auriu la capete. Mătasea are porțiuni cu tăieturi care au fost restaurate și acoperite cu tul pentru protejare. | Muzeul Național de Istorie a României, București        | Cimec    |
|      | Drapelul Regimentului 29 Obuziere | Dimensiuni: L: 69 cm; La: 95 cm Material: mătase; fir auriu; lemn | Pânza drapelului Regimentului 29 Obuziere din mătase tricoloră, de formă dreptunghiulară, cu două fețe identice, are culorile dispuse vertical, cu albastru lângă hampă, galben la mijloc și roșu liber. În centrul pânzei se află brodată stema țării după 1921, iar în colțuri cifra regelui Ferdinand. În interiorul unei cununi de laur. Pe albastru sunt brodate cu fir auriu inscripțiile "Ardeal, Oituz, Cașin", iar pe roșu, "Mărășești, Tisa". Mătasea este uzată și pătată. | Muzeul Național de Istorie a României, București        | Cimec    |
|      | Drapelul Regimentului 6 Infanterie de linie | Școală: Casa Collani et C-nie, Berlin Dimensiuni: L: 130 cm; La: 139 cm Material: mătase | Pânza drapelului Regimentului 6 Infanterie de linie a fost confecționată din mătase tricoloră, culorile fiind dispuse vertical cu albastru lângă hampă, galben la mijloc și roșu liber. În centru se afla pictată stema țării pe un fond de culoare grena, în interiorul unei cununi de lauri, iar în colțuri cifra lui Carol I, în interiorul unei ghirlande din frunze de lauri. În prezent, partea păstrată, restaurată, reprezintă o porțiune din stemă - coroana care timbra seinul, unul din leii susținători și o parte din cununa de lauri. Partea fragmentară restaurată a fost acoperită cu tul pentru conservare. | Muzeul Național de Istorie a României, București        | Cimec    |
|      | Steag de dorobanți din județul Vlașca | Datare: 1852 Dimensiuni: Î: 91 cm; L: 106 cm; Î hampă: 263 cm; Î acvilă: 20 cm Material: mătase; lemn; bronz | Pânza Steagului de dorobanți din județul Vlașca, din mătase tricoloră, introdusă în tul dublu, dreptunghiulară, cu două fețe identice, are culorile dispuse orizontal, cu roșu în partea superioră, galben la mijloc și albastru în partea inferioară. Pe centrul pânzei, în interiorul unei ghirlande aurite din frunze de stejar și laur, este pictată o acvilă neagră cu zborul căzut, ținând în ghiare un scut vopsit albastru cu stema județului reprezentând trei copaci. În colțurile pânzei, tot în interiorul unei ghirlande este înscrisă inițiala "B", a domnitorului Barbu Știrbei; se mai păstrează doar două. Hampa este din lemn, vopsit negru iar vârful din bronz, reprezintând o acvilă, cruciată și coronată, în zbor căzut. | Muzeul Național de Istorie a României, București        | Cimec    |
|      | Steag domnesc din timpul lui Alexandru Dimitrie Ghica | Dimensiuni: Î: 159 cm; L: 184 cm; Î hampă: 269 cm; Î glob: 20 cm Material: mătase; lemn; metal | Steagul din timpul domnului Alexandru Dimitrie Ghica din Țara Românească are pânza din mătase, cu două fețe, foarte uzată. S-au păstrat fragmente din pictura centrală. Pe o față este reprezentat Sf. Gheorghe pe un fond oval, pictat albastru, în interiorul unei ghirlande din frunze de stejar și dafin aurite. Deasupra ghirlandei se află un fragment de coroană princiară. Nu s-au păstrat calul alb și scorpia. Pe cealaltă față este pictat arhanghelul Mihail suflând într-o trâmbiță și având o sabie în mâna stângă. Hampa de lemn vopsită roșu se termină în vârf cu un glob de metal galben; îi lipsește acvila. Pânza steagului fiind distrusă în cea mai mare parte, ceea ce s-a păstrat a fost introdus în tul dublu. | Muzeul Național de Istorie a României, București        | Cimec    |
|      | Drapelul Regimentului 3 Artilerie | Datare: 17 iulie 1877 Școală: Casa Collani et C-nie, Berlin Dimensiuni: Î: 44 cm; L: 146 cm; Î hampă: 298 cm; Î acvilă: 27 cm Material: mătase; lemn; bronz | Drapelul Regimentului 3 Artilerie, Model 1872 are pânza de formă pătrată din mătase dublă, tricoloră, culorile fiind dispuse vertical cu albastru lângă hampă. În centru este pictată stema țării pe un fond grena, în interiorul unei ghirlande din frunze de laur, iar în colțuri este cifrul lui Carol I; se păstrează numai fragmente, introduse în tul dublu, din coroana care timbra scutul, o parte dintr-unul din leii susținători, o porțiune din cununa de lauri din jurul stemei și o parte dintr-un scut roșu cu capul de bour. Cealaltă față este identică dar pe scutul de culoare albastră nu este niciun însemn. Hampa de lemn, vopsită în negru, se termină cu o acvilă de bronz cruciată, așezată pe un cartel cu inscripția „Onoare și patrie" pe o față și numele și numărul unității pe cealaltă. Pe hampă este prinsă o brățară metalică cu inscripția „3-lea Regiment de artilerie". Are cravata drapelului și panglica Crucii „Trecerea Dunării". | Muzeul Național de Istorie a României, București        | Cimec    |
|      | Drapelul Regimentului 12 Artilerie | Descoperit: jud. București, BUCUREȘTI Dimensiuni: Î: 74 cm; L: 107 cm; Î hampă: 275 cm; Î acvilă: 31 cm Material: mătase; fir auriu; lemn; bronz | Pânza drapelului Regimentului 12 Artilerie este din mătase tricoloră, de formă dreptunghiulară, cu două fețe identice. Culorile sunt dispuse vertical cu albastru lângă hampă, galben la mijloc și roșu liber. Central pe culoarea galben este stema țării iar în cele patru colțuri ale pânzei este cifra regelui Mihai în interiorul unei ghirlande din frunze de stejar realizate din fir auriu. Hampa din lemn, vopsit negru se termină în vârf cu o acvilă din bronz așezată pe un cartel inscripționată pe avers cu deviza "Onoare și Patrie", iar pe revers cu numele și numărul unității. Pe hampă este un inel metalic de identificare a regimentului și cravata drapelului având la capete câte un ciucure din fir auriu. | Muzeul Național de Istorie a României, București        | Cimec    |
|      | Stindard de comendament al Brigăzii 5 Cavalerie | Datare: 1941 Dimensiuni: Î: 45 cm; L: 61,5 cm; Î hampă: 290 cm; Î acvilă: 30 cm Material: mătase; lemn; bronz | Stindardul de comandament al Brigăzii 5 Cavalerie are pânza din mătase vișinie, de formă dreptunghiulară, cu două fețe. Pe o față, pe centru, este crucea Ordinului Mihai Viteazul de culoare albastră bordată cu galben auriu în interiorul căreia se află cifra regelui Ferdinand și anul 1916. Cealaltă față este identică cu excepția cifrei regelui Mihai I și a anului 1941. Pe ambele fețe la distanță de marginea stindardului este un chenar dreptunghiular de culoare aurie. Pe o latură sunt franjuri de mătase la culoarea pânzei. Hampa din lemn, vopsită negru, se termină în vârf cu o acvilă din bronz pe cartelul căreia se află înscrise pe avers „Onoare și Patrie”, iar pe revers numele și numărul unității. Pe partea tubulară care fixează hampa sunt gravate numele a șapte localități. Hampa are caneluri și un inel metalic cu numele unității și numărul ei. | Muzeul Național de Istorie a României, București        | Cimec    |
|      | Bilet de dezrobire a robilor | Datare: iulie 1848 Dimensiuni: Î: 12 cm; L: 19,5 cm Material: hârtie; cerneală; tipărire | Bilet de dezrobirea a robilor, pe numele Oprea Matei în vârstă de 28 ani care a fost în posesia lui I.Ghica. Titularul se elibera și intra astfel în categoria locuitorilor liberi ai Țării Românești. Documentul tipărit este scris în limba română, cu alfabet chirilic; numele, vârsta beneficiarului și al proprietarului sunt trecute cu cerneală. În partea stângă, jos, se află ștampila comisiei de liberare a robilor, iar în dreapta sunt tipărite numele membrilor: loasaf Znagoveanu, C. Bolliac, Petrache Poenaru. Prezintă urme vizibile de degradare, pete de lipire în colțuri și pe mijloc în partea de jos. | Muzeul Național de Istorie a României, București        | Cimec    |
|      | Drapelul Legiunii 4 din Garda orășenească - București | Datare: 1867 Descoperit: jud. București Dimensiuni: H hampă: 242 cm; H vârf: 30 cm Material: mătase; lemn | Drapelul Legiunii 4 din Garda orășenească București este de formă dreptunghiulară, din mătase tricoloră; culorile sunt dispuse vertical, cu albastru lângă hampă, galben la mijloc și roșu fluturînd. În centru, pe culoarea galbenă este pictat un scut în trei dungi orizontale tricolore, cu albastru în sus, galben la mijloc și roșu în partea superioară, timbrat cu o coroană murală. În interiorul scutului este pictat Sf. Dimitrie Basarab, patronul Bucureștilor. Sub scut, pe o eșarfă albastră este inscripția: "Patria și Dreptul meu". În colțurile pânzei, în interiorul unei ghirlande aurite din frunze de laur este înscrisă cifra 4 a respectivei legiuni. Hampa din lemn, vopsită tricolor în spirală, are în vârf o acvilă sculptată în lemn aurit pe un cartel; pe pieptul acvilei se află un scut împărțit în două cartiere; în primul este reprezentată acvila (Muntenia) și în al doilea capul de bour (Moldova). Pe cartel, pe ambele fețe este deviza Honor et Patria. Se observă lipsă de material, pete pe mătase și decolorare; pictura a devenit casantă; la acvilă lipsește coroana și vârfurile aripilor; tulul cu care a fost acoperit la o restaurare mai veche s-a degradat. | Muzeul Național de Istorie a României, București        | Cimec    |
|      | Steag domnesc din timpul lui Gheorghe Bibescu | Dimensiuni: Î: 82 cm; L: 112 cm Material: mătase | Pânza din mătase roșie cu două fețe are formă dreptunghiulară; pe o față se află pictat un scut, susținut de doi lei, în centrul căruia se găsește o acvilă cruciată, cu zborul jos, stând pe o terasă; sub scut sunt pictate arme și stindarde încrucișate, toate fiind însemne domnești; scutul este timbrat cu o coroană princiară. Pe cealaltă față este pictat Sf. Gheorghe călare, omorând scorpia, pe o terasă verde. Pe laturi, pe ambele fețe se află pictat câte un chenar vegetal auriu. Nu se păstrează hampa. Mătasea prezintă lipsuri de material și decolorare; pictura s-a depreciat iar tulul cu care a fost acoperit la restaurarea din anii 1930-1939 s-a rupt. | Muzeul Național de Istorie a României, București        | Cimec    |
|      | Steag de escadron de cavalerie Moldova | Datare: 1869 Dimensiuni: Î: 64 cm; L: 73 cm Material: mătase | Pânza stindardului de escadron de cavalerie de formă pătrată este din mătase dublă, bicoloră, roșu și albastru, culorile fiind dispuse astfel încât pe câmpul general albastru, culoarea roșie să formeze câte un pătrat în cele patru colțuri. Pe centrul pânzei se disting părți din pictura ce reprezintă pe o față stema Moldovei: un scut timbrat cu coroană princiară având în centru un cap de bour cu o stea cu 6 raze între coarne, în interiorul unei cununi de dafin și stejar; ca susținători sunt doi delfini cu ochii roșii. Pe cealaltă față este pictat Sf. Gheorghe călare, omorând o scorpie. Mătasea este uzată, cu părți lipsă și acoperită cu tul pe ambele fețe; pictura s-a deteriorat. | Muzeul Național de Istorie a României, București        | Cimec    |
|      | Stindardul Regimentului 9 Roșiori | Datare: 1880 Școală: Casa Collani et C-nie, Berlin Dimensiuni: Î: 47 cm Material: mătase; fir auriu | Stindardul Regimentului 9 Roșiori este din mătase tricoloră, de formă pătrată, cu două fețe identice, având culorile dispuse vertical, cu albastrul la hampă, galben la mijloc și roșu liber. Pe centru este brodată, cu fir auriu, stema României, pe un fond de culoare grena, înconjurată de o ghirlandă din frunze aurii de măslin, sub scut, pe o eșarfă albastră este brodată inscripția "Nihil sine Deo", iar în colțuri cifrul lui Carol I. Cele trei laturi libere sunt înconjurate de franjuri din fir auriu. Piesa prezintă pete de murdărie și lipsă de material, cca. 50% din suport, pe ambele fețe. Materialul este decolorat, firul metalic oxidat. Pentru conservare a fost introdus în tul dublu. | Muzeul Național de Istorie a României, București        | Cimec    |
|      | Sceptrul principelui Transilvaniei Ștefan Bocskay | Dimensiuni: L: 80cm; D: 12 cm Material: argint aurit; lemn; turcoaze; email | Sceptrul format buzdugan cu măciucă sferică și mâner. Măciuca acoperită cu email albastru, îmbrăcată de două emisfere din foaie metalică ajurată, cizelată cu motive vegetale și panglici, presărată cu casete înalte montate cu turcoaze. Pe vârful sferei, opus mânerului, a fost lipită o semisferă redusă, din foaie metalică cizelată cu motive vegetale surmontată de o săgeată cu profil pătrat. Mânerul din lemn, inițial îmbrăcat în catifea, acum lipsă, a fost fixată cu trei manșoane din argint aurit cizelate, ajurate cu motive vegetale și panglici și presărate cu casete înalte cu turcoaze. La capătul mânerului pe discul care închide ultimul manșon a fost reprezentat în relief plat un scut franțuzesc înconjurat de un dragon, în care se înscrie un leu rampant cu o săgeată în labă. Deasupra scutului anul 1605. Piesă marcată cu litera H înscrisă în litera C. | Muzeul Național de Istorie a României, București        | Cimec    |
|      | Steag | Școală: Atelier sirian Descoperit: Imperiul Otoman Dimensiuni: Î: 145 cm; L: 165 cm Material: mătase; coasere | Drapel otoman capturat în timpul Războiului de Independență din 1877. De formă dreptunghiulară din mătase de culoare roșu închis, are pe trei laturi o bordură din frunze de stejar și ghirlande aurii, plasată între două linii paralele aurite. Pe a patra latură sunt grupate cinci dungi aurii. Restul suprafeței steagului este acoperit cu versete din Coran despre făgăduințele și răsplata ce se rezervă acelora care luptă pentru patrie și Alah. Inscripția cu litere aurii este dispusă în trei grupaje de câte cinci rânduri, despărțite între ele prin două linii orizontale. Prezintă pete, o parte din decorul vegetal și din inscripție sunt uzate. Steagul a fost curățat, restaurat și introdus în tul dublu. | Muzeul Național de Istorie a României, București        | Cimec    |
|      | Tunică de general de brigadă Autor: Slurovici, Safir | Datare: 1916 Școală: Atelier bucureștean, str. Mihai Vodă 10 Descoperit: jud. București, BUCUREȘTI Dimensiuni: L: 74 cm; La: 42 cm Material: postav; lână; mătase; fir auriu; metal; croire; coasere | Tunică din postav negru închisă în față cu 5 căluși din metal galben, corespunzând celor 5 brandenburguri din găitan negru dublu care traversează piepții. La extremități sunt câte o rozetă iar spre piepți câte un inel. Buzunarele sunt tăiate oblic și mărginite de găitan dublu. Pe guler este un galon țesut cu fir auriu cu frunze de stejar și bordat cu găitan negru formând în spate o treflă. Pe umeri sunt trefle de general de brigadă iar deasupra manșetei apare gradul indicat prin galon și trese în unghi. Spatele este tăiat în talie: are șliț, găitane duble și 8 rozete. Căptușeala este din mătase neagră; pe buzunarul interior este eticheta atelierului: Safir Srulovici, Bucureșci, Mihai Vodă 10. Generalul de brigadă David Praporgescu a comandat Corpul I Armată, a fost rănit mortal la 30 septembrie 1916 la Coți, zona Făgăraș, fiind primul general mort în război. | Muzeul Național de Istorie a României, București        | Cimec    |
|      | Tunică de sublocotenent | Dimensiuni: L: 73 cm; La: 36 cm Material: postav; fir auriu; metal; croire; coasere | Tunica de sublocotenent (ținuta de zi) a lui Grigore Ignat (1889 - 1917) este din postav de culoare neagră. Se închide la un rând, cu 6 nasturi metalici aurii semibombați. Marginea după butoniere este paspoalată cu roșu. La guler și manșete este câte o bandă din postav roșu. Deasupra manșetelor sunt tresele care indică gradul. Acestea înconjoară manșetele și se urcă pe mânecă în formă de floare ascuțită cu trei unghiuri. În spate, la tăietura paspoalată cu postav roșu sunt 6 nasturi metalici. Pe umeri sunt trefle din fir auriu prinse cu câte un nasture spre guler și o gaică spre umăr. Căpitanul Grigore Ignat a murit eroic la Mărășești, la 6 august 1917. | Muzeul Național de Istorie a României, București        | Cimec    |
|      | Chipiu de general de corp de armată de la ținuta de ceremonie Autor: Georgescu, V. | Școală: Furnizorul Curții Regale Descoperit: jud. București Dimensiuni: Î: 9 cm; DB: 18 cm Material: stofă; lac; piele; mătase; fir auriu; metal; croire; coasere | Chipiu din stofă de culoare verde-cenușiu cu pereții drepți și fundul rotund. La bază are o bandă circulară din galon țesut cu fir auriu, cu trei rânduri de frunze de stejar. Deasupra benzii sunt trei trese aurii, circulare, iar pe pereții laterali trei grupuri de câte trei trese verticale. La îmbinarea fundului cu pereții este o tresă aurie iar nodul de pe fundul chipiului este alcătuit din trei trese. În față, pe bandă sunt: soarele și steaua cu cinci colțuri, cocarda tricoloră și torsada din patru trese aurii prinse cu un nasture de alamă. Cozorocul este din lac și subbărbia o curelușă din piele cenușie. În interior, căptușeala din mătase violet cu margine din piele bej și inscripțiile cu litere aurii: V. Georgescu, Furnizorul Curții Regale, Succesorul lui Nacu, Calea Victoriei 82, Bucureșci, lassy și stema țării. | Muzeul Național de Istorie a României, București        | Cimec    |
|      | Chipiu de general de brigadă de la ținuta de ceremonie Autor: Georgescu, V. | Școală: Furnizorul Curții Regale Dimensiuni: Î: 11 cm; DB: 24 cm Material: stofă; lac; piele; mătase; fir auriu; metal; croire; coasere | Chipiul generalului Ion Istrati (1860-1942), cu pereții drepți, în față și lateral, și oblic în spate, este din stofă de culoare neagră, având la bază o bandă lată circulară, din postav roșu, brodată cu fir canetil-aurit cu ghirlande de frunze de stejar și ghinde. În partea superioară a benzii sunt: un rând de canetil, altul de fluturi lucitori și altul dantelat. O tresă aurie este în locul de îmbinare între fund și pereți, iar alte trei trese aurii verticale unite în trei locuri sunt pe pereții laterali. Nodul de pe fundul chipiului este din trei trese aurii. În față, central, este însemnul metalic de general: soarele argintiu și steaua galbenă. Deasupra însemnului este cocarda tricoloră și peste ea este prinsă cu un nasture torsada, din patru trese aurii. Cozorocul din lac are o formă dreaptă, cu colțurile rotunjite. În interior este căptușit cu mătase neagră; central apar cu litere aurii: V. Georgescu, stema țării, Furnisorul Casei Regale, Calea Victoriei 82, Bucureșci, Jassy. | Muzeul Național de Istorie a României, București        | Cimec    |
|      | Machetă grafică pentru emisiunea filatelică și colița „Inundația II” | Datare: 1970 Dimensiuni: L: 48 cm; La: 63,5 cm Material: guașă; creion; letraset | Macheta grafică, „Inundația II” reprezintă o guașă ce surprinde un episod dureros resimțit de români în anii ’70. În executarea piesei pictorul folosește tonurile principale din gama cromatică, roșu, galben și albastru, în tușe groase, trasate într-o manieră circulară. Piesei îi sunt atașate, în partea superioară și inferioară, colaje din hârtie albă cu inscripțiile „POȘTA ROMÂNĂ”, JOAN MIRÓ, în latestru negru, are o inscripție autografă și este datat și semnat pe marginea de jos: „pour le musée de Bucharest”, 24/VIII/70 JMiró. | Muzeul Național Filatelic, București                    | Cimec    |
|      | Cap de bour, emisiunea I (27 parale) | Datare: 1858 Școală: Atelia Timbrului Dimensiuni: L: 2,2 cm; La: 2,3 cm Material: hârtie colorată roz-pal vărgată orizontal, tipografiată cu monoclișeu-pecete | Timbrul este nedantelat, de formă pătrată. Tiparul este de formă circulară, de culoare neagră. În centru se află desenat un „Cap de bour” având între coarne o stea cu cinci colțuri (însemn de pe stema heraldică a Moldovei). În partea de jos se află cornul poștal și valoarea nominală de 27 parale. Timbrul prezintă în partea superioară un fragment de ștampilă „Moldova”. | Muzeul Național Filatelic, București                    | Cimec    |
|      | Cap de bour, emisiunea I (54 parale) | Datare: 1858 Școală: Atelia Timbrului Dimensiuni: L: 2,1 cm; La: 2 cm Material: hârtie colorată roz-pal vărgată orizontal, tipografiată cu monoclișeu-pecete | Timbrul este nedantelat, de formă pătrată. Tiparul este de formă circulară, de culoare neagră. În centru se află desenat un „Cap de bour” având între coarne o stea cu cinci colțuri (însemn de pe stema heraldică a Moldovei). În partea de jos se află cornul poștal și valoarea nominală de 27 parale. Timbrul prezintă în partea dreaptă un fragment de ștampilă „Moldova”. | Muzeul Național Filatelic, București                    | Cimec    |
|      | Matriță cu valoarea nominală de 27 parale pentru emisiunea „Cap de Bour”, emisiunea I | Datare: 1858 Școală: Atelia Timbrului Dimensiuni: Î: 2,7 cm; DM: 3,7 cm; G: 153,06 g Material: matriță de formă rotundă realizată prin turnare și gravare | Matriță gravată în oțel, de formă rotundă, ce prezintă două fante cu ajutorul cărora se fixa în suportul mașinii de tipărit. Realizată după model austriac, matrița reproduce într-un cerc capul de bour, semn heraldic de pe stema Principatului Moldovei. În partea superioară observăm o stea în cinci colțuri poziționată între coarnele capului de bour și legenda "porto scrisori", redactată în limba română cu litere chirilice, care încadrează imaginea centrală. În partea inferioară este schițată o goarnă poștală, iar valoarea nominală a timbrului, de 27 parale, este amplasată în interiorul buclei de formă eliptică a goarnei poștale. | Muzeul Național Filatelic, București                    | Cimec    |
|      | Matriță cu valoarea nominală de 54 parale pentru emisiunea „Cap de Bour”, emisiunea I | Datare: 1858 Școală: Atelia Timbrului Dimensiuni: Î: 2,7 cm; DM: 3,7 cm; G: 145,99 g Material: matriță de formă rotundă realizată prin turnare și gravare | Matriță gravată în oțel, de formă rotundă, ce prezintă două fante cu ajutorul cărora se fixa în suportul mașinii de tipărit. Realizată după model austriac, matrița reproduce într-un cerc capul de bour, semn heraldic de pe stema Principatului Moldovei. În partea superioară observăm o stea în cinci colțuri poziționată între coarnele capului de bour și legenda «porto scrisori», redactată în limba română cu litere chirilice, care încadrează imaginea centrală. În partea inferioară este schițată o goarnă poștală, iar valoarea nominală a timbrului, de 54 parale, este amplasată în interiorul buclei de formă eliptică a goarnei poștale. | Muzeul Național Filatelic, București                    | Cimec    |
|      | Matriță cu valoarea nominală de 81 parale pentru emisiunea „Cap de Bour”, emisiunea I | Datare: 1858 Școală: Atelia Timbrului Dimensiuni: Î: 2,7 cm; DM: 3,7 cm; G: 148 g Material: matriță de formă rotundă realizată prin turnare și gravare | Matriță gravată în oțel, de formă rotundă, ce prezintă două fante cu ajutorul cărora se fixa în suportul mașinii de tipărit. Realizată după model austriac, matrița reproduce într-un cerc capul de bour, semn heraldic de pe stema Principatului Moldovei. În partea superioară observăm o stea în cinci colțuri poziționată între coarnele capului de bour și legenda "porto scrisori", redactată în limba română cu litere chirilice, care încadrează imaginea centrală. În partea inferioară este schițată o goarnă poștală, iar valoarea nominală a timbrului, de 81 parale, este amplasată în interiorul buclei de formă eliptică a goarnei poștale. | Muzeul Național Filatelic, București                    | Cimec    |
|      | Matriță cu valoarea nominală de 108 parale pentru emisiunea „Cap de Bour”, emisiunea I | Datare: 1858 Școală: Atelia Timbrului Dimensiuni: Î: 2,7 cm; DM: 3,7 cm; G: 146,34 g Material: matriță de formă rotundă realizată prin turnare și gravare | Matriță gravată în oțel, de formă rotundă, ce prezintă două fante cu ajutorul cărora se fixa în suportul mașinii de tipărit. Realizată după model austriac, matrița reproduce într-un cerc capul de bour, semn heraldic de pe stema Principatului Moldovei. În partea superioară observăm o stea în cinci colțuri poziționată între coarnele capului de bour și legenda "porto scrisori", redactată în limba română cu litere chirilice, care încadrează imaginea centrală. În partea inferioară este schițată o goarnă poștală, iar valoarea nominală a timbrului, de 108 parale, este amplasată în interiorul buclei de formă eliptică a goarnei poștale. | Muzeul Național Filatelic, București                    | Cimec    |
|      | Matriță cu valoarea nominală de 10 parale pentru emisiunea „Cap de Bour”, emisiunea I neemisă | Datare: 1858 Școală: Atelia Timbrului Dimensiuni: Î: 2,7 cm; DM: 3,7 cm; G: 129,28 g Material: matriță de formă rotundă realizată prin turnare și gravare | Matriță gravată în oțel, de formă rotundă, ce prezintă două fante cu ajutorul cărora se fixa în suportul mașinii de tipărit. Realizată după model austriac, matrița reproduce într-un cerc capul de bour, semn heraldic de pe stema Principatului Moldovei. În partea superioară observăm o stea în cinci colțuri poziționată între coarnele capului de bour și legenda "porto gazetei", redactată în limba română cu litere latine, care încadrează imaginea centrală. În partea inferioară este schițată o goarnă poștală, iar valoarea nominală a timbrului, de 10 parale, este amplasată în interiorul buclei de formă eliptică a goarnei poștale. | Muzeul Național Filatelic, București                    | Cimec    |
|      | Matriță cu valoarea nominală de 5 parale pentru emisiunea „Cap de Bour”, emisiunea II | Datare: 1858 Școală: Atelia Timbrului Dimensiuni: Î: 2,7 cm; DM: 3,7 cm; G: 131,50 g Material: matriță de formă rotundă realizată prin turnare și gravare | Matriță gravată în oțel de formă rotundă cu desenul într-un cadru dreptunghiular cu baza mai mică decât înălțimea și colțurile rotunjite. Ea conține imaginea unui cap de bour, semn heraldic de pe stema Principatului Moldovei. În partea superioară observăm o stea în șase colțuri poziționată între coarnele capului de bour și legenda "porto gazetei", redactată în limba română cu litere latine și este poziționată în părțile laterale ale imaginii centrale. În partea inferioară este schițată o goarnă poștală, iar valoarea nominală a timbrului, de 5 parale, scrisă în caractere chirilice, este amplasată atât în partea superioară, cât și în cea inferioară imaginii. | Muzeul Național Filatelic, București                    | Cimec    |
|      | Matriță cu valoarea nominală de 40 parale pentru emisiunea „Cap de Bour”, emisiunea II | Datare: 1858 Școală: Atelia Timbrului Dimensiuni: Î: 2,8 cm; DM: 3,6 cm; G: 139,76 g Material: matriță de formă rotundă realizată prin turnare și gravare | Matriță gravată în oțel de formă rotundă cu desenul într-un cadru dreptunghiular cu baza mai mică decât înălțimea și colțurile rotunjite. Ea conține imaginea unui cap de bour, semn heraldic de pe stema Principatului Moldovei. În partea superioară observăm o stea în șase colțuri poziționată între coarnele capului de bour și legenda "porto gazetei", redactată în limba română cu litere latine și este poziționată în părțile laterale ale imaginii centrale. În partea inferioară este schițată o goarnă poștală, iar valoarea nominală a timbrului, de 40 parale, scrisă în caractere chirilice, este amplasată atât în partea superioară cât și în cea inferioară imaginii. | Muzeul Național Filatelic, București                    | Cimec    |
|      | Matriță cu valoarea nominală de 80 parale pentru emisiunea „Cap de Bour”, emisiunea II | Datare: 1858 Școală: Atelia Timbrului Dimensiuni: Î: 2,7 cm; DM: 3,7 cm; G: 133,78 g Material: matriță de formă rotundă realizată prin turnare și gravare | Matriță gravată în oțel de formă rotundă cu desenul într-un cadru dreptunghiular cu baza mai mică decât înălțimea și colțurile rotunjite. Ea conține imaginea unui cap de bour, semn heraldic de pe stema Principatului Moldovei. În partea superioară observăm o stea în șase colțuri poziționată între coarnele capului de bour și legenda "porto gazetei", redactată în limba română cu litere latine și este poziționată în părțile laterale ale imaginii centrale. În partea inferioară este schițată o goarnă poștală, iar valoarea nominală a timbrului, de 80 parale, scrisă în caractere chirilice, este amplasată atât în partea superioară, cât și în cea inferioară imaginii. | Muzeul Național Filatelic, București                    | Cimec    |
|      | Placă de tipar pentru emisiunea „Principatele Unite” cu valoarea nominală de 3 parale | Datare: 1864 Școală: Presă Autografă Dimensiuni: Î: 12 cm; L: 18,6 cm Material: placă de tipar cu 40 clișee de formă dreptunghiulară realizată prin galvanoplastifiere și nituire | Placa este compusă din 40 de clișee individuale din zinc montate prin nituri pe suportul de lemn. Are formă dreptunghiulară și colțurile aplatizate. În interiorul cadrului sunt însemnele: vulturul, capul de zimbru și goarna poștală, precum și incripțiile „FRANCO, 3 PAR, SCRISOREI” în limba latină. Cele 40 de clișee sunt dispuse pe 5 rânduri a câte 8 piese paralele cu distanțe egale între ele. Primele două rânduri au clișeele dispuse invers, text și desen, întoarcere la 180 grade, iar rândul din mijloc are 8 clișee culcate, așezate invers față de clișeele celorlalte rânduri, din care 4 cu orientare spre stânga și 4 spre dreapta. | Muzeul Național Filatelic, București                    | Cimec    |
|      | Placă de tipar pentru emisiunea „Principatele Unite” cu valoarea nominală de 6 parale | Datare: 1864 Școală: Presă Autografă Dimensiuni: Î: 12 cm; L: 18,7 cm Material: placă de tipar cu 40 clișee de formă dreptunghiulară realizată prin galvanoplastifiere și nituire | Placa este compusă din 40 de clișee individuale din zinc montate prin nituri pe suportul de lemn. Are formă dreptunghiulară și colțurile aplatizate. În interiorul cadrului sunt însemnele: vulturul, capul de zimbru și goarna poștală precum și incripțiile „FRANCO, 6 PAR, SCRISOREI” în limba latină. Cele 40 de clișee sunt dispuse pe 5 rânduri a câte 8 piese paralele cu distanțe egale între ele. Primele două rânduri au clișeele dispuse invers, text și desen, întoarcere la 180 grade, iar rândul din mijloc are 8 clișee culcate, așezate invers față de clișeele celorlalte rânduri, din care 4 cu orientare spre stânga și 4 spre dreapta. | Muzeul Național Filatelic, București                    | Cimec    |
|      | Placă de tipar pentru emisiunea Principatele Unite cu valoarea nominală de 30 parale | Datare: 1864 Școală: Presă Autografă Dimensiuni: Î: 11,9 cm; L: 18,7 cm Material: placă de tipar cu 40 clișee de formă dreptunghiulară realizată prin galvanoplastifiere și nituire | Placa este compusă din 40 de clișee individuale din zinc montate prin nituri pe suportul de lemn. Are formă dreptunghiulară și colțurile aplatizate. În interiorul cadrului sunt însemnele: vulturul, capul de zimbru și goarna poștală precum și incripțiile „FRANCO, 30 PAR, SCRISOREI” în limba latină. Cele 40 de clișee sunt dispuse pe 5 rânduri a câte 8 piese paralele cu distanțe egale între ele. Primele două rânduri au clișeele dispuse invers, text și desen, întoarcere la 180 grade, iar rândul din mijloc are 8 clișee culcate, așezate invers față de clișeele celorlalte rânduri, din care 4 cu orientare spre stânga și 4 spre dreapta. | Muzeul Național Filatelic, București                    | Cimec    |
|      | Piatră litografică „Carol cu barbă” cu valorile nominale de 10 bani și 50 bani și „Mărci fixe-benzi pt. Ziare” cu valoarea nominală de 1 1/2 bani                                                                                                  | Datare: 1871 Școală: Litho S. Sander & Comp. Dimensiuni: L: 28,5 cm; La: 43,3 cm; Gr: 6,4 cm Material: rocă calcaroasă șlefuită și gravată | Piatră litografică cu două blocuri report (50 Bani și 10 Bani) de 7 bucăți fiecare, dispuse în linie, având doar cadrul mărcilor (fără efigie); un report de 7 mărci în linie la valoarea nominală de 10 bani (desen complet) și un report de 7 efigii. Piatra mai are 10 mărci fixe-benzi pentru ziare cu valoarea nominală de 1 1/2 Bani dispuse pe 2 rânduri poziționate perpendicular față de celelalte desene. | Muzeul Național Filatelic, București                    | Cimec    |
|      | Piatră litografică „Carol cu favoriți” cu valorile nominale de 2 bani, 3 bani și 18 bani | Școală: Litho S. Sander & Comp. Dimensiuni: L: 20,2 cm; La: 33 cm; Gr: 5,2 cm Material: rocă calcaroasă șlefuită și gravată | Piatră litografică cu 3 blocuri – report a câte 8 mărci. Fiecare bloc are în componență mărci poștale cu valori nominale diferite: 2 bani, 3 bani și 18 bani. Desenul mărcilor reproduce chipul lui Carol în medalion, dublat de un șirag de perle. În colțuri se află casete de culoare închisă, iar în părțile superioară și inferioară se găsesc benzi albe cu inscripții colorate. | Muzeul Național Filatelic, București                    | Cimec    |
|      | Armata Română 1903 Autor: Ajdukiewicz, T. | Datare: 1903 Școală: J.V. Socecu București Descoperit: jud. București, București Dimensiuni: LA:43cm; L:53cm; GR:2cm Material: carton, pânză, hârtie, tipărire, broșare, lipire, chromotipie | Album tipărit ce conține 26 de planșe color, reproduceri ale unor tablouri realizate de către pictorul Tadeusz Ajdukiewicz. Sub fiecare imagine, în colțul din stânga, scrie:"CHROMOTIPIE, EXECUTAT IN ATELIERELE I.V. SOCECU, BUCUREȘTI". Sub fiecare imagine se găsesc tipărite explicațiile aferente. Primele două planșe îl prezintă pe regele Carol I, cea de-a treia pe Regina Elisabeta îngrijind un rănit într-un spital, în campania din 1877-1878, cea de-a patra îl înfățișează pe principele moștenitor Ferdinand, iar a cincea pe principesa moștenitoare Maria. În planșa a șasea este reprezentat Principele Carol. În celelalte planșe sunt reprezentate diferitele arme ce compuneau armata română la acea dată, iar în ultima planșă sunt ilustrate ordinele și medaliile din regatul român. Coperta 1 la interior și forzațul au imprimate pe toată suprafața stema regală a României și cifrul regelui Carol I (model). Pe pagina de gardă scrie: "ARMATA ROMÂNĂ/ Originalele lucrate de Pictorul T. AJDUKIEWICZ/ Reproducerile executate în Atelierele J.V. SOCECU/ București/ Proprietatea SOCECU & Comp., București 1903". Forzațul din spate este fisurat și desprins din cotor pe o lungime de 20 cm sus, iar jos pe o lungime de 5 cm. | Muzeul Militar Național „Regele Ferdinand I”, București | Cimec    |
|      | Solemnitatea distribuirii drapelelor române Autor: Rudnicki & Kotecki | Datare: 14/26 octombrie 1874 Școală: Atelier Rudnicki & Kotecki Descoperit: jud. București, Bucuresti Dimensiuni: L:35cm; LA:28,5cm Material: hartie fotografica, carton/ fotografiere, lipire, tiparire | Fotografie sepia tip reportaj (în aer liber) realizată cu ocazia solemnității distribuirii drapelelor române în București la atelier Rudnicki & Kotecki. La ceremonie au participat o serie de personalități politice și militare, înalți ierarhi ai bisericii, militari, etc. Între aceste personalități se pot identifica în partea stângă a imaginii: Lascăr Catargi, Generalul I. Emanoil Florescu și generalul Carol Davila, iar in partea dreapta Generalul Victor Crețeanu, și generalul Dimitrie Sallmen.Ceremonia a avut loc într-o zi de vineri, de Sf. Paraschiva, la 14/26 octombrie 1874 cu ocazia manevrelor de toamnă. Imaginea este ilizibilă mai ales în zona centrală, prezintă pe alocuri puncte tip foxing, iar pe latura de jos a suportului se află o zonă mare pătată cu urme de halouri. Pe verso este următorul înscris: "Donat de Constantin Sallmen Strada Albisoara 14 Bucuresti (mai 1927)". Trei colțuri ale suportului sunt îndoite, iar colțul din dreapta sus este rupt pe o porțiune de 5cm. Pe spatele fotografiei se află numere vechi de inventar și urme de lipici. | Muzeul Militar Național „Regele Ferdinand I”, București | Cimec    |
|      | Grup de lucru romano-rus Autor: J.F. Mandi & Co. | Datare: septembrie - octombrie 1878 Școală: atelier J.F. Mandi & Co. Descoperit: jud. București, Bucuresti Dimensiuni: L:45cm; I:29cm Material: hartie fotografica, carton, fotografiere, lipire, litografiere | Fotografie de interior în care sunt infațișați membrii ai delegatiilor română și rusă care au discutat condițiile trecerii armatei ruse pe teritoriul României în 1877. Fotografia prezintă patru civili și trei militari așezați pe rândul din spate în picioare și doi civili și 5 militari așezați pe fotolii. Intre personalitățile prezente se disting inginer N. Cerkez, inginer Petrowski, inginer Mauer și șeful Comunicațiilor Militare Ruse, Ivanoff. Pe verso-ul fotografiei sunt scrise numele celor care apar în fotografie, dar și calitatea oficială a acestora. Fotografia are în centru două mici zone cu urme de zgârieturi, iar suportul de carton are mici perforații și urme de lipituri cu hârtie. Pe spate se află două ștampile și câteva însemnări cu numele și calitatea celor prezenți în fotografie. | Muzeul Militar Național „Regele Ferdinand I”, București | Cimec    |
|      | Grup de ofițeri din Regimentul 1 Geniu | Datare: 1891 Școală: Atelier militar Descoperit: jud. Prahova, Vălenii de Munte Dimensiuni: L:24cm, I:30cm Material: hartie fotografica, carton/ fotografiere, lipire, tiparire | | Muzeul Militar Național „Regele Ferdinand I”, București | Cimec    |
|      | Grup de ofițeri Târgoviște 1893 | Datare: aprilie 1893 Școală: Necunoscut Descoperit: București Dimensiuni: L:39,7 cm.; LA: 25 cm. Material: hârtie fotografică, fotografiere, carton, lipire | Fotografie sepia realizată în aer liber îl înfățișează pe lt. col. Boteanu, în aprilie 1893 la Târgoviște, în mijlocul ofițerilor de la Școala de cavalerie.Toți ofițerii și subofițerii poartă uniforme în ținuta de serviciu; ei sunt dispuși pe trei rânduri, cei din față stau pe scaune. În fața grupului stă culcat un câine. Între cei prezentați pot fi identificați: lt. Sallmen și lt. Herescu (primul și al doilea de pe rândul din față dreapta), lt. Marcovici, slt. Bălășescu și slt. Zaharescu (pe rândul din mijloc, primii din dreapta).De la colțurile fotografiei și din părțile laterale mijloc lipsesc părți din hârtia fotografică. Fotografia prezintă pe alocuri urme fine de zgârieturi, iar imaginea este puțin decolorată. | Muzeul Militar Național „Regele Ferdinand I”, București | Cimec    |
|      | Parada de la 10 mai 1902 | Datare: 10 mai 1902 Școală: atelier necunoscut Descoperit: București Dimensiuni: L: 29 cm; LA:22 cm. Material: hârtie fotografică, fotografiere, carton, lipire, tuș, scriere | Fotografie alb-negru tip reportaj realizată cu prilejul paradei de la 10 mai 1902. În fotografie este surprins pavilionul oficialităților prezente la ceremonie. Pavilionul este bogat decorat cu flori, iar în față are o armură și un tun specific perioadei. În imagine se pot identifica următoarele personalități: regina Elisabeta, principesa Maria, principele Carol, D.A.Sturdza și Gh. G. Cantacuzino. Militarii poartă uniforme în ținuta de ceremonie. Fotografia este lipită pe carton, iar sub aceasta este scris cu tuș negru: "Parada: 10 mai 1902". Fotografia nu prezintă deteriorări fizico-mecanice. Suportul de carton are urme de amprente digitale și o zonă pătată de aproximativ 3 cm. Pe verso-ul fotografiei sunt două ștampile și numere de inventar vechi. | Muzeul Militar Național „Regele Ferdinand I”, București | Cimec    |
|      | Vizita familiei regale în Moldova în 1904 Autor: Victorie Focșani | Datare: 6 octombrie1904 Școală: Atelier Victorie Focșani Descoperit: București Dimensiuni: L: 35,5 cm.; L.A: 29 cm. Material: hârtie fotografică, fotografiere, carton, lipire, tipărire, ștanțare | Fotografie alb-negru tip reportaj care înfățișează oficialitățile locale din Adjud, în gara din localitate, pregătite pentru a întâmpina familia regală a României, cu ocazia vizitei acesteia în Moldova la 6 octombrie 1904. Pe paspartout (de culoare gri-petrol) este ștanțat chenar cu motive decorative de culoare albă în colțurile din stânga sus și dreapta jos. În partea din stânga jos a fotografiei se află marca atelierului "Fotografia Victorie Focsan", de culoare roșie. Sub fotografie, pe paspartout este tipărit următorul înscris: "IN GARA ADJUD Inainte de sosirea M.M.L.L. REGELE și REGINA României și AUGUSTEI LOR FAMILII Cu ocazia călătoriei la Iași 6 octombrie 1904" Gara este împodobită cu drapele și crengi de brad, iar câteva doamne au buchete de flori. Una dintre doamne poartă costum național. În imagine, în partea din față, sunt prezente și patru fetițe, două dintre ele îmbrăcate în costume naționale. | Muzeul Militar Național „Regele Ferdinand I”, București | Cimec    |
|      | Parada de la 10 mai 1906 | Datare: 10 mai 1906 Școală: Necunoscut Descoperit: jud. București Dimensiuni: L:33,5 cm. LA: 26cm. Material: hârtie fotografică, carton, fotografiere, lipire | Fotografie alb-negru tip reportaj realizată cu ocazia paradei oficiale de la 10 Mai 1906. În imagine se distinge pavilionul îmodobit cu flori, rezervat oficialităților. Între cei prezenți se pot identifica: Gh. Cantacuzino - prim ministru, gl. de divizie C. Barozzi - șeful Marelui Stat Major, gl. I. Lahovari și gl. De divizie D. Sallmen.În fundal se disting câțiva reprezentanți diplomatici acreditați la București. Pe carton, sub fotografie este scris cu tuș negru: Parada 10 mai 1906/ 1.Gh. Cantacuzino - Prim-Ministru, 2. G-l de Div. Barotzi C. - Șeful M.S.M., 3.G-L Jak. Lahovari - Ministru, 4. G-l de Div. Sallmen D./ Oferit de Locot. În retr.Sallmen D. C-tin. Pe verso, în colțul din stânga sus scrie tot cu tuș negru: C. Sallmen 10 Mai 1906. | Muzeul Militar Național „Regele Ferdinand I”, București | Cimec    |
|      | Promoția Școlii Militare 1869 în 1897 Autor: Spirescu, Ioan | Datare: 8 decembrie 1897 Școală: atelier Spirescu Descoperit: jud. București Dimensiuni: L:34,5 cm LA: 30 cm. Material: hârtie fotografică, fotografiere, carton, lipire | Fotografie sepia realizată în studio la Atelier Spirescu cu ocazia revederii promoției Școlii Militare din 1869, la data de 8 decembrie 1897. În imagine sunt reprezentate opt persoane: șase militari și doi civili, patru în picioare și patru așezați pe scaune.În picioare, de la stânga la dreapta sunt: Lt. Col. Drăgulinescu, dr. Segărceanu, lt.col. G. Paraschivescu și lt. col. Intendent Petrovici Gheorghe. Pe scaune, de la stânga la dreapta se află: colonel Pavlo, Stefan Hepiteș (Directorul Institutului meteorologic - șef de promoție), colonel Corlătescu și M. Isvoranu - mare proprietar. Pe verso se găsesc trei ștampile roșii cu înscrisuri M.M.N. Cartonul are marginile deteriorate. | Muzeul Militar Național „Regele Ferdinand I”, București | Cimec    |
|      | Generalul Dimitrie Sallmen Autor: Mandy, Franz | Datare: 7 iulie 1910 Școală: Franz Mandy Descoperit: jud. București, București Dimensiuni: L: 26,5cm; LA: 32,8cm Material: fotografiere, lipire, ștanțare, scriere, hârtie fotografică, carton, tuș negru | Fotografia îl înfățișează pe Dimitrie Sallmen în uniformă de călărași, mare ținută având la piept decorațiile primite de-a lungul vieții. În mâna stângă ține mânerul gărzii sabiei și o mănușă, iar mâna dreaptă o sprijină pe o carte aflată pe masa unde se află și chipiul său. Masa este acoperită cu catifea brodată. Pe fotografie, în colțul din dreapta jos: "General de Sallmen" și ștanțată marca atelierului "Mandy". Pe verso se află o dedicație pentru A. Tell: "Prietenului meu A. Tell/ 7 Iulie 1910/ Amic/ semnătura indescifrabilă" "Donat de Constantin Sallmen Muzeului Militar - mai 1927/ 14 Strada Albișora București". | Muzeul Militar Național „Regele Ferdinand I”, București | Cimec    |
|      | Tabăra Cotroceni: familiile ofițerilor Regimentului 6 Mihai Viteazul și 4 Ilfov nr. 21 | Datare: 21 mai 1903 Școală: NECUNOSCUT Descoperit: jud. București, Bucuresti Dimensiuni: L:49cm, LA:38,5cm Material: hartie fotografica, carton/lipire, fotografiere, tiparire | Fotografie tip reportaj (în aer liber) care înfățișează familiile ofițerilor din Regimentul 6 "Mihai Viteazul" și Regimentul 4 Ilfov nr. 21 în ziua de 21 mai 1903. Personajele sunt dispuse în fața unei clădiri, în picioare, așezate pe scaune sau culcate pe jos. Acest eveniment era prilejuit de sărbătoarea "Sf. Constantin și Elena". | Muzeul Militar Național „Regele Ferdinand I”, București | Cimec    |
|      | Principele Ferdinand al României la Bârlad, la 15 mai 1898, cu un grup de ofițeri călarași Autor: Wandelmann, M. | Datare: 15 mai 1898 Școală: Atelier M.Wandelmann Descoperit: București Dimensiuni: L:39 cm.; H:33 cm. Material: fotografiere, lipire, hârtie fotografică, carton | Fotografie sepia tip reportaj, care îl înfățișează pe principele Ferdinand al României în vizită la un regiment de călărași din Bârlad, la data de 15 mai 1898.Fotografia este încadrată de un chenar decorativ, care are în partea din stânga, jos marca fotografului "M. Wandelmann / FOTOGRAFUL CURTEI REGALE", în centru stema regală, iar în dreapta, jos "BERLAD-SLANIC". Pe fotografie, în colțul din dreapta jos scrie "1898 Maiu 15 Bârlad", iar imediat sub fotografie, este scris și subliniat cu tuș negru "Donația A.S.R. Principelui NICOLAE". În imagine, toți militarii poartă uniformă de mare ținută, mai puțin e principele Ferdinand, care are uniformă de general, mică ținută. | Muzeul Militar Național „Regele Ferdinand I”, București | Cimec    |
|      | Inspecția Regelui Carol I la Regimentul 1 Geniu Autor: Regimentul 1 Geniu | Datare: 18 Mai 1890 Școală: Atelier militar Descoperit: București Dimensiuni: L:41cm, LA:34,5cm Material: hârtie fotografică, carton, fotografiere, lipire, tipărire, ștanțare | Fotografia, tip reportaj, sepia, înfățișează un aspect al vizitei regelui Carol I și principelui moștenitor Ferdinand la Regimentul 1 Geniu în data de 18 mai 1890. În fotografie se mai pot distinge și generalii Alexandru Cernat și Anton Berindei. Toți militarii poartă ținută de vară. Sus, în partea centrală se află înscrisul: "FOTOGRAFIA MILITARA", iar de-o parte și de cealaltă: "România", "Regimentul 1 Geniu". Sub fotografie, în partea centrală: "INSPECȚIUNEA M.S. REGELUI/ 18 MAIU 1890" cu litere aurii. Imaginea fotografiei este mai decolorată pe latura de sus iar suportul de carton are colțul din stânga sus rupt aprximativ 1cm. Pe verso sunt două ștampile și numere de inventar vechi, peste suportul de carton fiind lipită hârtie de ziar. | Muzeul Militar Național „Regele Ferdinand I”, București | Cimec    |
|      | Vizita împăratului Franz Joseph în România Autor: Mandy, Franz | Datare: 15/16 septembrie 1896 Școală: atelier Franz Mandy Descoperit: jud. București, Bucuresti Dimensiuni: L:45,5cm; I:38cm Material: Hartie fotografica, carton/ fotografiere, lipire, tiparire | Fotografie sepia tip-reportaj realizată de către F. Mandy (fotograful Curții Regale a României). Imaginea înfațișează pe: Principele Ferdinand, Regele Carol I, Impăratul Franz Joseph, Principesa Maria, Alfred de Saxa Cobourg-Gotha, duce de Edinburgh, tătăl Mariei și Regina Elisabeta, cu ocazia vizitei imperiale din septembrie 1896, în România. Aceste personalități sunt reprezentate în curtea Palatului Cotroceni, bărbații poartă capul descoperit, iar regina Elisabeta stă pe o bancă din metal, cu mâna stângă sprijinită pe spătarul acesteia. Impăratul Franz Joseph, cu mâna stângă se sprijină de spătarul băncii, iar în cea dreaptă își ține chipiul. Principesa Maria, de asemenea, se sprijină de bancă cu ambele mâini, având în fața sa, pe aceasta poșeta.Tatăl acesteia poartă uniforma germană a Regimentului de Husari 9 al cărei "proprietar" fusese numit în 1894, are mâna dreaptă în buzunar, iar pe cea stângă se sprijină de spătarul unui scaun metalic. Fotografia are la mijloc și în colțul din dreapta jos câte o pată gălbuie, iar suportul de carton are pe verso două ștampile și numere de inventar vechi. | Muzeul Militar Național „Regele Ferdinand I”, București | Cimec    |
|      | Principesa Maria Autor: Mandy, Franz | Datare: 1904/1907 Școală: atelier Franz Mandy Descoperit: jud. București, Bucuresti Dimensiuni: L: 38cm I: 45cm Material: Hartie fotografica, carton/fotografiere, stantare, lipire | Fotografie tip cabinet-portret ce înfațișeaza pe Principesa Maria a României. Aceasta poartă o rochie din voal cu ștrasuri aplicate manual. La gât poartă perle, cercei în urechi, iar pe cap are o diademă cu cruci malteze decorate cu pietre prețioase; la piept are o broșa și două decorații. Fotografia are ștanțat pe suport și pe fotografie numele fotografului. De asemenea, aceasta prezintă urme fine de zgârieturi la mijloc și în colțul din dreapta sus. Suportul de carton are pe verso două ștampile și numere vechi de inventar, iar colțul din dreapta jos este puțin îndoit. | Muzeul Militar Național „Regele Ferdinand I”, București | Cimec    |
|      | Regina Elisabeta protectoarea artelor Autor: Mandy, Franz | Datare: începutul secolului al XX-lea Școală: atelier Franz Mandy Descoperit: jud. București, București Dimensiuni: L:46cm; I:38,5cm Material: hartie fotografica, carton, tus negru / fotografiere, lipire, stantare, scriere | Fotografie de interior realizata de catre Franz Mandy, fotograful Curtii Regale a Romaniei. In imagine este reprezentata Regina Elisabeta in mijlocul a 10 doamne, doi civili, un ofițer (col. Matei Vlădescu - șeful Casei Militare a regelui) și două fetițe. Una dintre doamne cântă la harpă, o alta la pian, una dintre ele desenează, iar alte două picteaza păpuși de porțelan. Una dintre fetițe doarme în brațele doamnei Olga Mavrogheni, una din doamnele de onoare ale Reginei Elisabeta, iar cealaltă fetiță se joacă cu o papușă de porțelan. Regina, una dintre doamne și un domn citesc.Pe colțul dreapta jos al fotografiei este ștanțat "Mandy"; pe carton stânga jos scris cu tuș negru de către Regina Elisabeta un citat din Beranger: "Aimer,aimer c'est etre utile a soi se faire aimer, c'est etre utile aux autres. (Beranger)" Semnat "Elisabeth". Fotografia prezintă urme fine de zgârieturi. | Muzeul Militar Național „Regele Ferdinand I”, București | Cimec    |
|      | Maria Rosetti-Cantacuzino Autor: Prato, Emil | Datare: sf. sec. XIX - înc. sec. XX Școală: Atelier foto - Bacău Dimensiuni: Foto L: 39,5 cm; La: 28,5 cm; Passepartoutte L: 49 cm; La: 38,5 cm Material: hârtie fotografică; sepia; carton passepartoutte | Fotografie portret; passepartoutte în formă de dreptunghi. Reprezintă pe Maria Rosetti-Tescanu-Cantacuzino-Enescu (1879-1969), îmbrăcată în costum național cu ilic și maramă de borangic, în partea dreaptă jos semnătura autorului, cu inscripția: . Ia este brodată în aceeași culoare, iar ilicul este împodobit cu ciucuri și broderie plină. Valorificată expozițional în expoziția permanentă. | Muzeul Național „George Enescu”, București              | Cimec    |
|      | Regina Elisabeta în salonul de muzică de la Castelul Peleș | Datare: sf. sec. XIX Școală: Atelier Franz Mandy Descoperit: jud. Bacău, BACĂU Dimensiuni: Foto L: 29,5 cm; La: 24 cm; Passepartoutte L: 45,5 cm; La: 40 cm; Rama L: 56,7 cm; La: 50,7 cm Material: hârtie fotografică; sepia; ștanțat; carton passpartout | Fotografie originală cu emblema atelierului Franz Mandy, fotograful Casei Regale. Fotografia a fost realizată în timpul unui concert susținut de Enescu la Palatul Peleș, Salonul de muzică, în prezența Reginei Elisabeta care poate fi recunoscută în imagine alături de George Enescu la pian. Fotografia este sepia cu semnătura proprietarului atelierului, artistul fotograf, Franz Mandy. Pe marginile passe-partout-lui există însemnările autografe ale Reginei Elisabeta: sus și jos în limba engleză: ordella ... be that reads me, when(?) I am askes, is my son in woiskes(?), / And those [...] dames keep my memory,/ Singing my erly [...] - are my daughters. (Beaumont & Fletcher) Elisabette. | Muzeul Național „George Enescu”, București              | Cimec    |
|      | Steagul foștilor voluntari ardeleni | Datare: 1 aprilie 1924 Descoperit: jud. Sibiu, SIBIU Dimensiuni: L: 1030 mm; Î: 840 mm; Î hampă: 2000 mm; Î acvilă: 280 mm Material: mătase; fir aurit; lemn; metal comun | Steagul din mătase tricoloră, de formă dreptunghiulară, cu două fețe, are culorile dispuse vertical, cu albastru la hampă. Mătasea este montată pe un suport de postav. Pe o față a steagului, în centru, este brodată stema României Mari. Deasupra și dedesubtul stemei este brodată, cu fir auriu, inscripția: „MURIM MAI BINE'N LUPTĂ/ CU GLORIE DEPLINĂ/ DECÂT SĂ FIM SCLAVI IARĂȘI ÎN VECHIUL NOST PĂMÂNT”. În colțuri, pe roșu, sunt inscripțiile :„TISA/CARPAȚI”, între două frunze de stejar; între ele „8 iunie 1917”; iar pe albastru, inscripțiile: „ASIAGO/SIBERIA”. Pe a doua față a steagului, în centru, pe galben, aceeași stemă a țării; deasupra, cu fir auriu, inscripția: „U.F.V.R./ DESP. SIBIU”, iar dedesubt: „GATA-ORI-CÎND”. În colțuri inscripții: pe roșu, „MĂRĂȘTI/ MĂRĂȘEȘTI”; între ele inscripția „FOND 1.IV.1924”; iar pe albastru „TG. OCNA/ OITUZ”. Pe margini sunt franjuri și un ciucure într-un colț. Hampa are un vultur din bronz, 5 panglici tricolore și 86 plăcuțe cu numele voluntarilor. | Muzeul Național de Istorie a României, București        | Cimec    |
|      | Steagul delegației comunei Lupșa la adunarea de la Alba-Iulia, 1 decembrie 1918 | Datare: 1918 Descoperit: jud. Alba, LUPȘA Dimensiuni: L: 1940 mm; Î: 1240 mm; Î hampă: 2680 mm Material: țesătură de lână; lemn | Steagul delegației comunei Lupșa, județul Alba, participantă la adunarea de la Alba-Iulia, 1918, are formă dreptunghiulară, culorile fiind dispuse orizontal, cu albastrul în partea superioară, galbenul la mijloc și roșul în partea inferioară. Fiecare dintre culorile care compun pânza se termină în vârf cu câte un ciucure în culoarea respectivă. Hampa din lemn vopsit maro are în vârf un buchet de busuioc. Tot de hampă este legată o eșarfă tricoloră, îngustă, terminată la capete cu câte un ciucure. Delegația din comuna Lupșa, județul Alba, a participat la Marea Adunarea Națională de la Alba-Iulia din 1 decembrie 1918. Pânza tricoloră a steagului a fost confecționată din lână de către femeile din Lupșa, într-o zi și o noapte. După reîntoarcerea delegației în Lupșa, steagul a fost păstrat în casa învățătorului Clapă Sebastian (unul dintre participanții la adunare), de la care a trecut la directorul Muzeului de Etnografie din Lupșa, Albu Pamfilie. | Muzeul Național de Istorie a României, București        | Cimec    |
|      | Stindardul Regimentului 7 Călărași | Datare: 1874 Școală: Casa Collani et C-nie, Berlin Dimensiuni: L: 460 mm; Î: 470 mm; Î hampă: 2940 mm; Î acvilă: 260 mm Material: mătase; fir aurit; lemn; metal comun | Pânza, din mătase dublă tricoloră, are culorile dispuse vertical, cu albastru lângă hampă, galben pe centru și roșu liber; pe margini sunt franjuri din fir auriu. Pe centrul pânzei, pe fond roșu închis, în interiorul unei ghirlande din frunze de stejar și laur se află brodată stema țării, pe ambele fețe. În cele patru colțuri este brodată cifra regelui Carol I. Hampa din lemn, vopsită în negru, cu sistem de prindere pentru umărul drept, are pe partea centrală șase caneluri longitudinale; pe hampă este prinsă o brățară metalică cu inscripția „7-lea Regimentu de Călărași”. În vârf se termină cu o acvilă de bronz, așezată pe un cartel, cu inscripția: „Onoare și Patrie” pe o față și numărul și numele unității pe cealaltă față. Are o cravată cu doi ciucuri și panglica medaliei „Crucea Trecerea Dunării”. | Muzeul Național de Istorie a României, București        | Cimec    |
|      | Drapelul Regimentului 70 Infanterie | Datare: 1914 Dimensiuni: L: 1130 mm; Î: 785 mm; Î hampă: 2730 mm; Î acvilă: 330 mm Material: mătase; lemn; bronz | Drapelul Regimentului 70 Infanterie este de formă dreptunghiulară, din mătase tricoloră, cu două fețe identice, culorile fiind dispuse vertical: albastrul lângă hampă, galben în mijloc, iar roșu liber. Pe ambele fețe, în centrul pânzei este pictată stema țării înconjurată de o ghirlandă de frunze argintii, iar la colțuri se află cifrul Regelui Carol. Hampa este din lemn vopsit negru, terminată cu o acvilă din bronz, așezată pe un cartel. | Muzeul Național de Istorie a României, București        | Cimec    |
|      | Drapelul Regimentului 14 Dorobanți | Datare: 1877 Școală: Casa Collani et C-nie, Berlin Dimensiuni: L: 1570 mm; Î: 1520 mm; Î hampă: 2720 mm; Î acvilă: 340 mm Material: mătase; rips; lemn; bronz | Drapel din mătase tricoloră cu două fețe identice, inițial de formă dreptunghiulară. Se mai pătrează, fragmentar, centrul său, pe care era pictată stema țării; se disting în prezent numai scutul timbrat de coroană, un leu susținător în întregime, iar celălalt parțial, o latură din cununa de lauri care înconjoară stema și cifra regelui Carol I, într-un colț pe culoarea albastru. Hampa de lemn, vopsită în negru, se termină cu o acvilă de bronz, cruciată, așezată pe un cartel cu inscripția „Onore și patrie” pe o față și numărul și numele unității pe cealaltă față. Pe hampă este prinsă o brățară metalică cu inscripția „14 lea Regimentu de dorobanți”. Are cravata drapelului și panglica „Crucea Trecerea Dunării”. | Muzeul Național de Istorie a României, București        | Cimec    |
|      | Stindardul Regimentului 3 Călărași | Datare: 1874 Școală: Casa Collani et C-nie, Berlin Dimensiuni: L: 460 mm; Î: 450 mm; Î hampă: 2890 mm; Î acvilă: 260 mm Material: mătase; fir aurit; lemn; metal comun | Stindardul Regimentului 3 Călărași are formă pătrată. Pânza este din mătase dublă, tricoloră, având culorile dispuse vertical, cu albastru la hampă și roșu liber; pe laturi sunt franjuri din fir auriu. Pe centrul pânzei, în interiorul unei ghirlande din frunze de stejar și laur, se află brodată stema țării. În cele patru colțuri se află cifra lui Carol I. Hampa din lemn, vopsită în negru, prezintă pe partea centrală șase caneluri longitudinale; pe hampă este prinsă o brățară metalică cu inscripția „3-lea Regimentu de Călărași”. În vârf se termină cu o acvilă de bronz, cruciată, așezată pe un cartel cu inscripția „Onoare și Patrie”, pe o față și numărul și numele unității pe cealaltă față. | Muzeul Național de Istorie a României, București        | Cimec    |
|      | Drapelul Regimentului 6 Dorobanți | Datare: 1874 Dimensiuni: L: 1430 mm; Î: 1460 mm; Î hampă: 2875 mm; Î acvilă: 330 mm Material: mătase; lemn; bronz | Drapelul Regimentului 6 Dorobanți. Model 1872, de formă dreptunghiulară a fost confecționat din mătase tricoloră având culorile vertical. Se păstrează numai părți din piesă, în special partea centrală pe care se află pictată stema țării, totul introdus în tul dublu. Hampa de lemn, vopsită în negru, se termină în vârf cu o acvilă de bronz cruciată, așezată pe un cartel cu inscripția „Onore și Patrie” pe o față și numărul și numărul și numele unității pe cealaltă față. Pe hampă este prinsă o brățară metalică cu inscripția „6-lea Regimentu de dorobanți”. Are cravata drapelului cu doi ciucuri și panglica de la medalia Crucea Trecerii Dunării 1877-1878. | Muzeul Național de Istorie a României, București        | Cimec    |
|      | Drapelul Regimentului 16 Obuziere | Datare: 1921 Dimensiuni: L: 665 mm; Î: 760 mm; Î hampă: 2800 mm; Î acvilă: 310 mm Material: mătase; fir aurit; lemn; bronz | Drapelul de formă dreptunghiulară, din mătase dublă, tricoloră, are culorile dispuse vertical, cu albastrul lângă hampă, galbenul la mijloc și roșul liber. În centrul pânzei, pe galben, este brodată stema țării, iar în colțurile drapelului se află cifra Regelui Ferdinand I, în interiorul unei cununi de lauri. Pe culoarea albastră este cusută o pânză de culoare bleumarin, de formă dreptunghiulară, pe care sunt brodate cu fir auriu cuvintele: „Mărăști/ Tg. Ocna/ Tisa”. A doua față a steagului se aseamănă cu prima, dar nu are brodată nici o inscripție. La cravata drapelului sunt prinse medaliile „Avântul Țării”, „Crucea Comemorativă” și „Victoriei”. Hampa drapelului este din lemn vopsit în negru și se termină cu o acvilă de bronz așezată pe un cartel cu inscripțiile: Avers – „Onoare și patrie”; Revers – „Reg. 16 Obuziere”. Pe brățara metalică a drapelului se află inscripția: „Reg. 16 Obuziere. | Muzeul Național de Istorie a României, București        | Cimec    |
|      | Clișeu | Datare: 1922 Dimensiuni: H=178 mm; l=128 mm Material: sticlă | Clișeu pe sticlă realizat de fotograful Nicolae Ionescu cu ocazia serbărilor Încoronării de la Alba Iulia. Este înfățișat unul dintre cei patru țărani care suflând în tulnic anunță începutul Ceremoniei de Încoronare. | Muzeul Național de Istorie a României, București        | Cimec    |
|      | Clișeu | Datare: 1922 Dimensiuni: H=178 mm; l=128 mm Material: sticlă | Pozitiv pe sticlă realizat cu ocazia serbărilor Încoronării de la Alba Iulia. Prezintă un moment din timpul trecerii Regelui Ferdinand și a Reginei Maria, de la estrada unde a avut loc Încoronarea, către tribuna unde au primit parada. Cei doi poartă coroanele și merg sub baldachinul susținut de patru ofițeri, care fusese până atunci pe estradă. | Muzeul Național de Istorie a României, București        | Cimec    |
|      | Clișeu – Regele Ferdinand I și Regina Maria, după încoronare | Datare: 1922 Dimensiuni: H=178 mm; l=128 mm Material: sticlă | Clișeu pe sticlă. Regele Ferdinand I și Regina Maria, după încoronare, plecând de la estrada unde au fost încoronați către tribuna unde au primit parada. Cei doi merg sub baldachinul susținut de patru ofițeri, care fusese mai înainte pe estradă. | Muzeul Național de Istorie a României, București        | Cimec    |
|      | Clișeu – Regele Ferdinand I și Regina Maria, sub Arcul de Triumf, 1922 | Datare: 1922 Dimensiuni: H=178 mm; l=128 mm Material: sticlă | Clișeu pe sticlă, realizat în 16 octombrie 1922, București. În imagine este surprins momentul în care Regele Ferdinand I, împreună cu Regina Maria, trec pe sub Arcul de Triumf (cel provizoriu, din 1922), cu ocazia Serbărilor Încoronării. | Muzeul Național de Istorie a României, București        | Cimec    |
|      | Clișeu | Datare: 1922 Dimensiuni: H=178 mm; l=128 mm Material: sticlă | Clișeu pe sticlă realizat de Nicolae Ionescu în data de 16 octombrie 1922 la București. În imagine se vede Arcul (provizoriu) de Triumf, în dreapta, și în stânga se poate vedea mulțimea adunată pentru a privi parada ce urma să înceapă. | Muzeul Național de Istorie a României, București        | Cimec    |
|      | Clișeu | Datare: 1922 Dimensiuni: H=178 mm; l=128 mm Material: sticlă | Clișeu pe sticlă realizat de către Nicolae Ionescu în data de 16 octombrie 1922 la București, la Arcul provizoriu de Triumf. În imagine a fost surprins începutul paradei din București, organizată cu ocazia Serbărilor Încoronării. | Muzeul Național de Istorie a României, București        | Cimec    |
|      | Clișeu | Datare: 1922 Dimensiuni: H=178 mm; l=128 mm Material: sticlă | Clișeu pe sticlă realizat la Alba Iulia de către fotograful Nicolae Ionescu în ziua de 15 octombrie 1922. În imagine se vede în fundal intrarea în curtea Catedralei Întregirii Neamului. Pe cele două laturi ale platoului se văd militari așteptând începerea defilării de după încoronare. | Muzeul Național de Istorie a României, București        | Cimec    |
|      | Clișeu | Datare: 1922 Dimensiuni: H=178 mm; l=128 mm Material: sticlă | Clișeu pe sticlă realizat de către fotograful Nicolae Ionescu în data de 15 octombrie 1922 la Alba Iulia. În imagine se văd Regele Ferdinand și Regina Maria, călare, deschizând parada militară după încoronare. În fundal se vede clopotnița Catedralei, iar în latura din dreapta se vede o parte a tribunei principale. | Muzeul Național de Istorie a României, București        | Cimec    |
|      | Clișeu | Datare: 1922 Dimensiuni: H=178 mm; l=128 mm Material: sticlă | Clișeu pe sticlă realizat la Alba Iulia de către fotograful Nicolae Ionescu în data de 15 octombrie 1922 cu ocazia Serbărilor Încoronării. În imagine pot fi văzuți Regele Ferdinand și Regina Maria intrând în catedrala Întregirii Neamului, pentru slujba de încoronare. Se remarcă faptul că Regele ține mâna stângă buzduganul înmânat de către Nicolae Iorga în data de 10 mai 1920, în numele poporului român ca simbol al puterii. | Muzeul Național de Istorie a României, București        | Cimec    |
|      | Clișeu | Datare: 1922 Dimensiuni: H=178 mm; l=128 mm Material: sticlă | Clișeu pe sticlă realizat la Alba Iulia de către fotograful Nicolae Ionescu în data de 15 octombrie 1922 cu ocazia Serbărilor Încoronării. În imagine este surprins unul din momentele paradei militare de după Încoronare și anume trecerea coloanei miltare prin dreptul tribunei principale amenajată pe platoul din fața Catedralei Întregirii Neamului. | Muzeul Național de Istorie a României, București        | Cimec    |
|      | Clișeu | Datare: 1922 Dimensiuni: H=178 mm; l=128 mm Material: sticlă | Clișeu pe sticlă realizat de către fotograful Nicolae Ionescu în București în data de 16 octombrie 1922 cu ocazia Serbărilor Încoronării. În imagine este Regele Ferdinand călare, în uniforma militară trecând pe sub Arcul de Triumf. În spatele regelui, tot călări, se vad mai mulți ofițeri. | Muzeul Național de Istorie a României, București        | Cimec    |
|      | Clișeu | Datare: 1922 Dimensiuni: H=178 mm; l=128 mm Material: sticlă | Clișeu pe sticlă realizat de către fotograful Nicolae Ionescu în București în ziua de 16 octombrie 1922. În imagine poate fi văzut Regele Ferdinand pornind călare de la Gara Mogoșoaia, unde sosise de la Alba Iulia, spre Arcul de Triumf pentru a deschide parada miltară a Serbărilor Încoronării. Pe latura dreaptă un grup de ostași dă onorul. | Muzeul Național de Istorie a României, București        | Cimec    |
|      | Clișeu | Datare: 1922 Dimensiuni: H=178 mm; l=128 mm Material: sticlă | Clișeu pe sticlă realizat de către fotograful Nicolae Ionescu în data de 15 octombrie 1922 la Alba Iulia. Imaginea a surprins momentul când, după ceremonia Încoronării, Regele Ferdinand și Regina Maria cu coroanele pe cap se pregătesc să coboare de pe podiumul unde avut loc Încoronarea. Cei doi sunt sub baldachinul sub care au primit coroanele de la președinții celor două camere ale Parlamentului și sunt însoțiți de către aceștia și de alte persoane. În fundal se văd persoanele din asistență. | Muzeul Național de Istorie a României, București        | Cimec    |
|      | Clișeu – Parada militară, Alba-Iulia, 1922 | Datare: 1922 Dimensiuni: H=178 mm; l=128 mm Material: sticlă | Clișeu pe sticlă, realizat la Alba Iulia de către fotograful Nicolae Ionescu, în data de 15 octombrie 1922, cu ocazia Serbărilor Încoronării. Este surprins începutul paradei militare care a avut loc după încoronare, în stânga se vede tribuna pricipală (cea de 600 de locuri). În centrul imaginii, călare pe un cal alb, este Regele Ferdinand I. Lângă tribună, în stânga și dreapta ei, sunt alte persoane care asistă la paradă. | Muzeul Național de Istorie a României, București        | Cimec    |
|      | Clișeu – Regele Ferdinand, București, 16 octombrie 1922 | Datare: 1922 Dimensiuni: H=178 mm; l=128 mm Material: sticlă | Clișeu pe celuloid (negativ alb-negru), realizat în București de către Nicolae Ionescu, în ziua de 16 octombrie 1922. În imagine este surprins Regele Ferdinand I, imediat după trecerea pe sub Arcul de Triumf. În urma sa, pe sub arc trec primele unități militare care deschid parada bucureșteană a Serbărilor Încoronării. | Muzeul Național de Istorie a României, București        | Cimec    |
|      | Clișeu | Datare: 1922 Dimensiuni: H=178 mm; l=128 mm Material: sticlă | Clișeu pe sticlă realizat la Alba Iulia de către Nicolae Ionescu în ziua de 15 octombrie 1922 cu ocazia Serbărilor Încoronării. În imagine este surprins momentul când în unul din cele patru colțuri ale cetății era citită proclamația Regelui Ferdinad către români. | Muzeul Național de Istorie a României, București        | Cimec    |
|      | Brevet | Datare: 1912 Dimensiuni: H= 110 mm, l= 70 mm Material: hârtie. | Brevet de pilot de aeroplan numarul 3, acordat locotenentului Gheorghe Negrescu, 1912. Format din două coperți albastru închis cu inscripție aurită „ROMANIA / Brevet de Pilot”. Pe contracopertă fotografia și semnătura posesorului. Pe coperta a doua imprimat și text de mână acordarea breverului și numărul lui. Achiziție de la Generalul Gheorghe Negrescu. | Muzeul Național de Istorie a României, București        | Cimec    |
|      | Brevet de membru Negrescu Gheorghe | Datare: 07.01.1913 Dimensiuni: H= 112 mm, l= 72 mm Material: Carton, hârtie, cerneală; hârtie foto. | Brevetul are între coperți încă o filă cu fotografia posesorului. Pe prima copertă este imprimat antentul Federației Internaționale Aeronautice. Pe contracopertă este scrisă de mână data eliberării (7 ianuarie 1913) și numărul brevetului (383). Pe pagina cu fotografia lui Gheorghe Negrescu se află semnătura acestuia. Achiziție de la Generalul Gheorghe Negrescu. | Muzeul Național de Istorie a României, București        | Cimec    |
|      | Brevet de pilot Andrei Popovici | Datare: 07.06.1913 Descoperit: Marea Britanie Dimensiuni: H= 113 mm, l= 75 mm Material: Carton, hârtie, cerneală; hârtie foto. | Brevetul are între coperți încă o filă cu fotografia posesorului. Pe prima copertă este imprimat antentul Federației Internaționale Aeronautice. Pe contracopertă este scrisă de mână data eliberării 21 iunie 1913 și numărul brevetului (383). Pe pagina cu fotografia lui Andrei Popovici se află și semnătura acestuia. Donație Maria Popovici. | Muzeul Național de Istorie a României, București        | Cimec    |
|      | Brevet de pilot Andrei Popovici | Datare: 21.06.1913 Dimensiuni: H= 114 mm, l= 76 mm Material: Carton, hârtie, cerneală; hârtie foto. | Brevetul este din carton, pe copertă are antetul „ROMÂNIA, Brevet de Pilot”. Pe contracopertă este fotografia și semnătura lui Andrei Popovici. Pe pagina următoare este tipărit și scris de mână textul prin care i se conferă brevetul de pilot numarul 11. Donație Maria Popovici. | Muzeul Național de Istorie a României, București        | Cimec    |
|      | Aurel Vlaicu către Romulus Boca | Datare: 08.02.1910 Dimensiuni: H= 148 mm, l= 109 mm Material: hârtie; cerneală. | Scrisoare adresată de Aurel Vlaicu lui Romulus Boca (filele 2-4), în care îl anunță că mașina (motorul) și elicea avionului au fost probate. Pe prima pagina este și un desen al elicei în care este descrisă și sunt menționate materialele din care a fost confecționată. Desenul de sub aceasta arată cum înaintează elicea în aer. Mai departe, în pagina 2, vorbește despre motor și colaborarea cu Arsenalul Armatei, iar în pagina 3 despre o cină la Popovici (Mihail ?) unde s-a întâlnit cu Vintilă Brătianu. Achiziție de la Adriana Iovan. | Muzeul Național de Istorie a României, București        | Cimec    |
|      | Adresa lui Aurel Vlaicu către Titu Maiorescu | Datare: 01.01.1911 Descoperit: București, Hotel Bristol Dimensiuni: H= 335 mm, l= 195 mm Material: hârtie; tuș, cerneală. | Adresă a lui Aurel Vlaicu către Ministrul Afacerilor Străine Titu Maiorescu prin care îi solicită să intervină diplomatic pentru ca să poată face zboruri în Turcia și Egipt. În colțul din stânga sus este rezoluția favorabilă a lui Titu Maiorescu. Scrisoarea are timbru fiscal de 30 de bani și este semnată de Aurel Vlaicu. Achiziție de la Mihaela Mateescu. | Muzeul Național de Istorie a României, București        | Cimec    |
|      | Serviciu de masă | Datare: 1797-1809 Dimensiuni: Î suport = 42 cm; D suport = 47 cm Material: argint aurit; lemn; sticlă | Serviciu de masă cu postament circular din lemn acoperit cu furnir de mahon, cu toarte laterale din argint aurit, profilate, ce se rotește pe o placă așezată pe patru picioare reduse la formatul unei gheare de leu, poartă recipientele pentru mâncare și suportă construcția în elevație cu vasele auxiliare. Cele cinci recipiente de mâncare, acoperite cu capace ușor bombate și buton, au fost așezate în spații practicate în interiorul postamentiului - un bol în mijloc și patru în formă de sectoare de tor, împrejur. Între vasele dispuse circular, în postament, simetric, sunt două deschideri oblice pentru tacâmuri și două cilindrice căptușite cu furnir negru, mici. De o parte și de alta o aboluylui central, în dreptul torților, se înalță două colonete-herme terminate prin două plăcuțe de metal cizelat în formă de coș cu flori, un alt platou poartă în mijloc, pe un ax care le desparte, încă două paltouri de lemn; cel superior are opt deschideri de două dimensiuni pentru pahare. Fiecare din cele cinci lăcașuri care primesc vasele cu capac este dublată de o cuvă de argint fixată pe picioare reduse și sub fiecare este câte o placă de fontă care se ridică cu o cheie care intră în deschiderea centrală a plăcii. Pe suprafața interioară a capacelor a fost gravată inscripția - „Biennais, orfèvre de S.M. L'Empreur et Roi à Paris”, marca argintarului. Maimuța violet cu litera B înscrisă în romb, marcajele argintăriei Franței și a Parisului. | Muzeul Național de Istorie a României, București        | Cimec    |
|      | Coroana de oțel a regelui Carol I | Datare: 1881 Școală: Arsenalul Armatei Dimensiuni: 19 x 20 x 16,5 cm Material: oțel; turnare | Coroană închisă formată dintr-un cerc cu opt fleuroane alternate cu ornamente „diamant”, opt ramuri arcuite unite sub un glob surmontat de crucea „Trecerea Dunării 1877” având pe avers cifra încoronată a regelui Carol I. Decor aplicat prin nituire cu prosme, romburi, perle. Turnată la Arsenalul Armatei din țeava unui tun capturat în bătălia de la Grivița din data de 30 august 1877. Coroana a fost oferită domnitorului Carol I cu ocazia încoronării sale ca rege și proclamării regatului României la 10 mai 1881. | Muzeul Național de Artă al României, București          | Cimec    |
|      | Hanul lui Manuc Autor: Szathmary, Carol Popp de | Datare: 1867-1870 Dimensiuni: L: 61,4 cm; l: 47 cm Material: colodiu umed pe hârtie lipită pe carton de tip Bristol | Fotografia, făcând parte din albumul dedicat de Carol Pop de Szathmari domnitorului Carol I, surprinde o parte a curții interioare (intersecția aripilor de Sud și Vest) a Hanului lui Manuc. Mențiuni tipărite pe carton, în partea superioară, central: ROMÂNIA. ALBUM ALU M.S. DOMNITORULUI CAROLU I. În partea inferioară inscripție în tuș negru: HANU-MANUC. | Muzeul Național de Artă al României, București          | Cimec    |
|      | Iaurgiu - oltean Autor: Szathmary, Carol Popp de | Datare: [1863] Dimensiuni: tip carte-de-visite: L : 102 mm, l: 59 mm Material: fotografie pe hârtie albuminată | Fotografie reprezentând un oltean cu cobiliță și două putinici de iaurt. Semnat prin ștampilă pe spatele cartonului, în centrul unui chenar format din vrejuri și reprezentările medaliilor primite de Szatmari în 1855, se găsește tipărit: CHARLES SZATHMÁRI / Peintre et photographe de la Cour/ DE. S.A. LE. PRINCE REGNANT/ des Principautées unies Roumaines. | Biblioteca Academiei Române, București                  | Cimec    |
|      | Oltean cu coșurile Autor: Szathmary, Carol Popp de | Datare: [1863] Dimensiuni: tip carte-de-visite: L : 102 mm, l: 61 mm Material: fotografie pe hârtie albuminată | Fotografie reprezentând un oltean cu cobiliță și două coșuri de răchită. Pe spatele cartonului, în centrul unui chenar format din vrejuri și reprezentările medaliilor primite de Szatmari în 1855, se găsește tipărit: CHARLES SZATHMÁRI / Peintre et photographe de la Cour/ DE. S.A. LE. PRINCE REGNANT/ des Principautées unies Roumaines. Semnat prin ștampila tipărită pe recto, dreapta jos în cerneală roșie : C.P. Szatmári. | Biblioteca Academiei Române, București                  | Cimec    |
|      | Carol Popp de Szathmari Autor: Ostroróg, Stanislaw Julian, alias Walery | Datare: cca. 1874 Dimensiuni: tip carte-de-visite: L : 98 mm, l: 61 mm Material: fotografie cu albumină | Portret fotografic al artistului Carol Pop de Szatmari, fotografiat la Paris de Walery. Adnotare: pe spatele cartonului se află tipărit pe trei rânduri : MÉDAIILE DE BON GOÜT / Unique pour la France / VIENNE 1873. Ștampilă: pe spatele cartonului, poziționat central, este tipărit un medalion în centrul căruia apare în majuscule PHOTOGRAFIE WALERY, iar pe partea suparioară a bordurii medalionului este înscrisă adresa atelierului "9 BIS RUE DES LONDRES, PARIS". | Biblioteca Academiei Române, București                  | Cimec    |
|      | Tabără otomană Autor: Szathmary, Carol Popp de | Datare: [1854] Dimensiuni: 168 x 229 cm Material: calotipie | Fotografie reprezentând o tabără militară otomană formată din corturi conice de pânză albă în timpul războiului Crimeei. | Biblioteca Academiei Române, București                  | Cimec    |
|      | Piața Teatrului Național Autor: Szathmary, Carol Popp de | Datare: cca. 1900 Dimensiuni: L: 239 mm, l: 297 mm Material: fotografie cu gelatină și bromură de argint | Fotografie reprezentând Piața Teatrului Național. Fotografia reproduce un clișeu pe sticlă, Szathmari, din 1854. | Biblioteca Academiei Române, București                  | Cimec    |
|      | Cortegiul Agriculturii Autor: Szathmary, Carol Popp de | Datare: [1881] Dimensiuni: L: 177 mm, l: 266 mm Material: fotografie cu colodiu | Fotografia reprezintă carul alegoric al agriculturii, un car rustic decorat cu spice și viță de vie și înconjurat de personaje îmbrăcate în costume populare. Fotografia face parte din albumul "Cortegiului Simbolicu de la 10-11 mai 1881" cu imagini ale carelor alegorice, care au defilat cu ocazia încoronării lui Carol I ca rege al României pe 10 mai 1881. | Biblioteca Academiei Române, București                  | Cimec    |
|      | Artiști teatrali Autor: Szathmary, Carol Popp de | Datare: [1881] Dimensiuni: L: 177 mm, l: 266 mm Material: fotografie cu colodiu | Fotografia reprezintă carul artiștilor dramatici, în formă de gondolă, populat cu un număr mare de artiști, în costume antice și medievale. Carul este tras de șase cai cu vizitii călare (4 vizibili în fotografie) și urmat de alți doi artiști călare îmbrăcați în costume de epocă. Fotografia face parte din albumul "Cortegiului Simbolicu de la 10-11 mai 1881" cu imagini ale carelor alegorice care au defilat cu ocazia încoronării lui Carol I ca rege al României pe 10 mai 1881. Fotografia poartă inscripții în creion pentru cromolitografiile care urmau să fi executate după fotografii. | Biblioteca Academiei Române, București                  | Cimec    |
|      | Vânătoarea sălbatică Autor: Szathmary, Carol Popp de | Datare: [1881] Dimensiuni: L: 168 mm, l: 258 mm Material: fotografie cu colodiu | Fotografia reprezintă carul vânătorilor, o trăsură trasă de doi cai și decorată cu vegetație abundentă și multe păsări de baltă împăiate. Carul este înconjurat de vânători îmbrăcați în costume specifice și purtând accesorii specifice. Apar și câteva steaguri ale Asociației de Vânătoare, înființată în 1864. Fotografia face parte din albumul "Cortegiului Simbolicu de la 10-11 mai 1881" cu imagini ale carelor alegorice, care au defilat cu ocazia încoronării lui Carol I ca rege al României pe 10 mai 1881. | Biblioteca Academiei Române, București                  | Cimec    |
|      | Ceasornicari, giuvaergi și argintari Autor: Szathmary, Carol Popp de | Datare: [1881] Dimensiuni: L: 187 mm, l: 258 mm Material: fotografie cu colodiu | Fotografia reprezintă carul artizanilor în metale prețioase, car sub forma unui podium pe care se află în tron regal, cu baldachino regină stă pe tron înconjurată de dame de companie și halebardieri. În primplan, un număr de calfe poartă pe brațe artizanat specific meseriilor lor. În spatele carului alegoric defilează membrii breslelor în costum oficial în redingotă și cilindru. Fotografia face parte din albumul "Cortegiului Simbolicu de la 10-11 mai 1881" cu imagini ale carelor alegorice care au defilat cu ocazia încoronării lui Carol I ca rege al României, pe 10 mai 1881. | Biblioteca Academiei Române, București                  | Cimec    |
|      | Carantina din Oltenița din timpul Războiului Crimeei Autor: Szathmary, Carol Popp de | Datare: 1854 Dimensiuni: L: 139 mm, l: 192 mm Material: fotografie cu colodiu | Imaginile surprind aspecte din preliminariile Râzboiului Crimeei, primele lupte dintre ruși și forțele otomane duse la Dunăre pe malul românesc și în Dobrogea otomană. Fotografia face parte dintr-un album cu aproape 200 de imagini, din care s-au pastrat aproximativ 9 fotografii. | Biblioteca Academiei Române, București                  | Cimec    |
|      | Souvenir de la Roumanie dedië a Son Altesse Serenissime Helene princesse regnante de la Roumanie par Cherles Pap de Szathmári Peintre et Photographe de la Cour de Son Altesse Serenissime le Prince Regnant [...] Autor: Szathmary, Carol Popp de | Datare: [1873] Dimensiuni: coperți: L: 159 mm, l: 120 mm; pagină: L: 147 mm, l: 110 mm Material: fotografie cu albumină | Album cu 55 de fotografii (2 vederi panoramice ale Bucureștiului - dealul Spirei și dealul Mitropoliei), 4 aspecte stradale, 14 lăcașe de cult din București și din împrejurimi, 24 de imagini reprezentând costumele diverselor etnii și meserii și 11 imagini din piețe de la Târgul Moșilor. Toate au fost prinse într-un album cu coperți de bagă, care se închide cu o clapetă metalică incizată cu vrejuri. Coperta I are un chenar de inserții metalice din argint și aur și poartă scutul cu monograma Elenei Cuza sub o coroană regală. Pagina de titlu este scrisă cu de mână, cu cerneală neagră și intervenții de culoare (albastru, galben și roșu): SOUVENIR/DE LA/ROMAINE/DEDIË / A SON ALTESSE SERENISSIME/ HELENE / PRINCESSE REGNANTE de la ROUMANIE / PAR / CHARLES PAP de SZATHMÁRI/ Peintre et Photographe de la Cour de Son Altesse/ Serenissime le prince Regnant de Decoré par LL. MM. L'Empereur d'Autriche, de Russie, de Sultan, La Regine Victoria et le Roi de Würtemberg. | Biblioteca Academiei Române, București                  | Cimec    |
|      | Sabie cu cupă la mâner | Datare: Sec. XII-X a. Chr. Descoperit: jud. Bihor, Șoimi Dimensiuni: L=60,5 cm; l max.=4 cm Material: bronz; turnare, incizare | Sabie cu cupă la mâner. Mânerul și cupa decorate prin incizie cu cercuri și linii în zig-zag. Partea superioară a lamei decorată pe margini cu semicercuri cu puncte în centru (doar pe una din fețe). Secțiunea gardei este ovală. Secțiunea lamei este oval-alungită, cu nervură mediană în relief. Mânerul suprapune lama și este prins cu două nituri. Prezintă produși de coroziune ai bronzului. | Muzeul Național de Istorie a României, București        | Cimec    |
|      | Sabie cu cupă la mâner | Datare: Sec. XII-X a. Chr. Descoperit: jud. Bihor, Șoimi Dimensiuni: L=61,2 cm; l max.=4 cm Material: bronz; turnare, încrustare | Sabie cu cupă la mâner. Mânerul și cupa decorate prin incizie cu S-uri circulare formate din patru linii paralele. Partea superioară a lamei decorată pe margini cu semicercuri cu puncte în centru (pe ambele fețe). Secțiunea gardei este ovală iar secțiunea lamei este oval-alungită cu nervură mediană în relief. Mânerul suprapune lama și este prins cu două nituri. Prezintă produși de coroziune ai bronzului. Mânerul este păstrat fragmentar, porțiuni din lamă lipsă. | Muzeul Național de Istorie a României, București        | Cimec    |
|      | Trusă de pistoale Autor: Devisme, Louis François | Datare: ante 1860 Școală: Paris, 1804 - Argenteuil, 1873 Dimensiuni: Casetă: î:8 cm, L:45,3 cm: l:26,2 cm; Ciocănel: L:20,5 cm; Șurubelniță: L:14,5 cm; Linguriță pentru pulbere: L:7,8 cm; Baghete întreținere: L:18 cm; Cutiuțe pulbere:Î:3 cm, D:5,5 cm, Î:3,3 cm, D:4,8 cm; Piesă pentru calibrat: 4,5x2,8 cm; 43 plumbi Material: oțel gravat, aurit, lemn de abanos gravat în relief, plumb, lemn intarsiat cu alamă, pluș | Trusă de duel cu două pistoale cu țeavă octogonală conținând 55 de piese. Capul percutorului unuia diintre pistoale rupt. Caseta are două fisuri pe capac și o ruptură la colțul drept, chenarul de alamă incomplet, zgârieturi uzură, o altă ruptură la colțul drept al casetei, sistemuld e inchidere deteriorat prin forțare, lipsă șildul, lipsă cheia. Plușul din interior cu lacune, rosături, uzură. Semnătura armurierului pe mânerul pistoalelor. Inscripție în interiorul capacului casetei. Cartuș cu monogram pe mânerul pistoalelor. | Muzeul Național de Artă al României, București          | Cimec    |
|      | Sabie | Datare: Sec. XII-X a.Chr. Dimensiuni: L = 60,5 cm, l max = 4 cm Material: bronz, turnare, încrustare | Sabie cu cupă la mâner. Mânerul și cupa sunt decorate prin incizie cu cercuri și linii în zig-zag. Partea superioară a lamei decorată pe margini cu semicercuri cu puncte în centru (doar pe una din fețe). Secțiunea gardei este oval-alungită cu nervură mediană în relief. Mânerul suprapune lama și este prins cu două nituri. Prezintă produși de coroziune ai bronzului. | Muzeul Național de Istorie a României, București        | Cimec    |
|      | Sabie | Datare: Sec. XII-X a.Chr. Dimensiuni: L = 61,2 cm, l max = 4 cm Material: bronz, turnare, încrustare | Sabie cu cupă la mâner. Mânerul și cupa decorate prin incizie cu S-uri circulare formate din 4 linii paralele. Partea superioară a lamei decorată pe margini cu semicercuri cu puncte în centru (pe ambele fețe). Secțiunea gardei este ovală, iar secțiunea lamei este ovală și alungită, cu nervură mediană în relief. Mânerul suprapune lama și este prins cu două nituri. Prezintă produși de coroziune ai bronzului. Mânerul păstrat fragmentar. Porțiuni din lamă lipsă. | Muzeul Național de Istorie a României, București        | Cimec    |
|      | Pretorul diviziei 10-a pe front Autor: Necunoscut | Datare: Prima jumatate a secolului XX Școală: Necunoscut Dimensiuni: L=12cm;LA=9cm Material: Sticlă | Iarna 1917-1918; 6 militari, între care 5 sunt din trupele de jandarmi, purtând pe umărul drept eghileții albi , specifici armei; în centru sunt 4 personaje călare (2 ofițeri în mijloc și 2 subofițeri pe laturi); militarii de la extremități sunt soldați, cel din stânga nefiind jandarm; ofițerul de pe calul pătat este pretorul Diviziei 10 Infanterie, maior Constantin Bunescu (pretor între 15.12.1917-01.11.1918) | Muzeul Militar Național „Regele Ferdinand I”, București | Cimec    |
|      | Interiorul bordeiului Cdt-ului de Reg. Autor: Necunoscut | Datare: Prima jumatate a secolului XX Școală: Necunoscut Dimensiuni: L=12cm;LA=9cm Material: Sticlă | Iarna 1917; în stânga se găsește un pat de campanie acoperit de o pătură și blană de urs; lângă pat, se văd un scaun pliant și o măsuță dreptungiulară, acoperită cu o față de masă brodată, pe care sunt un telefon de campanie, un sfeșnic cu o lumânare, 2 rame duble cu fotografii, o scrumieră, caiete de lucru și o biblie/carte de rugăciuni; lângă măsuță se vede un fotoliu de răchită, acoperit cu o blană de urs. Pe perete, deasupra măsuței, se află o etajeră mică pe care este o lampă cu gaz, cu abajur, fotografia înrămată a unei femei și atârnate într-un cui, o sabie de ofițer, md.1909 si 2 arme de foc: o carabina Manlicher, md.1893 și o pușcă de vânătoare. Pe peretele din spatele patului este prinsă o blană și pe mijlocul ei, o ramă ovală în care este fotografia unei femei. Deasupra patului -o etajeră in triunghi pe care sunt: o icoană, o cască de tip Adrian, tocul unui binoclu, o candelă, un felinar mic metalic, o pereche de mănuși, un obuz si o placă dreptunghiulară pe care scrie "….BORDEI DIT.RAYON DE SOLEIL".În colț, deasupra poliței se află o policioară , pe care este o altă icoană. În dreapta, se vede jumătate dintr-o sobă de pământ, cu plită și cuptor; pe plită se vede o carafă cu vin (mai putin de jumatate) iar in nișă se vede un ceainic; podeaua bordeiului este acoperită de un covoraș. Pereții bordeiului sunt placați cu scânduri din lemn, așsezate vertical. | Muzeul Militar Național „Regele Ferdinand I”, București | Cimec    |
|      | Adăpostul Cdt-ului de Reg. Autor: Necunoscut | Datare: Prima jumatate a secolului XX Școală: Necunoscut Dimensiuni: L=12cm;LA=9cm Material: Sticlă | Iarna 1917; Bordei semiîngropat, văzut din față, construit din bârne, camuflat cu pământ. Are 3 ferestre (2 pe partea dreaptă, una pe partea stângă). În spate se găsește un pâlc de copaci. Bordeiul este construit într-o râpă. În spatele copacilor se vede intrarea, din bârne, probabil a altui bordei săpat în peretele râpei. În fața bordeiului sunt - în dreapta pozei -2 ofițeri români, dintre care unul ,cel cu actele în mână, îmbrăcat cu scurtă de iarnă si cu căciulă pe cap, este comandantul, celălalt (cu capelă) pare a fi sublocotenent/locotenent. În dreapta lor, tolănit pe pământul care protejează bordeiul și mâncând ceva, se vede un soldat tânăr îmbrăcat în bluză, pantaloni și bocanci, cu căciulă pe cap, încins cu curea cu cartușieră -probabil ordonanța comandantului. În stânga bordeiului este un soldat cu căciulă și șorț alb - bucătarul regimentului. Din spatele bordeiului se vede ieșind fum. În fața bordeiului-o alee marcată, din loc în loc, de jaloane din lemn. | Muzeul Militar Național „Regele Ferdinand I”, București | Cimec    |
|      | Interogatoriul prizonierilor germani Autor: Necunoscut | Datare: Prima jumătate a secolului XX Școală: Necunoscut Dimensiuni: L=12cm;LA=9 Material: Sticlă | Fotografia prezintă doi ofițeri de informații din armata română care interoghează un prizonier austriac din corpul muzicanților. Cel cu fața are gradul de locotenent. Activitatea are loc în vara anului 1917, în sectorul frontului Mărășești, fapt dovedit de harta desfășurată pe masă în care este trasat Planul director de tragere Mărășești. După clădirile din fundal se pare că fotografia a fost facută fie în curtea unei școli, fie pe o proprietate privată. | Muzeul Militar Național „Regele Ferdinand I”, București | Cimec    |
|      | Desinfectarea hainelor pe front cu etuva Autor: Necunoscut | Datare: Prima jumatate a secolului XX Școală: Necunoscut Dimensiuni: L=12cm;LA=9cm Material: Sticlă | Primavara (februarie-martie) anului 1917, pe frontul românesc din Moldova, în timpul Primului Razboi Mondial, 7 soldati îmbrăcați în ținute de iarnă sunt strânși în jurul unei etuve mobile pentru dezinfectarea hainelor; unul dintre ei scoate o haină din etuvă, în timp ce ceilalți privesc; pe jos, pe zăpadă, în jurul etuvei se văd așchii din lemnele cu care s-a facut focul în etuvă | Muzeul Militar Național „Regele Ferdinand I”, București | Cimec    |
|      | Interogatoriul prizonierilor Autor: Necunoscut | Datare: Prima jumătate a secolului XX Școală: Necunoscut Descoperit: Mărășești Dimensiuni: L=12cm;LA=9cm Material: Sticlă | Fotografia prezintă trei ofițeri români de informații care interoghează patru soldați austrieci din corpul muzicanților. Ofițerul român care se află în picioare, în dreapta imaginii are gradul de maior, în timp ce ofițerul așezat are gradul de locotenent. Interogatoriul se desfășoară în zona frontului Mărășești, fapt dovedit de harta desfășurată pe masă, care are schițat Planul director de tragere. În plan secund, stânga imaginii, se află un subofițer înarmat, probabil cel care asigura escorta prizonierilor. | Muzeul Militar Național „Regele Ferdinand I”, București | Cimec    |
|      | Împărțirea mâncării la prizonieri Autor: Necunoscut | Datare: Prima jumătate a secolului XX Școală: Necunoscut Dimensiuni: L=12cm;LA=9cm Material: Sticlă | Frontul românesc din Moldova. Fotografia prezintă aspecte de la împărțirea rației de hrană, de prânz, pentru prizonierii austrieci. Acest moment este asigurat, din partea armatei române, de grade inferioare de la partea sedentară. Fotografia a fost realizată spre sfârșitul anului 1917, fapt dovedit de mantalele care se văd pe umerii soldaților. | Muzeul Militar Național „Regele Ferdinand I”, București | Cimec    |
|      | Cancelaria pe front Autor: Necunoscut | Datare: Martie 1917 Școală: Necunoscut Dimensiuni: L=12cm;LA=9cm Material: Sticlă | Dealul Porcului, martie 1917. Fotografia prezintă o cancelarie deservită de doi militari români. Militarul care bate la mașina de scris are grad de plutonier secretar, iar cel care dictează este un ofițer inferior. Grupul este completat de un gradat. Mașina de scris este așezată pe două lăzi de muniție, iar plutonierul și ofițerul folosesc pe post de scaune alte două lăzi de mitralieră. În laterala stângă se vede o manta pusă la uscat pe sfoară. Activitatea se desfășoră în fața unor bordee blindate semipermanente care țineau loc de punct de comandă. Acest fapt este sugerat de prezența, în fundal, a unui soldat, îmbrăcat cu manta, șal de lână și căciulă, care asigura paza. | Muzeul Militar Național „Regele Ferdinand I”, București | Cimec    |
|      | Un grup de cadeți austriaci prizonieri Autor: Necunoscut | Datare: Prima jumătate a secolului XX Școală: Necunoscut Dimensiuni: L=12cm;LA=9cm Material: Sticlă | 1917-1918, un grup de 16 prizonieri austro-ungari în interiorul unui lagăr. În partea dreaptă se văd un ofițer și un gradat din armata română, din personalul lagărului. Barăcile au pereți din lut tasat, cu acoperișuri din șindrilă (foarte bine întreținute) și dotate fiecare cu câte o sobă . | Muzeul Militar Național „Regele Ferdinand I”, București | Cimec    |
|      | Regina și gl Averescu pe front - 1917 Autor: Necunoscut | Datare: Prima jumătate a secolului XX( septembrie 1917) Școală: Necunoscut Dimensiuni: L=12cm,LA=9cm Material: Sticlă | Târgu Ocna, septembrie 1917. Regina Maria împreună cu generalul de corp de armată Alexandru Averescu înaintea unui moment festiv. Regina este în ținuta de soră de caritate; pe cap poartă un voal colorat, la gât are cel mai probabil, Crucea Regina Maria, clasa I (decorația în sine este în mâna reginei). În mâna dreaptă ține un toc de binoclu și un evantai, iar la cingătoare, în partea stângă, atârnă un stilet. Lângă ea-generalul de corp de armată Alexandru Averescu. Acesta poartă la gât Ordinul Mihai Viteazul clasa a II-a, iar pe piept ordinele Ordinul Mihai Viteazul clasa a III-a, Legiunea de Onoare franceză în grad de Ofițer, Ordinul Sfântul Gheorghe clasa a IV-a și placa Ordinului Coroana României în grad de Mare Ofițer. În spatele reginei, în partea dreaptă, se vede generalul de brigadă Nicolae Rujinschi, comandantul Diviziei 7, care poartă uniforma cu eghileți. În fundal se văd ostașii Armatei a 2-a română. | Muzeul Militar Național „Regele Ferdinand I”, București | Cimec    |
|      | Drapelul Regimentului nr. 1 de vânători „Principele moștenitor Ferdinand” | Școală: Atelier francez, Casa „Tassinary et Chatel”, Lyon Descoperit: București Material: mătase, fir metalic duriu, fir metalic argintiu, lemn, tablă de alamă, rips, email, oțel, piele; coasere, brodare, ambutisare, strunjire | Drapel compus din: pânză (flamură), hampă, acvilă, cravată, decorații, port-drapel. Pânza (flamura), cu dimensiunile de 100/80 cm, este confecționată din mătase tricoloră (o singură foaie, tivită), având culorile dispuse vertical, cu albastru la hampă, galbenul la mijloc și roșu flotând liber; în centrul flamurei, pe culoarea galbenă (dar trecând și peste cele albastră și roșie), brodată, în fir metalic auriu și argintiu, dar și din mătase în diferite culori, stema României, md.1921; pe aversul drapelului stema este țesută, în timp ce pe revers este cusută; la cele patru colțuri, cifra încoronată a regelui Ferdinand I, „victor”(fouă F, afrontate, unite, jos, printr-un unghide 45 grade; brodată în fir metalic auriu și înconjurată cu o semi-ghirlandă din fir metalic auriu, de asemenea, brodată; pe fâșia albastră, inscripționate cu litere majuscule, individuale, din fir metalic auriu, cusute pe pânză, denumirile geografice: GRIVIȚA, OPANEZ, ALION, JIU; pe fâșia roșie, denumirile OLT, RĂCHITAȘUL, GROZEȘTI, TISA; cu excepția modului de fixare a stemei, elementele pânzei sunt identice. Hampa, atribuită (adică nu este originală), este confecționată din lemn moale, vopsit în culoarea negru. Acvila, de tip napoleonian, este confecționată, prin ambutisare, din tablă de alamă; acvila este așezată pe un cartel paralelipipedic, din același material; pe aversul său se află, înscrisă, în litere majuscule, în email roșu, deviza armatei: ONOARE ȘI PATRIE, iar pe revers, cu același fel de litere, dar în email albastru, denumirea corpului de trupă: REG. 1 VÂNĂTORI; de acest cartel, se prinde, printr-un șurub interior, un trunchi de con, din același material, care folosește la fixarea acvilei de hampă. Cravată, tricoloră, este confecționată din fir de mătase roșie și albastră și fir metalic auriu, cu doi ciucuri din același fir metalic.Decorațiile: medalia „Crucea trecerii Dunării”, md.1878, cu panglică; ordinul „Mihai Viteazul”, clasa a III-a, md.1916 și clasa a II-a, md.1941, ambele cu panglică; medalia „Crucea comemorativă a războiului 1916-1918”, cu panglică și baretele:CERNA, ARDEAL, CARPAȚI, MĂRĂȘTI, TG. OCNA; semnul onorific pentru XXV ani vechime, cu panglică; o învelitoare din mușama, neagră (completată în anul 1958). În evidență nu are port-drapel. Însă port-drapelul său este înregistrat la inv. nr.9777 (Grupul de aviație de recunoaștere, md.1922/1923), în fișa căruia, însă, nu este menționat. A fost identificat după cifra regelui Ferdinand (atribuită regimentului nr. 1 de vânători, prin Înaltul Decret nr.315 din 12 aprilie 1917, publicat în „Monitorul oastei” nr.39 din 8 aprilie 1917, p.817). Este confecționat dintr-o bandă din piele vopsită negru, lăcuită (pe partea exterioară), având 2,00 m, lungime și 0,17 m lățime; se putrta petrecură fața peste spate și se încheia cu o cataramă din oțel, de o curelușe prevăzută cu orificii (pentru ajustare); avea și un mic „pahar”, tot din piele, în care se ținea hampa în timpul deplasărilor.; pe față are cifra (fără coroană, desprinsă) regelui Ferdinand. | Muzeul Militar Național „Regele Ferdinand I”, București | Cimec    |
|      | Șa (a aparținut familiei regale) | Școală: atelierele „Hermes”, Londra; W.MOREY &Son, 1915 Material: piele, lemn,metal, postav. | Șa din piele maron (lungimea șezutului de 52 cm și lățimile de 33 cm, 23 cm, 37 cm) de cu doua arcade metalice fixate cu chingi de două talpici din lemn (cu lungimea de 58 cm), căptușite cu pâslă kaki; are pulpane duble (cu lungimea de 44 cm și lățimea de 30 cm), tot din piele, cu tragatori (lungi de 55 cm) din curea si scari din metal, cu gaură în talpă; manșon cu patru catarame metalice la capete. | Muzeul Militar Național „Regele Ferdinand I”, București | Cimec    |
|      | Joseph Guarnierius Autor: Guarnierius, Joseph | Datare: 173[1] Școală: Școala cremoneză Dimensiuni: L corp vioară: 352 mm; deschidere inferioară: 205 mm; deschidere superioară: 166 mm Material: lemn cu fibre regulate spre extremități | Lemnul folosit la fața viorii este unul cu fibre regulate spre extremități. Conturul este bine definit, cu ff-urile tăiate puțin mai jos decât la alți lutieri cremonezi; Spatele este din două bucăți cu onduleuri spre extremități, regulate; eclisele sunt destul de înalte și perfect conservate; capul viorii (melc) este îndrăzneț și elegant; lacul este galben-auriu-brun, de excelentă calitate, dar destul de uzat, mai ales pe spatele viorii, în partea inferioară. Documente care atestă autenticitatea: expertiza făcută de lutierul Silvestre (Freres Silvestre) în 20 aprilie 1896, la cererea domnului Breuzet - posesorul viorii. La sfârșitul paginii de expertiză, vedem o altă certificare (4 martie 1923), dată de domnul Breuzet maestrului George Enescu. Din această ultimă certificare reiese că documentul a fost dat maestrului George Enescu de proprietarul viorii, domnul Breuzet. În arhiva muzeului nu există un alt document referitor la acest instrument. Deci apare o diferență de nume în eticheta viorii și în hârtia de expertiză. Pe timp mediu, viorile Guarnerius del Gesu vor depăși ca preț de achiziție viorile Stradivarius. În cazul nostru, acest instrument, de departe cel mai valoros din România, poate fi cotat la 2 milioane dolari - valoare intrinsecă. Faptul că maestrul George Enescu a cântat toată viața la acest instrument îi sporeste valoarea. | Muzeul Național „George Enescu”, București              | Cimec    |
|      | Valtrap | Datare: a doua jumătate a secolului al XIX-lea-prima jumătate a secolului al XX-lea Material: postav, piele, fir metalic auriu | Șambraca (valtrap) (lungimea 86 cm; lățimea 66 cm; lungimea maximă 126 cm) din postav negru, pe margine cu o vipușcă roșie și un galon, lat, de 4 cm, încadrat de două trese din fir auriu; căptușită cu postav bleumarin închis/negru | Muzeul Militar Național „Regele Ferdinand I”, București | Cimec    |
|      | Coburi cu învelitoare pentru șa | Datare: a doua jumătate a secolului al XIX-lea-prima jumătatea secolului al XX-lea Material: tăbăcire, coasere, presare, postav, piele, fir metalic auriu, metal comun (oțel) | Coburi din piele maron (lungimea fiecăruia 24 cm; amândoi 60 cm; lățimea6,5 cm), cu invelitoare (lungime 70 cm; lățimea 18 cm) din postav și piele neagră, având pe margini un galon lat din fir metalic auriu, incadrat de 2 trese, din același material. Învelitoarea este căptușită cu meșină roșie | Muzeul Militar Național „Regele Ferdinand I”, București | Cimec    |
|      | Stindardul Regimentului nr. 4 de roșiori „Regina Maria” | Material: pânză din mătase, fir metalic auriu, fir metalic argintiu, fir din mătase, fir din bumbac, lemn de frasin, oțel, piele, tablă de alamă; coasere, brodare, strunjire, batere | Stindardul este conpus din; pânză (flamură); hampă; acvilă; decorații (4).Flamura, cu dimensiunile de 85/42 cm, confecționată din pânză din mătase, dublă, tricoloră, având culorile dispuse vertical, cu albastru la hampă, galbenul la mijloc și roșu la margine, flotând liber; în mijloc, pe fâșia galbenă, pe un pavilion alb, căptușit cu roșu, este cusută stema României, md.1921, brodată, în fir metalic auriu, argintiu, fir din mătase, bumbac; zona acoperită de stemă este unplută cu vată textilă; La cele patru colțuri, este brodată cifra încoronată a regelui Ferdinand I: pe cele trei laturi libere, franjuri din fir metalic auriu. Hampa este confecționată din lemn tare (mesteacăn sau frasin), lungă de 3,00 m. Sub flamură, din tablă de alamă, este fixată o placă cu denumirea corpului, scrisă în litere de mână: „Regimentul 4 Roșiori”.Sub aceasta, sunt săpate, de-a lungul corpului hampei, șase caneluri, bronzate, care coboară până la partea inferioară, unde lemnul devine conic; pe hampă mai sunt prinse două sisteme metalice care servesc, unul la fixarea stindardului de corpul soldatului care îl purta și altul la ușurarea manevrării lui, de către același militar, în timpul deplasării, exclusiv, călare (un mâner din piele, umplut cu păr de cal). Acvila, de tip napoleonian, înaltă de 20 cm, este confecționată din două table ambutisate, lipite între ele; vulturul este conturnat stânga, coronat (fără crucea coroanei) și cruciat; este ațezat pe un cartel perpendicular (executat din același material și în același timp), care are înscrise, pe față, în litere majuscule, emailate roșu, deviza armatei: ONOARE ȘI PATRIE, iar pe spate, denumirea corpului de trupă, scisă la fel: REGIMENTUL 4 ROȘIORI; pasărea se prinde de hampă printr-un trunchi de con, din același material, de care se leagă cu ajutorul unui șurub interior.Decorațiile primite de stindar sunt: medalia „Avântul țării”, md.1913, ordinul „Mihai Viteazul”, cls. a III-a, md.1916 și medalia „Crucea comemorativă a războiului 1916-1918”, cu baretele: ARDEAL, CARPAȚI, TG. OCNA, DOBROGEA, 1918; toate trei decorațiile au panglică. . | Muzeul Militar Național „Regele Ferdinand I”, București | Cimec    |
|      | Sabie de cavalerie | Dimensiuni: lungime totală = 80 cm, lungime lamă = 68 cm, lungime gardă = 15 cm, lățime lamă = 2 cm, lățime gardă = 8 cm, lățime mâner = 3 cm, lungimea tecii = 71 cm Material: oțel, alamă, nichel, piele neagră bovină, lemn tei | Lamă de oțel nichelat, ușor curbată, cu un singur tăiș și cu șand de scurgere median. Gardă din metal galben, ovală, cu două brațe în partea dreaptă care se unesc cu arcul de împreunare și se termină în capul mânerului întărit cu metal galben. Partea superioară a gărzii este îndoită. Mâner metalic acoperit cu piele, strâns cu șnur din sârmă galbenă. Teacă din tablă nichelată, cu un inel mobil de fixare. Teaca se termină cu o potcoavă. Pe muchia mediană se regăsește inscripția cu litere cursive: Regim. 4 Roșiori A.S. Principelui Carol. | Muzeul Militar Național „Regele Ferdinand I”, București | Cimec    |
|      | Drapel din timpul lui Constantin Ipsilanti | Datare: Începutul sec XIX Școală: Probabil atelier românesc Descoperit: ODESSA, Târgul obiectelor de ocazie din Odessa, Crimeea Dimensiuni: L: 800 cm., l: 667 cm. Material: mătase | Pânză de formă dreptunghiulară, din mătase dublă, de culoare bej deschis; pe fiecare latură are un galon de mătase, lat de 25 cm, cu o țesătură diferită de restul; pe margini, un șnur subțire de fir galben; în centru un oval înconjurat de o ghirlandă din două ramuri de măslin, cu frunze verzi ale căror cozi se ating în partea de jos, pe când vârfurile doar se apropie; ghirlanda este timbrată cu o coroană princiară de culoare verde, cu crucea galbenă; câmpul din interiorul ghirlandei este pictat, jumătatea de sus în albastru, iar cea de jos în verde; în jumătatea de sus, în dreapta este pictată, în negru, acvila Tării Românești, cu zborul larg, cruciată galben și conturnată dreapta; în stânga bourul Moldovei, în profil spre acvilă, pictat negru deschis; sub aceste două simboluri un grupaj compus din țevi de tun, săbii, spade sulițe, tobe, toate pictate în cafeniu; din fiecare colț al pânzei pornește înspre centru, însă numai până la ghirlandă, câte o fâșie lată, de mătase, de aceeași calitate, țesătură și culoare, ca a galonului de pe margini, iar pe aceste fâșii, la colțurile pânzei steagului sunt două feluri de cifruri, încoronate princiar, dispuse câte două în sens opus (diagonal); prima cifră, formată din două litere grecești: K și β, corespunzând literelor C și V latine, formând inițialele cuvintelor Constantin Voievod; a doua cifră, formată din trei litere: două grecești, Υ și Π și a treia slavă, C, corespunzând literelor latine i, p, s, toate reprezentând abrevierea numelui de familie al domnitorului: Ypsilanti; literele care formează cifra (monograma) sunt pictate roșu, peste vopsea aplicându-se praf de aur; cele două fețe ale drapelului sunt identice, deosebirea fiind aceea că poziția vulturului și a bourului alternează pe una sau alta dintre ele, ca de altfel și cifrurile; păstrat în tul. | Muzeul Militar Național „Regele Ferdinand I”, București | Cimec    |
|      | Stindardul de Comandament al Brigăzii 8 Cavalerie | Datare: Prima jumătate sec.XX Școală: Atelier românesc Material: mătase; fir de aur; lemn; alamă; bronz; aur; argint; email; piele; mușama; brodare; coasere; țesere; ambutisare; aurire; argintare | Compus din pânză (flamură), hampă, acvilă (doar placa cu manșon), cravată, port-stindard, învelitoare (husă). | Muzeul Militar Național „Regele Ferdinand I”, București | Cimec    |
|      | Stindardul de Comandament al Brigăzii 6 Cavalerie | Datare: Prima jumătate sec.XX Școală: Atelier românesc Material: mătase; fir de aur; lemn; oțel; piele; păr de cal; alamă; argint; aur; nichel; mușama; bronz; brodare; țesere; coasere; ambutisare; nichelare; argintare; aurire; turnare | Pânză (flamură), hampă, acvilă, cravată, port-stindard, învelitoare (husă). | Muzeul Militar Național „Regele Ferdinand I”, București | Cimec    |
|      | Semnul Onorific pentru 25 de Ani de Serviciu în Armată al Stindardului de Comandament al Diviziei 21 Infanterie | Datare: 1941-1945 Școală: Atelier românesc Descoperit: București Dimensiuni: L panglică: 1000 mm; l panglică: 35 mm. Material: mătase (rips), alamă, metal brunat | Însemnul este oval, cu diametrul de 35 mm, având deasupra o coroană regală; placa ovală de argint, are la interior numărul XXV, care este înconjurat, pe margini cu o ghirlandă din ramuri de stejar; pe revers cifra regelui Carol I, (numărul și cifra de aur); panglica este din dungi galbene late, alternând cu dungi albastre înguste, lungă de 100 cm și lată de 3,5 cm. | Muzeul Militar Național „Regele Ferdinand I”, București | Cimec    |
|      | Drapelul Batalionului al III-lea de Infanterie din Regimentul de Muschetari al Principatului Moldova Autor: Ghica, Elena | Datare: A doua jumătate sec XIX Școală: Realizat în casele Elenei Ghica din Iași Dimensiuni: L pânzei: 1850; l pânzei: 1250; L hampei: 1850 Material: mătase; pictură; | Pânză de formă dreptunghiulară, din mătase dublă, în culorile albastru și roșu; albastrul formează un patrulater, într-un chenar de aur, cu vârfurile pe laturile dreptunghiului, separând astfel, în cele patru colțuri exterioare, câte un triunghi de culoare roșie; pe albastru este pictat un cap de bour, într-un pavilion domnesc, timbrat de o coroană princiară, totul înconjurat de o ghirlandă din frunze de stejar de aur; în colțuri, pe roșu, era câte o stea de aur, cu șase raze, din care se mai vede doar una; ambele fețe ale pânzei sunt identice; hampa (291 cm. lungime) din lemn, vopsit în culorile roșu și negru, în torsadă; păstrat în tul. | Muzeul Militar Național „Regele Ferdinand I”, București | Cimec    |
|      | Drapelul Batalionului 1 de Vânători | Datare: A doua jumătate sec.XIX Școală: Atelier francez(probabil parizian) Dimensiuni: L: 1150 mm; l: 850 mm Material: Mătase pictată | Pânză de formă dreptunghiulară, din mătase dublă, tricoloră, având culorile dispuse orizontal: de sus în jos - roșu, galben, albastru; în centrul câmpului o acvilă coronată și conturnată stânga, ținând în gheara dreaptă un sceptru de aur și în cea stânga o sabie cu mânerul de aur; pe pieptul acvilei, stema Principatelor Unite: un scut tăiat în două cartiere printr-o linie verticală; în primul cartier, tăiat, la rândul său, de o linie orizontală, partea de sus fiind albastră, iar cealaltă - galbenă - se află stema Munteniei; în al doilea cartier, tăiat și el în două părți, colorate roșu (sus) și albastru (jos) se află stema Moldovei; scutul este timbrat de o coroană princiară; sub acvilă se află o eșarfă roșie cu înscrisul "HONOR ET PATRIA" cu litere de aur; la unul dintre colțurile flotante (stânga) inițiala domnitorului Alexandru Ioan I, "A", de aur, înconjurată de o ghirlandă din frunze de lauri, de aur; păstrat în tul. | Muzeul Militar Național „Regele Ferdinand I”, București | Cimec    |
|      | Tunică | Datare: Model 1850 Școală: Românesc Dimensiuni: L: 82 cm.; LA: 41 cm.; LM: 65 cm; LAM: 13,5 cm. Material: Stofă, fir metalizat, metal, coasere | Tunica este confecționată din stofă fină de lână bleumarin, încheiată în față la un rând de nouă nasturi din metal galben, pe care este figurată cifra "3", numărul regimentului. Manșetele sunt rotunde, bleumarin, paspoalate cu galben, având aplicată deasupra o pafta de manșetă, de formă dreptunghiulară, bleumarin, paspoalată cu galben. Pe pafta sunt fixați doi nasturi metalici de culoare galbenă, având imprimată în interior cifra "3". Gulerul este drept, bleumarin, paspoalat cu galben atât la partea superioară cât și la partea inferioară. Tunica este cambrată și are tăietură în talie, iar din talie în jos are o croială semi-cloș. La spate este prevăzută cu o fantă, care este încadrată de două capace de buzunar confecționate din același material ca și fondul tunicii, acoladate și paspoalate cu galben, pe care sunt cusuți câte trei nasturi metalici de culoare galbenă având in interior imprimată cifra "3", dispuși vertical. Pe fiecare umăr este fixat căte un pagonci (ține-epolet), realizat din galon din fir metalic auriu fixat pe suport din stofă bleumarin. | Muzeul Militar Național „Regele Ferdinand I”, București | Cimec    |
|      | Cordon ține-căciulă | Datare: Model 1895 Școală: Necunoscut Dimensiuni: L: 100 cm; LA: 1 cm. Material: Fir de bumbac, coasere | Se compune dintr-un dublu șnur de bumbac de culoare galbenă, care este prins la un capăt printr-un inel care culisează din același material și culoare ca și șnurul, formând un ochi pentru fixare la tunică, iar la capătul celălalt este aplicat un alt inel, identic cu cel anterior, dar rigid, formând un al doilea ochi. | Muzeul Militar Național „Regele Ferdinand I”, București | Cimec    |
|      | Haină scurtă | Datare: Secolul XVI Descoperit: jud. Ilfov, com. Mânăstirea Comana Dimensiuni: L: 91 cm; LA: 49 cm; LM: 50 cm; LAM: 30 cm. Material: Brocart, coasere | Haina este confecționată din brocart maron-roșcat, țesut cu fir auriu cu motive florale. Are guler mic, tăiat drept, rotunjit în față. Se încheie la un rând de nasturi mici, îmbrăcați în același material. De la talie în jos, haina este evazată. Mâneca este foarte amplă la partea superioară, strâmtându-se treptat până la încheietura mâinii, unde este încheiată cu găici și nasturi. Tunica este mai scurtă în față. | Muzeul Militar Național „Regele Ferdinand I”, București | Cimec    |
|      | Chipiu | Datare: Model 1895 Școală: Necunoscut Dimensiuni: DL: 18 cm.; DLA: 16,5 cm.; I: 11 cm. Material: Doc; carton ; coasere; imprimare | Chipiu este confecționat în întregime din pânză fină, de culoare albă. Are calota rotundă și puțin teșită la spate. Cozorocul este pătrat, lăcuit negru și ușor rotunjit la colțuri, fiind îmbrăcat în carton. Pe spate cozorocul este lăcuit negru. Deasupra cozorocului este aplicată subbărbia falsă, fixată în laturi prin câte o gaică, ambele din pânză de culoare albă. În interior, chipiul este dublat la partea inferioară cu o bandă lată din piele de culoare bej, sub care se află căptușeala din mătase de culoare crem. Chipiul are în interior, pe calotă, marca autorului, cu litere de culoare galbenă, care încadrează stema Regatului României. "V. GEORGESCU./ FURNISORUL CURȚII REGALE"./ SUCCESORUL LUI HACU/ 82 Calea Victoriei 82/ BUCURESCI". | Muzeul Militar Național „Regele Ferdinand I”, București | Cimec    |
|      | Mantie de ceremonie | Datare: Sec. XVI Școală: Necunoscut Descoperit: jud. Ilfov, com. Mânăstirea Comana Dimensiuni: L: 135 cm; LA: 56 cm; LM: 113 cm; LAM: 24 cm. Material: Brocart, satin, găitan, coasere | Haină confecționată din brocart galben-maron-verde, țesut cu fir auriu. Are guler mic, tăiat drept. Este largă, iar de la talie în jos are câte doi clini pe fiecare latură. Se încheie în față cu patru găitane, ornate la capete cu câte un ciucure și șnur pentru închidere. Din cei opt ciucuri, doi lipsesc (pe partea stângă). Pe părțile din față, de la guler spre poale, pe marginea clinilor și la manșete, are aplicat câte un găitan. Are mânecile extrem de lungi. Mâneca stângă este în întregime reconstituită. | Muzeul Militar Național „Regele Ferdinand I”, București | Cimec    |
|      | Tunică | Datare: Model 1873 Școală: Românesc Dimensiuni: L: 85 cm.; l: 45 cm.; LM: 64.; LAM: 13 cm. Material: Stofă de lână, fir metalic, mătase, metal, coasere | Tunică confecționată din stofă de lână de culoare civit - bleumarin, încheiată în față la un rând de șapte nasturi mari din metal galben și paspoalată roșu. Are guler drept, din stofă roșie, pe care e aplicată o broderie reprezentând trei rânduri de frunze de stejar, confecționate din galon de fir metalic de culoare galbenă. Are manșeta în colț, realizată din stofă roșie, pe care este aplicată o broderie reprezentând trei rânduri de frunze de stejar. Pe fiecare umăr este aplicat câte un pagonci (ține-epolet) confecționat din fir de mătase (galon) de culoare galbenă și mărginit cu roșu. La spate are o fantă încadrată de două capace de buzunar acoladate și paspoalate cu roșu, prevăzute cu o broderie metalică reprezentând frunze de stejar. Șase dintre cei șapte nasturi utilizați la fixarea tunicii sunt dublați în interiorul hainei de o rozetă metalică, care are ștanțat pe laturi denumirea fabricantului și orașul de proveniență "VALENTIN JEAN, BUCAREST". | Muzeul Militar Național „Regele Ferdinand I”, București | Cimec    |
|      | Surtuc | Datare: Model 1852 Școală: Românesc Dimensiuni: L: 82 cm.; LA: 38 cm.; LM: 61 cm.; LAM: 12 cm. Material: Stofă de lână, metal, fir metalic | Tunica este confecționată din stofă de lână de culoare bleumarin, încheiată la două rânduri a câte șase nasturi mari, din metal galben, pe care este figurată emblema artileriei (două țevi de tun încrucișate, cu o grenadă deasupra). Tunica este cambrată, are tăietură în talie, în jos continuând în semi-cloș. Gulerul este drept, înalt, din stofă neagră, paspoalat cu roșu atât la partea superioară, cât și la partea inferioară. Mâneca are manșeta rotundă, răsfrântă, de culoare fondului tunicii, paspoalată cu roșu. Are epoleți tip colac, formați din corp și colac, care sunt confecționați din metal galben. Colacul este de formă ovală și este înconjurat în părțile laterale de șnur răsucit, confecționat din fir metalizat galben, iar în mijloc de o torsadă, confecționată tot din fir metalizat de culoare galbenă. Ambii epoleți sunt fixați pe suport de stofă de culoare roșie. Epoletul drept are aplicat pe colac o steluță mică din metal argintiu. Pe umărul stâng epoletul are pagonci (ține-epolet) din fir metalizat de culoare argintie, paspoalat cu roșu. În talie, pe ambele laturi, este aplicat câte un capac fals de buzunar de formă dreptunghiulară, dispus orizontal; la spate are o fantă încadrată de două capace de buzunar, dispuse vertical și paspoalate cu roșu, ornate cu câte doi nasturi de uniformă. | Muzeul Militar Național „Regele Ferdinand I”, București | Cimec    |
|      | Tunică | Datare: Model 1873 Școală: Românesc Dimensiuni: L: 65,5 cm; LA: 44 cm.; LM: 55 cm.; LAM: 13 cm. Material: Stofă de lână, fir de bumbac, metal, satin, coasere. | Tunica este confecționată din stofă de lână civit (bleumarin închis), încheiată la un rând de cinci căluși (nasturi) metalici, de culoare galbenă și ornată în față cu cinci brandenburguri din fir de bumbac (găitan) de culoare neagră, dispuse orizontal, decorate pe fiecare latură cu câte un inel metalic de culoare galbenă și fixate la fiecare extremitate printr-o rozetă metalică de culoare galbenă; din fiecare rozetă coboară câte două ochiuri din găitan negru. Are guler drept, acoperit pe toată suprafața de fir de mătase (galon) auriu, de ofițer superior, mărginit de găitan negru atât la partea superioară, cât și la partea inferioară. La spatele gulerului, central, găitanul de la partea inferioară formează o floare de trifoi, care urcă pe toată suprafața gulerului. Tunica este mărginită pe laturile din față și la poale cu găitan negru. La fiecare mânecă este aplicat câte un galon lat din mătase aurie, surmontat de găitan negru și câte două trese de grad confecționate din fir de mătase galbenă, toate dispuse în colț. Pe umeri are epoleți-treflă de ofițer superior, realizați din tresă dublă din mătase aurie, fixați înspre guler cu o rozetă mică. La partea dinspre mânecă epoleții formează o floare de trifoi. Pe spate sunt aplicate două găitane negre de bumbac, dispuse oblic, terminate la capătul superior printr-o floare de trifoi, iar la capătul dinspre talie fixate printr-o rozetă metalică. De sub cusătura de la talie, de o parte și de alta a fantei tunicii, se ramnifică pe poale, la spate, trei rânduri de găitane din bumbac de culoare neagră, fiecare având câte o rozetă metalică și câte o floare la extremitate. | Muzeul Militar Național „Regele Ferdinand I”, București | Cimec    |
|      | Tunică | Datare: Model 1868 Școală: Românesc Dimensiuni: L: 76 cm.; LA: 44 cm.; LM: 63 cm.; LAM: 15,5 cm. Material: Stofă, fir de mătase, galon de mătase, metal, coasere | Tunica este confecționată din stofă culoarea civit (bleumarin închis), paspoalată cu roșu, încheiată la un rând de șapte nasturi din metal galben. Are tăietură în talie. Guler drept, de culoarea fondului, paspoalat cu roșu. Manșete în colț, de culoarea fondului, paspoalate cu roșu, are la partea superioară un galon lat din fir de mătase auriu, iar deasupra două trese subțiri de grad, în unghi ascuțit, confecționate din fir argintiu de mătase și inspicat cu fir galben de mătase. La spate tunica are o fantă încadrată de două capace de buzunar, acoladate și paspoalate cu roșu, are câte trei nasturi pe fiecare capac (unul din nasturi lipsește). Pe umeri sunt epoleți treflă din fir argintiu de mătase și înspicat cu fir galben de mătase, fixați la partea dinspre guler printr-un bumb metalic de culoare galbenă. | Muzeul Militar Național „Regele Ferdinand I”, București | Cimec    |
|      | Tunică | Datare: Model 1869 Școală: Românesc Dimensiuni: L: 54 cm.; LA: 35 cm.; LM: 52 cm.; LAM: 11,5 cm. Material: Stofă de lână, bumbac, metal, coasere. | Tunică confecționată din stofă civit (bleumarin), încheiată la un rând. Pe piept are aplicate cinci rânduri de brandenburguri realizate din fir de bumbac (găitan) galben, dispuse orizontal, decorate pe fiecare latură cu câte un inel metalic de culoare galbenă, fixate la fiecare extremitate prin câte o rozetă mare, din metal galben; din fiecare rozetă coboară câte două ochiuri din același găitan de culoare galbenă. Tunica este mărginită pe laturile din față și la poale tot cu găitan de culoare galbenă. Gulerul este mic și drept, de culoarea fondului tunicii, mărginit atât la partea superioară, cât și la partea inferioară de găitan din bumbac de culoare galbenă. La spatele gulerului, găitanul de la partea inferioară formează o floare de trifoi, care urcă pe toată suprafața gulerului. Manșetele sunt de culoarea fondului tunicii, având aplicat câte un găitan din bumbac de culoare galbenă, dispus în colț. La manșete este aplicat un găitan galben, în formă de colț, peste care este aplicat altul, din același material. La umăr are epoleți-treflă realizați din găitan galben, fixați printr-o rozetă mică la capătul dinspre guler. Gulerul, manșetele și poalele tunicii sunt mărginite de găitan galben. Pe spate sunt aplicate două rânduri de găitan galben, dispuse longitudinal, de-a lungul spatelui, formând o floare cu trei petale la partea superioară, capătul opus fiind fixat cu o rozetă în talie. Din aceasta coboară pe poale trei găitane mici, din mătase galbenă, ornate cu o floare mică și o rozetă la capătul inferior. | Muzeul Militar Național „Regele Ferdinand I”, București | Cimec    |
|      | Cască | Datare: 1935 Școală: Necunoscut Descoperit: jud. București, Teatrul Național Material: piele, metal | Cască cu calotă rotunjită, din tablă de oțel, acoperită cu vopsea (antireflexie) kaki. La interior are o coafă din piele natur și sub bărbie prevăzută cu catarame metalice. De asemenea, tot la interior, este scris "LUDWIKOW, P, 37", iar pe partea posterioară este fixată emblema regelui Carol al II-lea, din metal alb. Casca a aparținut regelui Carol al II-lea al României, în calitatea sa de comandant onorific al Regimentului 57 infanterie polonez. | Muzeul Militar Național „Regele Ferdinand I”, București | Cimec    |
|      | Pantaloni de cizmă pentru uniforma de colonel Autor: Teodoru, D. | Datare: 15.05.1931 Școală: Atelier D. Teodoru, CALEA VICTORIEI, BUCUREȘTI, Dl. M.S. Regele Carol II, Telef. 357/46 Descoperit: București, Teatrul Național Dimensiuni: L: 103 cm; LA: 50 cm. Material: stofa, metal,pânză | Pantaloni confecționați din stofă gri, croiți mai largi pe șolduri și mai strânși pe gambe. Sunt prevăzuți cu două buzunare laterale, verticale, un buzunar la spate, pe partea dreaptă, dispus orizontal și un buzunar mic pentru ceas, în față. La partea inferioară pantalonii se prind în câte trei nasturi (lipsă). Căptușeala, în talie, la betelie este din pânză de culoare albă cu dungi verticale maronii. Pantalonii mai au la partea din spate o bentiță de ajustare în talie din același material ca și căptușeala, prevazută cu cataramă din metal. Au aparținut regelui Carol al II-lea al României. Pe betelia interioară care încheie pantalonul dinainte se află o etichetă: D.TEODORU, CALEA VICTORIEI, BUCURESTI, Dl. M. S. Regele Carol II, Data: 15 V 1931, Telef. 357/46. | Muzeul Militar Național „Regele Ferdinand I”, București | Cimec    |
|      | Tunică de colonel, Iugoslavia (a aparținut regelui Carol al II-lea al României) | Datare: Perioada interbelică Școală: Necunoscut Descoperit: București, Teatrul Național Dimensiuni: L: 75 cm; LA: 45 cm Material: postav, metal, fir auriu,catifea | Tunica este confecționată din postav negru, încheiată la un rând de șapte nasturi (lipsă), cu manșete drepte, paspoalate cu vișiniu și guler drept din catifea vișinie. Este prevăzută cu patru buzunare îngropate, dispuse două la piept și două la partea inferioară, toate cu clape acoladate. Are epoleți aplicați, din postav de culoare vișinie, pe care sunt fixate galoane aurii. Epoleții sunt prinși la extremități cu câte un nasture din metal galben. Pe epoleți sunt aplicate câte trei stele, ușor bombate, în patru colțuri, din metal alb, precum și cifrul lui regelui Alexandru I al Iugoslaviei, din metal alb, surmontat de o coroană. Pe cifru este aplicat numărul 54. A aparținut regelui Carol al II-lea al României în calitatea sa de comandant onorific al Regimentului 54 infanterie iugoslav. | Muzeul Militar Național „Regele Ferdinand I”, București | Cimec    |
|      | Tunică de colonel, Regimentul 6 infanterie K.u.K. a aparținut regelui Carol I al României Autor: Walentin Jean Succr, furnizorul Majestăților Lor Regele României și Serbiei și al Principelui Ferdinand al României                               | Datare: Sfârsitul sec. al XIX-lea Școală: Atelier Walentin Jean Succr, București Descoperit: București, Teatrul Național Dimensiuni: L: 74 cm; LA: 43 cm Material: stofă, galon, metal | Tunică confecționată din postav bleumarin-închis, încheiată la un rând de șase nasturi din metal alb (oxidat). Este paspoalată cu culoarea distinctivă a regimentului-roz. Gulerul este drept, din stofă roz, acoperit, la partea inferioară și în față de un galon lat argintiu. Manșetele sunt în colț, din postav roz, având la partea superioară un galon lat din fir argintiu și un ornament specific regimentelor ungurești din armata austro-ungară. Pe umeri este aplicat un șnur din ață neagră fixat cu un mic nasture negru. La partea din spate tunica are două capace de buzunare acoladate, paspoalate cu roz, fixate cu câte trei nasturi de uniformă, din metal alb, oxidați. Căptușeala este din mătase de culoare crem, matlasată, ușor deteriorată. Mai este prevazută la interior cu o etichetă: WALENTIN JEAN SUCCR, FURNISORUL MAJESTATEI LOR REGELE ROMÂNIEI și SERBIEI și al PRINCIPELUI FERDINAND AL ROMÂNIEI, BUCURESCI. Tunica a aparținut regelui Carol I al României în calitatea sa de "Colonel proprietar al Regimentului de infanterie K.u K. Nr. 6" din Austro-Ungaria. | Muzeul Militar Național „Regele Ferdinand I”, București | Cimec    |
|      | Șapcă de colonel de infanterie ce a aparținut regelui Carol al II-lea al României | Datare: 1935 Școală: Necunoscut Descoperit: București, Teatrul Național Material: stofa, piele, metal | Șapcă cu calotă de formă patrată, este confecționată din stofă de culoare kaki, ornată cu găitan argintiu dispus în cruce. Banda este albastră, având la partea superioară două găitane circulare, orizontale, argintii. Pe bandă, în partea din față, sunt brodate trei stele argintii cu cinci colțuri, având deasupra fixat vulturul polonez, confecționat din metal alb. Șapca are sub-bărbie lată din piele neagră lăcuită, prevăzută cu o cataramă metalică și având la extremități doi nasturi mici, din metal, cu vulturul polonez în relief. Cozorocul este din piele neagră lăcuită, cu marginea din metal alb. Captușeala este din mătase galbenă, iar apăratoarea de meșină este de culoare crem și are scris pe ea "Derniere Mode". Șapca a aparținut regelui Carol al II-lea, în calitate de comandant onorific al Regimentului 57 infanterie polonez. | Muzeul Militar Național „Regele Ferdinand I”, București | Cimec    |
|      | Samar-port mitralieră | Datare: Prima jumătate sec.XX Școală: Atelier Skoda Material: piele; lemn; fier; doc | Este format din două părți identice; un schelet din lemn, îmbrăcat în piele maron și căptușit cu pânză albă; la exterior, tălpici metalice și patru curele din piele, maron, cu catarame metalice; pe margini două bare din fier, prevăzute cu agățători din același material; chinga este din doc și piele, prevăzută cu agățători metalice. | Muzeul Militar Național „Regele Ferdinand I”, București | Cimec    |
|      | Șa | Datare: A doua jumătate a sec.XV Școală: Atelier moldovenesc | | Muzeul Militar Național „Regele Ferdinand I”, București | Cimec    |
|      | Șambracă | Datare: Începutul sec.XX Școală: Atelier românesc Dimensiuni: L: 95 cm; l: 62 cm Material: postav; piele; metal; fir metalic | Este confecționată din postav negru, paspoalat cu roșu, având la margine un chenar alcătuit din trese din fir (pentru ofițeri) și în mijloc un galon lat (pentru generali); în dreptul scărilor de șa sunt cusute două bucăți din piele de culoare neagră; la interior este căptușită cu postav de culoare bleumarin; anexe: teltie din dimie de culoare galbenă de forma șambracei, dar cu dimensiuni mai mici; două învelitori pentru coburi executate la exterior la fel ca șambraca, cu căptușeală roșie, legate între ele, pentru fixarea la șa, cu o bucată din piele neagră cu un bumb metalic. | Muzeul Militar Național „Regele Ferdinand I”, București | Cimec    |
|      | Spadă spaniolă Autor: Ruiz, Francisco | Datare: Sfârșitul sec. al XVI-lea - începutul secolului al XVII-lea Școală: Atelier spaniol Dimensiuni: Lungime totală: 1085 mm; Lungime lamă: 920 mm; Lățime (la gardă): 175 mm; Greutate -1,080 kg Material: Oțel | Lama spadei este dreaptă, subțire, cu șanț median pe primul sfert și care se continuă cu nervură mediană până la vârf. Garda este de tipul "cu brațe multiple", articulate în jurul a două brațe principale, dispuse în cruce. Brațul superior este curbat spre lamă, mai îngroșat la capăt, în formă de pară, cu 6 fațete. Brațul inferior, curbat spre mâner, se transformă în arc de împreunare, direcționat spre capul mânerului, terminându-se în formă de delfin. Montura este completată de două inele amplasate în lungul lamei, de-o parte și de alta a "ricasso"-ului. Capul mânerului este cizelat în formă de cilindru cu bazele bombate. Mânerul este matisat cu șnur din sârmă de oțel. | Muzeul Militar Național „Regele Ferdinand I”, București | Cimec    |
|      | Pumnal | Datare: A doua jumătate a secolului al XVI-lea Școală: Atelier italian Dimensiuni: Lungime totală: 405mm; Lungime lamă: 275 mm; Lungime mâner: 130 mm; Lătime (la gardă): 130 mm; Greutate: 0,560 kg Material: Oțel, piele | Lama este dreaptă, mai lată în zona talonului, apoi se îngustează, până în porțiunea unde începe să se formeze vârful. Vârful, mai lat decât lama, este prelung, cu două muchii, ascuțite, tăioase. Pe talon sunt montate, pe câte un ax, de-o parte și de alta a lamei, câte o tijă, care, prin manevrarea unui mecanism, pot fi desfăcute, asemenea unor foarfeci. Garda este compusă din două brațe, dispuse în cruce, curbate puternic spre lamă, cu capetele îngroșate și ascuțite. În dreptul talonului, garda este prevăzută cu un inel metalic, pentru index. Mânerul este învelit cu piele, peste care este rulat un șnur din sârmă răsucită. Capul mânerului este sferic, cu un mic buton în partea superioară. | Muzeul Militar Național „Regele Ferdinand I”, București | Cimec    |
|      | Pumnal-spadă Autor: Plattner Kunz, Lochner | Datare: A doua jumătate a secolului al XVI-lea Școală: Atelier german Dimensiuni: Lungime totală: 678 mm; Lungime lamă: 534 mm; Lungime mâner: 144 mm, Lățime (la garda ): 110 mm; Greutate: 1,060 kg. Material: Oțel, lemn, piele | Lamă lată, cu două tăișuri și vârful rotunjit. Garda este alcătuită din două tije cizelate în formă de torsadă, cu capetele curbate puternic, figurând un "S" dispus perpendicular pe talon. Montura este prevăzută cu arc de împreunare, din care a rămas doar un fragment. Mânerul este acoperit cu piele neagră, strânsă cu un șnur din sârmă, dispus în torsadă. Capul mânerului are formă semisferică, aplatizată, cu striații longitudinale. Pe latura dreaptă a lamei sunt incizate: marca armurierului Plattner Kunz Lochner din perioada 1475-1525, un scut crenelat pe care este figurat, în jumătatea din stânga, un patruped cabrat, precum și vechiul număr de inventar al piesei, "17857". Pe capul mânerului este poansonat un alt număr, "025". | Muzeul Militar Național „Regele Ferdinand I”, București | Cimec    |
|      | Pumnal | Datare: Prima jumătate a secolului al XVI-lea Școală: Atelier occidental Material: Oțel, | Lama pumnalului este dreaptă, cu vârf ascuțit, prevăzut cu tăiș pe ambele părți. Restul lamei are o muchie zimțată mărunt, iar cealaltă crenelată foarte pronunțat. Talonul lamei este lung și fără tăiș. Garda are două brațe drepte, dispuse în cruce, cizelate în formă de torsadă foarte largă și terminate cu câte un bumb, cu diametrul egal cu cel al brațului de gardă. (Brațul superior este rupt de la jumătate). Apărătoarea mâinii este o cochilie din oțel, triunghiulară, cu baza fixată pe brațele gărzii, iar vârful prins sub capătul mânerului. Cochililia este ornamentată prin decupaje geometrice, de mari dimensiuni (în zona centrală a cochiliei lipsește o parte a decupajului). Mânerul este matisat cu șnur de sârmă oțelită. Capul mânerului este masiv, cizelat din oțel în forma unui con, suprapus peste un disc. | Muzeul Militar Național „Regele Ferdinand I”, București | Cimec    |
|      | Rapieră germană Autor: Munsten, Peter | Datare: Sfârșitul secolului al XVI-lea Școală: Atelier german Dimensiuni: Lungime totală: 1213 mm; Lungime lama: 1003 mm; Greutate: 1,280 kg. Material: Oțel, metal galben | Lama rapierei este dreaptă, îngustă, cu două tăișuri, având pe fețe câte un șanț de scurgere median. Garda are două brațe din foaie de oțel, cu capetele curbate în formă de "S", cel superior spre lamă, iar cel inferior spre mâner. Apărătoarea mâinii este din oțel, are o formă semisferică, cu marginile recurbate și cizelate în formă de torsadă. Suprafața sa este ornamentată prin cizelare cu motive geometrice. În interiorul cochiliei sunt amplasate, de-o parte și de alta a "ricasso"-ului, două inele, pentru protecția indexului și a degetului mijlociu. Din dreptul talonului, din brațele gărzii pleacă un arc de împreunare care se oprește în fața capului mânerului. Mânerul este scurt și matisat cu șnur din sârmă oțelită, intercalat cu șnur din sârmă din metal galben. Capul mânerului are formă de bulb, cu caneluri verticale. Pe talon, inscripția "SOLINGEN" și o urmă din marcajul lui Peter Munsten, burgmaster în Solingen, 1597. | Muzeul Militar Național „Regele Ferdinand I”, București | Cimec    |
|      | Spadă occidentală Autor: Missaglia, Antonio | Datare: Sfârșitutul secolului al XV-lea Școală: Atelier italian Dimensiuni: Lungime totală: 1190 mm; Lungime lamă: 966 mm; Lungime mâner: 215 mm; Lățime (la gardă): 265 mm; Greutate: 1,600 kg. Material: Oțel, lemn | Spada are o lamă puternică, dreaptă, lungă, cu două tăișuri, fără nervură centrală și șanț de scurgere. Lama, mai lată spre talon, se îngustează spre vârf. Talonul lamei are o porțiune de circa 5 centimetri, mai îngustă, fără tăiș, formând așa numitul "ricasso". Pe partea dreaptă a lamei este gravată o marcă, o cruce într-un scut, marca casei Antonio Missaglia din Milano. Garda are două brațe drepte, lungi, dispuse în cruce, cu capetele cizelate în două sfere inegale, suprapuse. Montura mai cuprinde un inel orizontal, plasat pe brațele gărzii, în partea dreaptă și, în stânga, o contragardă oblică ce pleacă din brațul de gardă inferior, coboară spre capătul "ricasso-ului" unde formează un inel. Mânerul este lung, mai bombat în zona sa centrală, și matisat cu sârmă răsucită. Capul mânerului este cizelat in formă de cilindru, peste care este aplicat un buton aplatizat. | Muzeul Militar Național „Regele Ferdinand I”, București | Cimec    |
|      | Spadă germană Autor: Wundes, Johannes | Datare: Sfârșitul secolului al XVI-lea, începutul secolului al XVII-lea Școală: German Dimensiuni: Lungime totală: 1121 mm; Lungime lamă: 897 mm; Greutate: 1,480 kg. Material: 0țel, piele | Lamă dreaptă, cu două tăișuri, mai lată la talon, cu câte trei șanțuri de scurgere pe fiecare față. Gardă cu două brațe drepte, dispuse în cruce. Montura este completată de două inele, dispuse în lungul lamei, de-o parte și de alta a "ricasso-ului". În partea exterioară este amplasată contragarda și două inele din care pleacă un braț care se unește cu arcul de împreunare. Partea interioară este protejată de patru brațe suplimentare, care se unesc cu arcul de împreunare. Arcul de împreunare pleacă din dreptul talonului și se oprește lângă capul mânerului. Mânerul este cizelat în formă de torsadă și acoperit cu șnur din sârmă. Capul mânerului are forma unui cilindru cu bazele bombate. Întreaga montură este ornamentată prin cizelare și gravare cu motive geometrice. Pe lamă sunt incizate 9 semne liniare, o cruce repetată stilizată și marca atelierului Johannes Wundes din Solingen din peroada 1560-1610 - un cap încoronat. | Muzeul Militar Național „Regele Ferdinand I”, București | Cimec    |
|      | Spadă occidentală | Datare: Secolul al XV-lea Școală: Occidental Descoperit: Viena, Austria/Europa Centrală Dimensiuni: Lungime totală: 1070 mm; Lungime lamă: 865 mm; Lungime mâner: 205 mm; Lățimea (la gardă): 245 mm; Greutate: 1,727kg Material: Oțel, lemn, piele | Lama dreaptă, lungă, cu șanțuri de scurgere mediane pe ambele fețe. Lama are două tăișuri și vârful bine conturat. Garda este simplă, cu două brațe dispuse în cruce, ușor curbate spre lamă. În fața gărzii, pe talon, lama are un orificiu circular, pentru index. Mânerul, mai gros în zona sa centrală, are plăsele din lemn, îmbrăcate în piele. Capul mânerului este cizelat în formă de disc aplatizat. Pe capul mânerului sunt incizate: inițialele instituției, "M.M.N", vechiul număr de inventar "250" și "44". | Muzeul Militar Național „Regele Ferdinand I”, București | Cimec    |
|      | Spadă occidentală | Datare: Sfârșitul secolului al XIV-lea Școală: Atelier occidental Dimensiuni: Lungime totală: 1055 mm; Lungime lamă: 893mm , Lungime mâner: 162mm, Lățime (la gardă): 212mm; Greutate: 1,74 kg Material: oțel, piele, lemn | Lamă dreaptă, cu două tăișuri, mai lată în zona talonului și care se îngustează spre vârf. Ambele fețe ale lamei sunt prevăzute cu șanțuri de scurgere mediane, bine profilate. Garda este simplă, cu două brațe drepte, dispuse în cruce. Mânerul, din fier forjat, acoperit cu plăsele din lemn, învelite în piele, se termină cu un cap masiv, în formă de bulb. Pe fața dreaptă a lamei, în șanțul de scurgere este incizată o marcă, reprezentată de o cruce înscrisă într-un cerc, surmontată de o cruce. Pe garda mânerului este poansonat numărul vechi de inventar al piesei "36363". | Muzeul Militar Național „Regele Ferdinand I”, București | Cimec    |
|      | Pumnal | Datare: Sfârșitul secolului al XVI-lea, începutul secolului al XVII-lea Dimensiuni: Lungime totală: 557 mm; Lungime lamă: 445 mm; Lungime mâner: 105 mm; Lățime (gardă): 325 mm; Greutate: 0,54 kg. Material: Oțel forjat, cizelat și filigranat | Lama din oțel, mai lată la talon, se îngustează spre vârf, având în linii mari forma unui triunghi isoscel cu cele două laturi egale foarte lungi. Lama are o muchie ascuțită pe toată lungimea ei, iar cealaltă ascuțită doar în a doua jumătate. Restul acestei muchii este ornamentat prin incizii care creează pe zona în cauză alternanțe de porțiuni bombate și drepte. Talonul este lipsit de tăiș, cu câte o adâncitură ovală pe ambele fețe, iar în partea dinspre lamă cu două perforații circulare. Garda are două brațe lungi, drepte, dispuse în cruce. Ele sunt cizelate în formă de torsadă și terminate cu câte o sferă de mici dimensiuni, aplatizată. Montura este completată de o cochilie triunghiulară hemisferică ce se sprijină cu baza pe brațele gărzii și are vârful fixat în capul mânerului. Cochilia este cizelată cu o deosebită finețe și ornamentată pe întreaga suprafață cu motive florale, prin filigranare, iar marginile sale sunt întărite printr-o recurbare a materialului, în formă de tiv. Mânerul este scurt și îmbrăcat cu spire din șnur din sârmă răsucită. Capul mânerului este din oțel și cizelat în formă de rozetă, ornamentat prin incizii longitudinale, terminat cu un buton sferic. | Muzeul Militar Național „Regele Ferdinand I”, București | Cimec    |
|      | Sublocotenent Eleutherescu din Regimentul 1 Linie Autor: Baer, M.B. | Datare: 1 aprilie 1865 Școală: Atelier bucureștean;M.B.Baer, PASSAGE ROUMAIN Descoperit: Craiova Dimensiuni: L: 10 cm; LA: 6,2 cm; GR: 0,01 cm. Material: hârtie fotografică lipită pe carton litografiat; fotografiere; sepia; lipire; imprimare | Fotografie sepia realizată în studio, reprezentând pe sublocotenentul Eleutherescu în uniforma Regimentului 1 Linie - mare ținută, cu znac din metal argintiu (era la comanda trupei) la gât. Cotul mâinii drepte îl sprijină de un piedestal și în mână ține chipiul. Cu mâna stângă ține teaca sabiei imediat sub gardă. Hârtia fotografică acoperă (pe fața cartonului pe care este lipită) numele atelierului fotografic și al autorului. Pe spatele cartonului este imprimată marca atelierului pe patru rânduri: "ATELIER PHOTOGRAPHIQUE/ M.B.BAER/ PASSAGE ROUMAIN/ BUKAREST". | Muzeul Militar Național „Regele Ferdinand I”, București | Cimec    |
|      | Maiorul Constantin Barozi Autor: Duschek , Franz | Datare: Circa 1865 Școală: Atelier Franz Duschek; strada noua, Bucuresci Descoperit: București Dimensiuni: L: 10,5 cm; LA: 6,1 cm; GR: 0,01 cm. Material: hârtie fotografică lipită pe carton, fotografiere, sepia, litografiere, imprimare, lipire | Fotografie sepia, tip "carte de visite" realizată în studio, reprezentând pe maiorul Constantin Barozi, comandantul Regimentului de Artilerie, stând în picioare, în uniformă de mare ținută. Mâna dreaptă se sprijină de o măsuță, pe care se află chipiul său. Mâna stângă se sprijină de mânerul și garda sabiei. Pe față, sub imagine, se află imprimat cu culoare roșu vermillon, în stânga "DUSCHEK" iar în dreapta "BUKAREST". Fotografia este lipită pe un carton crem, având pe verso imprimată marca atelierului fotografic și următorul text roșu vermillon, dispus pe șase rânduri "FRANZ DUSCHEK/ PHOTOGRAFULU CURTEI/ J.Selle Domnitorului/ C A R O L I./strada noua/ BUCURESCI/." Jos se află aplicată o ștampilă ovală cu cerneală albastră (estompată) cu textul "MUZEUL MILITAR NAȚIONAL - BIBLIOTECA - Nr. 17.552". | Muzeul Militar Național „Regele Ferdinand I”, București | Cimec    |
|      | Locotenent de infanterie Autor: Szathmary, Carol Popp de | Datare: Circa 1872 Școală: Bucureștean;FOTOGRAFIA ROMANA Descoperit: București Dimensiuni: L: 10,5 cm; LA: 6,1 cm; GR: 0,1cm Material: hârtie fotografică și carton litografiat; fotografiere; sepia; imprimare; lipire | Fotografie sepia reprezentând un ofițer de infanterie cu burnuz (mantie), care nu era regulamentară, dar se purta. Imaginea surprinde ofițerul stând în picioare sprijinindu-se cu mâna stângă de garda sabiei, iar mâna dreaptă este așezată pe două cărți pe care se află chipiul. Fotografia este realizată în studio și este lipită pe un carton litografiat. Litografia de pe verso are în mijloc textul "C.SZATHMARI/PICTOR SI FOTOGRAFU/ ÎNALTIMEI SEALLE/ CAROL I./DOMNITORUL / ROMANILOR". Sub litografie, jos, apare centrat "BUCURESCI/FOTOGRAFIA ROMANA/Calea Mogosoe, Colțu Bulevardului". | Muzeul Militar Național „Regele Ferdinand I”, București | Cimec    |
|      | CAPITANUL DE ARTILERIE HERKT HENRICH Autor: Panaitano | Datare: 1858 Școală: Atelier ieșean Dimensiuni: L: 27 cm; LA: 19,8 cm. Material: hârtie fotografică lipită pe carton ; tuș negru; calotipie-fotografiere; lipire, scriere | Calotipie cu colțuri rotunjite, liptă pe un carton, realizată în studio, reprezentându-l pe H. Herkt în uniformă de căpitan de artilerie (uniforma de ofițer inferior a fost introdusă de caimacamul N. Vogoride în dotarea armatei moldovene; atunci au fost modificate uniformele de artilerie și cavalerie după model francez, fiind abandonat modelul rusesc; aceste tipologii vor fi preluate de Al.I. Cuza). Personajul este surprins lângă o masă de care sprijină mâna dreaptă și în care, de altfel, ține mănușile, atingând chipiul cu mâneca. Mâna stângă se sprijină de garda sabiei, de model austriac, adoptat în 1857, care a înlocuit "șașka", sabia de tip căzăcesc. Pe cartonul de suport, sub calotipie, apare inscripția cu tuș negru: "No 1715/ Căpitan de artilerie HERKT .H./ Iași 1858". Este una din cele mai vechi imagini care prezintă un ofițer al armatei române. | Muzeul Militar Național „Regele Ferdinand I”, București | Cimec    |
|      | Generalul de brigadă Ioan Emanoil Florescu Autor: Szathmary, Carol Popp de | Datare: 1861-1864 Școală: Atelier bucureștean; Chanu Verde Descoperit: București Dimensiuni: L: 10,3 cm; LA: 6,6 cm; GR: 0,01 cm Material: hârtie fotografică, carton litografiat, fotografiere sepia, imprimare și lipire | Fotografie reprezentând pe Ioan Emanoil Florescu în uniformă de general de brigadă, mare ținută. Fotografia este realizată în studio, stând în picioare, cu mâna stângă îndoită și sprijinită de garda sabiei. Mâna dreaptă este pe lângă corp și ține bicornul. Fotografia este bordată cu o dungă roșu vermillon lată de 1 mm și lipită pe un carton litografiat. Pe față este menționat: "C. P.Szathmari", iar pe verso compoziția distincțiilor surmontate de stema Principatelor române cu următorul text: "CHARLES SZATHMARI/Peintre et Photographe de la Cour/ DE S.A. LE PRINCE REGNANT/ des Principautees-unies- Roumaines/ Bucarest/Chanu Verde". | Muzeul Militar Național „Regele Ferdinand I”, București | Cimec    |
|      | Tocul cu care a fost semnat actul unirii principatelor | Datare: A doua jumătate a sec. XIX Dimensiuni: L: 15,5 cm, D: 0,6 cm Material: argint, os, lipire | Toc din os de formă cilindrică, cu suport de fixare pentru peniță din argint, de formă hexagonală, cu ornamente florale incizate. În interior există o lamelă tot din argint având rol de prindere a peniței. | Muzeul Militar Național „Regele Ferdinand I”, București | Cimec    |
|      | Cupă a recordmanei Smaranda Brăescu | Datare: Prima jumătate a secolului XX Dimensiuni: Î: 75 cm., A: 55 cm., LA: 25 cm., DM: 25 cm., DG: 15 cm., DB: 19 cm., DT: 35 cm., G: 3000 g. Material: alamă, alămire, patinare, bronzare, turnare | Cupă în formă de amforă cu brațe simetrice în formă de "S", cu picior zvelt, având aplicată în față o ramură de trandafiri din metal auriu. Partea inferioară este bronzată, iar cea superioară alămită. Pe mijloc are un brâu cu ornamente florale în relief și inscripții cu litere de mână latine incizate. | Muzeul Militar Național „Regele Ferdinand I”, București | Cimec    |
|      | Costum de astronaut | Datare: A doua jumătate a secolului XX Dimensiuni: L: 170 cm., LA: 61cm., LM: 50 cm., LAM: 12 cm. Material: pânză, metal, mătase, plastic, cusut, croit | Costum din pânză impermeabilă albă, cu dungi albastre subțiri la mâneci, umeri, genunchi. Compus din cască semisferică din plastic fumuriu, caschetă subțire din țesătură cu ochiuri conturând căștile receptoare și laringofoane, mănuși și încălțări, toate fixindu-se etanș gen combinezon. Pe piept are trei dispozitive metalice albastre pentru racorduri, o centură din pânză albastră pe mijloc, longitudinală, cu catarame metalice galbene pentru fixare, iar pe mâneca stângă, un monometru încastrat. Pe ambele mâneci se află câte un ecuson din pânză și mătase. Pe mâneca dreaptă emblema INTERCOSMOS, iar pe cea stângă drapelul R.S.R., din mătase de culoare roșu, galben, albastru și alb. | Muzeul Militar Național „Regele Ferdinand I”, București | Cimec    |
|      | Baston al mareșalului Alexandru Averescu Autor: Petrescu, Costin | Datare: Iulie-septembrie 1930 Școală: Bijuteria Falise din Rue du Faubourg Saint Honore, Paris Descoperit: București Dimensiuni: L: 49,7 cm; D mare: 5,3 cm; D mic: 4,2 cm, 730,88 g. Material: aur cu titlul 750 o/oo; email albastru; catifea purpurie; fir canetil auriu; turnare; cizelare; țesut; cusut; emailare | Bastonul are forma unui tub cilindric, lung de 49,7 cm, cu două capace tronconice la capete. Pe o porțiune de 39,9 cm este îmbrăcat în catifea purpurie (astăzi roasă de vreme), pe care sunt brodate, cu fir auriu tip canetil, acvile și capete de bour, dispuse în șiruri verticale, alternând 4 acvile cu 5 capete de bour. Acvilele sunt cruciate, cu capul spre dreapta și cu zborul în jos. Tubul este obturat la capete de două capace tronconice, goale pe dinăuntru, filetate la diametrul mic. Capacul superior (I=4,7; DG=4,2 cm; DB=5,3 cm) este decorat cu frunze de acant, așezate pe trei cercuri orizontale, sub care se află inscripția „NIHIL SINE DEO”. Pe diametrul (mare) bazei se află stema mare a României, încadrată de două cununi din frunze de laur, unite printr-o panglică simplă. Capacul de jos (I=4,3 cm; DG=4,2 cm; DB=5,1 cm) este decorat cu frunze de viță-de-vie, alternând cu registre înguste, verticale, din frunze de laur, toate susținute de trei cercuri orizontale. Sub acestea se află inscripția „Mărăști-1917". Pe diametrul (mare) al bazei se află crucea din email albastru a Ordinului militar „Mihai Viteazul", cu cifrul încoronat al Regelui Carol al II-lea. Crucea este amplasată pe două cercuri concentrice: cel din interior este punctat, iar pe cel exterior se află incizat numele atelierului de bijuterie în care a fost realizat bastonul: „FALIZE. ANCIENS. JOAILLIERS. DE. LA. COURONNE. DE. FRANCE.". Toate acestea sunt încercuite cu o cunună de lauri. | Muzeul Militar Național „Regele Ferdinand I”, București | Cimec    |
|      | Condei al părintelui Vasile Lucaciu | Datare: Sfârșitul secolului al XIX-lea Școală: Atelier românesc Dimensiuni: 1. pana - lungime: 280 mm - lățimea maximă: 42mm - greutate: 37,40 g. 2. cutie - lungime: 360 mm, - lățime: 85 mm, - înălțime: 50 mm, - greutate: 450 g Material: aur; batere la rece; ciocănire; lucrat manual | Condei din aur reprezentând o pană de pasăre. La partea inferioară are un manșon detașabil pentru fixarea peniței. Este așezată într-o cutie îmbrăcată cu catifea roșie, lungă de 360 mm, lată de 85 mm și înaltă de 50 mm. Este prevăzută cu două încuietori din metal galben, iar la partea inferioară patru rozete pentru susținere. Pe capacul cutiei este fixată o aplică ovală, cu rama ornamentată cu frunze și flori din metal, având încrustată inscripția cu dedicație pentru Vasile Lucaciu. | Muzeul Militar Național „Regele Ferdinand I”, București | Cimec    |
|      | Lutier Autor: Antonio Stradivari | Datare: 1702 Școală: Antonio Stradivari, Cremona Dimensiuni: L totală (inclusiv cap vioară): 58,7 cm; L corp vioară: 34,5 cm; l față superioară: 16,7 cm; l față inferioară: 20,7 cm; l eclisă: 3,6 cm Material: lemn de brad - albete, lac auriu-roșcat; lucrată manual | În interior, etichetă originală integrală cu inscripție: „Antonio stradivarius Cremonensis/ faciebat anno 1702”. Reparații față eclisă. | Muzeul Național de Artă al României, București          | Cimec    |
|      | Sabie de paradă a domnitorului Alexandru Ioan Cuza | Datare: Sec. XIX Școală: Mayernofer - Klinkosch Dimensiuni: Lama L: 75 cm, LA: 4,5 cm; Teaca L: 80 cm, LA: 6 cm; Mâner L: 15 cm Material: lama: oțel, nichelare, gravare; garda: aur, turnare, pietre prețioase; teaca: aur, filigran, pietre prețioase, catifea roșie | Lama este curbată, ornamentată cu motive geometrice, vegetale și inscripții incizate: AMICUS CERTUS IN RE INCERTA și SPAATAMUS ACANDO. Mânerul sabiei este fixat în metal aurit îl înfățișează pe Sf. Andrei. Garda este aurită și reprezintă un vultur și un leu luptându-se cu un șarpe. Are un caboșon mare de smarald având de jur-împrejur 18 briliante. Idem și pe revers. În filigranul delicat al tecii, strălucesc 6 caboșoane mari de smarald înconjurate de 18 smaralde mici. Smaraldele, atât cele mari cât și cele mici sunt prinse în monturi inelare, încrustate cu 350 de diamante mărunte. Apar monogramele Principelui Serbiei Mihail Obrenovici și a Domnitorului Alexandru Ioan Cuza. Cutia (etui-ul) sabiei este îmbrăcată în catifea roșie și are stema Serbiei și deviza: TEMPUS ET MEUMJUS. În interior apare inscripția atelierului MAYERNOFER and KLINKOSCH in WIEN. Sabia a aparținut domnitorului Alexandru Ioan Cuza și constituie un unicat. A fost special comandată de Mihail Obrenovici care, prin acest cadou, a ținut să sublinieze prețuirea pe care Serbia o acorda atitudinii prietenești a României în problema tranzitului armelor sârbești (noiembrie - decembrie 1862). Din punct de vedere formal este remarcabilă prin manufacturarea elegantă, dintr-un oțel de bună calitate, cu un cert rafinament artistic care înglobează, prin tehnici diverse, metale rare și pietre prețioase. | Muzeul Național Cotroceni, București                    | Cimec    |
|      | Tun Autor: Gabor, Aron | Datare: 1848 Școală: Târgu Secuiesc Descoperit: Imperiul Habsburgic Dimensiuni: L: 157 cm; D: 30; 24; 9; I: 44; G: 800 kg Material: bronz | Țeavă de tun folosită în timpul revoluției de 1848 din Transilvania de revoluționarii secui. Este de formă tubulară de calibru mare. La mijlocul țevii sunt două mânere ce folosesc la căratul piesei; în partea inferioară se găsește o protuberanță necesară la transport. Țeava tunului are șase inele care-i măresc rezistența. Între inelele 5 și 6 se află un orificiu prin care se introduce fitilul de aprindere a explozibilului. | Muzeul Național de Istorie a României, București        | Cimec    |
|      | Sabia domnitorului Constantin Brâncoveanu | Datare: Sfârșitul sec. XVII - începutul secolului XVIII Școală: Atelier occidental Dimensiuni: L: 930 mm Material: oțel, argint, pietre semiprețioase, piele; turnare, gravare, încrustare, ștanțare | Lamă de oțel, ușor încovoiată. Pe una din fețele lamei spre mâner, gravată "Maica Domnului cu Pruncul", stema orașului București. Pe cealaltă lamă un text care evidențiază creștinismul în arealul românesc. Pe mâner și pe garda sabiei pietre semiprețioase de diverse culori. Teaca din metal și piele, cu inele de prindere la cingătoare. | Muzeul Municipiului București, București                | Cimec    |
|      | Sabia domnitorului Gheorghe Bibescu | Datare: Deceniul cinci al secolului XIX Școală: Atelier occidental Dimensiuni: L: 1100 mm Material: oțel, pietre semiprețioase, lemn, mătase, piele, os; turnare, gravare, încrustare | Lamă de oțel, ușor încovoiată. Mânerul bătut în pietre semiprețioase. Teaca din lemn, metal și piele, cu inele de prindere la cingătoare. Cutia din lemn și mătase, cu locaș special pentru sabie; încuietori specifice epocii. | Muzeul Municipiului București, București                | Cimec    |
|      | Trusa de duel a domnitorului A.I. Cuza | Datare: Prima jumătate a secolului XIX Școală: H. Bouchatte Dimensiuni: L: 520 mm; l: 290 mm; Î: 80 mm Material: oțel, lemn, mătase, os; tehnică mixtă | Trusă formată din 2 pistoale, o casetă și 10 accesorii pentru încărcat și curățat pistoale. | Muzeul Municipiului București, București                | Cimec    |
|      | Revolverul domnitorului A.I. Cuza | Datare: 30 august 1865 Școală: Manufactura Română Dimensiuni: L: 290 mm Material: oțel, os; gravare, tehnică mixtă | Revolver cu butoiaș pentru șase focuri. Pe butoiaș gravat atelierul și data de 30 august 1865. Arma este prevăzută cu tijă pentru evacuarea tuburilor de cartuș. Prezintă țel și cătare. | Muzeul Municipiului București, București                | Cimec    |
|      | Carabina domnitorului A.I. Cuza | Școală: Manufactura Română Dimensiuni: L: 1040 mm Material: oțel, lemn; cizelare, tehnică mixtă, turnare | Carabină cu o singură țeavă. Patul armei din lemn, ce are sculptat pe o față monograma domnitorului A.I. Cuza, iar pe cealaltă față sculptată stema Principatelor Unite. Pe țeavă, la mecanismul de dare a focului, inscripție. | Muzeul Municipiului București, București                | Cimec    |
|      | Sigiliu cu stema României | Datare: 2/2 sec. XIX Școală: Atelier european Dimensiuni: I: 7,2 cm, G: 80 g Material: aur 18 k gravat; lapis lazuli | Sigiliu gravat în lapis-lazuli, cu stema României, montat într-o gheară de vultur din aur și mâner din lapis-lazuli. | Muzeul Național de Artă al României, București          | Cimec    |
|      | Sigiliu | Școală: Atelier de gliptică vest-european Dimensiuni: L: 7,65 cm; D: 4,85x4,30 cm; Dmâner: 5,65x5,15 cm Material: Sculptat într-un bloc de agat brun cu striații albe, opalescente și șlefuit | Are o formă aproximativ bitronconică, cu o mică gâtuitură care separă mânerul de tiparul sigilar. Mânerul este poliedric, cu 16 fațete, cu capătul teșit. Pe bază este gravată stema familiei Cantacuzino (ordinea cartierelor este inversată): un scut tăiat în fascie de 3, formând 3 registre, care la rândul lor sunt despicate în 3, formând nouă cartiere, cu scutul în abis. Dăm în continuare descrierea dispunerii cartierelor, în ordine heraldică: 1 și 9 Coroană comitală susținută de două mâini; 2. Înger ținând în dreapta o pasăre cu zbor deschis; 3. Leu născând din coroană, cu ramură în dreapta (aceasta este stema oferită Cantacuzinilor de către împăratul Imperiului Romano-German); 4. Stema Principatului Moldovei; 5. Scut despicat (leu rampant, conturnat, trei paluri); 6. Stema Principatului Valahiei; 7. Două coloane baronale; 8. Scut tăiat de un brâu de apă (trei paluri și larândul său tăiat: apă peste care răsar cinci stele, dispuse 3/2 și pescar în barcă). În abis, scut cu șase flori de crin, dispuse 3/3 (stema de pretenție a Cantacuzinilor, care susțineau că se trag din familia Valois). Scutul este încoronat de o coroană princiară și încunjurat de Ordinul Cavalerilor aurați ai Sfântului Gheorghe, de care atârnă însemnul ordinului reprezentându-l pe Sfântul Gheorghe asuprind balaurul (Beizadeaua Radu sin Ștefan Cantacuzino Voievod a fost, pentru o scurtă perioadă, Mare Maestru al Ordinului). Scutul este așezat pe pieptul unei acvile bicefale Cantacuzine, cu zbor ascendent, care ține în dreapta globul cruciger, iar în stânga, spada. Totul sub baldachin căptușit cu hermină și prins în coroană princiară. Sub baldachin, semicircular, deviza familiei Cantacuzino: QUAE NOCENT DOCENT. | Muzeul Național de Istorie a României, București        | Cimec    |
|      | Coală de timbre Carol I cu favoriți 2 bani orange Autor: Poșta Română | Datare: 20 ianuarie 1868 Școală: Litho. S. Sander and Comp Material: hârtie; cerneluri; gumă arabică | Coală, compusă din 100 de timbre nedantelate, de culoare orange, neștampilate, reprezentând efigia în medalion a domnitorului Carol I. Marca 95 completată. Inscripții: sus - "POȘTA ROMÂNĂ - jos - 2 bani 2". Știrbituri pe marginile colii; orificiu cca. 0,5 cm; în colțul din dreapta superior și lipsă de material cca 2 cm în același colț; tăietură în jurul timbrului 5, din rândul de jos; urme de pliere, pe colțul din dreapta superior și pe latura stângă. Pe verso, prezintă urme de gumă originală, colțurile au șarniere și urme de clei și de material de la suportul pe care coala a fost lipită. Două pliuri oblice, în colțul din stânga sus, unul cu un început de rupere a hârtiei. Marca 95, completată și lipită cu șarnieră, iar marca 97 prezintă urme de la o încercare de decupare. | Muzeul Național Filatelic, București                    | Cimec    |
|      | Coală de timbre Carol I cu barbă 10 bani albastru Autor: Poșta Română | Datare: 1872 Școală: Litho. S. Sander and Comp Material: hârtie; cerneluri; gumă arabică | Coala este compusă din 100 de timbre. Coloana a doua este dantelată stânga-dreapta. De culoare albastru de Prusia, neștampilate, reprezentând, în oval, efigia domnitorului Carol I. Inscripții: sus -DECE, stânga - POȘTA, dreapta - ROMÂNĂ. Jos - 10 bani 10. Lipsă material cca 2,5/1 cm din marginea albă, pe latura inferioară. Tăietură cca 0,02 mm pe latura superioară. Pe verso, urme de gumă, iar colțurile superioare prezintă urme de clei și de material roz de la suportul pe care au fost lipite. Stânga sus, urme de șarnieră. Coloana a doua, din cauza dantelării, prezintă desprindere în partea dreaptă, pe înălțimea primului timbru și pe jumătate din cel de-al doilea. Este una din primele mărci românești, cu putere de francare internațională, ca un prim pas către recunoașterea independenței de stat a României. | Muzeul Național Filatelic, București                    | Cimec    |
|      | Coală de timbre Carol I cu barbă 15 bani roșu Autor: Poșta Română | Datare: 1872 Școală: Litho. S. Sander and Comp Material: hârtie; cerneluri; gumă arabică | Coală, compusă din 100 de timbre nedantelate, de culoare roșie, neștampilate, reprezentând efigia în oval a domnitorului Carol I. Lipsește marca 94. Inscripții: sus - CINCISPREDECE. Lateral stânga - POȘTA. Lateral dreapta - ROMÂNĂ. Jos - 15 bani 15. Lipsește un timbru de pe ultimul rând (timbrul 9) lipsă cca. 0,8 cm din colțul din stânga superior. Tăieturi neregulate pe latura inferioară. Pe verso, puține urme de gumă, iar colțurile superioare prezintă tăieturi și urme de material roz de la suportul pe care a fost lipită. În colțul din dreapta jos, coala a fost subțiată de la deslipire. Marca 95 a fost completată, prin lipire, cu șarnieră. Este una din primele mărci poștale românești, care au avut putere de francare internațională, ca un prim pas pe calea recunoașterii independenței de stat a României. | Muzeul Național Filatelic, București                    | Cimec    |
|      | Coală de timbre Carol I cu barbă 50 bani roșu Autor: Poșta Română | Datare: 1872 Școală: Litho. S. Sander and Comp Material: hârtie; cerneluri; gumă arabică | Coală, compusă din 100 de timbre nedantelate, de culoare albastru cu roșu, neștampilate, reprezentând efigia în oval a domnitorului Carol I. Lipsește marca 85. Inscripții: sus - CINCIZECI, lateral stânga - POȘTA, lateral dreapta - ROMÂNĂ, jos 50 bani 50. Lipsește 3/5 cm (aproximativ cât dimensiunea unui timbru) din latura dreaptă. Tăietură, circa 1 cm pe latura stângă a ultimului timbru. Ușoară ondulare a hârtiei. Pete de diferite proveniențe, îngălbenirea hârtiei. Pe verso, urme de gumă originală. Colțurile de sus prezintă urme de clei și de material de la lipire pe suport. Marca unu prezintă urme de subțiere. Marca 84 prezintă pe margine o tăietură orizontală, pe o treime din lungime, iar marca 100 are pe margine o tăietură verticală pe jumătate din înălțime. Este una din primele mărci românești cu putere de francare internațională, ca un prim pas către recunoașterea independenței de stat a României. | Muzeul Național Filatelic, București                    | Cimec    |
|      | Coală de timbre Carol I cu barbă 50 bani violet Autor: Poșta Română | Datare: 1872 Școală: Litho. S. Sander and Comp Material: hârtie; cerneluri; gumă arabică | Coală, compusă din 100 de timbre nedantelate de culoare violet, neștampilate, reprezentând efigia în oval a domnitorului Carol I. Inscripții: sus - POȘTA ROMÂNĂ, jos 3 bani 3. Mărcile 96 și 97 lipsesc. Ruptură circulară și orificiu în colțul din stânga sus. Mic orificiu în colțul din dreapta sus. Patru urme de rugină provenite de la agrafe de prindere. Puncte de culoare galbenă, pe marginea hârtiei. Pe verso, prezintă guma originală iar în colțurile stânga sus și dreapta sus apare șarnieră și urme de clei și de material de pe suprafața materialului, pe care a fost lipită. Pliu vertical, pe centru colii și pliuri oblice (la 30 de grade) pe laterale. Mărcile 31 și 46 prezintă o ruptură comună, verticală care se întinde pe câte o jumătate de marcă. Marca 96 are o tăietură în partea superioară pe trei pătrimi din lungime și pe o pătrime din latura inferioară (provocate de decuparea timbrelor 94 și 95). Este una din primele mărci românești cu putere de francare internațională, ca un prim pas către recunoașterea independenței de stat a României. | Muzeul Național Filatelic, București                    | Cimec    |
|      | Carol I cu favoriți, roșu Autor: Poșta Română | Datare: 1872 Școală: Litho. S. Sander and Comp Material: hârtie; cerneluri; gumă arabică | Bloc, compus din 14 mărci nedantelate, de culoare roșie, neștampilate, reprezentând efigia în oval a domnitorului Carol I. Inscripții: sus - POȘTA ROMÂNĂ, jos 18 bani 18. Lipsă un timbru, din colțul din stânga superior și marginea aferentă. Tăietură în jurul unui timbru (rândul din mijloc, timbrul din mijloc); mici știrbituri pe marginea colii. Urme de lipici, notări cu creionul, îngălbenirea hârtiei. Pe verso, sunt urme de gumă originală iar în colțuri (cu excepția celui din dreapta jos) șarniere. Marca unu este subțiată cu ocazia dezlipirii. Pliuri la 40 de grade pe toată suprafața blocului și un pliu orizontal, pe toată lungimea lui. Marca centrală a blocului (rândul 2, coloana 3) este completată și lipită cu șarnieră. Este una din primele mărci românești cu putere de francare internațională, ca un prim pas către recunoașterea independenței de stat a României. | Muzeul Național Filatelic, București                    | Cimec    |
|      | Coală de timbre Carol I cu barbă 5 bani roșu Autor: Poșta Română | Datare: 1872 Școală: Litho. S. Sander and Comp Material: hârtie; cerneluri; gumă arabică | Coală, compusă din 100 de timbre nedantelate, de culoare roșie, neștampilate, reprezentând efigia în oval a domnitorului Carol I. Inscripții: sus - CINCI, dreapta - POȘTA, stânga - ROMÂNĂ, jos 5 bani 5. multiple tăieturi (cca. 7) pe latura superioară și cca. 1,2 pe latura inferioară: tăietură în jurul timbrului 7, de pe ultimul rând; mici știrbituri pe latura stângă; plieri ale colțurilor stânga superior și inferior; cutare, cca. 10 cm pe latura inferioară și cca. 3 cm în colțul din dreapta superior. Ușoare pete de murdărie și îngălbenire a hârtiei. Pe verso, este prezentă guma originală, iar colțurile de sus prezintă urme de clei și adaos de material, de la suportul pe care a fost lipită. Marca 92 este completată și lipită cu șarniere. | Muzeul Național Filatelic, București                    | Cimec    |
|      | Coală de timbre Carol I cu favoriți 4 bani roșu Autor: Poșta Română | Datare: 1871 Școală: Litho. S. Sander and Comp Material: hârtie; cerneluri; gumă arabică | Coală, compusă din 100 de timbre nedantelate, de culoare albastru, neștampilate, reprezentând efigia în oval a domnitorului Carol I. Inscripții: sus - POȘTA ROMÂNĂ, jos 4 bani 4. Lipsă de material în colțul din dreapta superior; mici știrbituri pe marginea colii (latura dreaptă); tăietură cca. 1 cm pe latura inferioară (colț dreapta inferior); ruptură circulară (cca. 1 cm) colț stânga inferior; pliere, în zona colțului stânga superior; pete de apă; îngălbenire a hârtiei. Pe verso, Marca 96 este completată prin lipire cu șarnieră. În partea din stânga jos, prezintă urme de ruptură. | Muzeul Național Filatelic, București                    | Cimec    |
|      | Broșă aparținând reginei Maria | Datare: 1914 – 1938 Descoperit: jud., com., București, Romania Dimensiuni: L: 39 mm; l: 22 mm; G: 5,31 g; Titlu aur: 583‰ Material: Aur, smaralde. Turnare, cizelare. | Broșa este realizată din aur, având forma cifrei regina Maria, „M” stilizat, pe care, lateral, sunt aplicate două smaralde caboșon. Cifra este surmontată de coroana regală. Broșa se află în expoziția permanentă Tezaur Istoric. Se păstrază și cutia originală, în depozit. Stare de conservare: fără forme de degradare. | Muzeul Național de Istorie a României, București        | Cimec    |
|      | Ferecătură medievală cu caboșoane; evanghelie | Datare: sfârșitul secolului al XV-lea Școală: neprecizat (atelier mănăstiresc moldovenesc) Descoperit: jud., com., Romania Dimensiuni: L: 36 cm; La: 25 cm Material: Lemn, argint aurit, cristal de stâncă, hârtie, cerneală tipografică. Tipărire, xilogravare, legare, ciocănire, cizelare, ștanțare. | Legătură originală din lemn acoperit cu două plăci din argint aurit și caboșoane din cristal de rocă, fixate într-o montură a ferecăturii. Plăcile ferecăturii sunt legate între ele prin inele cu granulații montate pe verigi metalice. Ferecătura a împodobit inițial un manuscris din epoca lui Ștefan cel Mare, despre care nu știm în prezent nimic, datorită faptului că manuscrisul a fost deposedat de legătura prețioasă. Ferecătura prezintă elemente decorate și gravate în relief, cu scene religioase și inscripții tematice, amplasate în frontispiciu. Pe coperta anterioară a ferecăturii se întâlnește scena Învierii, sub ipostaza „Pogorârea lui Isus la Iad“ sau „Anastasis“, după tradiția bizantină, iar pe coperta posterioară se află scena „Adormirea Maicii Domnului“. Ambele scene religioase sunt încadrate de motive florale, cu un plus pentru coperta posterioară, care este decorată cu patru caboșoane din cristal de rocă. Ferecătura se aseamănă cu cea din 1487 de la Humor și cu cea din 1507, ultimele două păstrându-se în muzeul mănăstirii Putna. A făcut parte din inventarul tezaurului României care a plecat în Rusia țaristă în anul 1917, împreună cu alte valori ale patrimoniului național. În prezent, ferecătura acoperă o evanghelie tipărită la Veneția în anul 1799. Este tipărită în limba greacă, și are un total de 155 de file. Cartea de cult conține frontispicii, litere miniate, viniete, gravuri, elemente de decor. Termenul de evanghelie se traduce din greacă prin sintagma „vestea cea bună“ (a venirii în lume a lui Mesia-Hristos). Există și o accepțiune cu sens general care se referă la faptele și învățăturile lui Isus Hristos. Evanghelia nu trebuie confundată cu Tetraevanghelul, chiar dacă textele sunt aceleași. În cazul evangheliei, conținutul religios este grupat diferit, criteriile fiind enunțate după orânduirea Evangheliilor, după duminicile și sărbătorile de peste an, iar ordinea este conformă cu Evangheliea după Ioan, după Matei, după Luca și după Marcu. În subsolul Paginii de titlu se află o însemnare, de redacție greacă, din anul 1809. Pe coperta anterioară, deasupra scenei Învierii, se găsește inscripția slavonă referitoare la Înviere, iar pe coperta posterioară este o altă inscripție slavonă, situată deasupra scenei Adormirii Maicii Domnului, care face referire la scena omonimă. Lipsă o închizătoare la ferecătură, aceasta necesitând o curățare de către un restautator expert. Blocul cărții este unitar. Paginația este străpunsă, mai ales la începutul cărții. Ultimele file sunt arse în locuri mici de lumânare. Pagini pătate și îngălbenite. | Muzeul Național de Istorie a României, București        | Cimec    |
|      | Potir pentru Euharistie Autor: Atelier transilvănean, nemarcat | Datare: Secolele XV- XVI Școală: Atelier transilvănean, nemarcat Descoperit: jud. ALBA, jud. Alba Dimensiuni: I: 20 cm; Db: 13,1 cm; G: 434,27 g Material: Argint aurit Ciocănire, cizelare, ajurare, aurire, emailare | Potir pentru Euharistie având o cupă simplă, campaniformă cu un aspect zvelt, ușor evazată, ornamentată cu un model vegetal ajurat ce îmbracă partea inferioară a cupei. Registrul ornamental se încadrează în aria motivelor caracteristice argintăriei de stil gotic târziu din Transilvania. Cupa este așezată pe un picior în formă de trunchi de piramidă pe bază hexagonală, cu fațetele decorate prin gravare, cu motive florale și inscriptia I HS. In zona centrală a piciorului prezintă un nodus în formă de bulb, cu șase inflorescențe, decorate cu email verde și perle din argint Piciorul este așezat pe o bază haxalobată, ușor înălțată, decorată cu o bandă ajurată cu motive vegetale - vrejuri. | Muzeul Național de Istorie a României, București        | Cimec    |
|      | Anaforiță Autor: Țara Românească | Datare: Secolele XV-XVI Școală: Țara Românească Descoperit: jud., com., Mănăstirea Bistrița Dimensiuni: Dm: 21 cm; G: 458,17 g Material: argint aurit ciocănire, gravare, aurire | Piesa este datată prin analogie cu un taler similar ca execuție tehnică și registru stilistic, cu inscripție care menționează donatorii – boiecrii Craiovești (JUPAN BARBU, JUPAN PÂRVU, JUPAN DANCIU, JUPAN RADUL) Taler cu rol de anaforniță (platou pe care se pune anafura pentru a fi împărțită credincioșilor), folosit în cultul creștin ortodox. De cele mai multe ori aceste talere erau produse local și donate de către credincioși mănăstirilor sau bisericilor. Are formă circulară, adâncită, cu buza în bandă, pe margini cu trei șențuiri. Pe buza talerului este gravată inscipția de danie, cu conținut liturgic – adaptare după un psalm, în limba slavonă. Inscripție: DOAMNE IISUSE HRISTOASE DUMNEZEUL NOSTRU, CARE AI BINECUVÂNTAT CINCI PÂINI ȘI AI SĂTURAT CINCI MII, ÎNSUȚI BINECUVÂNTEAZĂ ACESTEA: PÂINEA, GRÂUL, VINUL ȘI UNDELEMNUL ȘI ÎNMULȚEȘTE-LE ÎN ACEST SFÂNT LĂCAȘ ȘI ÎN MĂNĂSTIREA TA TOTDEAUNA, CĂ TU EȘTI TOATĂ BUNĂTATEA ÎN TOT CHIPUL, HRISTOASE, DUMNEZEUL NOSTRU. | Muzeul Național de Istorie a României, București        | Cimec    |
|      | Bulă sigilară de la un document de danie emis de domnul Țării Românești Mihnea al II-lea Autor: Țara Românească | Datare: A doua jumătate a secolului al XVI-lea Școală: Țara Românească Descoperit: Romania Dimensiuni: Dm: 76 mm; Gr: 12,50 mm; G: 101,27 g Material: argint aurit batere, ciocănire „au repoussé”, incizare, aurire | Bulă sigilară de formă circulară. Pe fața principală - tema nova plantatio -, central, sunt reprezentate două personaje afrontate, Mihnea (stânga sau dextra în sens heraldic) și doamna Ecaterina (dreapta sau sinistra în sens heraldic) sunt reprezentați în genunchi, în timp ce mâinile dispuse în semn de adorare, ating tulpina arborelui, care are rădăcile reprezentate, în timp ce coroana arborelui, de mici dimensiuni, are formă conică. În partea stângă a coroanei copacului este reprezentat caracterul chirilic a minuscul. Fundalul este decorat prin poansonare cu semicercuri. Personajele sunt flancate de două elemente vegetale (două roze cu câte două frunze). Legenda în slavonă este redată circular, dispusă între două cercuri decorate în formă de șnur. Legenda: +сюпєутоі Ѡмнхндвоєводои Mтєгогакатєрни. Pe fața secundară, central, este reprezentată figura Sfântului Ilie, în indentificarea căruia inscripția care îl flanchează este esențială – cти / нліа / проа (Sfântul Ilie Prooroc). Sfântul prezintă în jurul capului un nimb, foarte neglijent redat, iar veșmintele sale prezintă în partea inferioară mici puncte incizate, nu foarte adânci. Toate spațiile libere sunt umplute cu elemente vegetale. Fundalul este decorat prin poansonare cu semicercuri. Legenda în slavonă este redată circular, dispusă între două cercuri decorate în formă de șnur: - +монастирагаіємидєрополнохрам·стнілієпроіѕь·. Muchia este netedă și prezintă, de asemenea, trei orificii de prindere a șnurului (diametru 4,85 x 4,45 mm): unul dispus în partea superioară și două în partea inferioară. Bula este goală pe interior. | Muzeul Național de Istorie a României, București        | Cimec    |
|      | Bulă sigiliară atașată unui document de danie emis de domnul Petru Cercel Autor: Țara Românească | Datare: secolul al XVI-lea Școală: Țara Românească Descoperit: jud., com. Antwerpen (Anvers), Belgia Dimensiuni: Dm: 96,50 mm; Gr: 12 mm; G: 180,95 g Material: argint aurit batere, ciocănire „au repoussé”, incizare, aurire | Bulă sigiliară de formă circulară. Pe fața principală, legendă circulară incizată în limba slavonă dispusă între două cercuri liniare - +сънхрісовоульстворыіѠпєтроувонводнгиьвлашконѮємлі; în centru Petru Cercel reprezentat în veșminte domnești, un caftan lung strâns în talie, peste care poartă o haină căptușită cu blană de hermină, sugestie oferită de micile incizii de formă alungită, dar și de portretul său din biserica mânăstirii Căluiu (județul Olt), unde este reprezentat după aceeași modă. Pe cap poartă o coroană deschisă cu trei fleuroane, în timp ce în mâna stângă ține o cruce cu trei brațe, iar mâna dreaptă este usor ridicată. Fundalul este decorat prin poansonare, iar spațiile libere sunt împodobite cu arabescuri realizate din flori și frunze. Într-un mod deosebit este tratată partea inferioară a zonei cu iconografie, care se diferențiază prin întretărierea unor linii oblice. Pe spatele piesei, legendă circulară incizată în limba slavonă dispusă între două cercuri liniare - +нпрнложієгооумоиастнрь·оусианаъхрмастоєпрѣѠбраж; în centru tema Schimbării la față, așa cum ne este ea cunoscută din mozaicul bizantin al bisericii Schimbarea la față de la Sinai, care datează din secolul al VI-lea. Sunt reprezentați apostolii Iacob, Petru și Ioan, care sunt căzuți la pământ (Matei 17). În partea superioară a imaginii este reprezentat Christ într-o mandorlă cu raze, fiind flancat de proorocii Moise și Ilie. Muntele stâncos este redat prin linii frânte. Fundalul este decorat în întregime cu prin poansonare și cu șase flori dispuse aleatoriu. Muchia bulei este netedă, prezentând două orificii (diametru de 10,65 x 10,70 mm) pentru petrecerea șnurului de care era agățată, un orificiu fiind dispus în partea superioară a piesei, iar cel de-al doilea în partea inferioară. Piesa este umplută în interior cu un material care pare a fi lut de culoare roșiatică, întărit, care a trecut printr-un proces de ardere. | Muzeul Național de Istorie a României, București        | Cimec    |
|      | Bulă sigiliară aparținând unui document de danie emis de domnul Țării Românești, Alexandru al II-lea Autor: Țara Românească | Datare: a doua jumătate a secolului al XVI-lea Școală: Țara Românească Descoperit: jud., com. Antwerpen (Anvers), Belgia Dimensiuni: Dm: 99,60 mm; Gr: 11 mm; G: 124,66 g Material: argint aurit batere, ciocănire „au repoussé”, incizare, aurire | Bulă sigiliară de formă circulară. Pe fața principală a bulei, central, sunt reprezentate două personaje încoronate, purtând veșminte domnești, orientate spre un arbore dispus între ele, spre care acestea ridică mâinile în semn de adorare - tema nova plantatio. Copacul, care are aspectul unui chiparos, prezintă o tulpină cu cinci ramuri care par a fi tăiate, din ramurile din zona inferioară a tulpinii ieșind două vrejuri, care umplu spațiul liber dintre copac și corpurile personajelor. Coroana copacului este redată printr-o formă conică, pe suprafața căreia prin incizare sunt redate frunzele. În dreapta și stânga coroanei copacului, în partea superioară sunt redate soarele, care are forma unei stele cu șase raze și semiluna, sub forma de crai nou. Legenda este dispusă circular între două cercuri stilizate în formă de șnur: +сь·юѮ·л· атѠпєсчаєіѠ ·алєѮзна· дрѠувоєводгдньвлєакн (elemente vegetale stilizate). Pe fața secundară a piesei, central, este redată tema Schimbării la față; în centru este reprezentat Iisus Hristos înconjurat de un halou cu șase raze de formă triunghiulară, ținând în mâna stângă un rotulus strâns. O stea cu șase raze în stânga și două stele cu șase raze în dreapta. Acesta este flancat de Moise și de Ilie. Legenda este dispusă circular între două cercuri stilizate în formă de șnur: +храпрѣѠбражєніє· габанспсаишгсіуха (elemente vegetale stilizate). Fundalul este decorat prin poansonare cu puncte. Muchia piesei este nedecorată, însă se pot observa trei orificii (diametru de 6,15 x 6,75 mm), unul dispus în partea superioară și două dispuse în partea inferioră, folosite pentru atașarea hrisobulei de documente cu ajutorul unui șnur destul de gros. Piesa este goală la interior. | Muzeul Național de Istorie a României, București        | Cimec    |
|      | Bulă sigilară a unui document de danie emis de domnul Petru Șchiopul Autor: Moldova | Datare: a doua jumătate a secolului al XVI-lea Școală: Moldova Descoperit: jud., com. Antwerpen (Anvers), Belgia Dimensiuni: Dm: 88,15 mm; Gr: 19,15 mm; G: 152,92 g Material: argint aurit batere, ciocănire „au repoussé”, incizare, aurire | Bulă sigilară de formă circulară. Pe fața principală, central, este redată o reprezentare heraldică foarte elaborată, care prezintă în partea inferioară un scut scartelat surmontat de un coif cu lambrechini foarte bogați redați sub forma unor vrejuri vegetale, iar pe post de cimier coiful prezintă capul de bour cu gât lung și stea între coarne, flancat de două semilune. Scutul prezintă în primul cartier trei fascii, în al doilea cartier o cruce cu două brațe, în al treilea cartier trei roze dispuse în bandă, iar în al patrulea cartier floare de crin dublă. Zona centrală se diferențiază de inscripția circulară de pe margine prin faptul că este mai reliefată, fiind separată însă și printr-un cerc cu aspect de șnur, minuțios lucrat spre deosebire de bulele muntenești unde acestea sunt incizate. Legenda este redată circular, între două cercuri liniare: +пєчатыѠпєтравоєводы• господарѯємлнмолдавкои. Pe fața secundară, central, scena Schimbării la față; iconografia reia modelul mozaicului bizantin de la biserica mănăstirii Sfânta Ecaterina, unde apostolii Iacob, Petru și Ioan sunt reprezentați căzuți în semn de prosternare, în timp ce în partea superioară Christ este reprezentat într-o mandorlă, fiind flancat de proorocii Moise și Ilie. Legenda este redată circular, între două cercuri liniare: +іжєвъєинанстѣгорѣоурапрѣ Ѡбражєнієгабанспсаиашого. Muchia bulei este mată, pe o suprafață de aproximativ 70 mm, regăsindu-se o inscripție incizată care permite datarea piesei în anul 1575 (Anul 7083 luna Februarie în 8 zile), precum și un M slavon incizat într-o zonă distinctă de cea a incripției de datare. Piesa prezintă trei orificii pentru prinderea șnurului: unul dispus în partea superioară și două dispuse în partea inferioară, aceasta fiind goală la interior. | Muzeul Național de Istorie a României, București        | Cimec    |
|      | Matriță sigilară folosită pentru imprimarea sigiliului mare aparținând Alexandru cel Bun Autor: Moldova | Datare: Prima jumătate a secolului al XV-lea (1409-1432) Școală: Moldova Descoperit: jud. Bacău, com. Lupești, Lupești, Romania Dimensiuni: Dm: 84 mm; G: 249,79 g Material: Aliaj din plumb (81.63 %), staniu (3.14%), fier (3.14%) Turnare, gravare | | Muzeul Național de Istorie a României, București        | Cimec    |
|      | Piatră de mormânt a unui Basarab | Datare: Sec. XIV Școală: Medievală Descoperit: jud. Argeș, Biserica Domnească - Curtea de Argeș Dimensiuni: L = 1430 mm; LA = 780 mm; I = 280 mm Material: calcar | Piatra de mormânt de formă paralelipipedică, pe una din suprafețe se află în relief, un personaj culcat, îmbrăcat de ceremonie cu o mantie lungă și un guler cu franjuri pe umeri. Face parte din categoria pietrelor funerare cu personaje sculptate in relief (gisant). Se presupune că a aparținut voievodului Radu I, (1377-1386). Mormântul s-a aflat în naosul Bisericii domnești de la Curtea de Arges. Lucrată din calcar de Albești. | Muzeul Național de Istorie a României, București        | Cimec    |
|      | Masă-birou care a aparținut lui Ion Eliade Rădulescu | Datare: 2/2 sec. XIX. Dimensiuni: L = 1530 mm, A = 565 mm, Î = 785 mm Material: lemn de trandafir; lemn de cireș | Picioarele mesei birou sunt tronconice, cu baza terminată cu un mic soclu sculptat cu motive vegetale, având pe toate cele șase fațete ale lor, realizate prin intarsie cu lemn de cireș, lujeri de crini. Picioarele sunt încastrate într-un podium de formă neregulată. Soclul are, la rândul lui, intarsii florale.Tăblia este de formă ovală, cu capetele rabatabile (prinse de restul tăbliei cu mici balamale, având dedesubt câte o pană mobilă, pe care se sprijină capetele când se desfac). Pe marginea tăbliei este delimitat un chenar dreptunghic (în partea centrală) și oval (pentru părțile rabatabile). În față, centru, se află un sertar dreptunghiular. | Muzeul Național de Istorie a României, București        | Cimec    |
|      | Sigiliu care a aparținut lui Al.G. Golescu | Datare: 1/2 sec. al XIX. Dimensiuni: D= 26 mm, d= 23 mm. Material: onix | În câmpul sigilar se află inițialele înlănțuite ale lui Alexandru G. Golescu: inițialele prenumelui, în caractere latine, majuscule de tipar, iar cea a numelui de familie dublată, majuscule caligrafice. Monograma posesorului sigiliului ("A.G.G.") este încadrată într-un dublu chenar liniar oval. Mânerul sigiliului este fațetat. Atât mânerul, cât și sigiliul propriu-zis, sunt confecționate dintr-o singură bucată de onix. | Muzeul Național de Istorie a României, București        | Cimec    |
|      | Steag al Gărzii Naționale din Alba-Iulia | Datare: 1918 Dimensiuni: Î =800 mm, D= 570 mm. Material: mătase | Pânza steagului este din mătase bej și are forma unui cerc. În partea inferioară are o prelungire ovală. Aceasta nu poate să fie pânza drapelului propriu-zisă, ci numai un fragment din ea, probabil partea ce a fost aplicată pe centrul acestuia. Se poate aprecia că fondul pânzei a fost tricolor, în concordanță cu aspectul celorlalte steaguri din această perioadă. Pe steag, în partea ovală, se află o inscripție care exprimă bucuria realizării unei năzuințe seculare a poporului român: „Visul de veacuri se îndeplinește". Este brodat un corb, conturnat dreapta, lucrat din mătase neagră și cafenie. În stânga corbului, cu mătase neagră, a fost brodată inscripția care specifică apartenența steagului și anul evenimentului: „Legiunea română MDCCCCXVII". Pânza restaurată a fost introdusă în tul dublu. | Muzeul Național de Istorie a României, București        | Cimec    |
|      | Regele Carol I Autor: Telger, Paul | Datare: 1900 - 1914 Dimensiuni: L= 160 mm, l= 110 mm, G= 262 gr. Aur 583 gr . Material: fildeș; email; aur; argint aurit | Portret oval, aplicat pe fildeș. Rama este încadrată de motive florale și vegetale (laur). Deasupra, din aur, este coroana regală. Regele, Carol I, este redat bust în profil spre stânga, îmbrăcat în uniformă de general, ținută de zi. La gât are ordinul prusac "Pour le merite" în grad de colan, iar pe piept se disting plăcile ordinelor naționale: "Steaua României" și "Coroana României", în grad de mare cruce, precum și o baretă cu mai multe decorații, printre care: "Virtutea militară", "Crucea trecerii Dunării", "Apărătorii independenței" etc. Pe spatele portretului este gravat numele atelierului de fabricație: "Paul Telger - Berlin". Aurul a fost expertizat de Banca Națională, conform Buletinului de analiză nr. 3470/ 1980. | Muzeul Național de Istorie a României, București        | Cimec    |
|      | Chipiu al generalului Constantin Prezan | Datare: 1916-1918 Școală: A. Schiler, București Dimensiuni: L = 260 mm, l = 160 mm, Î = 100 mm Material: postav; stofă; lac; metal; fir aurit | Chipiu de la ținuta de ceremonie. Este executat din postav de culoare neagră, având o bandă lată din postav roșu, pe care apare o broderie din fir canetil-aurit (ghirlande din frunze de stejar), asemănătoare cu cele care apar pe gulerul tunicii, caracteristice gradului de general. Cozorocul este confecționat din lac, deasupra căruia, în centru, apare soarele cu o stea în cinci colțuri, semn distinctiv pentru generali. Două trese din fir auriu înconjoară chipiul în zona centrală, iar trei trese, tot din fir auriu, apar pe partea verticală a chipiului. Maniera în care sunt aceste trese corespunde gradului de general de divizie. În interiorul chipiului, în centru, cu litere aurii, este trecut numele atelierului unde a fost confecționat: „Ilie Silberman Sr. A Schiller, Bucuresci", deasupra căruia mai apar: stema României și inscripția „Echipamente militare". Tot în interior, pe căptușeala din piele, apare scris, cu litere aurii, „A. Schiler. Bucuresci". În anul 1895 se introduc unele modificări la uniformele Armatei Române; chipiul își modifică forma, având pereții înalți de 9 cm; se renunță la oblicitatea de la spate, toți pereții fiind drepți. | Muzeul Național de Istorie a României, București        | Cimec    |
|      | Butoni ai regelui Carol I al României | Datare: 1881 - 1914 Dimensiuni: Î= 20,7 mm, l= 13 mm, G= 20 gr. Aur= 583 gr la o mie Material: aur | Sunt ornamentați cu câte un scut, care are în centru un cap de bour înstelat, însoțit de semilună și soare. Cele două scuturi sunt legate printr-o carabină. Aurul a fost expetizat de Banca Națională, conform buletinului de analiză nr. 28464/ 1971. | Muzeul Național de Istorie a României, București        | Cimec    |
|      | Pelerina generalului Alexandru Averescu | Datare: 1916-1918 Dimensiuni: L= 1330 mm, l (umeri)= 700 mm, l (poale)= 3200 mm Material: postav; pânză; metal | Pelerina de campanie. Este din postav gros, gri-cenușiu, fără mâneci, cu tăieturi pe laturi, pentru mâini; are guler lat și este evazată la poale. La gât are două rozete metalice (având forma unor capete de lei), care se leagă printr-un lanț subțire (alcătuit din 5 zale), prevăzut cu două inele metalice. În interior este căptușită cu pânză. Are și glugă, din același material. Pelerina se închide în față, cu 4 nasturi. În anul 1912, avându-se în vedere cerințele războiului modern, cu precădere necesitatea adaptării la teren, se adoptă în Armata Română o nouă ținută de campanie, care a fost în dotare și în anii Primului Război Mondial. Cu acest prilej s-a introdus portul unei pelerine tot din postav gros, alături de mantaua de postav. | Muzeul Național de Istorie a României, București        | Cimec    |
|      | Steag | Datare: 1678 - 1688 Școală: Medievală Dimensiuni: I=1750mm; LA=1560 mm. Material: mătase; ulei | Pe fond de mătase este pictat Isus așezat pe tron, pe o pernă roșie, cu mâna dreaptă întinsă și în mâna stângă ține o carte deschisă pe genunchi. În partea mânii drepte sunt trei stele și o inscripție cu litere chirilice. Capul lui Isus este înconjurat de o aureolă aurie pe care sunt inscrise litere ale alfabetului grec. Isus este înveșmântat cu o cămașă roșie, lungă până la glezne, bordată la gât și la umăr cu o bandă aurie. Pe umărul stâng poartă o mantie albastră care înfășoară în falduri, mijlocul și picioarele. Tălpile goale se sprijină pe o pernă de culoare închisă. Din punct de vedere al reprezentării iconografice se aseamănă cu icoana Deisis de la Vălenii de Munte, din a doua jumătate a sec. XVII, aflată în patrimoniul Muzeului Național de Artă. Se pare că acest steag a însoțit oastea Țării Românești condusă de voievodul Șerban Cantacuzino la asediul Vienei în 1683. | Muzeul Național de Istorie a României, București        | Cimec    |
|      | Cupă omagială consacrată Congresului de pace de la Paris | Datare: 1856 Dimensiuni: Î= 240 mm, D(picior)= 105 mm, l(fațetă)= 60 mm, L(fațetă)= 80 mm. Material: bronz | Cupă cu portretele delegaților marilor puteri europene la Congresul de pace de la Paris din martie 1856. Este de formă hexagonală și pe cele șase fațete sunt gravate stemele țărilor participante la congres: Franța, Rusia, Austria, Anglia, Turcia, Sardinia, iar deasupra, de jur împrejur, efigiile delegaților acestor țări. Sub portrete sunt înscrise numele lor: De Burquene Walewski, De Bvol. De Hubner, De Clarendon Cowley, Aali Pacha Mehmed Dieml, De Cavour Odevilla, Orloff Peerunow. În partea inferioară a fiecărei fațete, central, este aplicat (din metal) câte un cap de berbec. Pe picior sunt gravate 4 medalioane: 2 portrete, o stemă (un vultur cu zborul deschis) și inscripția "Congres de Paris". Pe capac se află o statuetă, o femeie șezând, reprezentând-o pe zeița dreptății. Cupa a aparținut lui Vasile Boerescu care a făcut parte din delegația României la Congresul de la Paris din 1856. | Muzeul Național de Istorie a României, București        | Cimec    |
|      | Călimară care a aparținut generalului Gh. Magheru | Datare: 1840 - 1880 Dimensiuni: L= 120 mm, l= 100 mm, Î= 120 mm, Î (capac)= 40mm, D (capac)= 80 mm. Material: cristal; metal | Călimara are formă paralelipipedică, cu margini fațetate. Capacul este rotund și rabatabil, fiind prins de călimară prin două inele metalice. Piesa este confecționată din cristal de culoare albastră. În interiorul recipientului se află un strat gros de cerneală uscată. A aparținut lui Gh. Magheru, membru al guvernului revoluționr și general al "tuturor oștirilor neregulate". | Muzeul Național de Istorie a României, București        | Cimec    |
|      | Epoleți ai generalului Constantin Prezan | Datare: 1916-1918 Dimensiuni: L= 190 mm, Î= 110 mm, l= 60 mm Material: metal comun; fir auriu | Sunt epoleți de la ținuta de ceremonie, confecționați din metal galben, având pe oval câte o stea în cinci colțuri. Pe partea bombată este prinsă coroana regală, încadrată de doi bumbi. Din marginea ovalului pleacă franjuri din fir metalic galben, lungi de 11 cm. Banda lată este metalică, sub formă de solzi. | Muzeul Național de Istorie a României, București        | Cimec    |
|      | Chipiu al generalului Eremia Grigorescu | Datare: 1916-1918 Școală: Parkington Dimensiuni: L = 240 mm, l = 190 mm, Î = 100 mm Material: postav; lac; metal; fir aurit | Chipiu de general de corp de armată. A aparținut lui Eremia Grigorescu, comandantul Armatei I române în timpul Primului Război Mondial. Este din postav de culoare verde-cenușiu, având pe galonul de general o broderie lată din fir canetil-aurit, trei rânduri de frunze de stejar, caracteristice gradului de general de corp de armată. Cozorocul este din lac, deasupra căruia, în centru, apare soarele cu o stea în cinci colțuri – semn distinctiv pentru generali. Trei trese din fir auriu înconjoară chipiul în zona centrală, iar altele trei, tot din fir auriu, apar pe partea verticală, acestea fiind corespunzătoare gradului de general de corp de armată. Chipiul are pereții laterali puțin turtiți. Pe partea interioară, central, apare un blazon cu inscripția „Trade Mark", iar sub el, numele atelierului: „Parkington". Modificările intervenite la uniformele Armatei Române la începutul Primului Război Mondial, au adus introducerea pentru ținuta de ceremonie a chipiului verde-cenușiu, în afara celui de campanie, prevăzut cu o singură tresă pentru toate gradele. | Muzeul Național de Istorie a României, București        | Cimec    |
|      | Uniformă de soră de caritate, care a aparținut reginei Maria | Datare: 1916-1918 Dimensiuni: Rochia: L =1350 mm, l (talia) =420 mm Șorțul: L =1170 mm, l =1100 mm Material: pânză | Uniforma de soră de caritate a aparținut Reginei Maria, fiică a ducelui de Saxa-Coburg și Gotha și a marii ducese Maria Alexandrovna, în anii Primului Război Mondial. Uniforma este compusă din două piese: rochie și șorț. Rochia este din pânză albă, groasă, lungă și se închide în față. Are cordon la mijloc. Șorțul este prevăzut cu un buzunar în față, iar în partea de sus este redat însemnul Crucii Roșii. În împrejurările grele ale participării României la Primul Război Mondial, Regina Maria a încurajat și împărtășit cu toată țara suferințele și eforturile Armatei Române, alinând și îngrijind răniții. Participă la reorganizarea serviciului sanitar, înființează echipe sanitare „Regina Maria", spitale de campanie, trenuri sanitare. | Muzeul Național de Istorie a României, București        | Cimec    |
|      | Cupă a domnitorului Ioan Sandu Sturza | Datare: 1828 Dimensiuni: Î = 210 mm, D = 125 mm, d = 85 mm Material: alamă argintată | Cupa se susține pe trei picioare, are o toartă și un capac. La extremitățile vasului, pe capac, în partea opusă toartei, sunt ornamente incizate, formând motive geometrice și florale. Tot aici, într-un medalion bogat ornamentat în exterior, apare o inscripție circulară în limba română, cu caractere chirilice ("Ion Sandu Sturza v.v. let 1828") ce mărginește stema Moldovei - scut bicartelat, dextra: capul de bour cu stea între coarne, senestra: o pasăre cruciată cu zborul deschis; de o parte și de alta a medalionului ornamente florale. În registrul superior sunt trei steluțe, deasupra capacului se află o protuberanță de forma unei bile, iar deasupra mânerului o tijă curbă folosită la închiderea și deschiderea vasului. | Muzeul Național de Istorie a României, București        | Cimec    |
|      | Casetă | Datare: 1938 Școală: Atelier necunoscut Dimensiuni: H=11m, L=150 mm, l=114 mm, G=444,73 g. Material: argint | Casetă din argint, de formă octogonală în care a fost depusă inima reginei Maria, în anul 1938. Caseta are pereții curbați și un capac cu buton. Pe reversul casetei sunt inscripționate coroana regală și două inițiale "B.F.". | Muzeul Național de Istorie a României, București        | Cimec    |
|      | Epoleți ai regelui Carol I | Datare: 1900 - 1914 Dimensiuni: L = 122 mm, l = 63 mm, G = 218,850 gr Ag 750 gr la o mie Material: postav; fir de aur; argint | Epoleți mici de mareșal (al armatei ruse) - de la ținuta de zi -, simpli, plați, din șnur de fir din aur și argint cu aplicații. Cifrul regal "C. C" (din aur) este fixat pe două însemne ale gradului de mareșal (bastoane) încrucișate, din argint, și timbrat de o coroană regală. Epoleții sunt executați din 3 șnururi din fire de argint și aur, împletiți în formă de "8"- uri, întrepătrunse, și cusuți pe un postav alb. Argintul a fost expertizat de Banca Națională, conform buletinului de analiză nr. 28463/ 1977. | Muzeul Național de Istorie a României, București        | Cimec    |
|      | Epoleți ai regelui Carol I | Datare: 1900 - 1914 Dimensiuni: Î= 73mm, D= 162 mm, G= 701,26 gr Ag 750 gr la o mie. Material: metal; postav; argint; fir de aur; catifea; piele, | Epoleți de mareșal (al armatei ruse) - ținută de ceremonie. Au formă ovală cu o ramă metalică lată și bombată, iar în centrul sunt aplicate, pe postav, două însemne ale gradului de mareșal (bastoane), încrucișate, din argint, suprapuse de cifrul Regelui Carol I și timbrate de o coroană. Pe părțile laterale se află dispuse 38 și respectiv 37 de franjure în formă de spirală, rigide, din metal alb. Au un galon din fir de metal alb, cu fir negru. În interior, franjurile sunt fixate pe piele căptușită cu catifea neagră, iar galonul pe postav roșu. Argintul a fost expertizat de Banca Națională, conform buletinului de analiză nr. 28464/ 1977. | Muzeul Național de Istorie a României, București        | Cimec    |
|      | Toc-pană care a aparținut regelui Carol I | Datare: 1881 - 1914 Școală: Casa Radivon Dimensiuni: L= 226 mm; l= 24 mm, G= 9,35 gr Aur= 375 gr la mie Material: aur; diamante | Toc din aur cu tubul lung, terminat în formă de pană de pasăre, cu părțile inegale. Penița "H and K" este din aur. Nervura este bătută parțial cu diamante minuscule, 26 bucăți (nu sunt expertizate). Pe cap este gravat numele atelierului unde a fost fabricat "Radivon" și inscripția "regelui seu". Aurul a fost expertizat de Banca Națională prin buletinul de analiză nr. 28461/ 1977 | Muzeul Național de Istorie a României, București        | Cimec    |
|      | Toc-pană care a aparținut regelui Carol I | Datare: 1881 - 1914 Școală: Resch Dimensiuni: L= 217 mm, l= 26,8 mm, G= 16,03 gr Aur = 500 gr la o mie Material: aur; rubine; diamante | Toc din aur cu tijă prelungită și o peniță din metal comun, detașabilă, fixată la capăt. Nervura este bătută parțial cu 9 diamante minuscule (nu sunt expetizate), alternând cu 7 rubine minuscule (nu sunt expertizate). Penița este marca Soennecken - Bonn - 580, în timp ce tocul este marcat Resch (bijutierul Casei regale a României). Piesa a fost expertizată de Banca Națională, conform buletinului de analiză nr. 28461/ 1977. | Muzeul Național de Istorie a României, București        | Cimec    |
|      | Costum de ceremonie aparținând lui Nicolae Titulescu | Datare: 1/2 sec. XX. Școală: Hill Brothers Dimensiuni: L frac=1200 mm; l frac=1100mm; l mânecă=640 mm; L pantalon=1200 mm; Talie=1100 mm. L vestă=470 mm; l vestă=1100mm; L vestă=470 mm; l vestă=1100mm; Material: stofă | Costumul se compune din trei piese, frac, pantalon și vestă. Fracul este realizat din stofă de culoare bleu marin. Reverele sunt pe față dublate cu rips. Mânecile sunt căptușite cu mătase de culoare albă, iar fracul, în interior cu mătase de culoare bleu marin. Pe interior, în partea dreaptă fracul prezintă un buzunar, cu etichetă, al cărei conținut este următorul: "HILL BROTHERS LONDON LTD Mrs Prf. N. Titulesco". Eticheta conține totodată și dimensiunile piesei, fiind indicată și nuanța de bleu marin pe care o are. Pantalonul este confecționat din aceeași stofă de culoare bleu marin, cu vipușcă dublă de aceeași nuanță. În partea superioară a pantalonului, în spate se află o gaică cu cataramă, de care se prindeau două bretele (confecționate din pânză de culoare neagră). Pe suprafața cataramei se află inscripția: "BRITISH". Vesta este confecționată din bumbac, având piepții realizați dintr-o pânză mai groasă, în timp ce spatele este croit din pânză cu o textură mai fină. Partea din spate prezintă un cordon, format din două fragmente, care se închide printr-o cataramă, pe suprafața căreia apare inscripția "SULKA". Pe reversul unui fragment al cordonului se află o etichetă cu următorul conținut: "A. SULKA and COMPANY - 2 Rue de Castiglione PARIS. LONDON, NEW YORK, CHICAGO - M N. Titulesco". Vesta se încheie în față cu 4 nasturi din sidef, având și 4 buzunare (dispuse câte două, pe piepți). | Muzeul Național de Istorie a României, București        | Cimec    |
|      | Chipiu al medicului Carol Davila | Datare: 1876 - 1884 Dimensiuni: L= 230 mm, D = 160 mm; Î= 100 mm Material: catifea; mătase; carton; pânză; fir auriu | Chipiul este în grad de general de brigadă, ținută de campanie. Are pereții drepți în față și pe părțile laterale, iar la spate sunt arcuiți. Cozorocul este drept, având colțurile rotunjite, fiind executat din carton. Suprafața părții superioare a chipiului și jumătate din calotă sunt acoperite cu pânză roșie, iar restul chipiului este îmbrăcat cu catifea neagră peste care sunt trei rânduri de frunze de stejar executate din fir auriu. Fundul chipiului este rotund și pe el se află un nod alcătuit din patru rânduri de trese; la împreunarea fundului chipiului cu pereții, apare o tresă circulară, iar pe pereții verticali - câte trei (însemnul de pe chipiu pentru generali). În față, deasupra cozorocului, este o cocardă tricoloră peste care este prinsă torsada - formată din trese verticale. Acest model a fost în dotarea corpului ofițeresc al armatei române din anul 1873, păstrându-se, cu mici modificări, până în preajma primului război mondial. | Muzeul Național de Istorie a României, București        | Cimec    |
|      | Epoleți ai generalului francez Henri Berthelot | Datare: 1916-1918 Dimensiuni: L =190 mm, l =125 mm, Î =70 mm Material: mătase; postav; metal; fir auriu | Sunt cusuți cu mătase galbenă, iar marginea ovalului este ornată cu fir auriu, care se termină cu 30 de ciucuri metalici. Fiecare epolet este prevăzut cu un nasture metalic, auriu, ornamentat cu însemnul infanteriei, așezat la extremitatea părții dreptunghiulare. Pe interior sunt căptușiți cu postav negru. | Muzeul Național de Istorie a României, București        | Cimec    |
|      | Bicorn al generalului francez Henri Berthelot | Datare: 1914-1918 Dimensiuni: L =440 mm, l =150 mm, H =105 mm Material: postav; mătase; metal; pene de struț | Are formă alungită și este lucrat din postav neagru, peste care s-a aplicat o pânză aurie. Este prevăzut cu fireturi din mătase aurie, prinse cu un nasture (tot auriu) de cele două laturi. Sub șnur se află două rozete cu tricolorul francez, iar partea superioară a bicornului este acoperită cu un penaj negru (9 pene de struț). Pe căptușeala interioară, confecționată din atlas alb, este trecut numele și adresa atelierului: „E. Bidal, 3 Rue Richelieu – Paris". | Muzeul Național de Istorie a României, București        | Cimec    |
|      | Biroul lui Costache Negri | Datare: 1840 - 1876 Dimensiuni: Î=1365 mm; L=1100 mm; l=740mm Material: lemn de nuc; lemn de cireș | Este realizat în stil bidermayer; compus din două părți care formează un corp comun: masa biroului - are câte patru sertare mici pe laterale și un sertar în partea centrală, o etajeră, cu câte două sertare, într-o parte și alta, încadrează un raft mic pentru cărți. Pe marginea etajerei și pe lateralele tăbliei biroului este o bordură din lemn realizată din semicercuri, care se întretaie unul pe altul, ca un gărduleț. Biroul provine de la proprietatea lui C. Negri, de la Mînjina, locul de întâlnire al viitorilor conducători munteni și moldoveni, ai revoluției de la 1848. | Muzeul Național de Istorie a României, București        | Cimec    |
|      | Baston al episcopului Ilarion al Argeșului | Datare: 1832 Dimensiuni: L = 1190 mm, D = 50 mm, d = 10 mm Material: lemn; fildeș; metal; email albastru | Are o formă alungită, este drept și se subțiază de la partea superioară spre cea inferioară. La capătul inferior are o îmbrăcăminte din metal alb ce formează la extremitate o bilă mică. În partea superioară, în porțiunea de care este susținut, bastonul are o formă îngroșată, fiind lucrat din fildeș și email. Pe porțiunea din fildeș, bastonul are aplicată o inscripție și o coroană arhierească, iar pe porțiunea din email apar frunze aurite dispuse circular; porțiunea dintre cele două extremități este din lemn. Pe porțiunea lucrată din fildeș sunt gravate inscripțiile: "Ilarion episcop Argișului", "Curtea de Argeș, iunie 21, anul 1832", scrise în limba română cu alfabet chirilic. | Muzeul Național de Istorie a României, București        | Cimec    |
|      | Steagul revoluționarilor români din Transilvania | Datare: 3/15 mai 1848 Dimensiuni: L = 1930 mm, H = 1050 mm Material: mătase roșie-galben-albastră | Pânza tricoloră, de formă dreptunghiulară, are una din laturi terminată, pentru fiecare culoare în parte, sub formă de unghi, cu vârful în exterior. Culorile sunt dispuse orizontal, cu albastru în partea superioară, galben la mijloc și roșu în partea inferioară; pe fâșia de culoare galbenă se află aplicată, tot din mătase, inscripția "3/15 Mai 1848", data la care a avut loc adunarea de la Blaj. La 3/15 mai 1848, sub flamurile acestui steag, cetele de moți de sub conducerea lui Avram Iancu au participat la adunarea națională de pe Câmpia Libertății din Blaj, care a marcat începutul revoluției românilor din Transilvania. După revoluție, steagul s-a păstrat în podul casei părintești a lui Avram Iancu din comuna Vidra de Sus, unde a fost găsit de familia Gomboș, ai cărei membri au luat parte activă la acțiunile revoluționare din Munții Apuseni. În anul 1906, protopopul Iosif Gomboș l-a predat Casinei române din Abrud, iar în anul 1909 steagul a fost trecut dincoace de Carpați și încredințat familiei Pușcariu, de origine ardeleană, stabilită la București; în anul 1929 inginerul Valeriu Pușcariu l-a donat Muzeului Militar Național; în anul 1971 intrând în patrimoniul muzeului. | Muzeul Național de Istorie a României, București        | Cimec    |
|      | Steagul lui Tudor Vladimirescu | Datare: 1821 Dimensiuni: L = 1560 mm, Î = 1460 mm Material: mătase; vopsea | Pânza de formă dreptunghiulară, este formată din fețe de mătase gălbuie, din care nu se mai păstrează decât unele părți, pe care se văd urmele picturii, distrusă în cea mai mare parte, și din căptușeala de mătase albastră, mai bine conservată; totul este introdus în tul dublu. Pictura, acum foarte deteriorată, reprezenta inițial Sf. Treime, având în dextro pe Sf. Teodor Tiron, patronul Slugerului T. Vladimirescu, iar în senestra pe Sf. Gheorghe, considerat aducător de biruință; sub Sf. Treime, în interiorul unei ghirlande de frunze de dafini, era redată o acvilă neagră, conturată, cruciată, cu sborul jos-întruchipând stema Țarii Românești- sub care figura datarea "1821 Ghenarie", scrisă cu litere chirilice, ca și versurile ce încadrau stema. | Muzeul Național de Istorie a României, București        | Cimec    |
|      | Baston al mareșalului Alexandru Averescu | Datare: 1916 - 1918 Dimensiuni: L =890 mm, D =30 mm, d= 15 mm Material: lemn; metal | A fost dăruit generalului Al. Averescu de către locuitorii Moldovei. Este din lemn, cu intarsii de frunză de stejar și ghindă, și mâner curbat în formă de semicerc. Vârful și capătul mânerului sunt din metal. De-a lungul bastonului, sub formă de spirală, apar ramuri cu frunze de stejar și ghinde (metalice). Pe fiecare frunză este gravat numele unor localități unde au avut loc bătălii sub conducerea generalului Averescu: "Cireșoaia, Lesuntul, Muncel, Varnița, Momâia, Coșna, Oituz, Râmnicu - Sărat, Cașin, Putna, Mizil, Răchitașu, Cricov, Teleajen, Buzău, Prahova, Predeal, Pralea, Mănăești, Dragoslavele, Flămânda, Șușița, Azaplar, Bunar Misar, Milcov, Rasova". În vârf este gravată monograma „A.A.", iar pe inelele metalice din partea superioară sunt gravate inscripțiile: „1916-1918" (primul inel) și „Războiul întregirii neamului" (al doilea inel). Ambele inscripții sunt perlate. O a treia inscripție se află pe mâner, într-un medalion perlat: „Mărăști". | Muzeul Național de Istorie a României, București        | Cimec    |
|      | Robă și tocă de doctor honoris causa al Universității Oxford aparținând lui Nicolae Iorga | Datare: 1930 Școală: Adamson Dimensiuni: L robă=1440 mm; l robă=2310 mm; L mânecă=640 mm; l mânecă=540 mm; l latură=240 mm; D=140 mm; l bor=60 mm; Material: stofă; mătase. | Roba este realizată din stofă de culoare roșie, cu mânecile și reverul dublate în exterior cu mătase de culoare gri. Mânecile sunt evazate, încrețite la umăr, iar pelerina în spate, prezintă în partea superioară o platcă semicirculară, în prelungirea căreia materialul este dispus cloche. În interiorul robei se află o etichetă din mătase albă cu imaginea Universității Oxford și următoarea inscripție: "ADAMSON - S LTD 39 SACKVILLE SI. WI. OXFORD and CAMBRIDGE". Toca are forma pătrată , fiind confecționată din stofă de culoare neagră. În interior prezintă un bor semicircular prins în doi nasturi, precum și o etichetă, cu următoarea inscripție: "ADAMSON - SLTD HATTERS, OXFORD, 39 SACKVILLE ST. PICCADILLY, W. AND CAMBRIDGE". | Muzeul Național de Istorie a României, București        | Cimec    |
|      | Fructieră aparținând regelui Ferdinand și reginei Maria a României | Datare: Sf. sec. XIX. Școală: Atelier german necunoscut Dimensiuni: D=285 mm; H=405 mm;G=1450 g; Titlu argint 800 la mie. Material: argint | Fructiera este realizată din argint, cu partea superioară sub formă de floare stilizată cu 4 petale. Pe marginile ondulate sunt aplicate patru motive florale. Interiorul fructierei este aurit. Piciorul se compune dintr-o statuetă, în formă de copil, care susține cu brațele cupa fructierei. Statueta se sprijină pe un postament cu patru piciorușe, decorat cu motive vegetale și florale decupate. Lateral dreapta și stânga, precum și lângă brațul drept al copilului se află trei narcise. Pe suprafața postamentului, anterior și posterior sunt gravate inițialele "F-M", surmontate de coroana regală. | Muzeul Național de Istorie a României, București        | Cimec    |
|      | Fructieră aparținând regelui Ferdinand și reginei Maria a României | Datare: Sf. sec. XIX. Școală: Atelier german necunoscut Dimensiuni: D=285 mm; H=405 mm;G=1783 g; Titlu argint 800 la mie. Material: argint | Fructiera este realizată din argint, cu partea superioară sub formă de floare stilizată cu 4 petale. Pe marginile ondulate sunt aplicate patru motive florale. Interiorul fructierei este aurit. Piciorul se compune dintr-o statuetă, în formă de copil, care susține cu brațele cupa fructierei. Statueta se sprijină pe un postament cu patru piciorușe, decorat cu motive vegetale și florale decupate. Lateral dreapta și stânga, precum și lângă brațul drept al copilului se află trei narcise. Pe suprafața postamentului, anterior și posterior sunt gravate inițialele "M-F", surmontate de coroana regală. | Muzeul Național de Istorie a României, București        | Cimec    |
|      | Cristelnița în care a fost botezat principele Carol | Datare: 1893 Școală: Atelier necunoscut Dimensiuni: D cupă=210 mm; D picior=160 mm; H=710 mm. Material: metal comun | Cristelnița are forma unui pocal mare, adânc, cu picior înalt, fiind realizată din metal comun. Pe suprafața cupei, anterior, se distinge într-un medalion, scena botezului. Aceasta reproduce chipul lui Isus, care ține în mână un copil deasupra unei cristelnițe, ceea ce sugerează actul botezului. În fața lui se află Masa Sfântă, pe care sunt așezate Evanghelia și o cruce. Apar de asemenea două lumânări, de o parte și de alta a mesei, iar deasupra acestora apare porumbelul, încadrat într-un soare (simbolul Sfintei Treimi). În interiorul medalionului, deasupra scenei propriu zise a botezului se află inscripția: "BOTEDAT IN ISUS XRISTOS", cu litere incizate, iar dedesubt apare numele principelui "CAROL". Medalionul este dispus în partea de mijloc a cupei continuându-se cu o bandă circulară cu motive florale incizate. Pe suprafața cupei apare o ornamentație care poate sugera apa, dar este posibil ca motivele respective să semnifice ochiul, semn al religiei creștine. Lateral, cupa prezintă două mânere. Piciorul cristelniței prezintă o serie de inscripții, al căror conținut are o mare importanță istorică. Un prim registru conține cinci rânduri, încadrate de motive vegetale gravate, cu următorul text: "PRINȚUL CAROL NĂSCUT LA 3 OCTOMBRIE/A FOST BOTEZAT LA 17 OCTOMBRIE ACELAȘI AN DE I.P.S.S. GHINADIE MITROPOLITUL UNGROVLAHIEI EXARCH AL PLAIURILOR/PRIMAT AL ROMÂNIEI ȘI PREȘEDINTE AL SFÂNTULUI SINOD/NAȘA FIIND A.S. IMPERIALĂ MARIA DUCESA DE COBURG GOTHA". Al doilea registru cuprinde doar trei rânduri: ACEST BAPTISERIU SA DĂRUIT LA BOTEZ/DE CĂTRE I.P.S.S. MITROPOLITUL PRIMAT GHENADE/FAMILIEI REGALE". La baza acestor inscripții sunt incizate trei benzi, prima și ultima simple, iar cea de-a doua prezintă motive florale, deosebite de cele existente pe suprafața cupei. Numele participanților la botez sunt de asemenea menționate, fiind incizate sub cea de-a treia bandă: "M.M.L.L. REGELE ȘI REGINA, A.A.L.L.R.R. PRINCIPELE ȘI PRINCIPESA DE HOHENZOLERN ȘI MAREA DUCESĂ XENIA DE RUSIA". | Muzeul Național de Istorie a României, București        | Cimec    |
|      | Serviciu de birou al familiei regale | Datare: 1893. Școală: Atelier necunoscut Dimensiuni: H=268 mm; L=540 mm; l=320 mm; L mapă=300 mm; l mapă=230 mm; grosime mapă=18 mm. Material: argint; lemn; catifea; cristal | Serviciul de birou a fost oferit reginei Maria cu ocazia căsătoriei sale cu principele Ferdinand de către tatăl său, ducele de Edinburgh. Serviciul este format din cinci piese, postament din lemn, suport din argint cu două călimări, și mapă. Postamentul de lemn este înalt, de formă dreptunghiulară. Pe suprafața acestuia apar inscripțiile următoare: "TO MRM. PRINCESS MARIE OF EDINBURGH/ON HER MARIAGE/FROM THE ROYAL OFFICERS SERVING IN THE PLYMOUTH COMMAND/UNDER H.R.H. THE DUKE OF EDINBURGH/COMMANDER ÎN CHIEF", frontal, iar în spate "M" încoronat și data de 10 ianuarie 1893. Suportul, din argint, se sprijină pe patru picioare, sub formă de leu. Călimările sunt realizate din cristal alb, cu ramă și capac din argint (montate pe suport). La mijloc, este așezată o statuetă reprezentând-o pe Atena, pe un postament prismatic, cu patru steaguri emailate (steagul Marii Britanii și a României) și un scut oval și două ancore cu lanț. Steagurile, scutul și postamentul sunt mobile. Mapa de birou, din piele, are coperta superioară ferecată cu argint, pe care sunt aplicate două steaguri emailate alb, roșu (steagul Marii Britanii) albastru o coroană și litera "M". În interior este rips morat, mapa prezentând și un locaș pentru hârtie. | Muzeul Național de Istorie a României, București        | Cimec    |
|      | Ceas al lui Armand Călinescu | Datare: 7 iulie 1939 Școală: Atelier elvețian Dimensiuni: L ceas=25 mm; L ceas=22 mm; L curea ceas=190mm; l curea ceas=20 mm Material: metal; piele | Este un ceas de mână, elvețian de formă dreptunghiulară, cu o curea nouă din piele maro. Cadranul prezintă cifre arabe, și inscripția "H. WEISS BUCUREȘTI". Sub cifra 6 apare inscripția Swiss. Remontoarul este situat pe latura de jos a ceasului. Pe capac apare inscripția "Primului" de la Radu, 4/7/1939. | Muzeul Național de Istorie a României, București        | Cimec    |
|      | Platou omagial oferit regelui Ferdinand al României | Datare: 20 mai 1920 Școală: Atelier necunoscut Dimensiuni: D=433 mm; G=1100 g. Material: metal comun | Platoul are forma rotundă, fiind realizat din metal comun. Bordura este lobată, prezentând patru lobi mari în care sunt incluși alți trei lobi mai mici, fiind decorată cu șănțuiri radiale și motive vegetale dispuse în vrej, intercalată cu patru medalioane cu inscripția: "Zemstvele - Județelor - Basarabia - Chișinău, 4 X 1869". În centrul platoului se află inscripția Bine veniți! 20 V 1920", încadrată de o ghirlandă de flori. Pe margine sunt gravate numele județelor: "Orhei - Bălți - Hotin-Soroca - Tighina - Cetatea Albă". Pe bordura platoului se remarcă un ponson "B.A". Pe spate are sudată o agățătoare din metal comun și ponson. | Muzeul Național de Istorie a României, București        | Cimec    |
|      | Platou omagial oferit regelui Ferdinand al României | Datare: 20 mai 1920 Școală: Atelier necunoscut Dimensiuni: D=420 mm; G=1420 g; Titlu argint 875 la mie. Material: argint | Platoul are forma rotundă, fiind realizat din argint. Bordură este festonată, prezentând trei grupe a câte trei lobi între care se află un feston unghiular, fiind ornamentată cu vrejuri și motive geometrice aurii precum și ghirlande care închid monograma regelui Ferdinand și a reginelor Maria și Elisabeta, timbrate de către o coroană. În centrul platoului se află inscripția: "Maiestății Sale Regelui Ferdinand I Domnitorul tuturor Românilor - Comuna orașului Chișinău, 20 V 1920". Pe marginea bordurii se află ponsonul "B.A.". Pe spate platoul are sudată o agățătoare din metal comun. | Muzeul Național de Istorie a României, București        | Cimec    |
|      | Platou omagial oferit regelui Carol al II-lea al României | Datare: 1874 Școală: Sazicov Dimensiuni: D=470 mm; G=4195 g; Titlu argint 875 la mie. Material: argint | Platoul este rotund, fiind realizat din argint. Bordura este mărginită spre exterior cu o pseudotorsadă, iar spre interior cu crenile, iar pe suprafața ei sunt aplicate radial 8 plăcuțe decorate prin ștanțare cu motive geometrice. Spațiile dintre plăcuțe sunt decorate cu motive vegetale geometrizate. Pe spatele platoului este fixată în 4 șuruburi o floare de argint pliată imitând un ștergar popular românesc cu capetele decorate cu motive geometrice perforate. Pe ștergar este gravată inscripția: "Majestății Sale Regelui Carol al II lea. Primăria Municipiului Chișinău. 3 iunie 1935". Piesa este marcată "SAZICOV", "B.C.-1874". | Muzeul Național de Istorie a României, București        | Cimec    |
|      | Proiectil oferit de către Societatea Metrom regelui Carol al II-lea | Datare: 1940. Școală: Becker Emil W. Dimensiuni: D mare=140mm; D mic=120 mm; D bază=45 mm;L=360 mm; G=2315 g; Titlu aur 583 la mie, titlu argint 800 la mie. Material: aur; argint | Proiectilul a fost oferit de către Societatea Metrom din Brașov, înființată în 1935, regelui Carol al II-lea. Piesa este realizată din aur (77% din suprafața totală) și argint (23%). Central, dar și în partea de jos prezintă inscripții, care sunt încadrate într-o panglică înnodată sub formă de fundă, decorată cu motive vegetale, florale, spice de grâu. Prima inscripție gravată, cu literele în relief, cuprinde cifra regelui Carol al II-lea, cei doi "C" adosați și intercalați, surmontată de coroana regală și încadrată de datele "8 iunie 1930" și "8 iunie 1940", ceea ce denotă faptul că proiectilul a fost oferit regelui la aniversarea a zece ani de domnie. Cea de-a doua inscripție, are următorul conținut: "M.S. REGELUI CAROL II/ ÎNTEMEIETORUL INDUSTRIEI DE ÎNARMAREA ȚĂRII/ CA UN OMAGIU DIN PARTEA SOC. METROM/ ÎNFIINȚATĂ LA 1935 ȘI PUSĂ/ÎN FUNCȚIUNE LA 1937". Proiectilul este gol în interior, și se deșurubează. Acesta este așezat într-o cutie de formă paralelipipedică, din piele de culoare albastră , proiectilul fiind așezat pe un suport de catifea bleumarin. Cifra regelui Carol al II-lea se găsește atât în interiorul cutiei cât și pe capacul acesteia. Cutia este căptușită și cu atlas de culoare crem, cu semnătura EMIL W. BECKER SCULPTOR". | Muzeul Național de Istorie a României, București        | Cimec    |
|      | Tui capturat la Vidin | Datare: 1877 - 1878 Dimensiuni: Î= 3200 mm, D= 45 mm Material: lemn; metal comun; lână; păr de cal | Tuiul pașei de Vidin capturat în timpul războiului de independență. Tuiul este alcătuit dintr-o hampă din lemn, fiind îmbrăcată în partea inferioară într-o țesătură multicoloră, care se continuă în partea superioară printr-o țesătură din fir textil și păr de cal, peste care se răsfrânge liber. Mai sus de acesta, imediat sub vârful de bronz, se găsește montat, în jurul hampei, păr de coadă de cal, împletit în șase codițe. Vârful de bronz este alcătuit dintr-o parte tronconică, întreruptă la mijloc de o sferă și terminată în partea superioară cu o semilună, în interiorul căreia se află o stea cu nouă raze. Tuiul era acordat fiecărui comandant al unui corp de armată considerabil, din armata otomană. A fost capturat de trupele române la Vidin, în februarie 1878. Inițial s-a păstrat la Arsenalul Armatei Române. | Muzeul Național de Istorie a României, București        | Cimec    |
|      | Fructieră aparținând regelui Ferdinand și reginei Maria a României | Datare: Sf. sec. XIX. Școală: Atelier german necunoscut Dimensiuni: D=285 mm; H=405 mm; G=1410 g; Titlu argint 800 la mie. Material: argint | Fructiera este realizată din argint, cu partea superioară sub formă de floare stilizată cu 4 petale. Pe marginile ondulate sunt aplicate patru motive florale. Interiorul fructierei este aurit. Piciorul se compune dintr-o statuetă, în formă de copil, care susține cu brațele cupa fructierei. Statueta se sprijină pe un postament cu patru piciorușe, decorat cu motive vegetale și florale decupate. Lateral dreapta și stânga, precum și lângă brațul drept al copilului se află trei narcise. Pe suprafața postamentului, anterior și posterior sunt gravate inițialele "M-F", surmontate de coroana regală. | Muzeul Național de Istorie a României, București        | Cimec    |
|      | Sigiliu | Datare: 1857 Dimensiuni: D = 40mm Material: bronz; lemn | Sigiliul Adunării Ad - hoc din Țara Românească. Are formă rotundă. În câmp apare stema Țării Românești, acvila cruciată, conturnată și încoronată cu zborul larg deschis, ținând în ghiară, dextra - o spadă, senestra - un sceptru. Inscripție circulară, cu caractere latine, majuscule, "Adunarea Ad-hoc a României 1857". Sigiliul este prevăzut cu o bordură liniară, dublă, intercalată de un brâu ornamental. Mănerul este din lemn. | Muzeul Național de Istorie a României, București        | Cimec    |
|      | Uniformă militară | Datare: 1895 - 1914 Școală: Rosenfeld Dimensiuni: Veston L = 680 mm, l = 460 mm; L mânecă = 610 mm L pantalon = 1020 mm Chipiu Î = 95 mm, D = 160 mm, Î (cu egretă) = 360 mm Material: fir de aur; catifea; metal comun; mătase; postav; egretă; atlas | Uniformă de ceremonie, în grad de general de artilerie, care a aparținut Regelui Carol I. Uniforma cuprinde: chipiu, egretă, tunică, epoleți (2 bucăți), leduncă, pantaloni. Chipiul: confecționat din postav bleumarin, are o bandă aurie formată din trei rânduri de frunze de stejar lucrate cu fir auriu, fixate pe postav roșu. În partea din față, în centru, se află o rozetă din panglică tricoloră și o stea aurie în 5 colțuri. Chipiul este căptușit cu atlas alb; în centru apare stema familiei regale, iar dedesubt numele atelierului: "Rosenfeld, Bucuresci". Cozorocul este lăcuit, iar egreta este din pene de stârc. Tunica: din postav maro, căptușit cu catifea neagră; pe guler sunt însemnele artileriei - o grenadă cu bombă și flăcări în șapte vârfuri; pe umeri galonul gradelor superioare din fir auriu. Are două rânduri a câte șapte nasturi metalici aurii, având gravat însemnul artileriei. Pe spate, central, sunt 6 nasturi aurii gravați, iar pe fiecare mânecă câte un nasture auriu. Epoleții: sunt cu solzi cizelați, având patru stele. Ledunca: din fir auriu, iar cartușiera este metalică, având pe capac însemnul artileriei și al infanteriei. Pantalonii sunt din postav bleumarin, cu lampas dublu din postav roșu. | Muzeul Național de Istorie a României, București        | Cimec    |
|      | Uniformă militară a Regelui Ferdinand I | Datare: 1/4 sec. XX Dimensiuni: L = 790 mm; l = 430 mm; L mânecă = 610 mm Material: postav; pânză; metal; mătase | Tunică de campanie care a aparținut Regelui Ferdinand I. În anul 1912 se adoptă o nouă ținută de campanie în Armata Română, care a fost în dotare și în anii Primului Război Mondial. Este confecționată din postav, având paspoal roșu. Se închide cu șase nasturi metalici și semibombați (doi dintre ei lipsesc); nu are epoleți; gulerul este din postav roșu. Are patru buzunare, iar pe pieptul stâng sunt patru rânduri de barete de decorații în culorile panglicilor respective. | Muzeul Național de Istorie a României, București        | Cimec    |
|      | Fotoliu | Datare: 1842 - 1848 Școală: Atelier din Țara Românească Dimensiuni: Î = 770 mm; L = 680 mm; l = 600 mm Perna: Î = 110 mm; L = 650 mm; l = 600 mm Material: fir de aur; lemn; catifea; metal comun | Fotoliu care a aparținut domnitorului Gh. Bibescu. Confecționat din lemn sculptat și aurit, cu spătarul, șezutul și brațele tapisate cu pluș grena. Pe spătar este aplicată stema domnitorului Gh. Bibescu brodată din fir de aur. În partea de sus a spătarului este realizată, din lemn miniatural, o coroană princiară. Picioarele se termină cu o parte metalică, la care sunt montate rotițe. | Muzeul Național de Istorie a României, București        | Cimec    |
|      | Sabie | Datare: 1/4 sec. XIX Dimensiuni: Sabie: L = 810 mm, l = 40 mm Teaca: L = 740 mm, l = 55 mm Garda = 175 mm Garda = 175 mm Material: metal; lemn; os; țesătură | Sabie care a aparținut căpitanului de haiduci, Iancu Jianu. Este de tip oriental, lama încovoiată, cu două nervuri, pronunțat lățită în partea inferioară. Garda, în formă de cruce, este argintată și împodobită cu motive florale. Mânerul este din os, curbat în partea superioară, în direcția gărzii, și ferecat longitudinal cu o plăcuță argintată, împodobită cu motive florale. Teaca, la ambele extremități, are manșoane argintate, împodobite cu motive florale. Între manșoane este confecționată din lemn și acoperită cu catifea bordo. Pe lamă, în partea superioară este o inscripție în limba turcă, și, cu alfabet chirilic, numele proprietarului "Iancu Jianu". | Muzeul Național de Istorie a României, București        | Cimec    |
|      | Tunică | Datare: 1859 - 1866 Dimensiuni: L = 720 mm; l = 420mm, L mânecă = 620 mm; L epoleți = 200 mm, l epoleți = 120 mm Material: stofă; mătase; pânză; postav; fir argintiu | Tunică de ofițer de lăncieri care a aparținut domnitorului Al. I. Cuza. Este confecționată din stofă bleumarin, cu plaston roșu fixat pe două rânduri, cu câte șapte nasturi aurii. Manșetele, din postav roșu, au câte doi nasturi aurii. Epoleții sunt bordați cu fir argintiu, cu o stea în centru. Fungierea din fir auriu are trei ciucuri la capăt. | Muzeul Național de Istorie a României, București        | Cimec    |
|      | Brățară | Datare: 1878 Școală: Atelier necunoscut Descoperit: Anglia Dimensiuni: Dmax=65 mm; G=81,31g. Material: aur | Brățară din aur, format sclav, din două benzi curbate semicircular, unite prin șarnieră și închise cu șlos. Cinci medalioane ovale cu capac, având pe avers inscripționate inițialele numelor, sunt prinse pe bandă și conțin portretele fotografie al reginei Maria, fratelui și surorilor sale, din copilărie. Pe reversul fiecărui medalion sunt gravate: ziua, luna și anul nașterii fiecăruia, iar pe capac inițiala prenumelui. Inscripții: A/15 oct.1874/Alfred of Edinbourgh; M/29 oct. 1875/ Marie of Edinbourgh;V/25 nov.1876/Victoria - Melita of Edinburg; A/1 sept. 1878/ Alexandra of Edinburg; B/20 aprilie. 1884/ Beatrice of Edinburg. În interiorul brățării -FROM ALFRED AND MARIE" Xmas 1878. | Muzeul Național de Istorie a României, București        | Cimec    |
|      | Creion | Datare: Înc. sec. XX Școală: Școală românească Dimensiuni: L=74 mm, D=11 mm Gr.  33,05 g.; Titlu aur 583 0/00. Material: diamante; aur | Creion cilindric de dimensiuni mici, decorat cu opt stele de diamante minuscule și două inele cu diamante la capăt. Creionul se termină semisferic, la un capăt aflându-se o bilă, cu două deschideri, acoperite cu lupe prin care se văd portretele regelui Carol I, Elisabeta, Ferdinand și Maria, precum și al principelui Carol. Deasupra acesteia se află o tortiță prinsă în două șuruburi, surmontată de un anou fix și altul mai mare mobil. La mijloc, creionul are amplasat un inel de piele. | Muzeul Național de Istorie a României, București        | Cimec    |
|      | Costum de diplomat | Datare: 1864 - 1891 Dimensiuni: Frac L= 1100mm, l (la umeri) = 490 mm, l (la poale)= 520 mm, L mânecă= 482 mm L vestă= 600 mm; L pantalon= 1030mm; L bicorn= 400mm Material: postav; fir auriu; metal; stofă | Costumul a aparținut lui Mihail Kogălniceanu (1817- 1891). Este compus din 4 piese: frac, vestă, pantalon și bicorn. - Fracul este din postav negru, are pe piepți, pe marginea sa din față și până la spate, ca și pe manșete și guler, broderie lucrată cu fir auriu și cu paiete, reprezentând motive vegetale - frunze de stejar și de laur. Are 13 nasturi mari, dispuși: 9 în față și 4 în spate. Pe nasturi este imprimată stema României, model 1872, cu modificările de după 1881. - Vesta, din stofă albă, se închide în față cu 5 nasturi mici, auriți, identici cu cei de la frac. Pe scutul cartelat sunt reprezentate simbolurile Țării Românești (acvila cruciată și încoronată) ; Moldovei (capul de zimbru cu o stea cu șase raze, flancat de o lună crai nou); Olteniei (leul încoronat) și al țărmurilor Mării Negre (doi delfini cu capul în jos și afrontați). Scutul, timbrat de o coroană regală, este susținut de doi lei, purtând cozile pe spate. Pe eșarfă este deviza "Nihil sine Deo". - Pantalonii sunt din postav negru și au pe părțile laterale o bandă lată - gen lampas - din mătase aurie, având în țesătură motive vegetale: frunze de stejar și ghindă. - Bicornul, din aceeași stofă bleumarin, are aplicată pe una din părți o panglică tricoloră cu pliseuri și o bandă lată din stofă neagră cu fir auriu, prinse cu un nasture aurit, având stema României, model 1872, cu modificările de după 1881. | Muzeul Național de Istorie a României, București        | Cimec    |
|      | Sabie | Datare: 1879 Școală: Toledo Dimensiuni: L= 980mm; G= 1660gr; Ag= 750 gr la mie; Aur= 750 gr la mie; Rubine (2 buc) =1,50 kt; rubine (4 bucăți)= 0,15kt; briliante (87 bucăți)= 1kt Material: oțel cromat; argint; rubine; briliante; email | Sabie dăruită Regelui Carol I de către Societatea Apărătorii Independenței. Are mânerul terminat cu cap de vultur și garda în formă de "S". În vârful mânerului apare coroana princiară, din aur și email, cu montură de diamante și câteva ametiste (?). Lama este din oțel (marcat "Toledo", 1879), bogat ornamentată cu motive florale, având cifrul regelui și stema României Mici, încrustate cu aur. Sub garda sabiei este însemnul ordinului național "Steaua României". Pe muchia sabiei este gravată inscripția "Virtus Română redivivat", în timp ce pe lamă, sub gardă (sub cifrul regelui), într-un chenar perlat, este inscripția "Bravului nostru căpitan", iar pe partea cealaltă a lamei, sub stema României, inscripția "Bunului nostru suveran". Pe mâner, sub capul de vultur, este gravată inscripția "Glorie eroilor căduți" sub care se află o altă inscripție, circulară: "Armata recunoscătoare". Tot pe mâner, pe muchie, într-un chenar, apare o altă inscripție: "Măriei salle regale domnitorului Carol I comandantele superior al Armatei române în campania 1877 - 1878". Garda este ornamentată cu motive florale și are următoarele inscripții: "Independenței", "Plevna", "Rahova", "Smârdan". Teaca din oțel cromat are 2 legături subțiri și 2 inele aurite, o panglică rips roșu dungat, cu un ciucure din fir de aur legat de mâner. Atât aurul, cât și argintul au fost expertizate de Banca Națională conform buletinului nr. 28462/ 1977. | Muzeul Național de Istorie a României, București        | Cimec    |
|      | Cupă omagială | Datare: Ianuarie 1893 Școală: Froment Maurice Dimensiuni: Î =175mm; D =103mm; Dpicior =125mm; G= 830 gr Aur 875 gr la mie. Material: argint aurit; pietre semiprețioase | Cupa omagială a fost dăruită principesei Maria de Edinbourg. Bolul cupei are corpul cilindric mărginit cu 8 aripi ornamentate, cu 53 de pietre roșii, în caboșoane. Piciorul este ornamentat cu motive florale și vegetale. Pe buză are inscripția "Bine ați venit mireasa de Dumnezeu aleasă spre a patriei cinstire. Januarie 1893". Argintul a fost expertizat de Banca Națională conform buletinului nr. 28464/ 1977. | Muzeul Național de Istorie a României, București        | Cimec    |
|      | Sabie | Datare: 1814 Dimensiuni: L lamă= 990mm, l=40 mm; L teacă= 880 mm, l= 45 mm; Garda 130 / 135 mm Material: oțel; lemn; piele | Sabie care a aparținut revoluționarului transilvănean Avram Iancu. Are lama turnată din oțel, fiind ușor curbată. Garda este închisă și are formă de cruce, fiind ornamentată cu perle metalice. Mânerul este din lemn, îmbrăcat în piele. Teaca este din metal și are două inele (tot din metal) folosite pentru a fi prinsă la șold. Pe lamă, sub gardă este gravat anul 1814. | Muzeul Național de Istorie a României, București        | Cimec    |
|      | Steag | Datare: 1863 Dimensiuni: L = 1220 mm; H = 1000 mm; H hampă = 2320 mm; H acvilă = 280 mm Material: bronz; lemn; mătase roșie-galben-albastră | Drapel al Regimentului 7 infanterie de linie. Pânza dreptunghiulară din mătase dublă tricoloră, având culorile dispuse orizontal, are pe centrul pânzei pictată o acvilă, pe pieptul căreia se află stema Principatelor Unite, iar sub aceasta o panglică roșie cu inscripția " Honor et Patria". În colțurile libere se găsește monograma - "A" - a domnitorului Al. I. Cuza. Are hampă din lemn negru, terminată în vârf cu o acvilă cruciată, de metal, așezată pe un cartel. Drapelul a fost distribuit unității la 1 septembrie 1863, pe platoul Cotroceni, și a rămas în dotare până în anul 1866. | Muzeul Național de Istorie a României, București        | Cimec    |
|      | Bombonieră | Datare: Înc. sec. XX Școală: Atelier necunoscut Descoperit: jud. Alba, Aiud Dimensiuni: L = 79 mm; l = 57 mm; H = 26 mm; G = 112 g.; Titlu aur = 583; Material: aur; email; diamante; fildeș | Are formă ovală, din aur reiat și cizelat. Are capac fixat prin șarnieră cu bordură de aur și fond de email verde. În centru este un portret miniatură pe o plăcuță ovală de fildeș, reprezentând pe Maria Luiza, soția Regelui Ferdinand de Saxa Coburg Gotha al Bulgariei, semnat de Zengraff. Pe ramă sunt montate diamante. Pudriera este ornamentată cu motive decorative, stil Empire. | Muzeul Național de Istorie a României, București        | Cimec    |
|      | Pandantiv cu cruce aparținând reginei Maria | Datare: Sf. sec. XIX Școală: Atelier necunoscut Dimensiuni: H cruce mare = 78 mm; l cruce mare = 70 mm; grosime ramă = 5 mm; H cruce mică = 56 mm; l cruce mică = 52 mm; L lanț = 316 mm; G = 158 g. Material: argint; aur; cristale; ametiste | A aparținut reginei Maria. Lanțul din argint este întrerupt de o cruce mare de Malta din argint aurit, decupată, cu conturul brațelor bătute cu pietre din cristal. În centru, într-o ramă ovală, este un ametist mare fațetat, fixat prin gheare. De această cruce este prinsă, prin câteva zale, o altă cruce mai mică, de aceeași formă. Lanțul are o culisă sub formă de cruce de Malta de dimensiuni mici, bătută cu pietre din cristal, în mijloc având un ametist mic, rotund. Are sistem de închidere schloss cu limbă. | Muzeul Național de Istorie a României, București        | Cimec    |
|      | Broșă a Reginei Maria a României | Datare: Sf. sec. XIX Școală: Atelier necunoscut Descoperit: Anglia Dimensiuni: L = 83 mm; G = 54,01 g.; grosime = 0,3 mm; Titlu aur = 583; Material: aur; briliante; ametiste | În formă de triunghi echilateral cu laturile formate din câte două bare în secțiune, dreptunghiulare, paralele înnodate în mijloc și decorate cu un șir de briliante. În fiecare colț este câte un ametist caboșon. Are o agrafă de prindere din aur. | Muzeul Național de Istorie a României, București        | Cimec    |
|      | Cheie primită de regina Maria a României | Datare: 31 mai 1924 Școală: Caldwell Descoperit: Marea Britanie Dimensiuni: L=112 mm; grosime tijă = 7,5 mm;G = 73 g.; Titlu aur = 583; Material: aur | Cheie de cetățean de onoare dăruită Reginei Maria de municipalitatea orașului englez Plymouth la data de 31 mai 1924, cu ocazia vizitei familiei regale, în Marea Britanie. Are partea inelară mare și o tijă la capăt cu o plăcuță cu trei dinți. Pe reversul casetei apare inscripția: Caldwell. | Muzeul Național de Istorie a României, București        | Cimec    |
|      | Casetă a reginei Maria a României | Datare: 31 mai 1924 Școală: Page Keen and Page Descoperit: Marea Britanie Dimensiuni: L = 180 mm; H = 68 mm; G = 342 g.; D = 154 mm; Titlu aur = 583; Material: aur; pergament; catifea | Caseta are formă cilindrică dispusă orizontal, pe patru picioare cizelate cu motive vegetale și florale terminate printr-o volută așezată pe un buton aplatizat. Are capac semicilindric, pe care sunt gravate stema orașului Plymouth și inscripția: "H.M. THE QUEEN OF RUMANIA FROM THE MAJOR ALDERMAN AND BARGESSES OF THE BOROUGH OH PLYMOUTH. 31 MAI 1924." Interiorul casetei este căptușit cu catifea de culoare albastră. Pe revers se află următorul marcaj: Page Keen and Page Plymouth. În casetă se află un pergament în limba engleză prin care primarul orașului Plymouth îi mulțumește Reginei Maria pentru vizită. | Muzeul Național de Istorie a României, București        | Cimec    |
|      | Tabacheră a regelui Ferdinand | Datare: 1/2 sec. XX Școală: B. Friedlaendar Dimensiuni: L = 106 mm; l = 70 mm; grosime = 19 mm; G = 244 g.; Briliante 6 kt; Titlu aur 583; Material: aur; briliante | Este de formă dreptunghiulară plată, cu fețele ușor curbate, cu capacul mai scurt. Pe capac se află semnătura "Ferdinand" bătută cu 480 de briliante mici, așezată în sens invers deschiderii. Pe partea laterală stângă are un compartiment separat. | Muzeul Național de Istorie a României, București        | Cimec    |
|      | Baston de mareșal dăruit lui Carol al II-lea de regele Alexandru I al Iugoslaviei | Datare: 1921 - 1934 Școală: Atelier necunoscut Descoperit: Iugoslavia Dimensiuni: L = 317 mm; Dmare = 50 mm;Dmic = 45 mm; G = 166,44 g.; Titlu aur 583; Material: fildeș; aur; email; diamante | Baston de mareșal de mici dimensiuni, lucrat din fildeș, cu formă cilindrică, ușor subțiat spre partea inferioară. În partea de jos a piesei se află un ornament sub formă de liră, iar în partea superioară o coroană regală, ambele din aur. Bastonul este decorat cu trei manșoane de aur ajurat, ornamentate cu motive vegetale și florale emailate în verde și roșu. Manșoanele de la capete sunt mai scurte iar cel din mijloc mai lung și decorat cu inițialele "A-I". Cifrul este timbrat de o coroană regală, ambele bătute cu diamante. Piesa se compune din trei părți demontabile, prin înșurubare, cu șuruburi din metal comun. | Muzeul Național de Istorie a României, București        | Cimec    |
|      | Broșă a Reginei Maria a României | Datare: Înc. sec. XX Școală: Cronberg Dimensiuni: H = 50 mm; l = 37 mm; G =12,12 g.; Titlu aur: 750 Material: aur; rubine; safire; briliante | Broșa reprezintă o monogramă formată din două litere - "RR" - împletite, care au deasupra o coroană regală și în partea de jos cifra 4. Prima literă "R" este bătută cu rubine, a doua cu safire, iar coroana regală și cifra 4 bătute cu briliante. Pe revers are sudată agrafa de prindere. | Muzeul Național de Istorie a României, București        | Cimec    |
|      | Pudrieră a reginei Maria | Datare: Înc. sec. XX Școală: Cronberg Dimensiuni: L = 55 mm; l = 40 mm; grosime = 0,7mm; G = 44,92 g.; Titlu aur = 750; Material: aur; email; diamante | Are formă ovală. Capacul și reversul bombonierei prezintă un cartuș cu fond de email translucid ripsat roșu-cărămiziu și un chenar cu motive vegetale aurite pe fond de email gri. Pe capac este aplicată monograma Regimentului 4 Roșiori, în centru fiind coroana regală realizată din diamante mici. Piesa este marcată în interior cu inscripția "Gronberg". | Muzeul Național de Istorie a României, București        | Cimec    |
|      | Stilou al mareșalului Alexandru Averescu | Datare: 1/2 sec. al XX Școală: Parker Dimensiuni: L=121 mm; D=47 mm; G=34,65 g.; Titlu aur 583; Material: aur; ebonită | Are formă octogonală, decorat cu triunghiuri lissă și volute. Capacul are o agățătoare pe care este inscripționată marca Parker. Pe capac se află două orificii dispuse simetric. Filtrul și sistemul de încărcare sunt din ebonită. Pe suprafața peniței, din aur, există marcajul "PARKER DUOFOLD PEN CANADA". | Muzeul Național de Istorie a României, București        | Cimec    |
|      | Trusă | Datare: 2/2 sec. XIX Școală: Gastinne Renette arg de L`Empereur Dimensiuni: Cutie L = 480 mm; l = 240 mm; Î = 100 mm; Material: lemn; oțel; aur; catifea | Trusă cu pistoale oferită domitorului Al.I. Cuza de către împăratul Franței, Napoleon al III-lea. Trusa cuprinde 11 piese: 1. Cutia - Are formă dreptunghiulară, fiind lucrată din lemn de abanos, cu ornamentații (motive florale). Pe capac este gravată monograma domnitorului Al.I. Cuza, iar pe partea interioară următoarea inscripție, imprimată cu auriu: "Gastinne - Renette Arg. de l`Empereur", iar deasupra stema Franței. Interiorul cutiei este căptușit cu catifea bleu-marin. 2-3. Pistoale - Sunt lucrate din lemn de abanos și metal. Țevile sunt metalice și au ornamentații cu motive florale, la fel ca și mânerele care sunt din lemn. Pe mâner au imprimată monograma domnitorului Cuza și coroana princiară (sunt 2 bucăți). 4. Ciocan - Este confecționat din lemn de abanos. Mânerul este rotund și are aplicate ornamente cu motive geometrice. Partea superioară este de formă paralelipipedică și are două fețe ornamentate floral. 5. Clește - Este confecționat dintr-un metal alb și are pe toată suprafața o bogată ornamentație cu motive florale. Partea superioară este din metal alb și auriu. La vârf are un capac metalic aurit ce acoperă șurubelnița. 6. Șurubelniță - Mânerul este din lemn de abanos având ornamentație cu motive florale. Partea superioară este din metal alb și auriu. La vârf, un capac metalic aurit acoperă șurubelnița. 7. Măsurătoare - Are forma unei lingurițe și este confecționată din metal aurit. Obiectul are pe toată suprafața o bogată ornamentație cu motive florale. 8. Burduf - Este confecționat din metal alb având partea superioară aurită. Pe toată suprafața sunt imprimate motive ornamentale. Înăuntru are mai multe alice. 9. Cutiuță - Este confecționată din lemn de abanos și are o formă cilindrică. Pe capac sunt imprimate ornamentații cu motive florale. 10-11. Vergele pentru curățat pistolul (2 bucăți) - Fac parte din trusa de pistoale dăruită domnitorului Al.I. Cuza de către împăratul Franței, Napoleon al III-lea. Sunt confecționate din lemn de abanos, având un capăt ușor bombat. Au ornamentații florale. Vârfurile sunt metalice și au striațiuni. | Muzeul Național de Istorie a României, București        | Cimec    |
|      | Tronul lui Alexandru Ioan Cuza | Datare: 3/4 sec. al XIX -lea Dimensiuni: Î = 1740 mm; L = 910 mm; l = 670 mm Material: lemn; catifea; fir auriu | Tron al domnitorului Al. Ioan Cuza. Partea superioară a spătarului și brațele sunt sculptate. Pe spătar, în partea superioară, este stema Principatelor Unite și coroana princiară susținută de doi amorași. Brațele se termină cu capete figurate de leu. Spătarul, bancheta și brațele sunt tapițate cu catifea vișinie, iar bancheta are în partea inferioară ciucuri din fir auriu. Pe spătar se află monograma lui Carol, care a înlocuit după 1869 monograma lui Al. I. Cuza. Are o pernă detașabilă îmbrăcată în catifea vișinie. | Muzeul Național de Istorie a României, București        | Cimec    |
|      | Sabie | Datare: 1/4 sec. XX Dimensiuni: L sabie = 1010 mm, l sabie = 27 mm, Mâner = 140/210 mm L teacă = 850 mm, l teacă = 40 mm Material: oțel; os; fir auriu | Sabie de onoare conferită generalului Eremia Grigorescu. Are garda terminată cu un vultur încoronat, iar pe mânerul din os are o plăcuță metalică cu cifrul E.G." Pe una din fețele lamei apare inscripția:" Moldova pururea recunoscătoare", iar pe cealaltă "Mărășești, Oituz". Tot pe lamă, pe una din părți apare stema Moldovei pe care sunt bătute trei diamante și două rubine. De mâner este prinsă o panglică terminată cu un ciucure. Sabia a fost făcută la comanda unui grup de cinci profesori universitari din Iași ale căror nume sunt gravate pe sabie: P. Poni, E. Rigler, X. Gheorghiu, C. Climescu și Al. D. Xenopol. | Muzeul Național de Istorie a României, București        | Cimec    |
|      | Costum de diplomat | Datare: 1859 - 1890 Școală: Henri Hase; Rue le Peletier, Paris Dimensiuni: Frac: L spate = 940 mm, l spate = 380 mm, L față = 530 mm, l față = 460 mm, L mânecă = 620 mm Pantalon: L = 1040 mm Vestă: L = 570 mm, l = 350 mm Bicorn: L = 45 mm, l = 140 mm Floretă: L= 920 mm, L teacă = 750 mm Material: stofă; fir aurit; metal; fildeș                                                                                        | Costum de diplomat care a aparținut lui Vasile Alecsandri. Costumul cuprinde 5 piese: - Fracul - din stofă de culoare bleumarin, având pe piept, pe marginile din spate și la manșete broderii din fir aurit, reprezentând motive florale. Nasturii, 12 mari în partea din față și 4 mici pe mâneci. Pe nasturi este gravată stema României, model 1872, cu modificările de după 1881. Pe scutul cartelat sunt reprezentate simbolurile Țării Românești (acvila cruciată), Moldovei (capul de zimbru cu o stea cu șase raze, flancat de o lună crai nou), Olteniei (leul încoronat) și al țărmurilor Mării Negre (doi delfini cu capul în jos și afrontați). Scutul timbrat de o coroană regală este susținut de doi lei purtând cozile pe spate. Pe eșarfă este deviza "Nihil Sine Deo". - Pantalonul - din stofă bleumarin, cu vipușcă din mătase aurie, având pe ea brodate motive florale. - Vesta - din stofă albă. Se încheie în față cu 6 nasturi mici, auriți, având gravați pe ei stema României. - Bicornul - din stofă bleumarin. Are aplicată o panglică tricoloră, în pliseuri, și o bandă lată din stofă cu o broderie cu fir aurit și un nasture aurit, cu stema României. În interior apar inițialele "V.A." - Floretă - are lama dreaptă, foarte subțire, iar garda este din metal aurit, la fel ca și vârful tecii; ornamentație florală și vegetală. Garda este închisă și ornamentată cu motive florale, iar în centru apare gravată stema României. Mânerul este din fildeș. | Muzeul Național de Istorie a României, București        | Cimec    |
|      | Breloc | Datare: 1859 - 1866 Școală: Stern F. Descoperit: Franța Dimensiuni: L = 202 mm; D = 26,8 mm; G = 87,2 gr; Aur 750/1000; Matostat - 75 kt; Briliante - 3 kt Material: aur; matostat; briliante | Breloc-sigiliu ce a aparținut domnitorului Al. I. Cuza. Are gravat pe avers stema României, iar pe revers inițialele "A.I.C." timbrate de o coroană princiară. Sigiliul este fixat într-o montură de aur de forma unei ghirlande de flori bătute cu briliante (16 bucăți) și prins la capătul unei panglici din zale fine din aur. Pe panglică sunt 6 nituri cu briliante și o baretă cu 10 briliante. Pe muchia sigiliului este gravată inscripția: "Stern - Paris". Atât aurul, cât și pietrele au fost expertizate de B.N., conform buletinului de analiză 32312/ 1979. | Muzeul Național de Istorie a României, București        | Cimec    |
|      | Medalion | Datare: 1863 Școală: Stern F. Descoperit: Franța Dimensiuni: Î = 72,7 mm; D = 52,6 mm; G = 87,18 gr; Aur 750 gr la mie Material: aur; diamante; briliante; rubin; safir | Medalion care a aparținut domnitorului Al. I. Cuza. Are formă ovală având pe avers reprezentată stema județului Tecuci timbrată de o coroană. Sub scut este gravată inscripția "STERN.F". Pe revers, încadrată într-o cunună de stejar este gravată inscripția "Districtul Tecuci Înălțimei Sale Alexandru Jon I întemeietorul unirei restauratorul drepturilor României asupra bunurelor monastirești naționale înstrăinate 1863". Medalionul este înconjurat de o ghirlandă de flori și frunze din aur pe care sunt montate 138 de diamante. Inelul de prindere este din aur și are montate un rubin (?), un briliant (?), și 1 safir (?) - pietrele nu au fost expertizate. Aurul a fost expertizat de Banca Națională conform buletinului de analiză nr. 11926/ 1980. | Muzeul Național de Istorie a României, București        | Cimec    |
|      | Sabie | Datare: 13/25 octombrie 1866 Dimensiuni: Sabia L = 1000 mm, l= 28 mm Teaca L = 830 mm, l = 35 mm Garda = 148,5 mm G = 1420 gr Aur 750 gr la mie Briliantele = 42,5 kt Diamante = 0,35 kt Material: oțel; aur; briliante; diamante | Sabie curbată turcească dăruită domnitorului Carol I de către sultanul Abdul - Aziz în semn de investitură ca domn al României. Are lama din oțel de damasc, mânerul placat cu aur, cu un ciucure din fir auriu, cu două rozete cu câte 8 diamante. Garda este dreaptă, bătută în diamante mici, grupate în jurul a două diamante mari. Teaca este îmbrăcată în piele presată neagră, cu galon median din fir, cu trei manșoane din aur gravat cu motive vegetale și florale și două inele din aur pentru agățat la centură, bordură din diamante minuscule la îmbucătura cu sabia. Cordonul este din galon de fir de aur, căptușit cu piele roșie de care se prinde sabia. Pe întreaga piesă sunt montate 1140 briliante și 46 diamante. Atât aurul, cât și pietrele prețioase au fost expertizate de Banca Națională conform buletinului 32312/ 1979. | Muzeul Național de Istorie a României, București        | Cimec    |
|      | Coroană | Datare: 1881 Dimensiuni: Î = 150 mm; D = 148 mm; G = 885 gr.; Aur - 750 gr la 1000. Material: aur; catifea purpurie | Coroană care a aparținut Reginei Elisabeta. Are bază circulară cu muchiile marcate prin nervuri. Zona centrală este decorată cu aplicații de flori, frunze și perle de aur prinse cu nituri. Deasupra acesteia se află 8 scuturi care au în centru aplicații florale cu câte o perlă de aur în mijloc. Scuturile alternează cu fleuroni surmontați de câte o sferă cu perlă din aur. Din spatele fiecărui scut pornește câte o rază curbată care are pe mijloc o nervură pe care sunt lipite sfere din aur, prinse din loc în loc de raze cu nituri. Razele sunt adunate sub o șaibă distanțatoare cu marginile decorate peste care se află o sferă timbrată de o cruce de aur în forma decorației "Trecerea Dunării". Coroana este căptușită în interior cu catifea purpurie. Coroana a fost executată la Arsenalul Armatei (?). Aurul a fost expertizat de către Banca Națională prin buletinul nr. 28463/1977. | Muzeul Național de Istorie a României, București        | Cimec    |
|      | Platou omagial | Datare: 23 ianuarie 1893 Descoperit: Franța Dimensiuni: D = 595 mm; Grosime margine bordură = 7 mm; G = 9500 gr; Ag - 875 gr la mie Material: argint; argint aurit; pietre semiprețioase; email | Platoul omagial a fost dăruit Principesei Maria de Edinburg de către municipalitatea din București la venirea în România. Este din argint, în parte aurit, ornamentat cu 38 pietre roșii, 4 pietre verzi, mari, 8 pietre verzui mici în caboșoane și 3 steme emailate policrom (prima îl prezintă pe Sf. Gheorghe, cea de-a doua este stema României dintre anii 1878 - 1918, și a treia emblema Casei Regale britanice) în cartușe de metal. Pe bordură sunt cizelate frunze de laur și stejar, iar în centru apar 4 medalioane emailate albastru cu inițialele, "M" și "F", alternate, timbrate de coroane aplicate pe decor de mănunchiuri de spice de grâu. În centru este inscripționată data "1893", iar lângă bordură, pe o placă este inscripția omagială din partea municipalității din București, la venirea principesei Maria: "Veselă și iubitoare capitala României urează A.S.R. Principessei Moștenitoare a Coronei ani mulți și fericiți în sînul seu (???). 23 Januariu 1893". Argintul a fost expertizat de către Banca Națională a României, conform buletinului B.N.R. - 28464/ 1977. | Muzeul Național de Istorie a României, București        | Cimec    |
|      | Inel | Datare: 1866 - 1914 Dimensiuni: D = 26,2 mm, Î = 24,2 mm; G = 43 gr; Aur - 500 gr la mie Material: aur | Inel care a aparținut Regelui Carol I. Inel de tip sigilar, de formă pătrată, pe care este sudat un cap de bour înstelat, însoțit de semilună și de soare. Pe verigă, de o parte și de alta a scutului sunt cizelați doi vulturi care susțin scutul cu ghiarele. Aurul a fost expertizat, conform buletinului B.N.R. 28464/ 1977, fiind de 500 g la mie. | Muzeul Național de Istorie a României, București        | Cimec    |
|      | Coroana regelui Carol I a României | Datare: 4/4 sec. XIX Școală: Arsenalul Armatei din București Dimensiuni: I: 190 mm; D sup.: 200 mm; D inf.: 165 mm Material: pânză; catifea; oțel | Este sub forma unui cerc cu pietre alungite, rombice și perlate executate dintr-un aliaj de fier și carbon. Este turnată din oțel, are opt fleuroane mari, care alternează cu opt colțuri de dimensiuni mai mici. Din vârfurile fleuroanelor pornesc spre mijlocul coroanei opt lame de oțel înguste și arcuite, care se unesc în partea centrală printr-un glob care are deasupra "Crucea Trecerea Dunării". | Muzeul Național de Istorie a României, București        | Cimec    |
|      | Ștampilă mobilă a regelui Carol I | Datare: Sf. sec. XIX - înc. sec. XX Dimensiuni: I: 90 mm Material: metal comun | Ștampila este alcătuită din două plăci dispuse vertical și paralel, unite printr-o placă decupată la mijloc, pe care culisează o placă cu mâner și buton pe care este gravată iscălitura în relief a regelui Carol I. | Muzeul Național de Istorie a României, București        | Cimec    |
|      | Buzduganul Regelui Ferdinand I al României Autor: Petrescu, Costin | Datare: 1920 Școală: Casa Rene Boivin Dimensiuni: D max.: 105 mm; D min.: 29 mm Material: fier; aur; argint; spineli; perle; email | Buzduganul are un mâner tubular din argint și aur, care îmbracă un schelet din fier. În partea superioară a mânerului este profilat un mic tambur din aur, cu ornamente vegetale, unele emailate cu alb și albastru, intercalate cu spineli mari, în casete dreptunghiulare, și un anou dreptunghiular în capăt. Deasupra are un inel torsionat din argint, urmat de un decor vegetal, incizat din aur și email alb-albastru. În următorul registru, între două inele profilate, din aur, cu motive decorative traforate, ce încadrează spineli fixați în șatoane circulare, se află gravată în argint inscripția „1916-1919". Urmează o zonă de argint, care are aplicată o bandă spiralată din aur, pe care sunt motive vegetale traforate, emailate alb și albastru. Între spațiile spiralelor este gravată inscripția: „M.S. REGELUI FERDINAND AL TUTUROR ROMÂNILOR. DĂRUIT ACEST BUZDUGAN SPRE POMENIREA RĂZBOIULUI PURTAT DE LA 1916 PÂNĂ LA 1919 PENTRU DEZROBIREA ȘI UNIREA ÎNTREGULUI NEAM ROMÂNESC". În partea superioară a inscripției este un tambur din argint, pe care sunt incizate numele provinciilor românești unite: Basarabia, România, Țara Ardealului, Bucovina. Pe acest tambur, patru femei în costume populare specifice fiecărei provincii românești susțin un glob de aur ajurat, pe care sunt fixate opt bare din fier, arcuite în relief, având fiecare câte trei ghinturi piramidale. Pe o bară este incizată inscripția: „PROIECT DE COSTIN PETRESCU", iar pe alta este inscripția: „EXECUTAT DE CASA RENE BOIVIN. 27 RUE DES PYRAMIDE". Globul este din foaie de aur, ajurată cu motive florale și geometrice. La mijlocul distanței dintre două bare este traforată litera „F", având încastrate cinci perle și, deasupra, câte o coroană traforată. Deasupra globului este un cap de acvilă din aur cu o cruce în cioc. Buzduganul a fost plătit prin subscripție publică. Regele Ferdinand I l-a primit pe 10 mai 1920. Se detașează în trei părți. | Muzeul Național de Istorie a României, București        | Cimec    |
|      | Coroana reginei Maria a României | Datare: Septembrie 1922 Școală: Casa de bijuterii Lucien Falize Dimensiuni: D max.: 225 mm; D min.: 175 mm; I: 180 mm Material: aur; pietre prețioase; rubine; smaralde; pietre semiprețioase; ametiste; turcoaze; opale | Coroana are la bază un cerc lat din aur, ornamentat în partea inferioară cu un rând de boabe de grâu în relief. În registrul de deasupra se află un decor vegetal răsucit, având câte un turcoaz, alternând cu două smaralde caboșon. Din acest decor se desprind, arcuiți spre exterior, opt fleuroni, dintre care patru mari și patru mijlocii, alternând cu alți opt fleuroni, mici, treflați, dispuși la înălțimi diferite. Astfel, cei opt fleuroni mici, plasați la înălțime mai mică, au câte trei petale rotunde și egale, având fiecare petală câte un opal caboșon și un ametist romboidal la bază. Mai sus sunt patru fleuroni cu câte trei petale ușor alungite, decorate cu trei opale caboșon, dintre care cel din mijloc este mai mare. Acești fleuroni alternează cu alți patru, ușor mai înalți, având câte un rubin caboșon în petala centrală, câte un opal în celelalte două petale, iar la bază, câte un turcoaz mare, oval, caboșon. Din spatele fleuronilor pleacă opt brațe late, din aur, decorate cu motive vegetale, alternând cu motive geometrice, ușor supraînălțate la partea anterioară și coborâte spre centru. În punctul în care se unesc se află un glob suprapus de o cruce gamată, ambele din aur. Lateral, de o parte și de alta a cercului de bază, în dreptul urechilor este prins, prin două verigi din aur, câte un pandantiv circular. Pandantivul este compus dintr-o ramă din aur, în care se înscrie un romb, încadrat de motive vegetale traforate, pe care sunt aplicate patru opale și opt smaralde caboșon. Pe unul dintre romburi este reliefată, în aur, stema României, pe celălalt stema Casei de Edinburgh. De pandantiv sunt prinse cu câte un mic anou trei lănțișoare din aur cu verigile în formă de boabe de grâu. Lănțișoarele se prind de anouri cu câte un opal caboșon în montură circulară. Alte trei opale sunt montate la mijlocul fiecărui lanț. La capetele lanțurilor se află câte o cruce gamată, din aur, înscrisă într-un cerc. Lanțul din mijloc este mai lung. Coroana are în interior o căptușeală din catifea roșie. A fost purtată la Încoronarea de la Alba Iulia, din 15 octombrie 1922, de către Regina Maria. Desenul coroanei a fost realizat de pictorul Curții Regale, Costin Petrescu. | Muzeul Național de Istorie a României, București        | Cimec    |
|      | Cunună de lauri dăruită regelui Carol I de către ofițerii în rezervă, la 25 de ani de domnie | Datare: 1891 Dimensiuni: I: 275 mm Material: fir de argint; aur | Cunună de lauri și frunză de stejar, are în partea superioară coroana de oțel și email secționată. În partea inferioară are o panglică cu inscripția omagială din litere de aur: "10 mai 1866 1891 Ofițeri de rezervă Regelui, Regimentul Carol I". Pe ramurile cununii: "Grivița, Plevna, Smârdan, Vidin, Rahova". | Muzeul Național de Istorie a României, București        | Cimec    |
|      | Sceptrul principelui Transilvaniei Ștefan Bocskay | Datare: 1605 - 1606 Școală: Medievală Dimensiuni: L = 800 mm; D = 120 mm Material: argint aurit; lemn; turcoaze; catifea | Piesa se aseamănă cu o măciucă sferică realizată din două emisfere din argint aurit, cizelate, ajurate și decorate cu casete înalte cu turcoaze și cu un vârf ascuțit metalic. Mânerul din lemn, inițial înfășurat cu catifea, în mare parte distrusă, are trei manșoane din argint aurit cizelate, ajurate și decorate cu casete înalte cu turcoaze. La capătul mânerului este incizat un blazon pe care este incizată silueta unui leu rampant spre stânga care ține în labe o ramură. Deasupra scutului este incizată data 1605. | Muzeul Național de Istorie a României, București        | Cimec    |
|      | Tipar sigilar al lui Pătrașcu cel Bun | Datare: 1553 - 1557 Școală: Școala medievală Dimensiuni: D = 135 mm Material: metal comun aurit | Format disc cu inscipție slavonă de apartenență, în negativ; în centru, într-un scut franțuzesc corb cruciat cu soarele și luna de o parte și alta a capului. Între scut și exergă motive vegetale și flori stilizate. | Muzeul Național de Istorie a României, București        | Cimec    |
|      | Scrin pentru bijuterii al reginei Elisabeta a României | Datare: 2/2 sec. XIX Dimensiuni: I: 1430 mm Material: lemn; metal comun | Format dintr-o ladă din lemn care are în interior 17 sertare, cu intarsii metalice în formă de bumbi, în cele patru colțuri; în partea centrală are o balama metalică cu motive florale și vegetale. Pe toate suprafețele intarsii cu motive florale și vegetale. Are patru picioare cu intarsii metalice în partea superioară și sculptat în partea inferioară: anii "1869" și "1894"; pe picioarele din față, iar în partea centrală într-un cartuș metalic cu majuscule inscripția: "MDCCCLXIX - MDCCCXCIV Treue Erinnerung in Freud und Lied Neues Glück Gottes Segen". A fost dăruită cu ocazia sărbătoririi a 25 de ani de la căsătoria regelui Carol I cu regina Elisabeta. | Muzeul Național de Istorie a României, București        | Cimec    |
|      | Caseta principesei Maria a României | Datare: 1893 Școală: Froment Maurice Dimensiuni: L: 355 mm; l: 275 mm; Î: 300 mm Material: argint; aur; email; diamante; rubine; smaralde | Caseta are formă paralelipipedică și este așezată pe un postament cu trei trepte. În colțurile postamentului se află patru statuete. Pe latura din față a casetei se află dispuse semicircular opt plăcuțe emilate policrom cu câte un diamant în centru în alternanță cu nouă medalioane din argint reprezentând steme de județe. În centrul părții frontale, pe un scut din aur, se află inițiala "M" încrustată cu diamante. Pe fundal apare un decor floral cu trandafiri. Pe muchia din stânga părții frontale este inițiala "F", iar în dreapta "M". În colțul din stânga față este o statuetă reprezentând un tânăr care ține în mână un șoim, iar în colțul din dreapta este un tânăr care sună dintr-un corn de vânătoare. Pe pereții laterali se află șase plăcuțe dreptunghiulare emailate policrom cu câte un diamant central intercalat cu șapte medalioane cu steme de județe. Pe fundal apare un decor floral: o tijă cu trei ciulini înfloriți. Pe muchii apar inițialele "F" și "M". Un șir de smaralde alternând cu rubine înconjoară caseta în partea superioară. La mijlocul șirului, în față, se află încuietoarea. Deasupra șirului ornamental, pe frontispiciu este gravată inscripția: "ALTEȚEI SALE REGALE PRINCIPESEI MARIA A ROMÂNIEI: DOAMNELE ROMÂNE". Capacul casetei este realizat în trei trepte. Prima treaptă este decorată în colțuri cu câte un element floral și vegetal în relief, având mijlocul realizat din diamante. Pe următoarea treaptă este gravat un decor vegetal din ghirlande și panglică. În centrul capacului se află un element decorativ dreptungiular în relief reprezentând un ancadrament geometric stilizat deasupra căruia este dispusă coroana regală decorată la bază cu diamante. Aceasta este plasată la îmbinarea a opt bare arcuite decorate cu rubine și smaralde. Sub coroană se află, în partea din față, stema casei regale britanice, iar în partea din spate stema României, ambele emailate policrom. | Muzeul Național de Istorie a României, București        | Cimec    |
|      | Pinten | Datare: 1609 - 1610 Școală: Haberstumpf R. Dimensiuni: L = 85mm; LA = 20 mm Material: argint aurit; granate | Pinten decorat cu șiruri de granule și câte două granate la spin. | Muzeul Național de Istorie a României, București        | Cimec    |
|      | Centură | Datare: 1609 - 1610 Școală: Haberstumpf R. Dimensiuni: pentru sabie: L = 1255mm; LA = 66mm; lanțuri: L (7) = 85mm; L(8) = 507mm; LA = 8 mm Material: argint aurit; granate | Centură cu lanțuri pentru prins sabia formată din trei rozete cu almandine prinse de o bandă flexibilă din baghete cu șiruri de granule legate cu inele; la capatul stâng banda se termină cu lanț cu o sfera cizelata și o almandină; pe lanț două inele pentru sabie. Rozetele sunt realizate din elemente decorative dispuse circular de la margine spre centru, astfel: un fir perlat întrerupt de patru casete cu almandine și o almandină în casetă perlată, în mijloc. Între rozete sunt câte 11 plăcuțe, și de la rozetă spre stânga 29 de plăcuțe, iar spre dreapta 32 de plăcuțe dreptunghiulare realizate dintr-o baghetă perlată pe linia mediană flancate de două fire torsionate; plăcuțele sunt articulate între ele prin 6 inele prinse câte două. Centura prinsă pe bandă textilă. De centură sunt prinse două lanțuri din plăcuțe dreptunghiulare din baghete perlate flancate de două fire torsionate. | Muzeul Național de Istorie a României, București        | Cimec    |
|      | Sabie de paradă | Datare: 1609 - 1610 Școală: Haberstumpf R. Dimensiuni: sabia: L = 940 mm; LA = 37mm; teacă: L = 845 mm; LA = 56 mm Material: oțel; argint aurit; 20 granate; lemn; catifea | Sabie cu lama gravată cu portretul lui Gabriel Bathory și inscripție. Mânerul bordat pe față cu fir perlat, formând o suprafață dreptunghiulară împărțită în două pe lungime printr-o rozetă și două plăcuțe ajurate. Rozeta realizată din elemente decorative dispuse circular astfel: un fir gros perlat pe margine, un șir de granule și din nou un fir perlat întrerupt de patru almandine și o almandină în casetă perlată la mijloc. Garda formată din două piramide mult alungite și două rozete la mijloc la fel cu cea de la mâner. Teaca din lemn îmbrăcată în catifea și ferecată la vârf, la mijloc și la deschidere cu benzi din argint cizelate. Cele de la mijloc și de la deschidere bordate cu fir perlat și rozete ca la sabie. | Muzeul Național de Istorie a României, București        | Cimec    |
|      | Pafta de mantie | Datare: 1609 - 1610 Școală: Haberstumpf R. Dimensiuni: L = 460mm; LA = 58,5 mm Material: argint aurit; granate | Pafta alcătuită din trei rozete cu granate unite cu două benzi flexibile; pe revers, rozetele din capete au câte o clamă (una pierdută), rozeta din mijloc avea un nit de la care lanțul se desfacea. Rozetele sunt realizate din elemente decorative dispuse concentric de la margine spre centru, astfel: un fir gros perlat întrerupt de patru almandine și o almandină în casetă cu marginea perlată, în mijloc. Între rozete sunt câte 16 plăcuțe dreptunghiulare cu o baghetă perlată la mijloc, flancate de două fire torsionate, îmbinate cu câte 6 verigi prinse câte două. Pe reversul rozetei centrale sunt două plăcuțe triunghiulare trecute prin nit, iar la cele laterale câte o clamă de prindere. | Muzeul Național de Istorie a României, București        | Cimec    |
|      | Nasture | Datare: 1609 - 1610 Școală: Haberstumpf R. Dimensiuni: de la 10 la 24 D = 30mm, I = 27mm, G de la = 10, 68 la 12,23gr Gtotal = 173,27, de la 25 la 32 D = 26mm I = 25mm G de la 25 la 32 = 8,95 la 9,50 G total = 74,52 de la 33 la 72 D = 22mm, I = 21mm, G de la 33 la 72 = de la 5,9 la 6,5, G totală = 246,2gr Material: argint aurit; granate                                                                               | Trei dimensiuni de nasturi, de aceeași formă și decor: semisferic, cizelat cu o almandină în casetă cu marginea perlată în vârf de la care pornesc patru arcuri ce împart suprafața în patru sectoare cu câte o almandină în mijloc. Semisfera închisă cu foaie metalică ondulată redial (?) și gaică de prindere. | Muzeul Național de Istorie a României, București        | Cimec    |
|      | Surguci | Datare: 1609 - 1610 Școală: Haberstumpf R. Dimensiuni: D = 47mm; I = 115 mm Material: argint aurit; granate | Surguci în formă de rozetă ajurată surmontată de o almandină și trei baghete perlate, curbate spre dreapta. Rozeta a fost realizată din elemente decorative dispuse concentric astfel: un fir gros perlat întrerupt de patru almandine și o almandină în casetă cu marginea perlată, în mijloc. Pe spate a fost sudată o lamă de prindere. | Muzeul Național de Istorie a României, București        | Cimec    |
|      | Steagul Agiei din Țara Românească | Datare: 1822 Dimensiuni: L = 2400 mm; l = 2100 mm Material: lemn; metal comun; mătase | Pânză dreptunghiulară din mătase gălbuie cu două fețe: pe centrul uneia este pictată o acvilă neagră înconjurată de o ghirlandă, timbrată cu o coroană princiară; în partea inferioară se află o balanță și urmele unei inscripții. Cealaltă față este asemănătoare, diferența constând că în locul acvilei este reprezentată Buna Vestire. Are hampă de lemn și vârf de metal. | Muzeul Național de Istorie a României, București        | Cimec    |
|      | Steag domnesc din timpul lui Alexandru Ioan Cuza | Datare: 1862 - 1866 Material: mătase roșie-galben-albastră | Pânza din mătase tricoloră (roșie, galben, albastră) are formă dreptunghiulară, iar culorile sunt dispuse orizontal, cu roșu în partea superioară, galben la mijloc și albastru în partea inferioară. Pe centrul pânzei este pictată stema Principatelor Unite - acvila și capul de bour - încadrată de drapele tricolore înclinate ușor spre exterior. Deasupra stemei se află o coroană princiară și inscripția: "UNIREA PRINCIPATELOR FERICIREA ROMÂNILOR. TRĂIASCĂ A. IOAN I", care nu se mai distinge decât parțial. Pânza se află introdusă în tul dublu. Steagul datează din perioada care a urmat unirii depline a Principatelor Române. | Muzeul Național de Istorie a României, București        | Cimec    |
|      | Tronul doamnei Elena Cuza | Datare: 3/4 sec. XIX Dimensiuni: I: 1740 mm Material: lemn; catifea; fir de aur | Partea superioară a spătarului și brațele sunt sculptate. Pe spătar, în partea superioară este stema Principatelor Unite și coroana princiară susținută de doi amorași. Brațele se termină cu capete figurate de leu. Spătarul, bancheta și brațele sunt tapițate cu catifea vișinie, iar bancheta are în partea inferioară ciucuri din fir auriu. Pe spătar se află aplicată monograma Elisabetei, care a înlocuit după 1866 monograma Elenei Cuza. Are o pernă detașabilă îmbrăcată în catifea vișinie. | Muzeul Național de Istorie a României, București        | Cimec    |
|      | Sabia lui Tudor Vladimirescu | Datare: 1/4 sec. XIX Școală: Atelier oriental Material: metal; lemn; piele; material textil; argint | Sabie cu teacă, de tip oriental, lamă încovoiată și tăiș exterior; garda este deschisă cu extremitățile brațelor lățite în formă de frunze cu nervuri. Originea gărzii este rombică și incizată cu o floare cu cinci petale, alături de frunze pe fond galben închis. Mânerul din lemn, îmbrăcat în piele presată, are un cap încovoiat și prăselele din lemn țintuite cu nituri acoperite cu ornamente filigranate. Teaca susține, pe două inele, un șnur roșu terminat cu două sfere metalice. Pe lamă există o inscripție în limba turcă, indescifrabilă, iar în medalion anul Hagirei 1875. Mai există o inscripție arabă și turana sultanului (o stea cu șase colțuri), și inscripția (adăugată, cu litere chirilice): "T VLADIM". | Muzeul Național de Istorie a României, București        | Cimec    |
|      | Revolver al regelui Ferdinand al României | Datare: 1/4 al sec. XX Școală: Les ouvriers A'Eibar Descoperit: Spania Material: oțel; sidef; email | Revolver cu butoiaș pentru șase gloanțe, având mânerul placat cu sidef, iar din email negru este realizată o coroană și monograma lui Ferdinand "F". | Muzeul Național de Istorie a României, București        | Cimec    |
|      | Buzduganul regelui Carol al II-lea al României Autor: Severin, Alexandru | Datare: 18 iulie 1940 Școală: Uzinele Malaxa Dimensiuni: D max.:124 mm; D min.: 30 mm Material: bronz | Mânerul cilindric al buzduganului este decorat în partea inferioară cu alegorii și scene istorice. Dintre acestea se remarcă cele reprezentând venirea regelui Carol al II-lea în țară și înmânarea Constituției din 1938 de către membrii F.R.N. Pe o prismă pentagonală se află redat cifrul regelui Carol al II-lea timbrat de coroana regală. În partea superioară a mânerului se află cinci cariatide din care două cu scut și două cu spadă. Pe scutul unei cariatide se află un vultur, iar pe celălalt scut apare un leu. Fiecare dintre acestea este îmbrăcată diferit și poartă coroană. Cariatidele susțin un glob de bronz cu 16 ghinturi de oțel. Piesa este formată din trei segmente prinse între ele în interior cu ajutorul unei tije metalice. Buzduganul a fost folosit de regele Carol al II-lea în timpul ceremoniilor oficiale. În interior se află un text datat 18 februarie 1940, redactat de către Severin Alexandru, în care se dau informații privind execuția piesei. A fost realizat la comanda Ministerului Apărării Naționale. Inscripții - în partea superioară a mânerului se află inscripția "Constituția". În partea inferioară inscripția "Armata Marelui Său Căpitan. 8 iunie 1940. Severin 'Pic 'Arch. Făuri în anul 1940". Pe partea inferioară litera "M" înscrisă într-un cerc. | Muzeul Național de Istorie a României, București        | Cimec    |
|      | Steagul Ligii pentru unitatea culturală a tuturor românilor | Datare: Sf. sec. XIX - înc. sec. XX. Dimensiuni: L = 1150 mm; l = 900 mm Material: pânză; mătase; fir de aur; catifea | Culorile steagului sunt dispuse vertical, albastru fiind la hampă, pe o față este brodată cu fir de aur inscripția: "LIGA"; pe cealaltă față este stema țării, iar ecusonul central are stema familiei regale. Scutul este timbrat de coroana regală de oțel și susținut de doi lei, cu litere de aur pe o eșarfă albastră este deviza:" Nihil sine Deo". | Muzeul Național de Istorie a României, București        | Cimec    |
|      | Buzduganul regelui Carol al II-lea al României Autor: Severin, Alexandru | Datare: 1940 Școală: Uzinele Malaxa Dimensiuni: D max.:98 mm; D min.: 20 mm Material: aur | Mânerul cilindric al buzduganului este decorat în partea inferioară cu alegorii și scene istorice. Dintre acestea se remarcă cele reprezentând venirea regelui Carol al II-lea în țară și înmânarea Constituției din 1938 de către membrii F.R.N. Pe o prismă pentagonală se află redat cifrul regelui Carol al II-lea timbrat de coroana regală. În partea superioară a mânerului se află cinci cariatide din care două cu scut și două cu spadă. Cariatidele susțin un glob de aur masiv cu 16 ghinturi. Piesa este formată din trei segmente prinse între ele în interior cu ajutorul unei tije metalice. Inscripții - în partea superioară a mânerului se află inscripția "Constituția". În partea inferioară inscripția "Armata Marelui Său Căpitan. 8 iunie 1940. Severin 'Pic 'Arch. Făuri în anul 1940". A fost realizat la comanda Ministerului Apărării Naționale. | Muzeul Național de Istorie a României, București        | Cimec    |
|      | Fotoliu din Camera Deputaților folosit de Carol I | Datare: 4/4 sec. XIX Dimensiuni: I: 1950 mm Material: lemn; catifea | Fotoliul a fost folosit de Carol I atunci când asista la ședințele Adunării Deputaților, la sfârșitul secolului XIX. Pe spătarul fotoliului, în partea superioară este sculptată stema Regatului României între anii 1881-1918, având în stânga și în dreapta doi lei care o susțin cu labele. Sub stemă, pe părțile laterale sunt sculptate în lemn frunze de laur. La extremitățile brațelor fotoliului sunt sculptate două capete de lei, iar pe părțile laterale ale spătarului aripi de vulturi. | Muzeul Național de Istorie a României, București        | Cimec    |
|      | Scrisoare trimisă de George Enescu, compozitorului Mihail Andricu (Michel Andrico) | Datare: 2 noiembrie 1949 Dimensiuni: 17,8 x 13,2 cm; 2 file Material: hârtie; manuscris; cerneală | Scrisoare cuprinzând 2 file, în limba franceză, trimisă de George Enescu, compozitorului Mihail Andricu (Michel Andrico, 1894-1974) prin care marele compozitor român își exprimă gratitudinea pentru sprijinul acordat în ceea ce privește tipărirea partiturii operei „Oedipe‟. Constituită ca o tragedie în 4 acte, a fost compusă între 1921 și 1931, fiindu-i dedicată soției. Premiera mondială a avut loc în ziua de 13 martie 1936 la Opera Garnier din Paris. Pe fila a doua sunt 2 ștampile: o ștampilă de formă rotundă cu textul „CONSERVATORUL CIPRIAN PORUMBESCU. MUZEUL. 1964‟, de culoare roșie; o ștampilă de formă ovala cu textul „MUZEUL CONSERVATORULUI CIPRIAN PORUMBESCU. Nr. 3263. BUCUREȘTI‟, de culoare roșie. | Muzeul Național „George Enescu”, București              | Cimec    |
|      | Scrisoare trimisă compozitorului George Enescu de către pianistul american Sanford Schlüssel | Datare: 14 decembrie (?) Dimensiuni: 27,5 x 21,6 cm; 3 file Material: hârtie; manuscris; cerneală | Scrisoare în limba engleză, trimisă compozitorului George Enescu de către pianistul american Sanford Schlüssel prin care acesta rememorează frumoasele amintiri legate de colaborarea cu maestrul Enescu care s-a finalizat cu un contract la Casa de discuri „Columbia‟ unde a fost înregistrată interpretarea de către cei doi muzicieni a creației lui Ernest Chausson - „Poem‟ Op. 25 (pentru vioară și pian). De asemenea își exprimă urările cordiale la adresa soților Enescu. În anul 1929 a fost înregistrată la Casa de discuri „Columbia‟ din New York creația muzicală „Poem‟ Op. 25 (pentru vioară și pian) care îi aparține lui Ernest Chausson, în interpretarea compozitorului George Enescu și a pianistului Sanford Schlüssel. Scrisoarea poate fi datată în 1930 având în vedere referirile din scrisoare la anul 1929 – anul colaborării între cei doi muzicieni. În partea superioară apare ștampila în cerneală albastră „Muzeul George Enescu București‟. | Muzeul Național „George Enescu”, București              | Cimec    |
|      | Scrisoare de recomandare din partea compozitorului George Enescu | Datare: nedatată Dimensiuni: 25,2 x 16,1 cm; 3 file Material: hârtie; manuscris; cerneală | Scrisoare cu destinatar necunoscut, trimisă de către George Enescu prin care îl recomandă pe tânărul compozitor român Dimitrie Cuclin pentru a susține concerte-lecție în Statele Unite ale Americii. Dimitrie Cuclin (1885-1978), a fost compozitor, muzicolog, filosof, scriitor și traducător. Între 1922 și 1930 Dimitrie Cuclin a fost profesor de vioară și teoria muzicii la City Conservatory of Music și la Brooklin College of Music din New York, perioadă în care a susținut o serie de concerte-lecție. A revenit în țară în 1930, în cadrul Conservatorului din București, până în 1948 fiind profesor de armonie, contrapunct și compoziție. | Muzeul Național „George Enescu”, București              | Cimec    |
|      | Scrisoare de recomandare din partea compozitorului George Enescu | Datare: 30 noiembrie 1945 Dimensiuni: 29,8 x 21,2 cm; 1 filă Material: hârtie; manuscris; cerneală | Recomandare din partea compozitorului George Enescu pentru oboistul Boris Zelinski spre a-i fi încredințată o clasă de oboi. Pe prima filă a documentului apare antetul MINISTERUL ARTELOR „FILARMONICA‟ STRADA FRUMOASĂ 39 TEL. 4.51.31 BUCUREȘTI. Se observă și ștampila de formă rotundă (culoare violet) „MINISTERUL ARTELOR FILARMONICA‟ cu stema Statului român. | Muzeul Național „George Enescu”, București              | Cimec    |
|      | Scrisoare de recomandare din partea compozitorului George Enescu, destinatar necunoscut | Datare: mai 1946 Dimensiuni: 25,8 x 19,2 cm; 1 filă Material: hârtie; manuscris; cerneală | Scrisoare trimisă unui destinatar necunoscut din partea lui George Enescu prin care acesta îl recomandă pe compozitorul Ludovic Feldman pentru a fi sprijinit „să poată produce în liniște lucrări muzicale însemnate‟. Ludovic Feldman (1893-1987) a fost compozitor și violonist, concert-maestru al Filarmonicii din București între anii 1945-1953. | Muzeul Național „George Enescu”, București              | Cimec    |
|      | Scrisoare oficială trimisă de către Leonard Bernstein lui George Enescu | Datare: 23 februarie 1950 Dimensiuni: 27,7 x 21,4 cm; 1 filă Material: hârtie; dactilografiere; cerneală | Scrisoare oficială, în limba engleză, trimisă de către Leonard Bernstein lui George Enescu. Leonard Bernstein îi scrie lui George Enescu cu rugămintea de a se alătura Comitetului Muzical Consultativ (Music Advisory Committee) al Fundației Americane pentru Instituțiile Israeliene (American Fund for Israel Institutions). Scopul acelui comitet era promovarea relațiilor interculturale între Statele Unite ale Americii și Israel, cu accent pe domeniul muzicii. Fundația Americană pentru Instituțiile Israeliene își propunea dezvoltarea instituțiilor muzicale din Israel: Orchestra Filarmonică, Opera, Conservatorul Palestinian de Muzică, Conservatorul de Muzică din Tel Aviv, Noul Conservator de Muzică, Asociația Compozitorilor din Israel. Contribuția lui George Enescu era considerată utilă. Pe document se observă notat de către George Enescu „rep. (repondu)/ accepté!‟ Leonard Bernstein, compozitor, dirijor și pianist american (1918-1990). Pe fila documentului apare antetul „Music Advisory Committee. American Fund for Israel Institutions 267 WEST 71st STREET NEW YORK 23, N.Y. TRAFALGAR 3-2700‟. | Muzeul Național „George Enescu”, București              | Cimec    |